# Alter Südfriedhof (Munique)
Vista para o norte da St. Stefanskirche.
O Alter Südfriedhof – vulgarmente conhecido como Alter Südlicher Friedhof – em Munique foi criado em 1563 como cemitério da peste fora dos portões da cidade a pedido do duque Alberto V da Baviera. Encontra-se a algumas centenas de metros ao sul da Sendlinger Tor entre a Thalkirchner Straße a oeste e a Pestalozzistraße a leste, com uma largura máxima de 180 metros. As fronteiras norte e sul são a Stephansplatz e a Kapuzinerstrasse, uma distância de 720 metros. A área de superfície é cerca de dez hectares. Foi de 1788 a 1868, durante oitenta anos, o único cemitério de toda a cidade, sendo localizados portanto os túmulos de uma série de proeminentes personalidades de Munique.

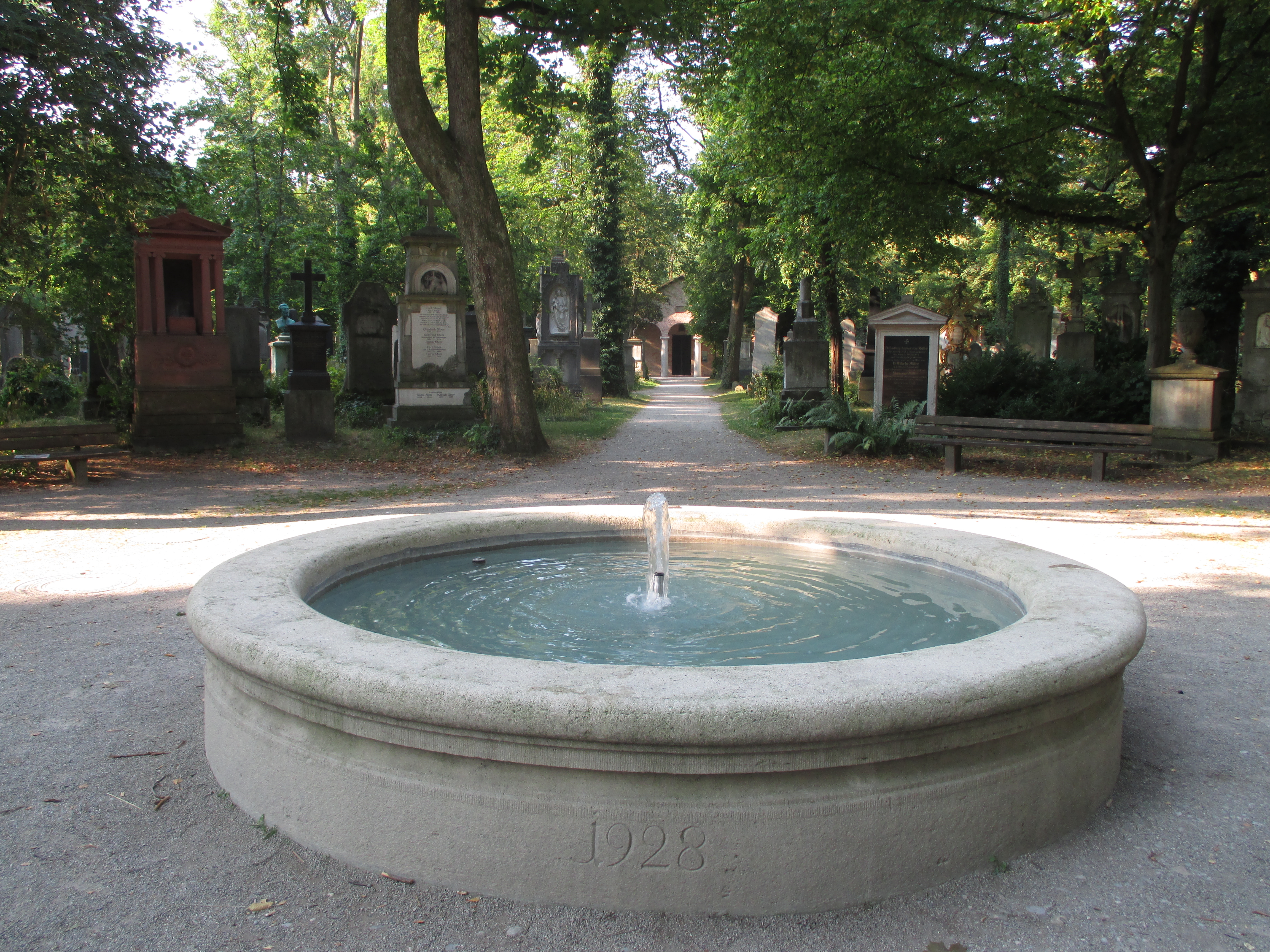
Fonte na parte antiga com vista do Lapidarium

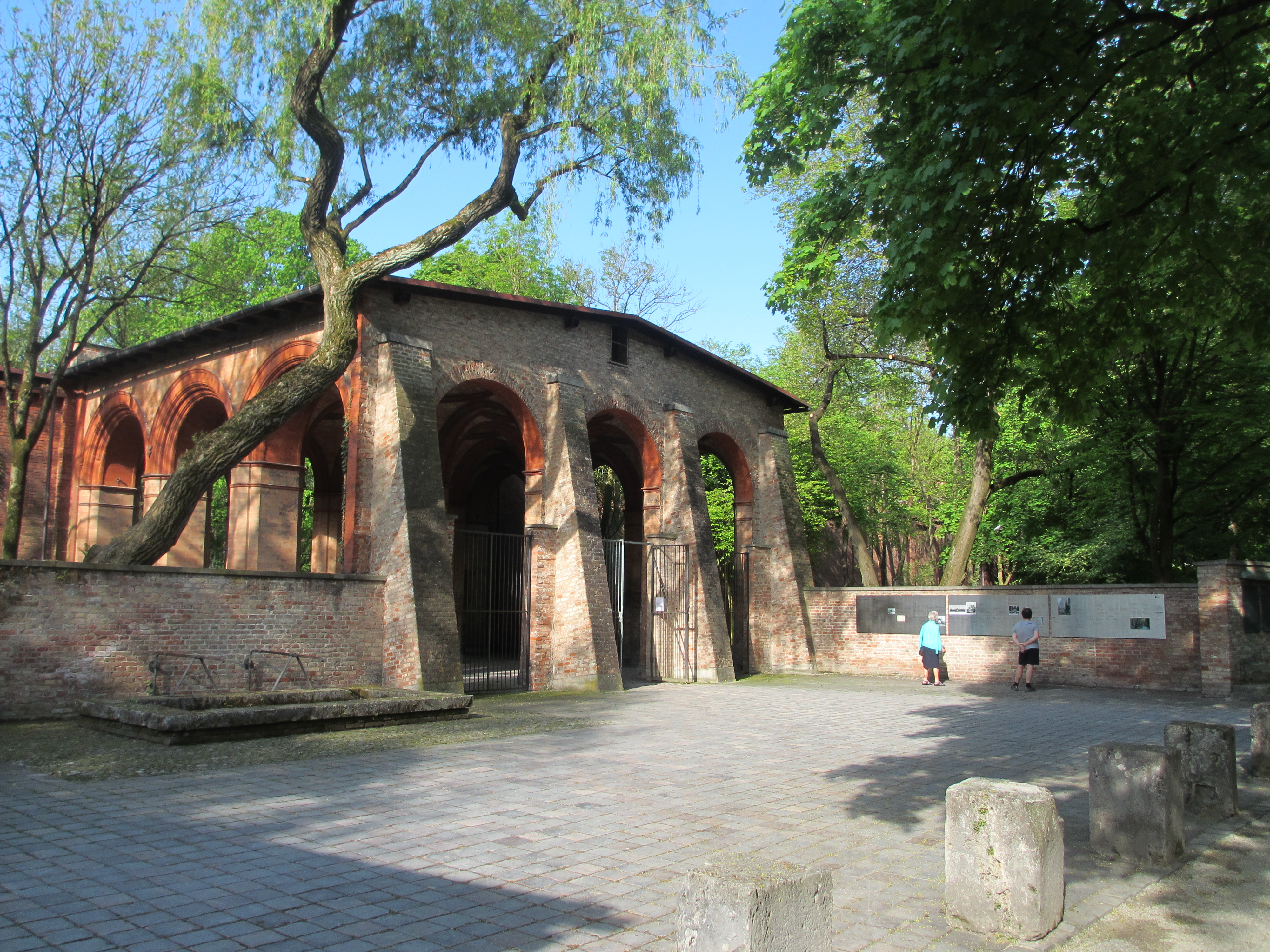
Passagem da antiga para a nova parte (construída em 1850) do cemitério com placa informativa sobre a história do cemitério

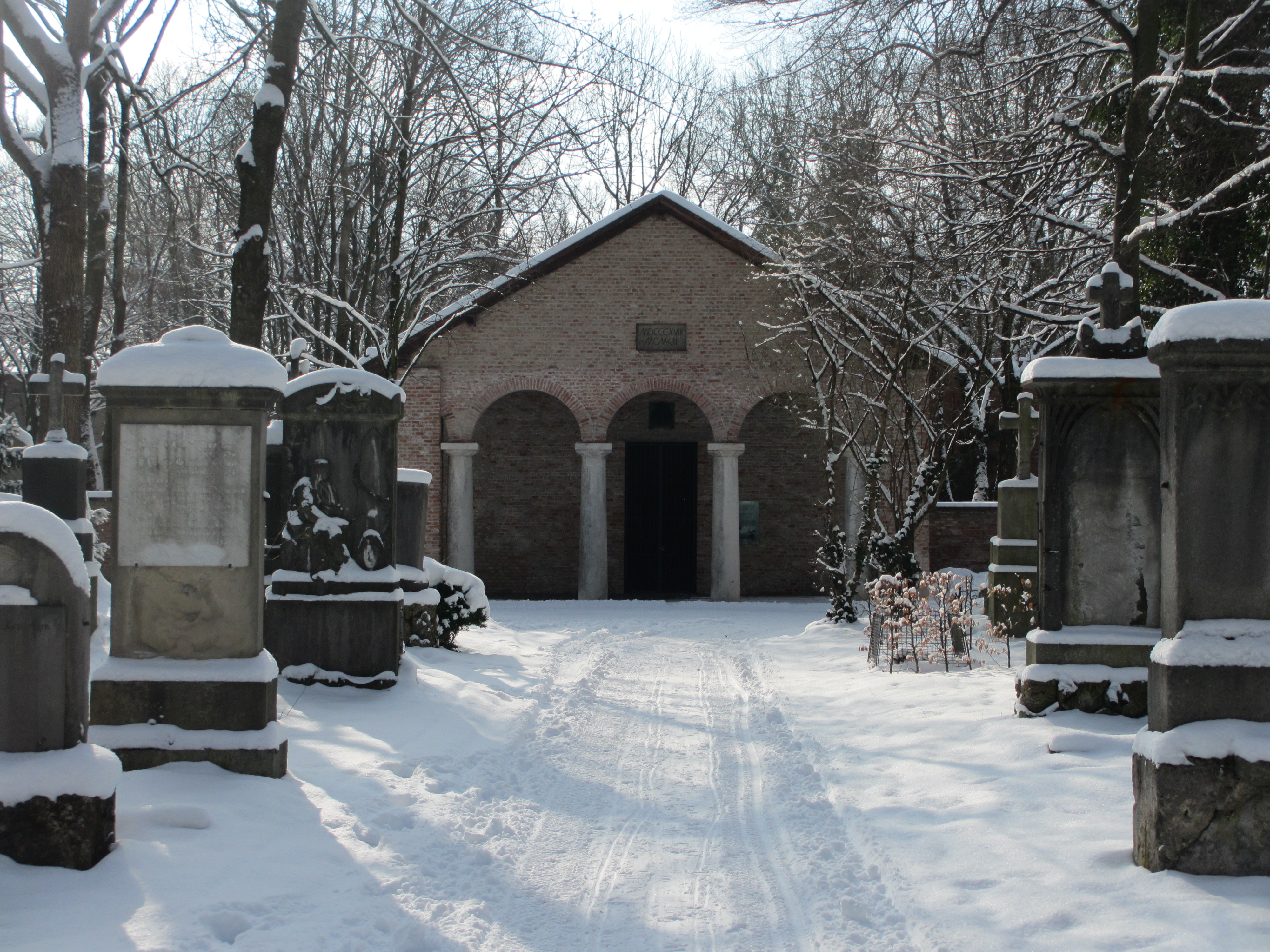
Lapidarium no inverno

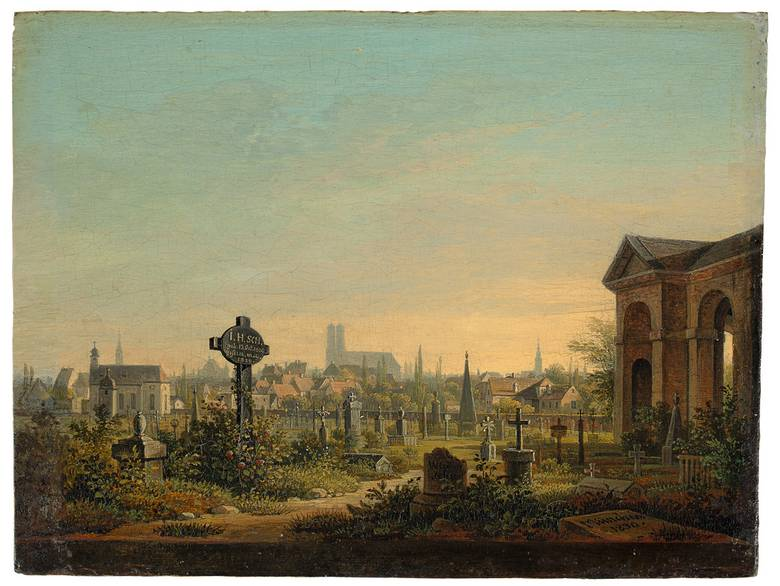
Wilhelm Scheuchzer: O Alte Südfriedhof 1830

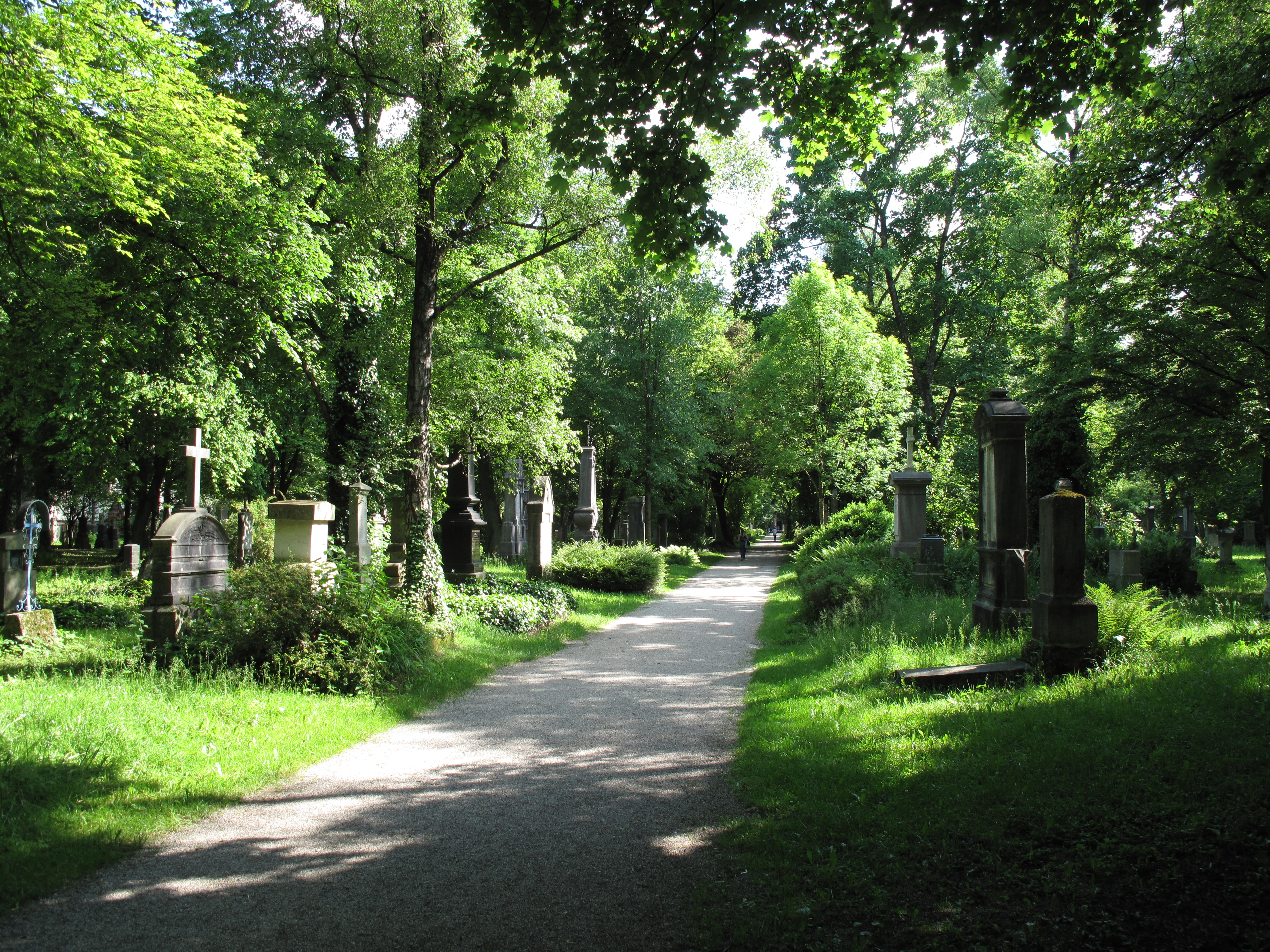

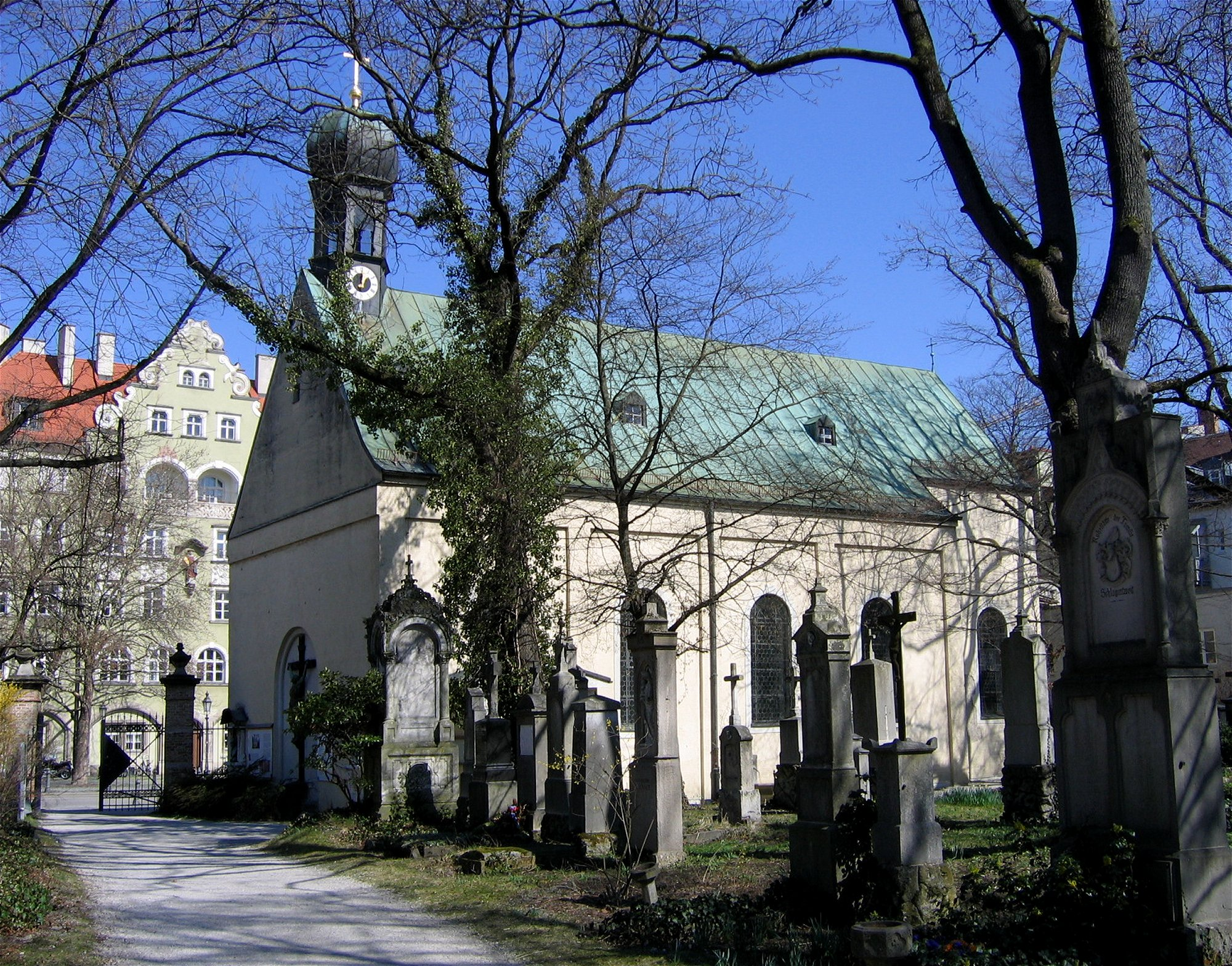
St. Stephan

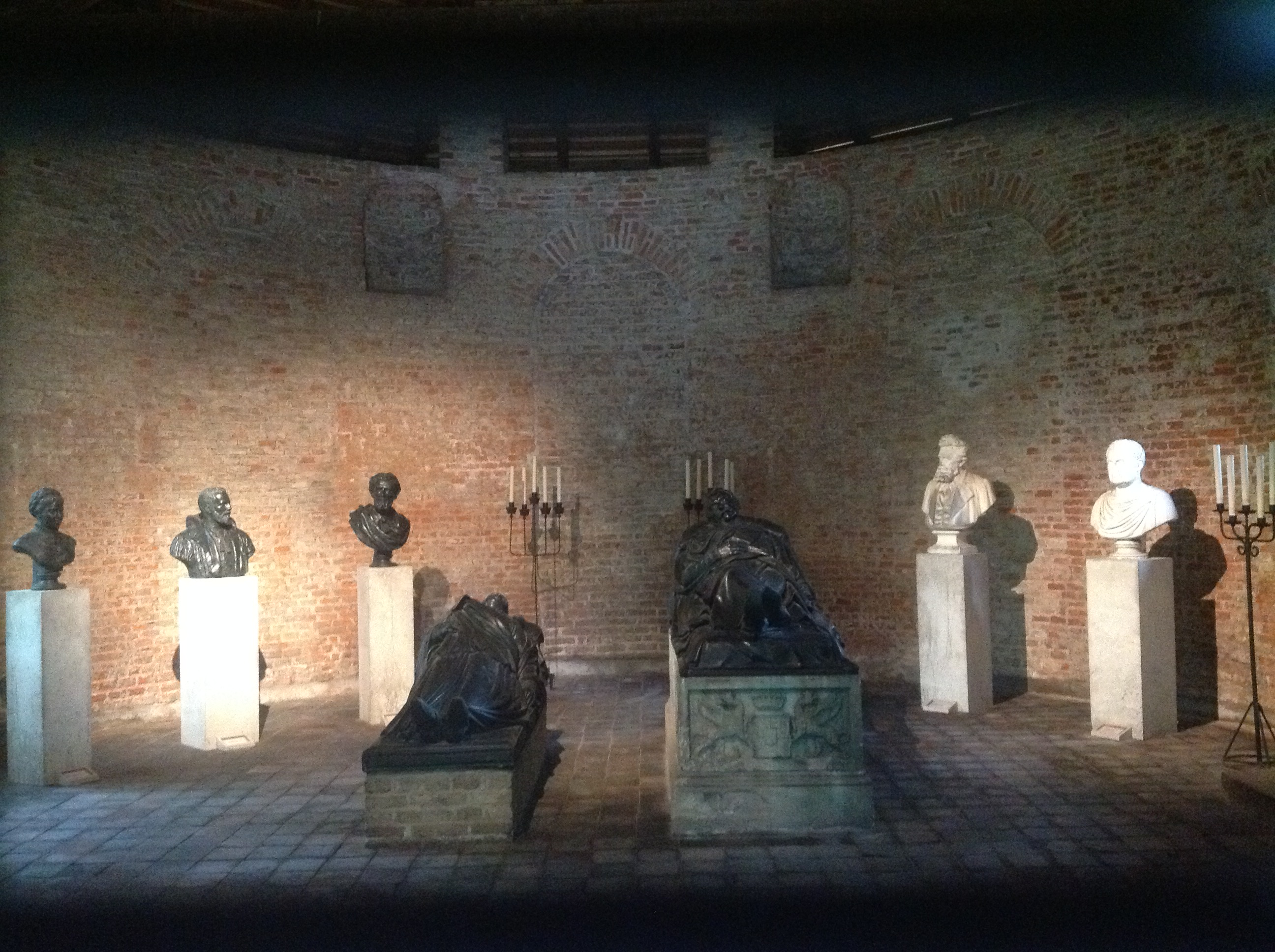
Vista do Lapidarium

## Sepulturas de personalidades conhecidas

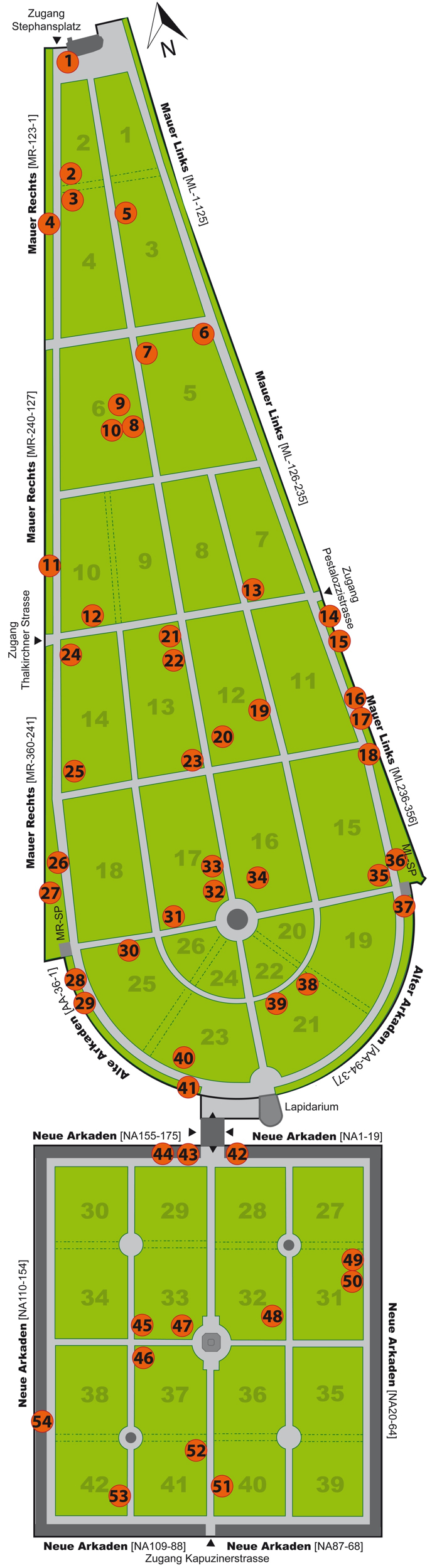
Localização de sepulturas conhecidas (pontos em vermelho no mapa); as cifras em verde mostram os campos de sepulturas (Gräberfelder ou Sektionen). Os nomes associados podem ser consultados na placa na entrada do cemitério (ver também a imagem da placa abaixo) ou no arquivo em formato pdf: Grundrissplan mit Lagekennzeichnung von 54 Gräbern berühmter Personen (entspricht Plan auf den Eingangstafeln siehe Bild darunter)

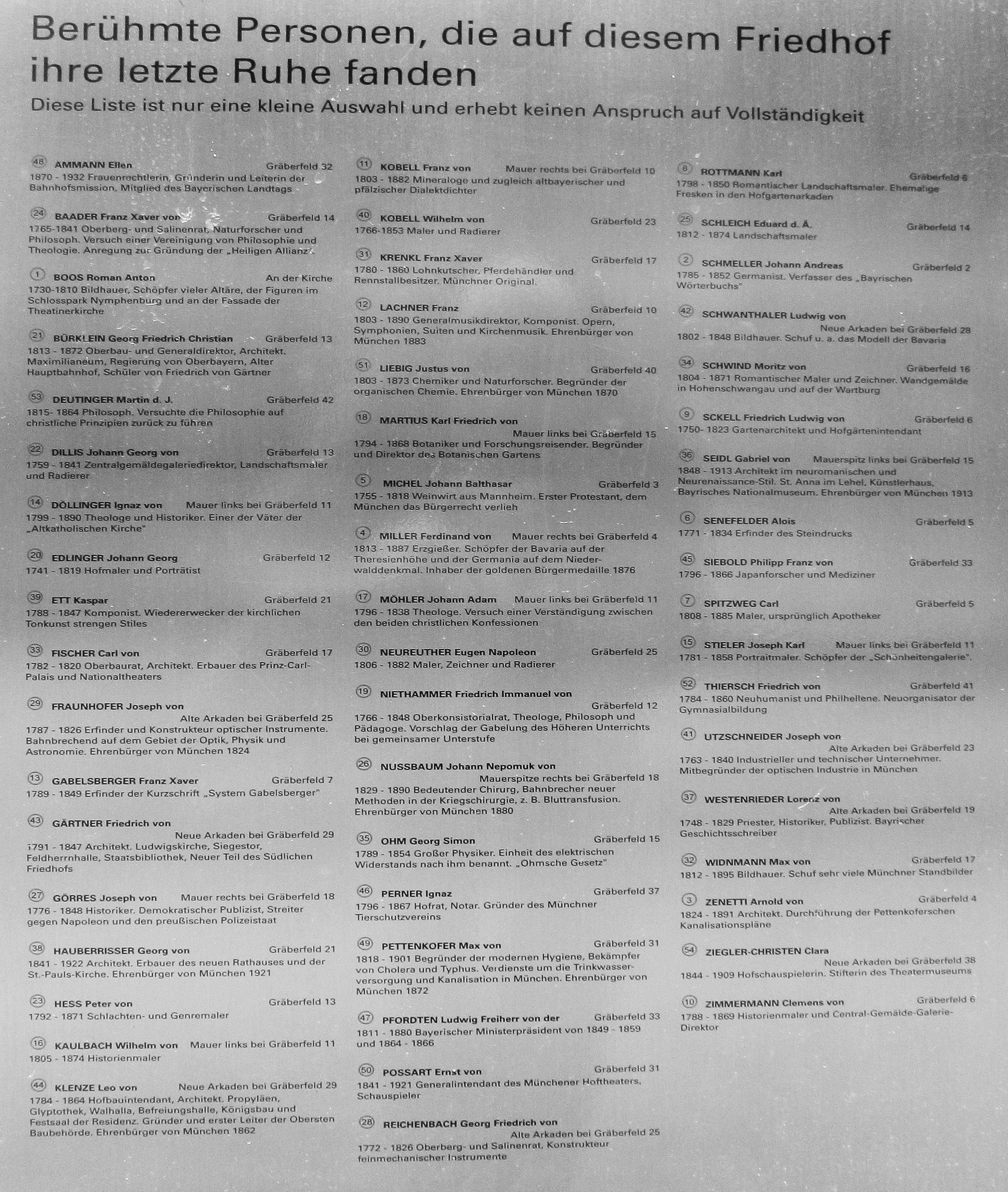
Tafel mit Namen berühmter Personen mit Nummernangabe zur Lage der Gräber (siehe Lageplan über diesem Bild)

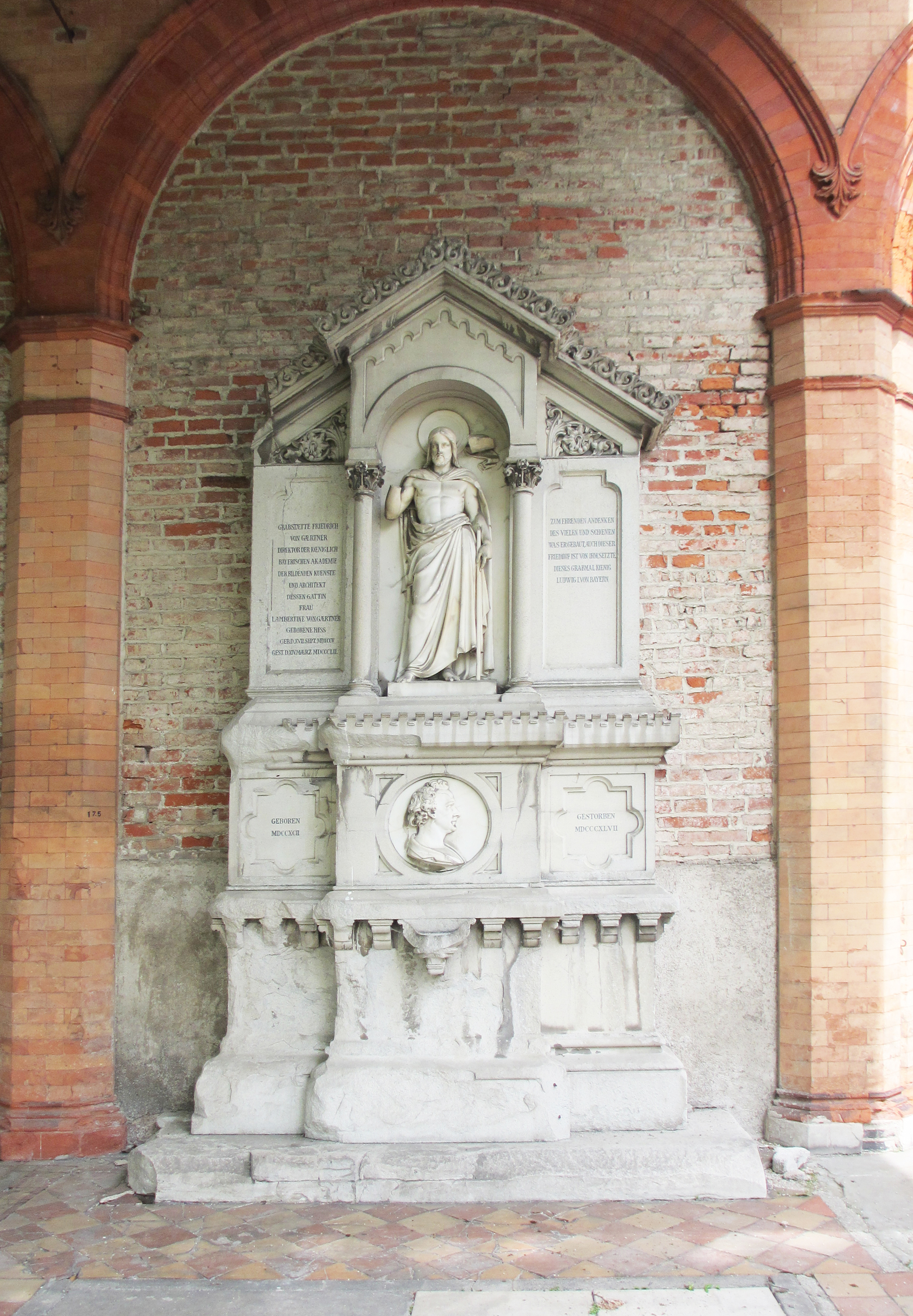
Sepultura de Friedrich Gärtner

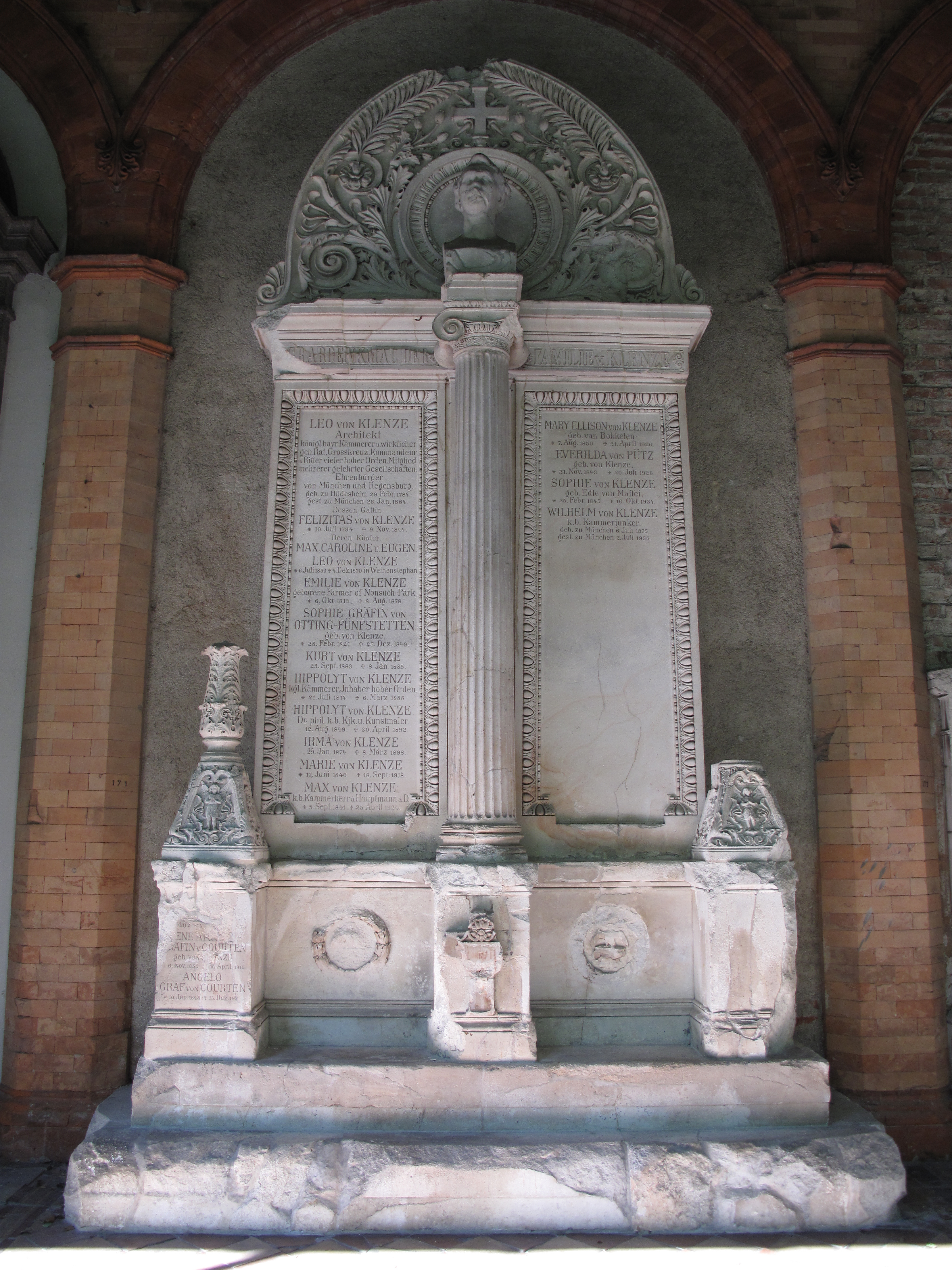
Grab Leo von Klenzes [Grabfeld Neue Arkaden [NA] 171.

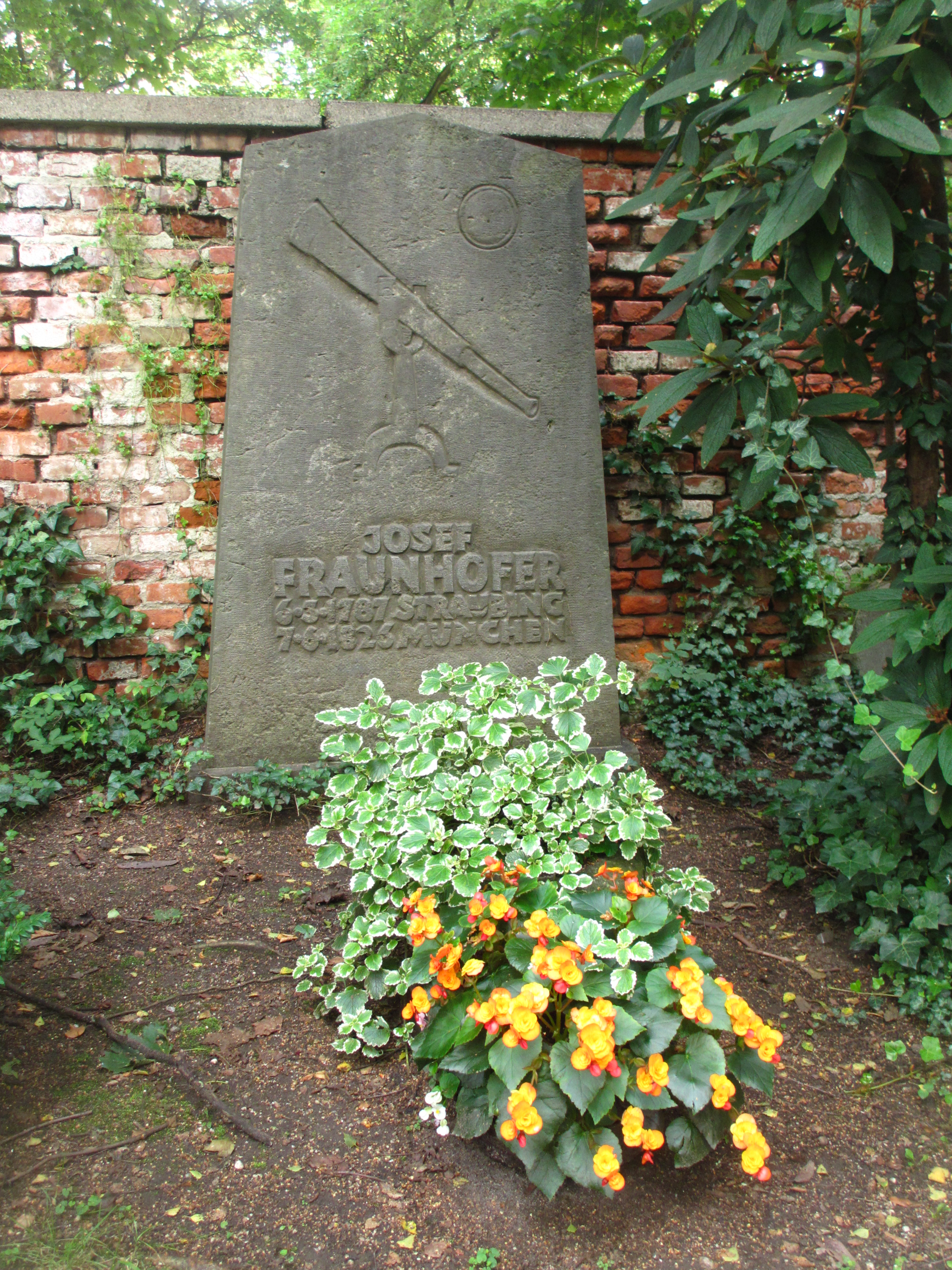
Sepultura de Joseph von Fraunhofers

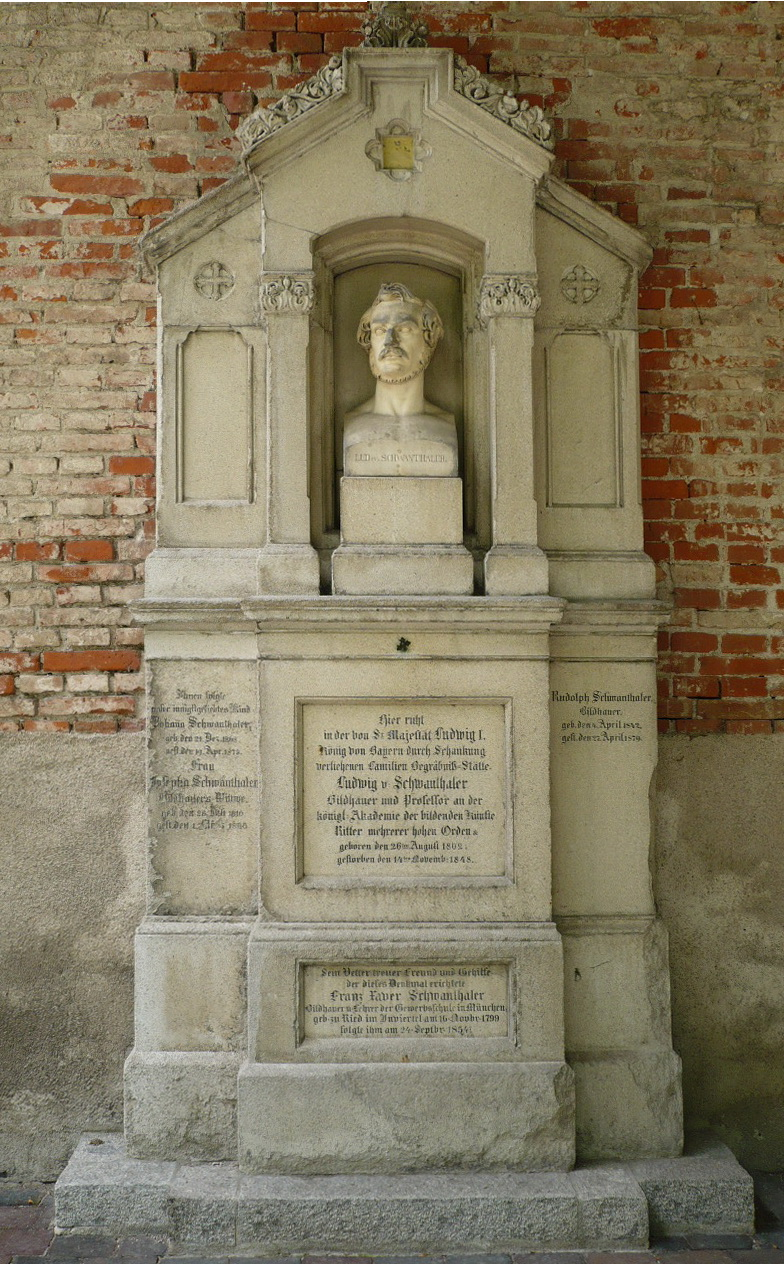
Sepultura de Ludwig Schwanthalers

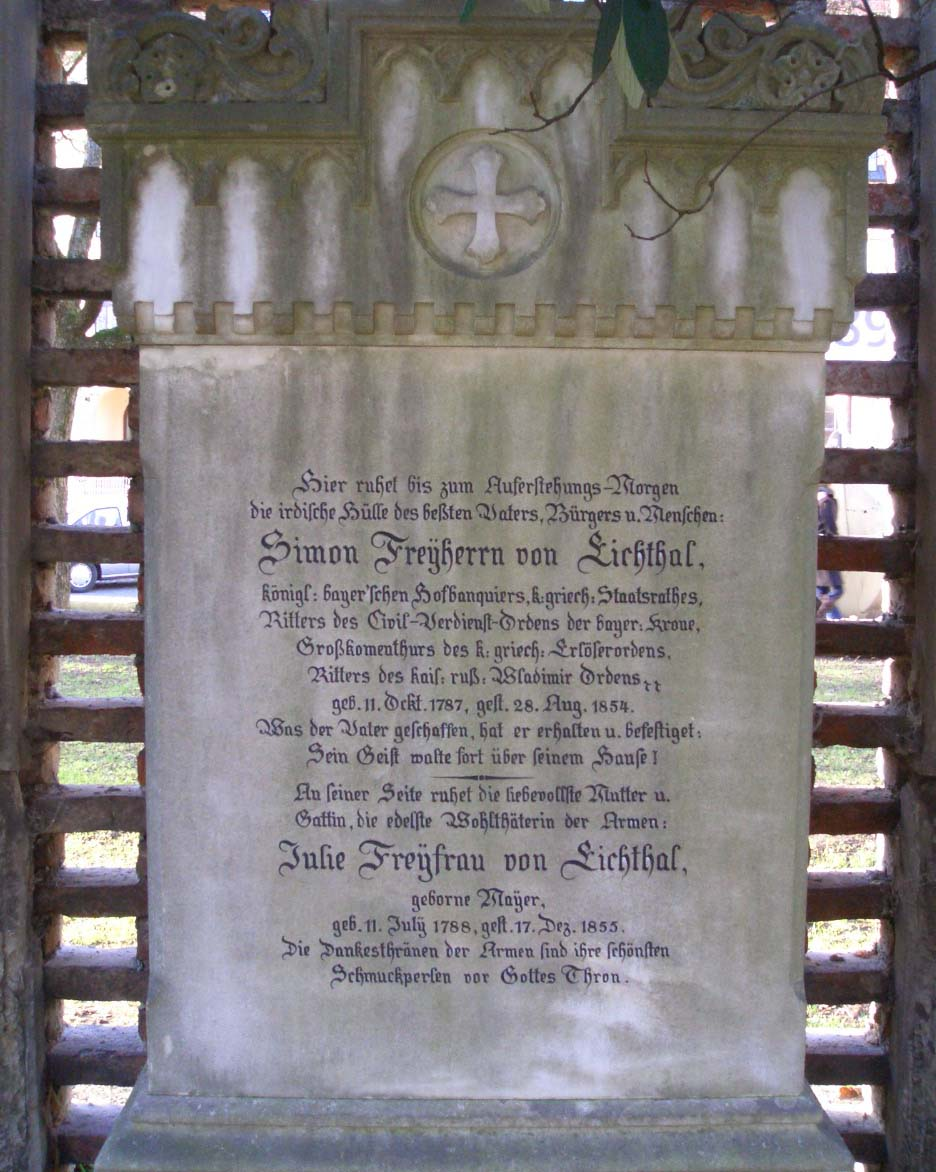
Grabstein Simon Freiherr von Eichthal, Mitbegründer der Bayerischen Hypotheken- und Wechselbank

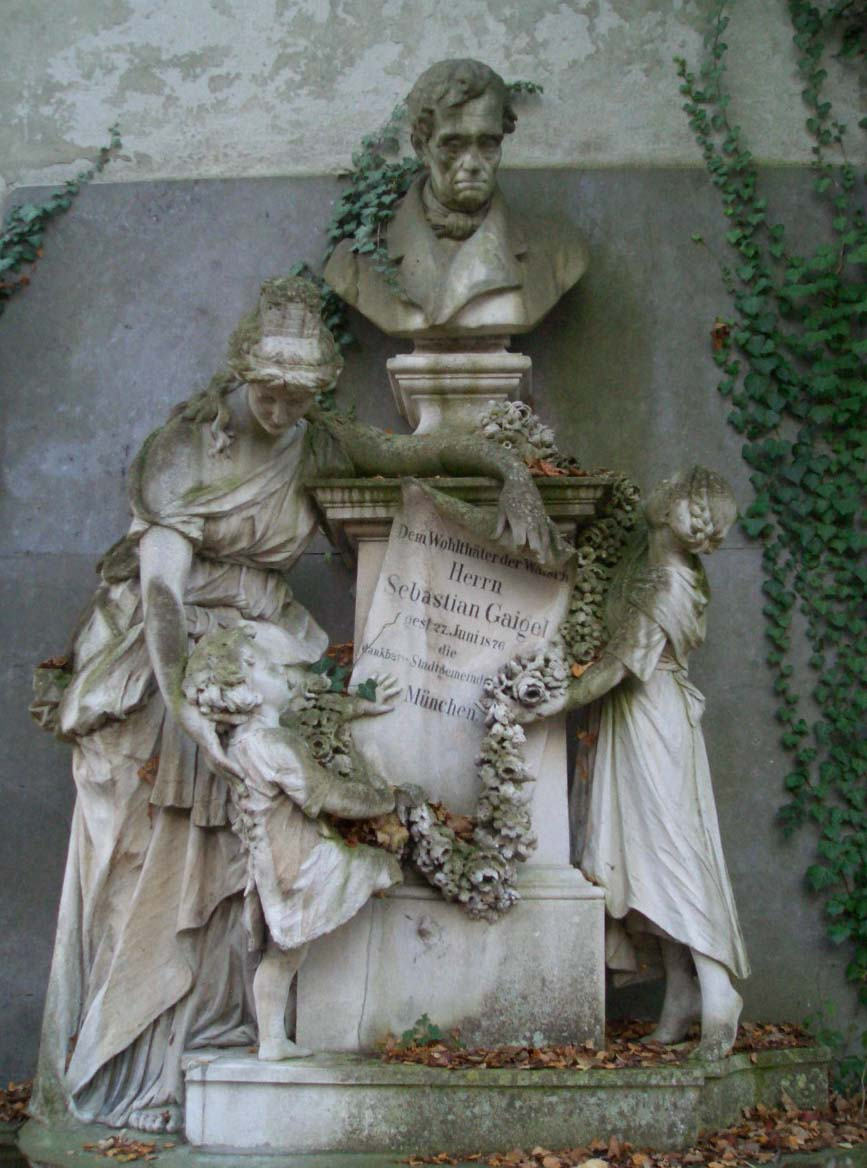
Sebastian Gaigel: Zwei Waisenkinder und eine Monachia bringen Blumen (von Wilhelm von Rümann?)

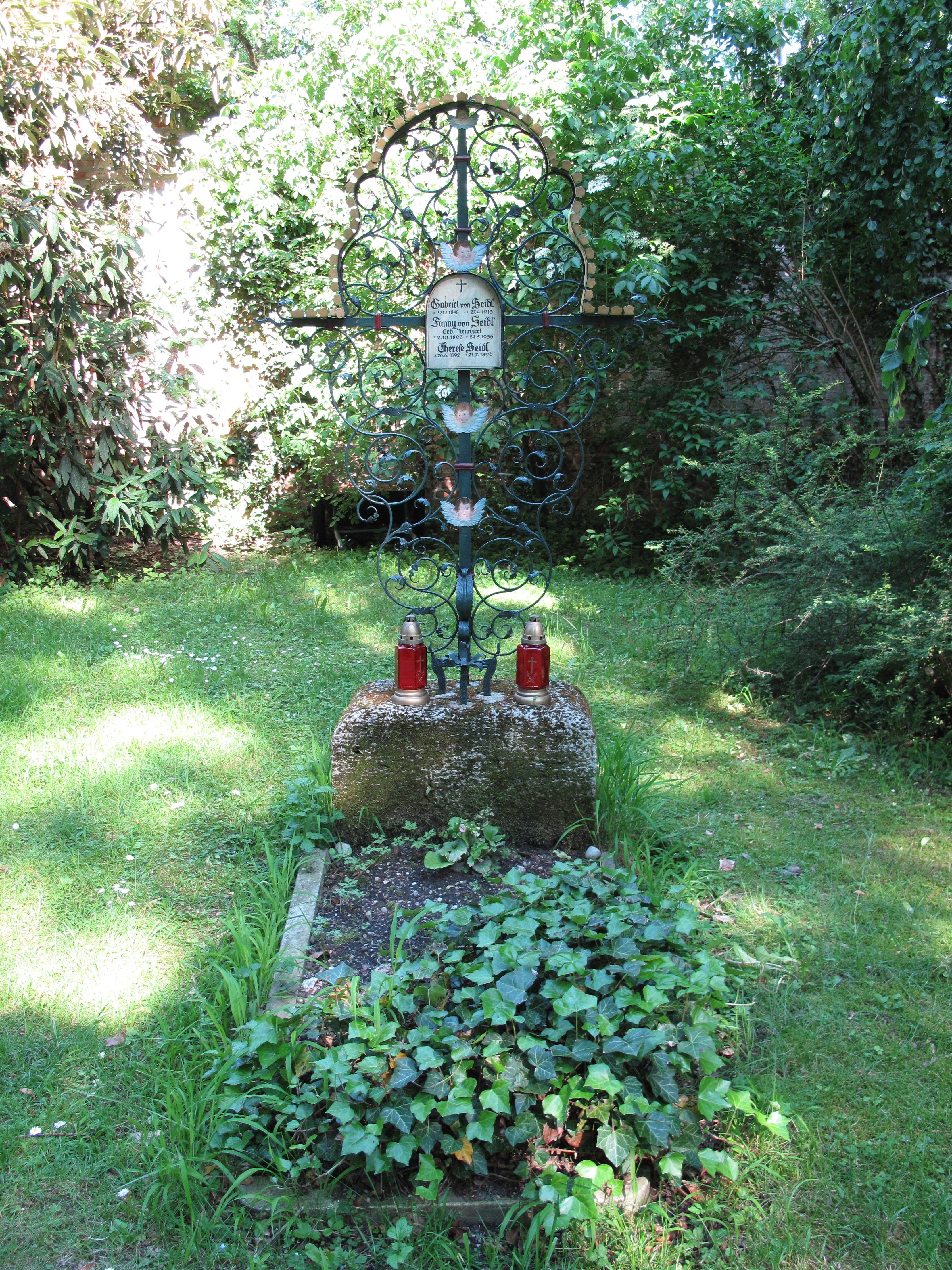
Sepultura de Gabriel von Seidls

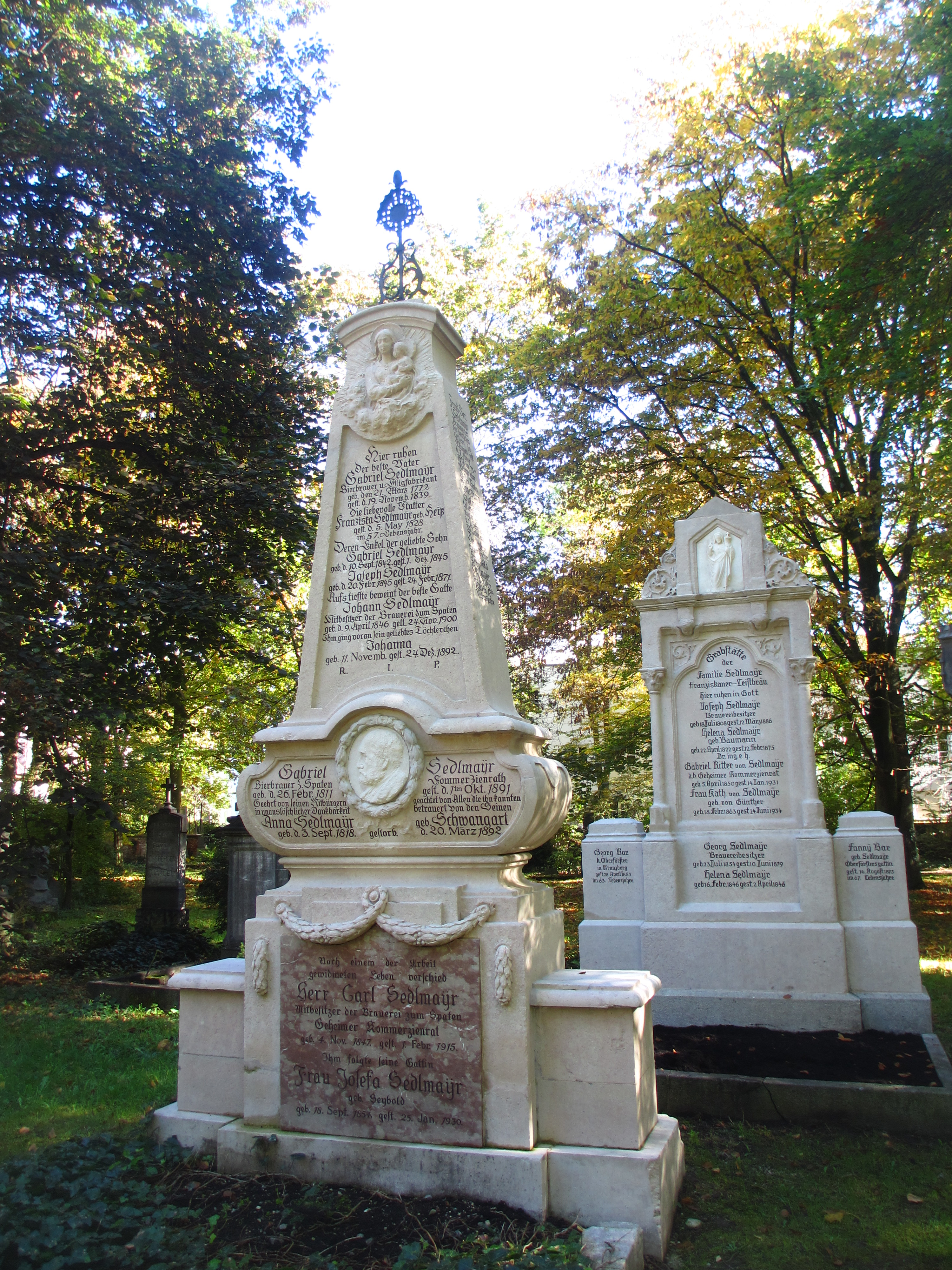
A sepultura de Gabriel Sedlmayr d. J. é uma obra de Gabriel von Seidl

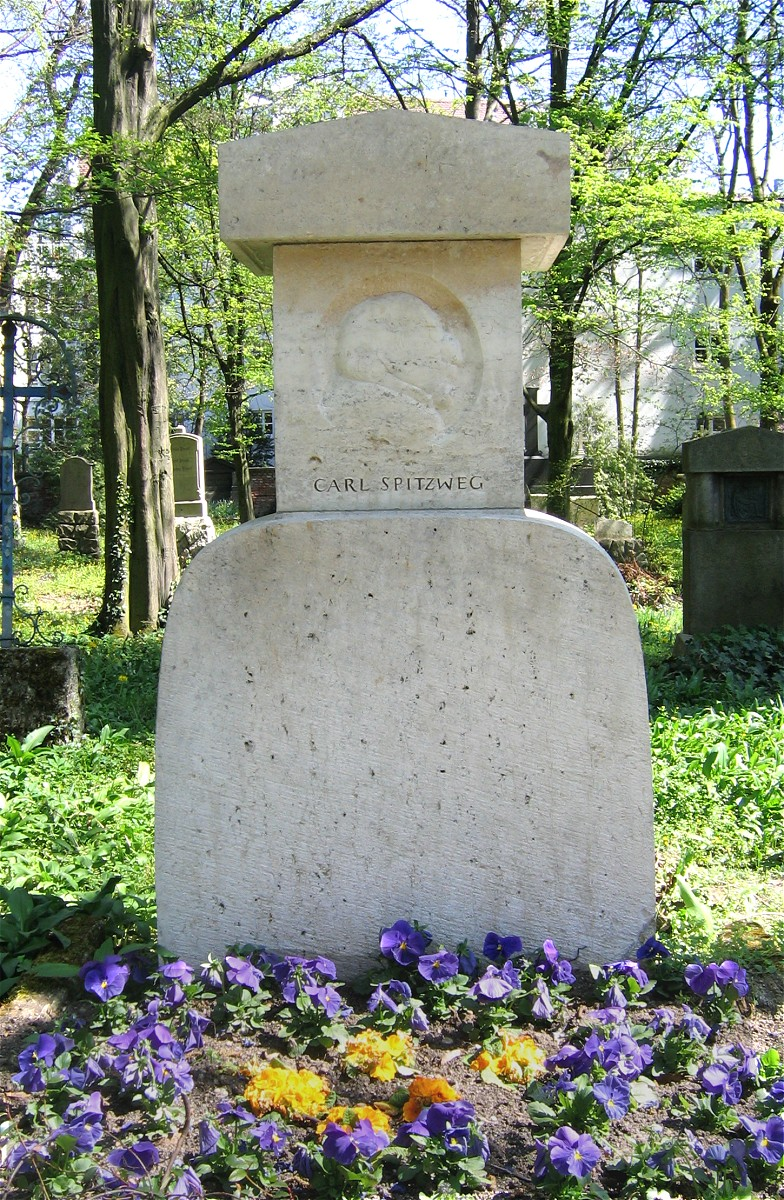
Sepultura de Carl Spitzweg

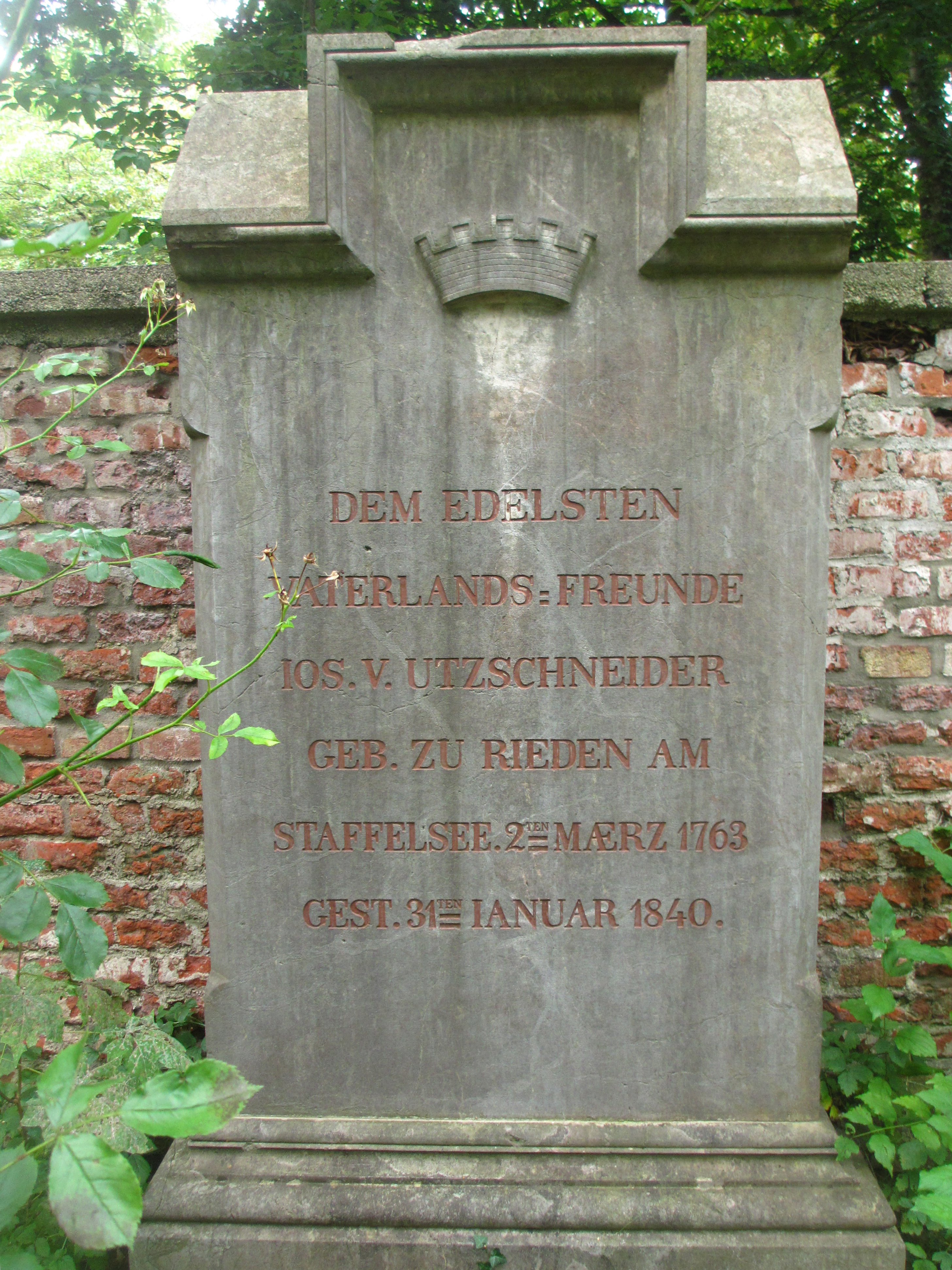
Sepultura de Joseph von Utzschneider

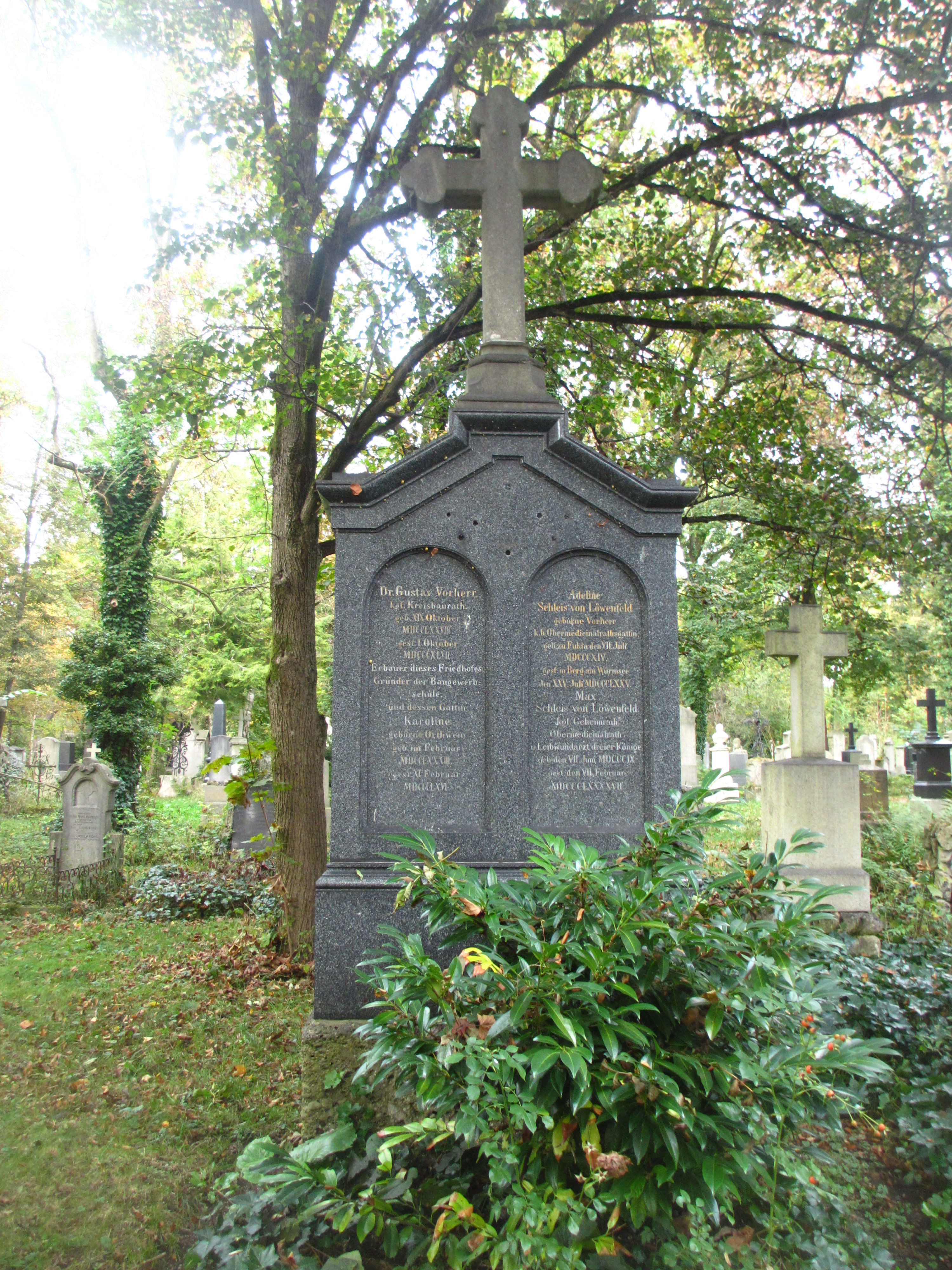
Sepultura de Gustav Vorherr

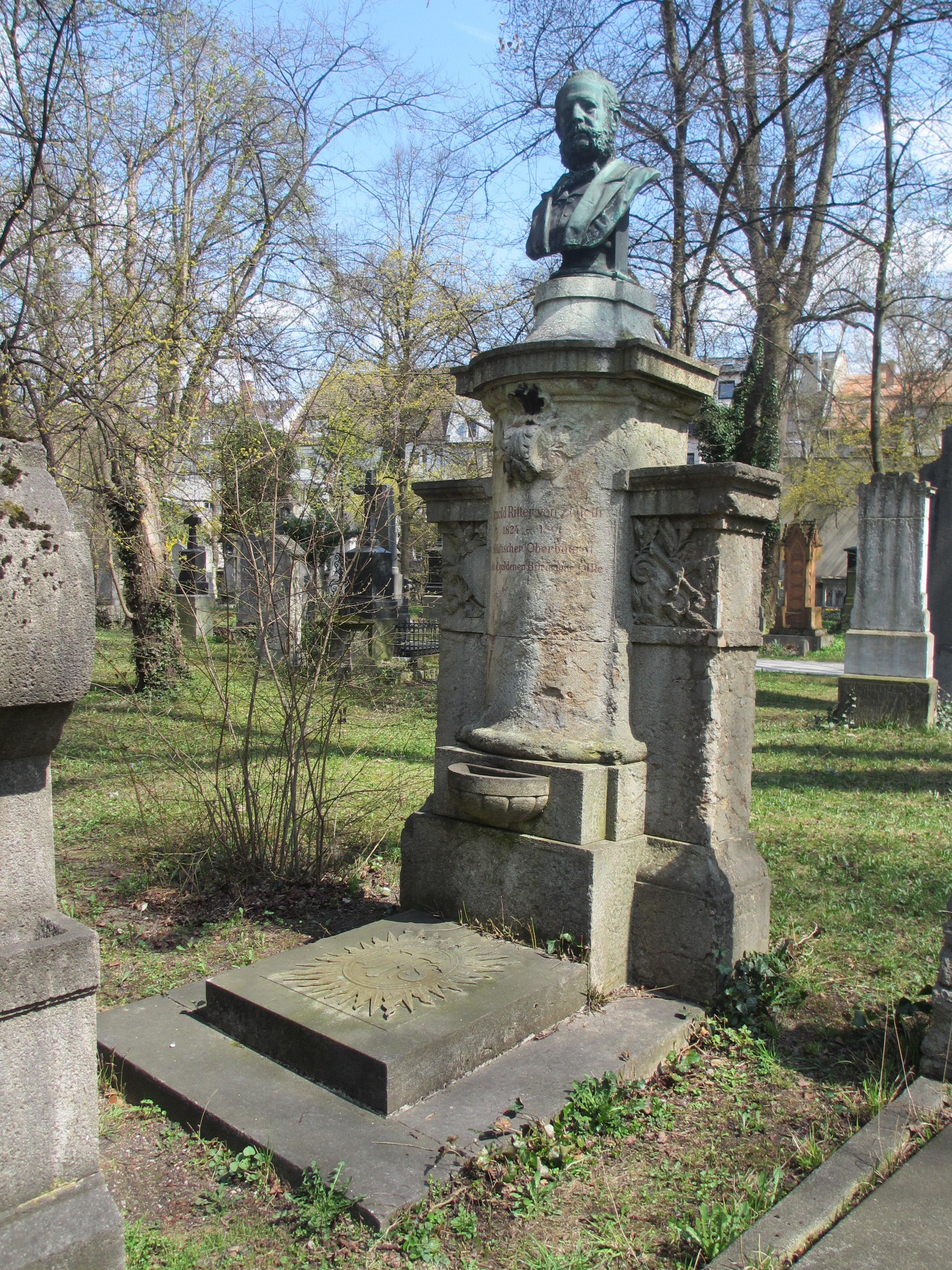
Sepultura de Arnold Zenetti

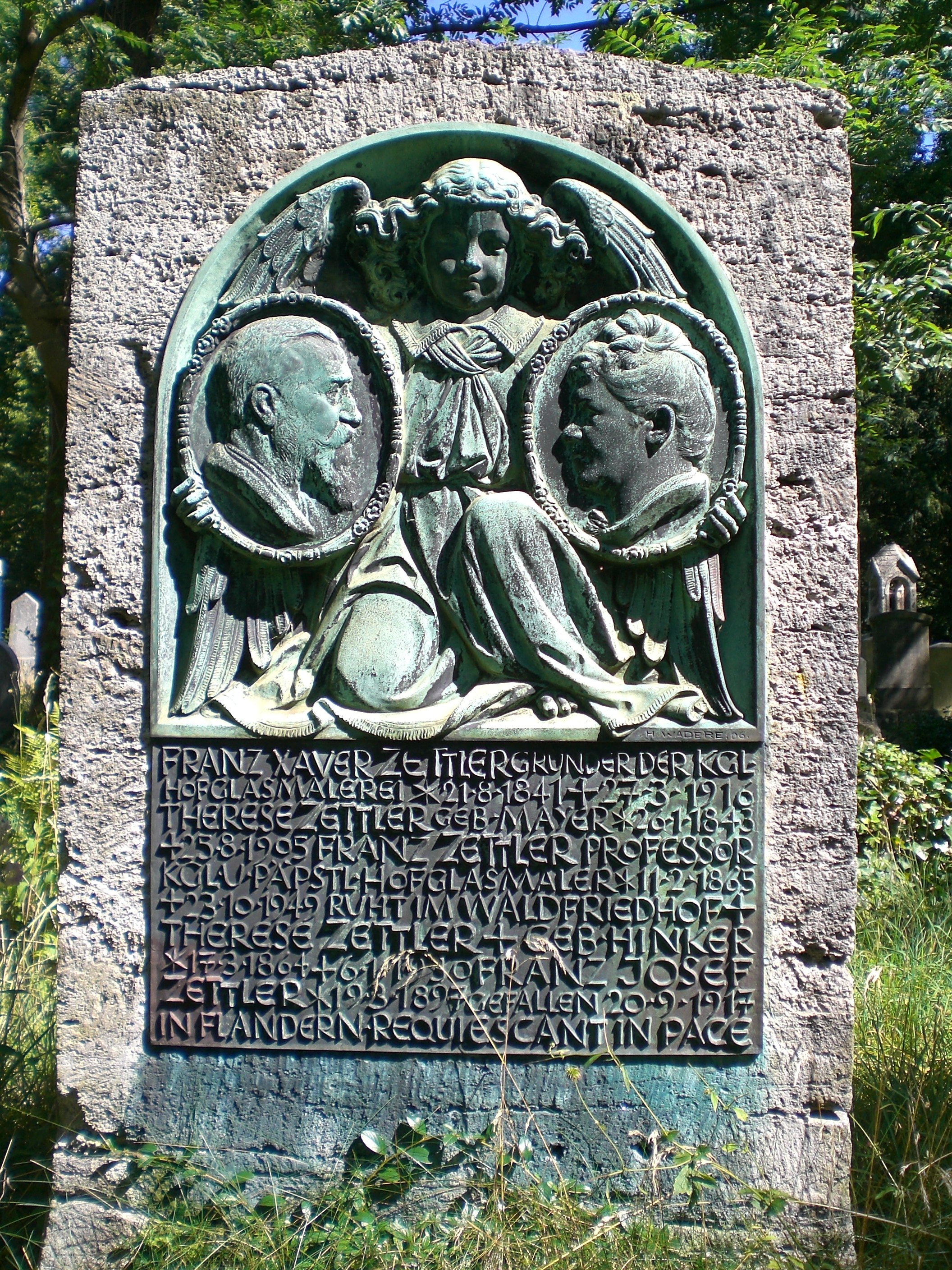
Sepultura de Franz Xaver Zettler

- Exemplo para a sepultura de Carl Spitzweg: 5-17-10/11 – Sepultura em Gräberfeld 5 Linha 17 Local 10/11
- Exemplo para a sepultura de Max Emanuel Ainmiller: NA-158 [em GF 30] – Sepultura na Neue Arkade Local 158 próximo ao Gräberfeld 30

### A
- Albrecht Adam (1786-1862 – 76 anos) - pintor - Localização: 27-1-25/26
- Julius Adam (1821-1874 – 53 anos) - pintor, litografista - Localização: 33-13-30
- Max Emanuel Ainmiller (1807-1870 – 63 anos) – pintor – Localização: NA-158 [em GF 30]
- Joseph Albert (1825-1886 – 61 anos) – fotógrafo da corte – Localização: MR-15/16 [em GF 2]
- Ellen Ammann (1870-1932 – 62 anos) – fundadora da Associação das Mulheres Católicas, membro do parlamento estadual, ativista dos direitos das mulheres – Localização: 32-1-12/13
- Hermann Anschütz (1802-1880 – 77 anos) - pintor - Localização: 28-8-25/26
- Adolph von Asch (1839-1906 – 66 anos) – tenente-general, Ministro da Guerra da Baviera – Localização: AA-33 [em GF 23]

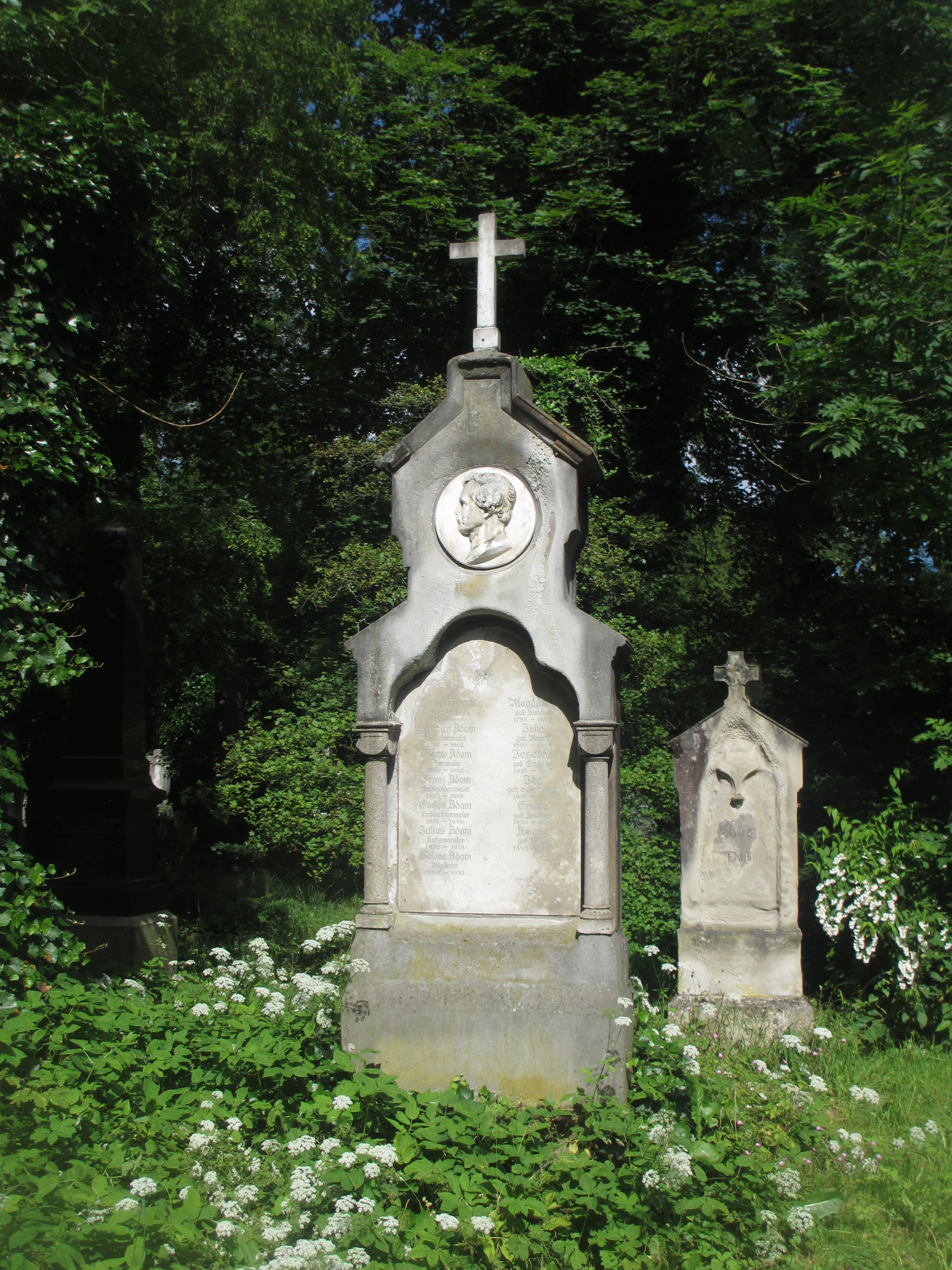
Albrecht Adam (1786-1862)
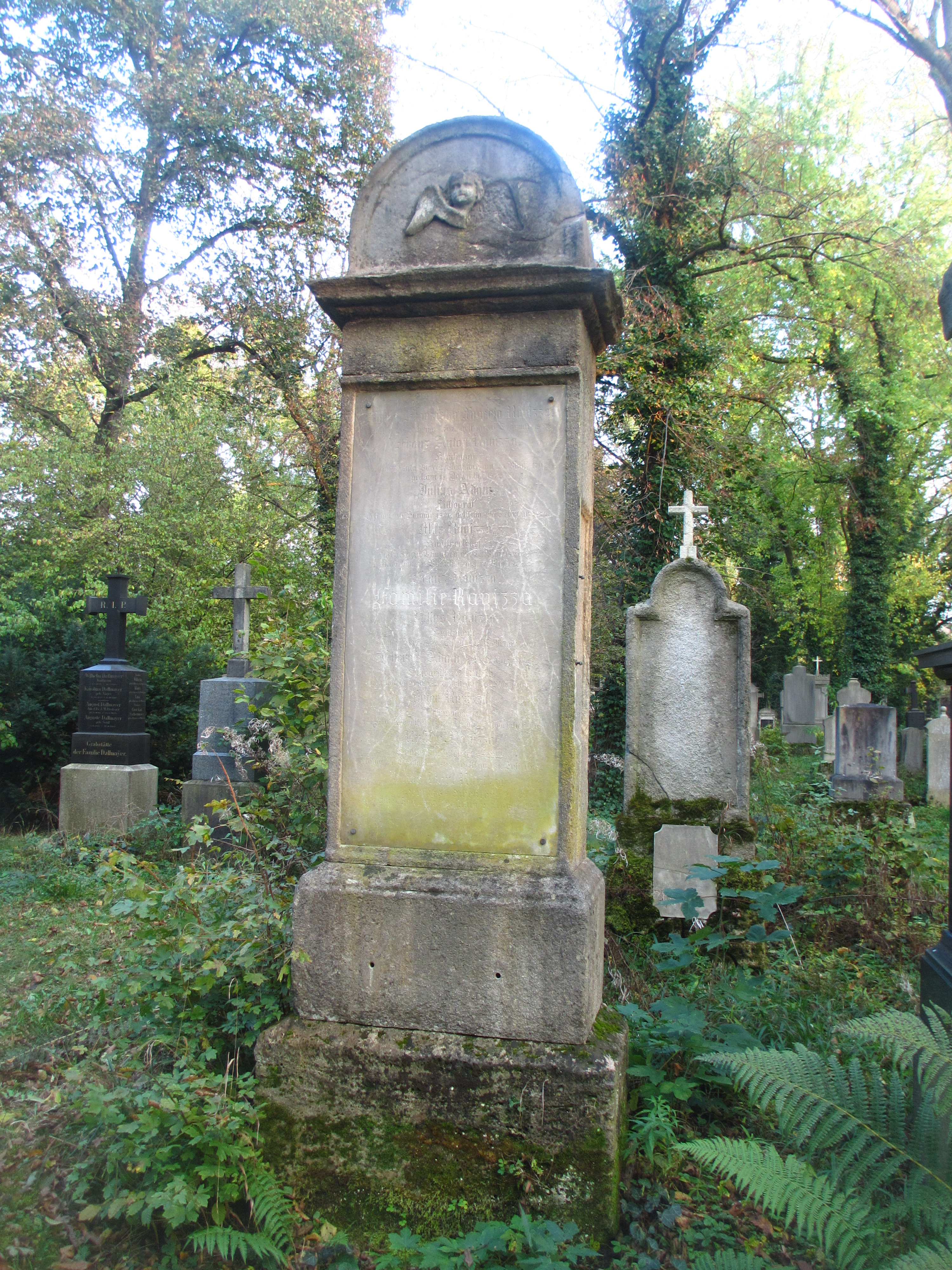
Julius Adam (1821-1874)
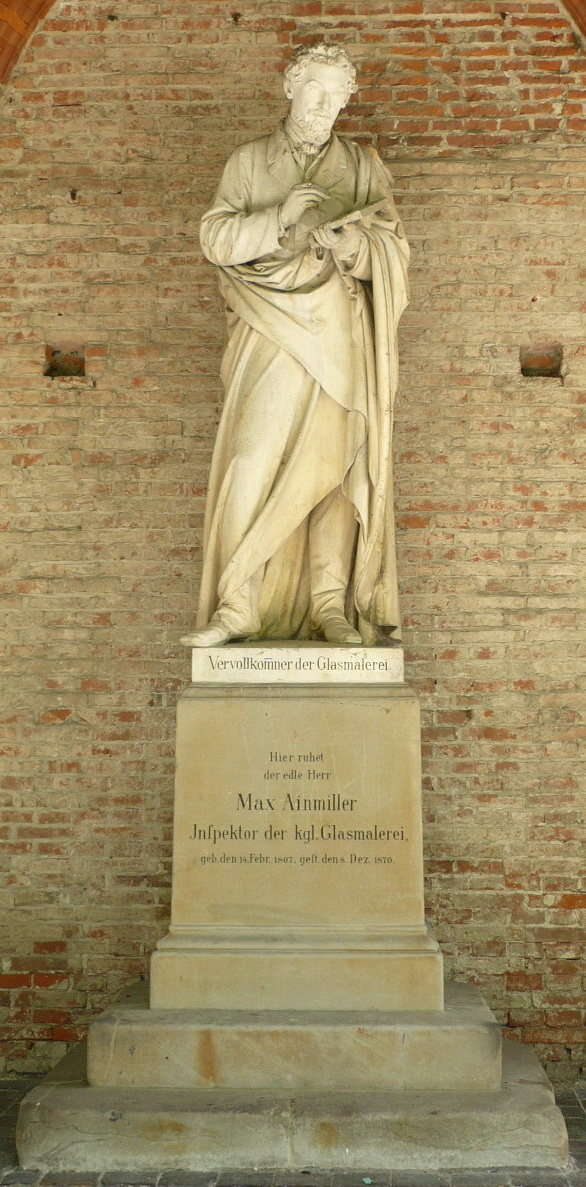
Max Emanuel Ainmiller (1807–1870)
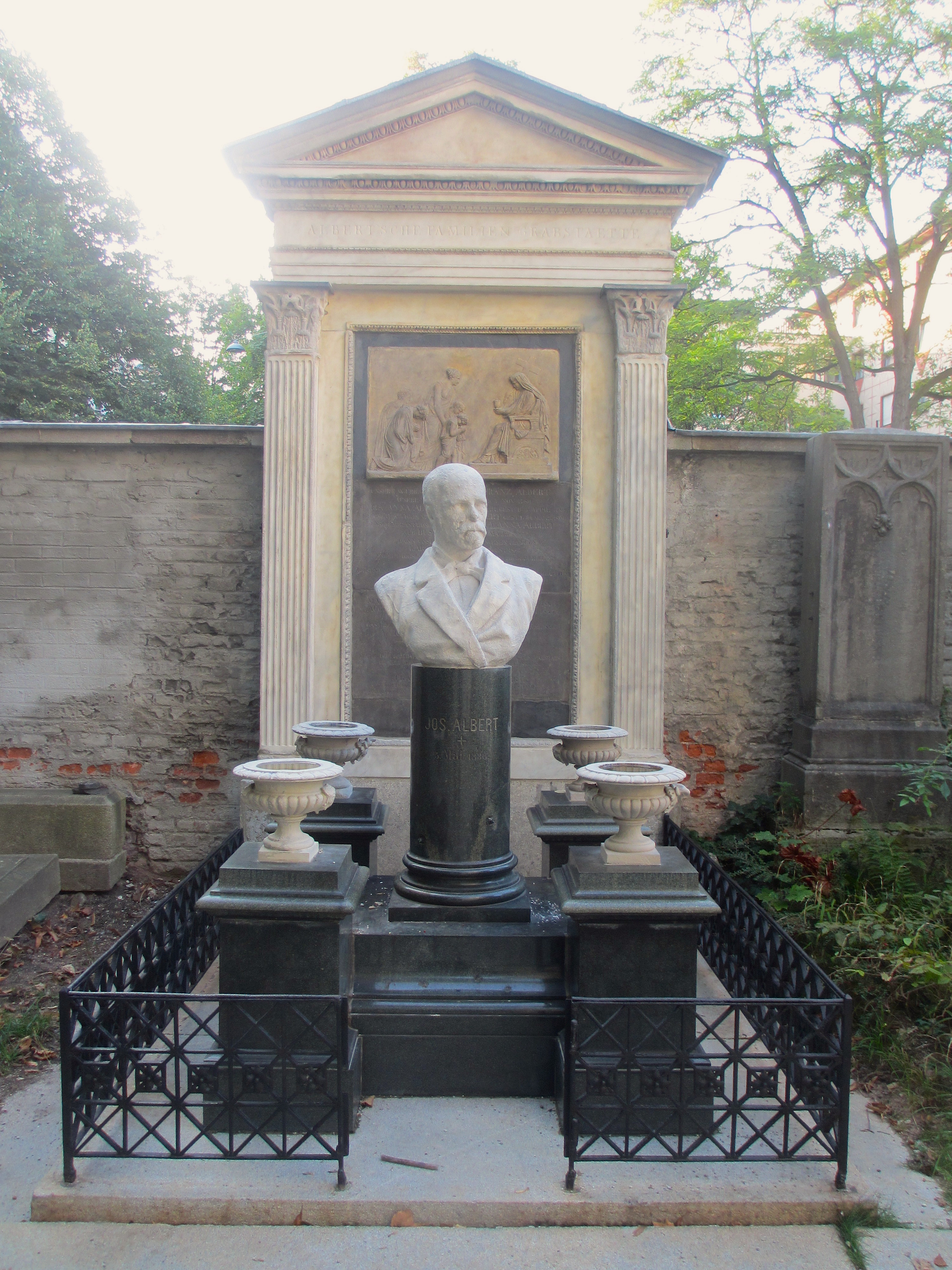
Joseph Albert (1825–1886)
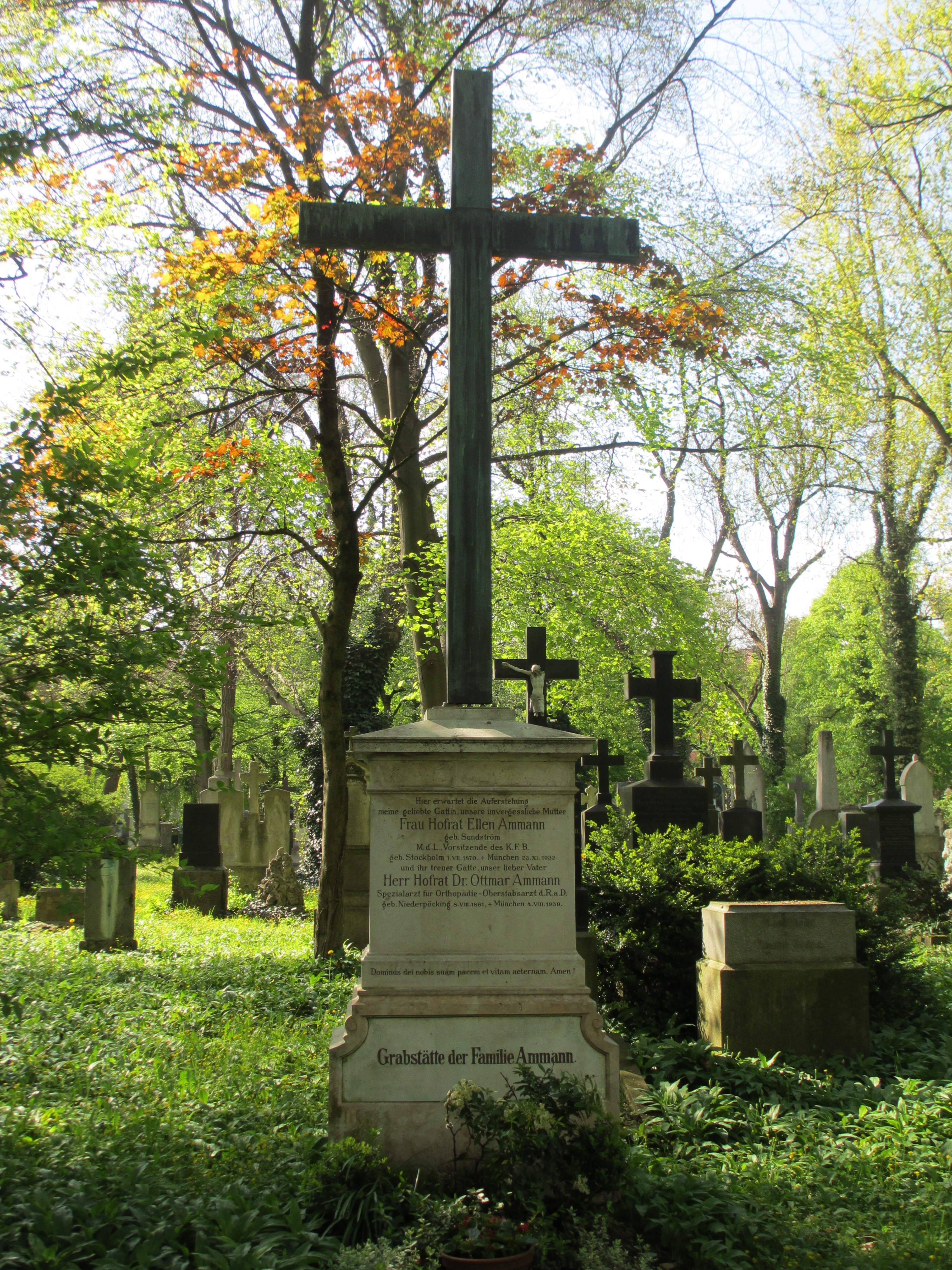
Ellen Ammann (1870–1932)
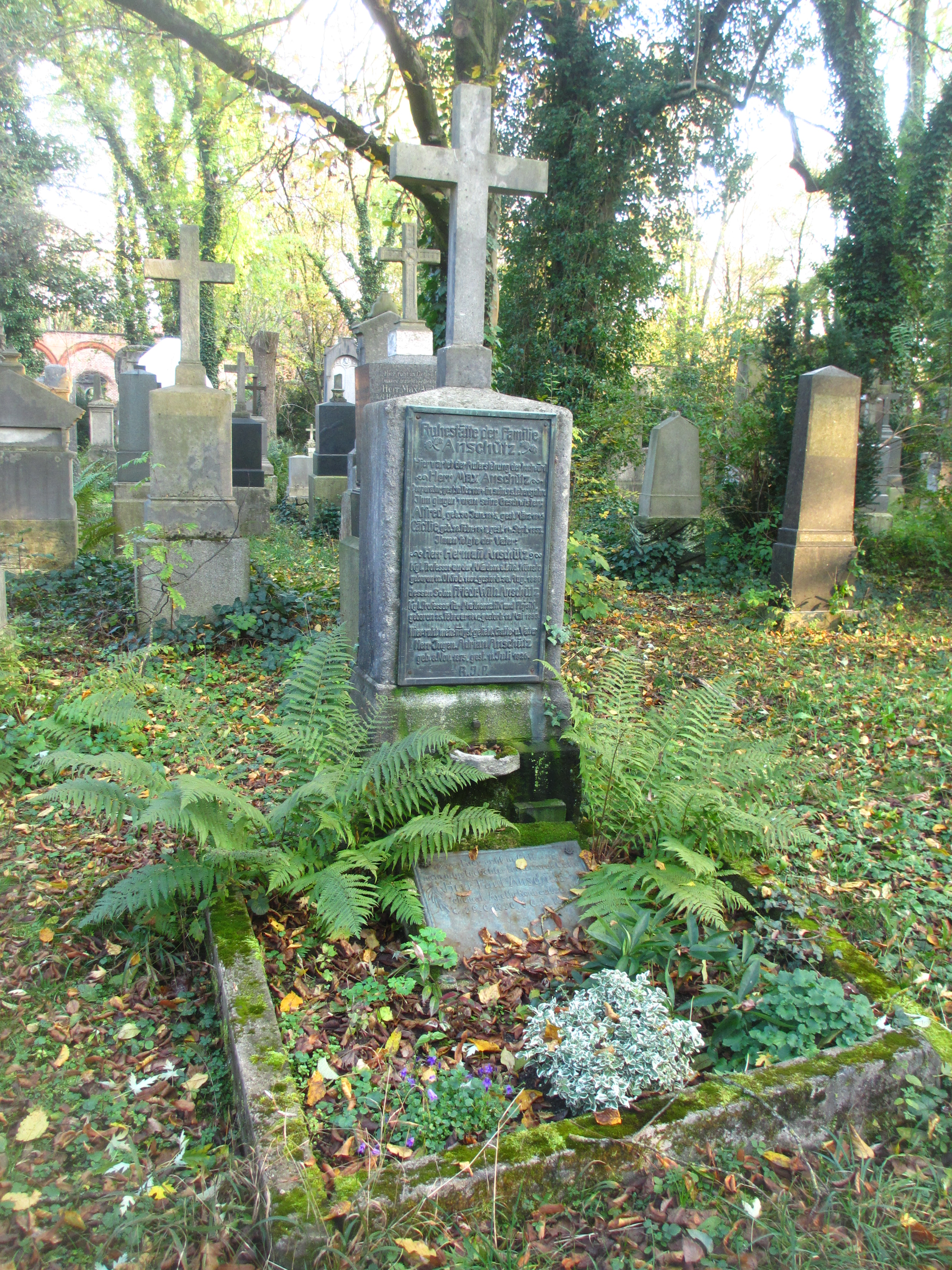
Hermann Anschütz (1802-1880)
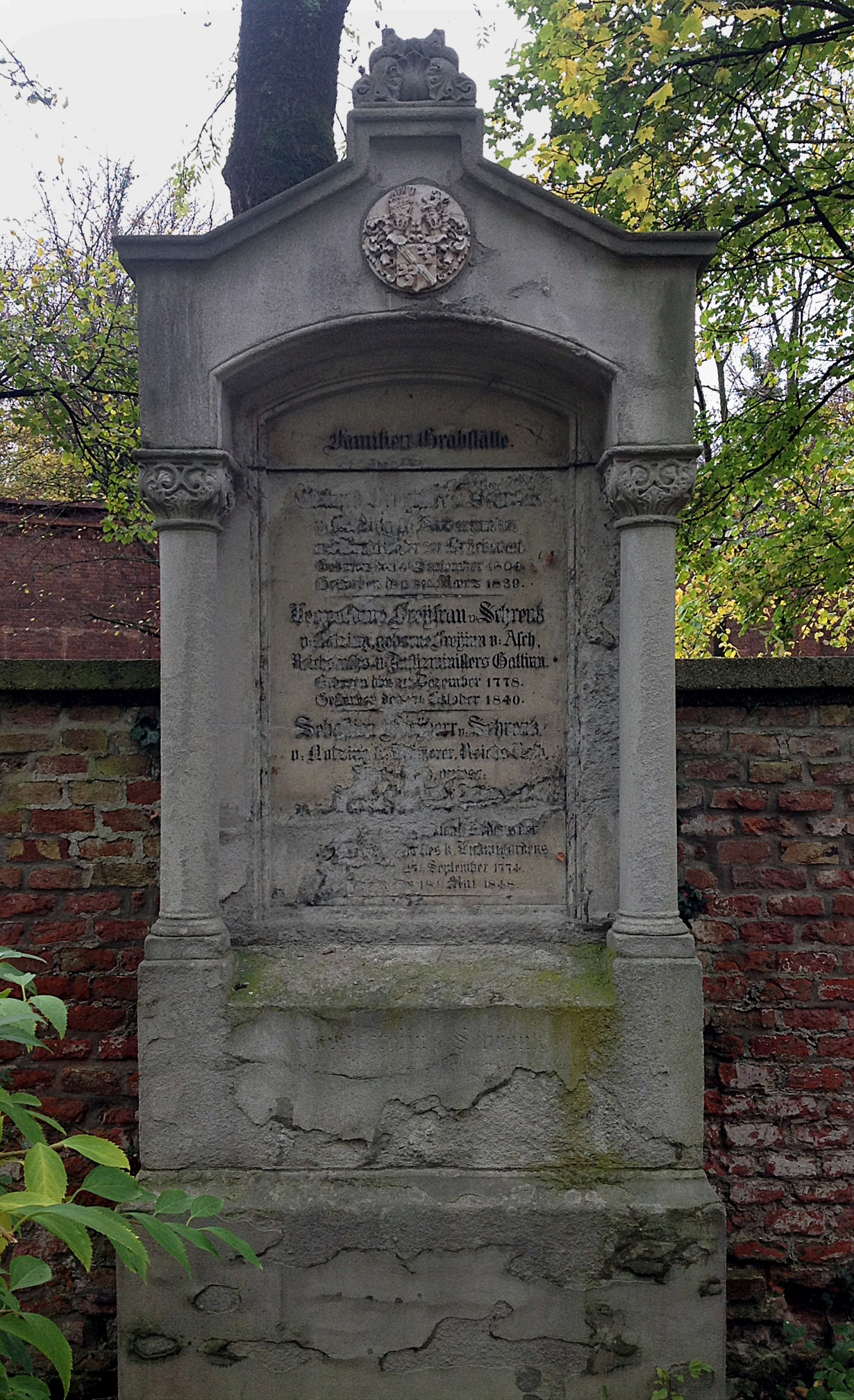
Adolph von Asch (1839–1906)

### B
- Franz Xaver von Baader (1765–1841 – 76 anos) – médico, engenheiro de minas, filósofo, irmão de Joseph von Baader – Localização: 14-12-13
- Joseph von Baader (1763–1835 – 72 anos) – engenheiro, irmão de Franz von Baader – Localização: 4-12-29
- Jakob Bauer (1787–1854 – 66 anos) – jurista, primeiro prefeito de Munique – Localização: NA-174 [em GF 29]
- Hubert Beckers (1806–1889 – 82 anos) – filósofo, representante da filosofia de Friedrich Wilhelm Joseph Schelling – Localização: 10-10-23/24
- Karl August von Beckers zu Westerstetten (1770–1832 – 62 anos) – General de Infantaria da Baviera – Localização:
- Theodor Ludwig Wilhelm von Bischoff (1807–1882 – 75 anos) – anatomista e fisiologista, descobridor do ciclo menstrual – Localização: 42-13-14
- August von Berlepsch (1815-1877 - 62 anos) - zoólogo pesquisador de abelhas - Localização: 22-4-1
- Gottlieb Bodmer (1804-1837 - 33 anos) - pintor, litografista - Localização: 6-1-43
- Theobald Böhm (1794–1881 – 87 anos) – inventor – Localização: 12-10-5/6
- Roman Anton Boos (1733–1810 – 77 anos) – escultor, trabalhos na Theatinerkirche – Localização: Kirchenwand St. Stefan West-1
- Jakob Braun (1792–1866 – 74 anos) – médico – Localização: MR-315/316 [em GF 18]
- Anton von Bucher (1746–1817 – 70 anos) – teólogo, escritor e reformador escolar – Localização: ML-275 [em GF 11]
- Heinrich Bürkel (1802-1869 – 67 anos) – pintor – Localização: 38 - 1 - 10
- Georg Friedrich Christian Bürklein (1813–1872 – 59 anos) – arquiteto, construiu diversas estações ferroviárias, por exemplo Estação Central de Munique, Augsburg Hauptbahnhof, Nürnberg Hauptbahnhof, e também o Maximilianeum e a prefeitura de Fürth – Localização: 13-1-7

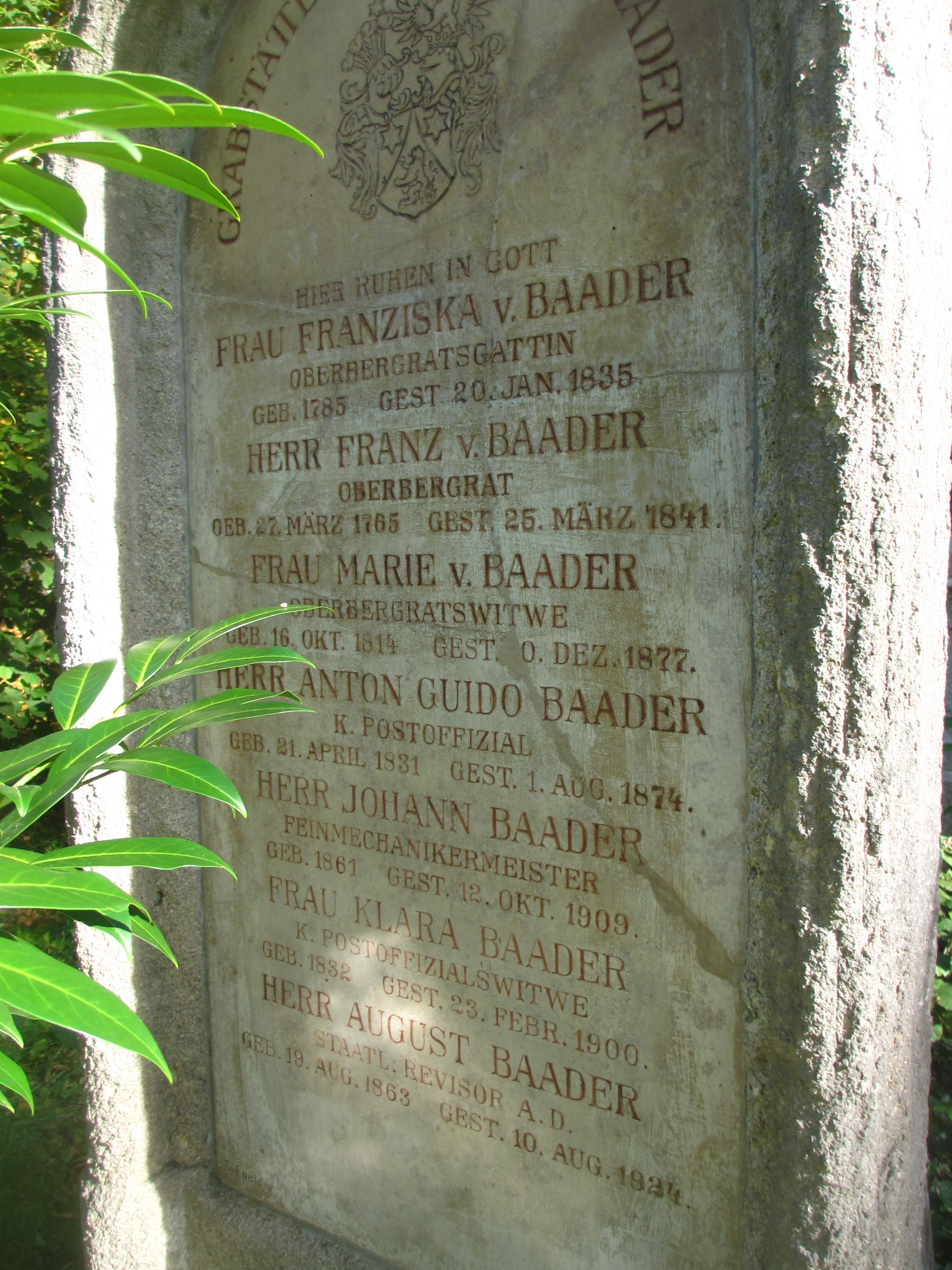
Franz Xaver von Baader (1765-1841)
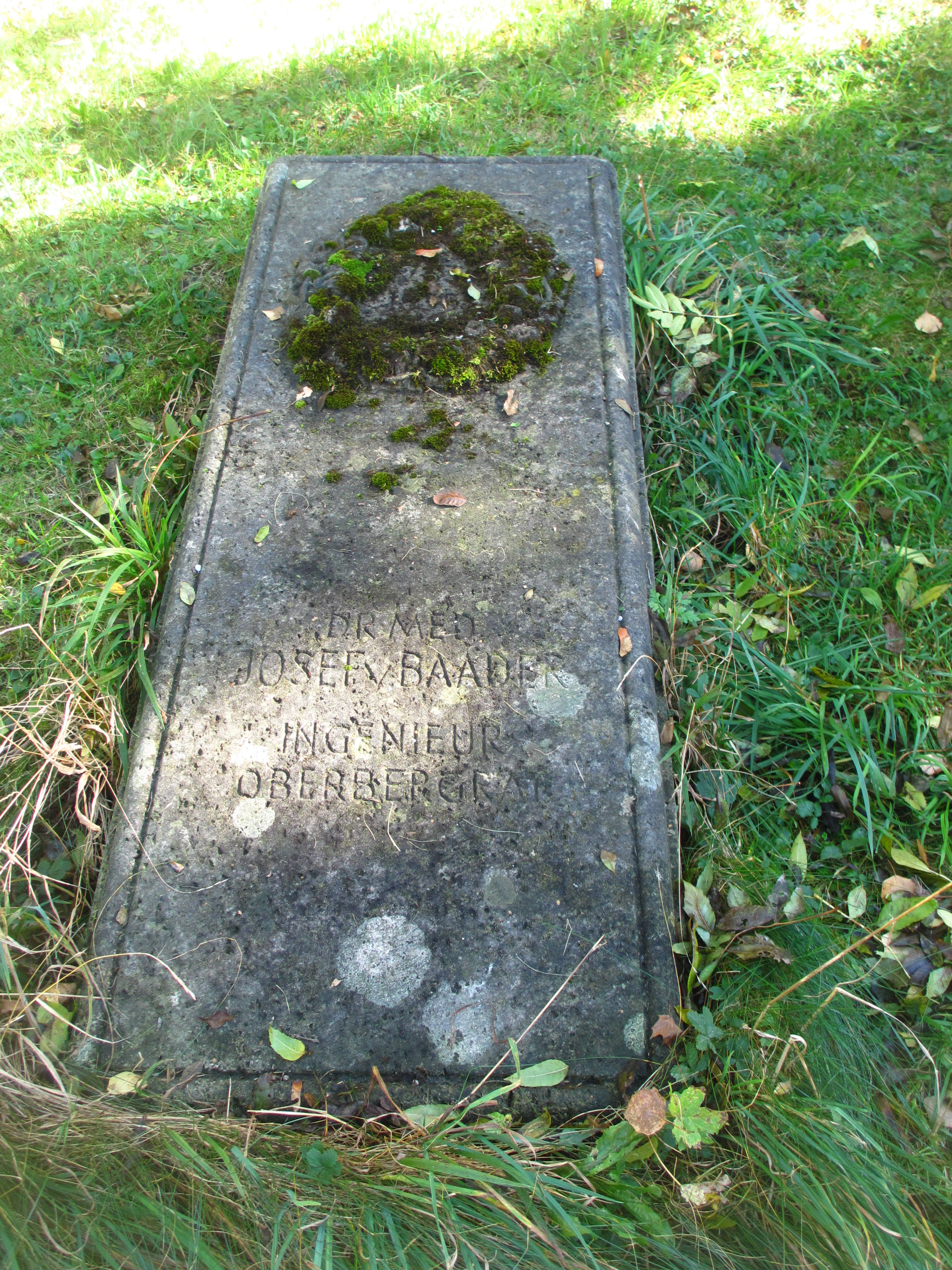
Joseph von Baader (1763-1835)
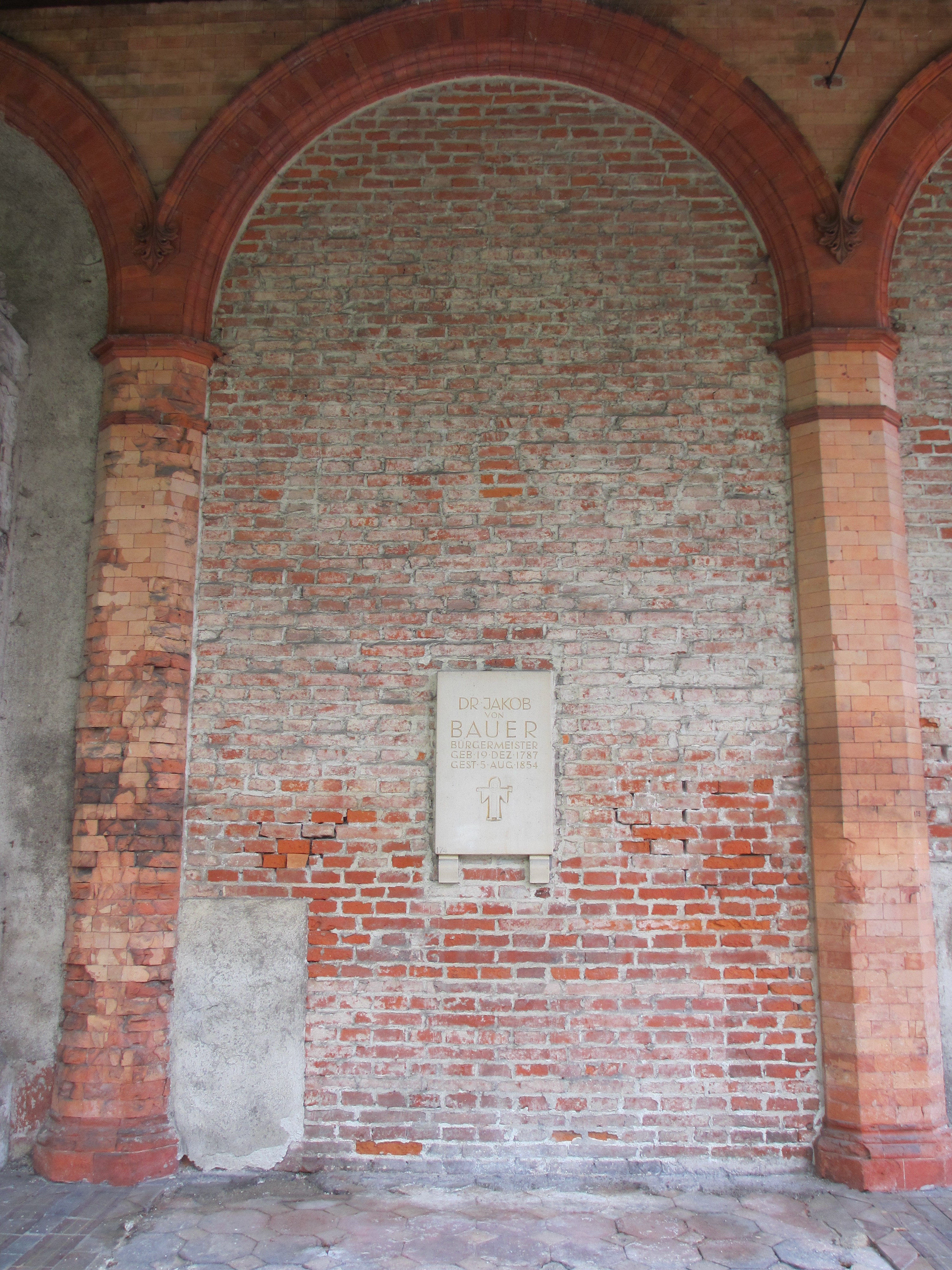
Jakob Bauer (1787-1854)
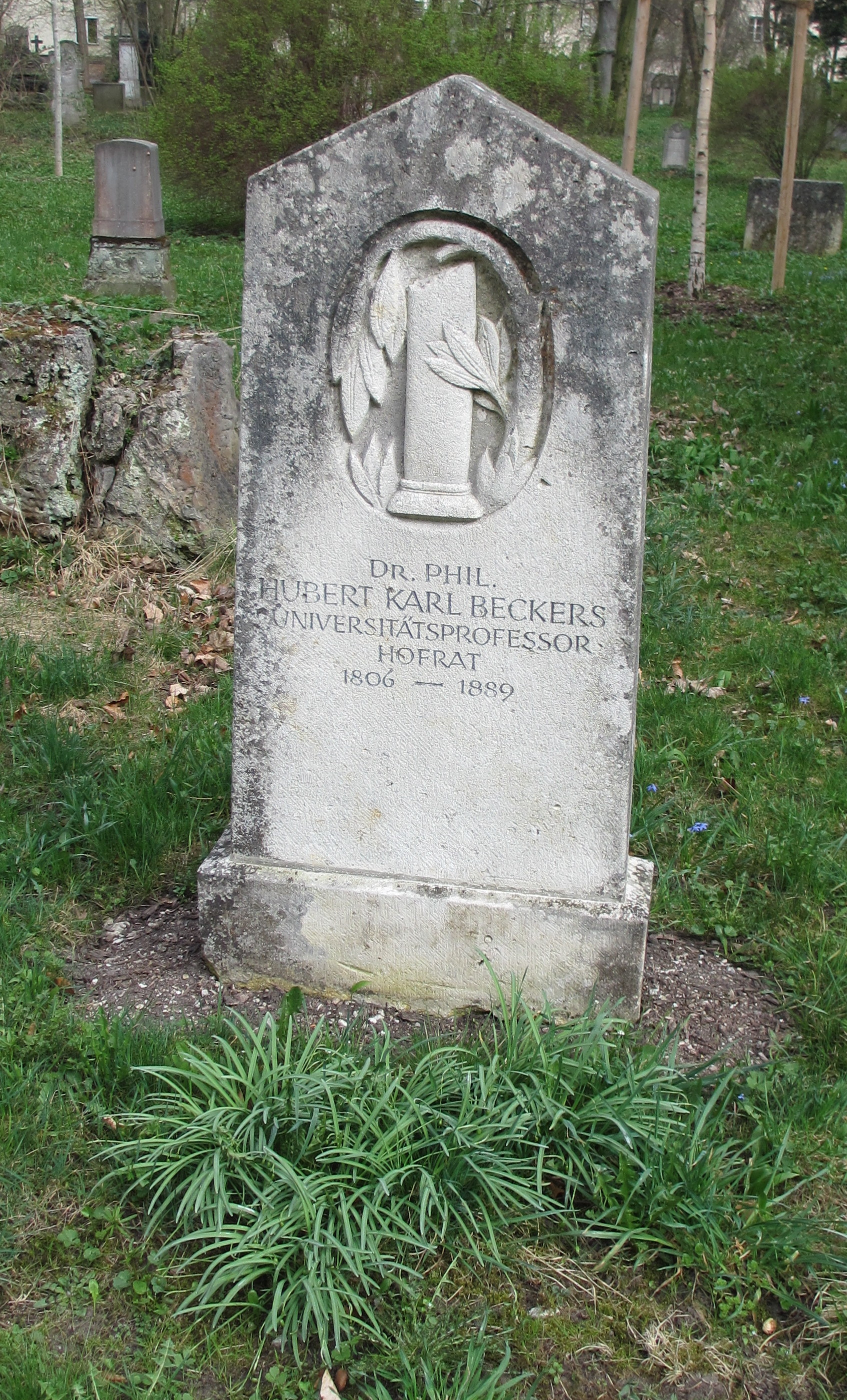
Hubert Beckers (1806-1889)
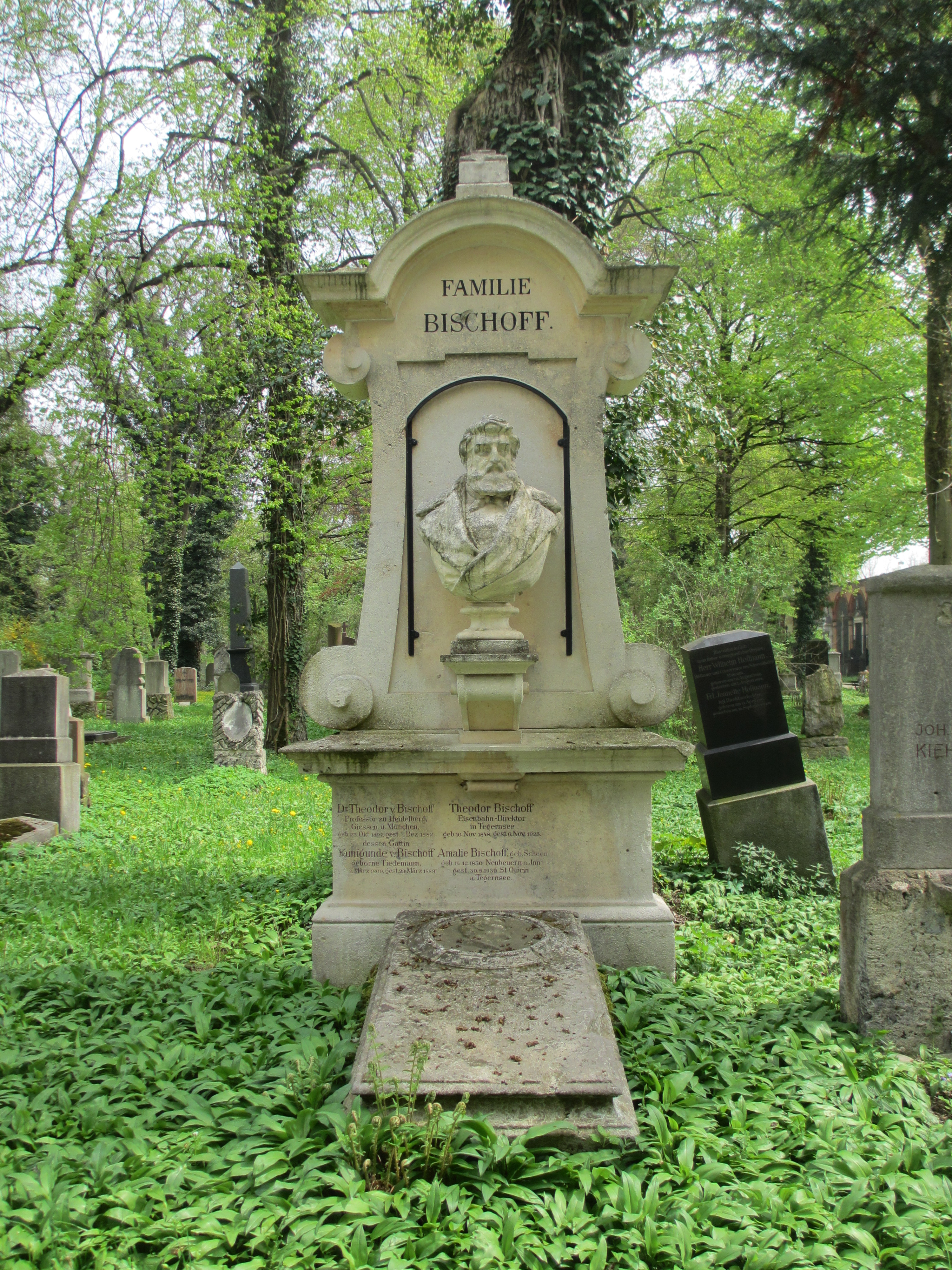
Theodor von Bischoff (1807-1882)
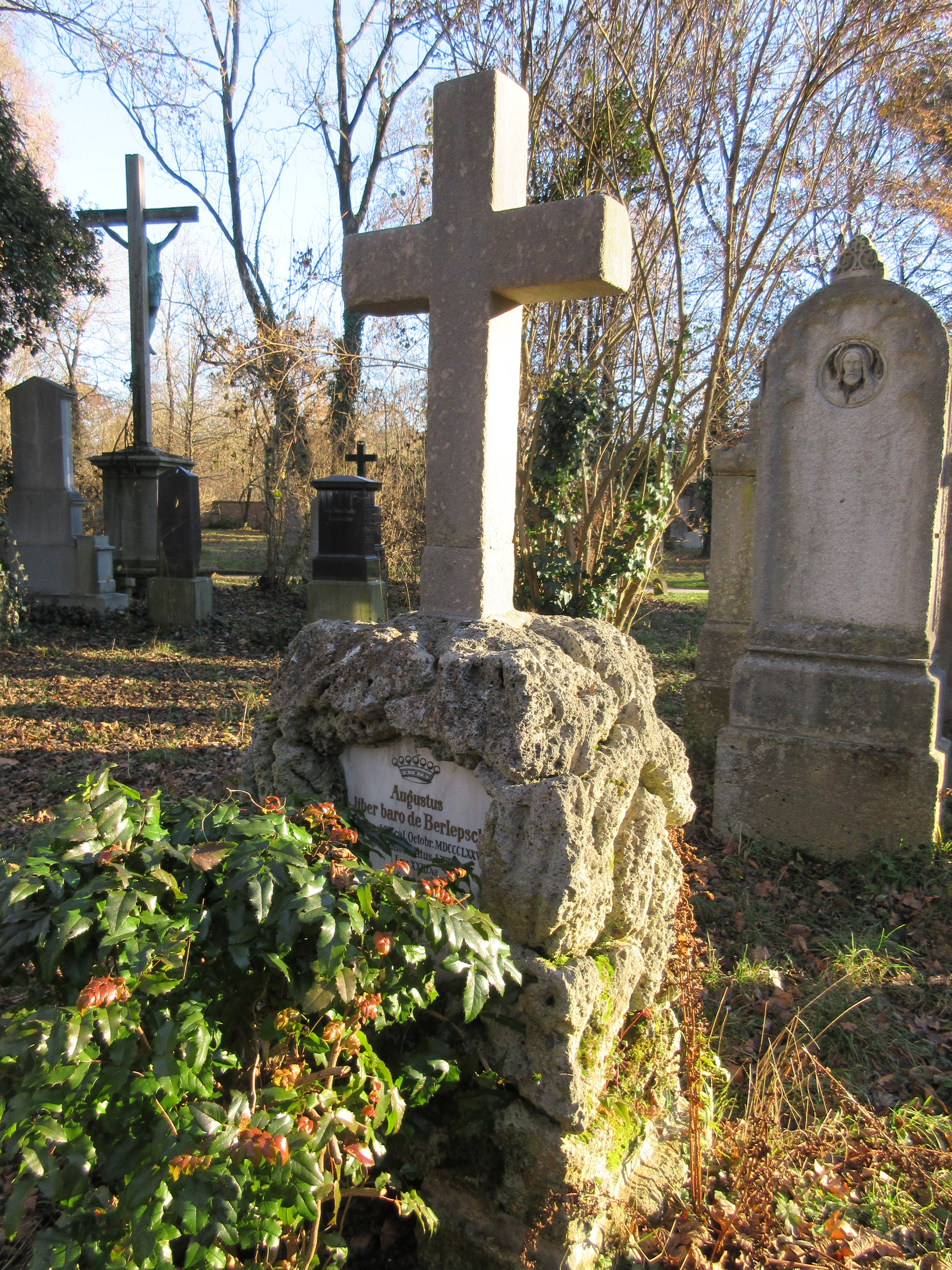
August Berlepsch (1815-1877)
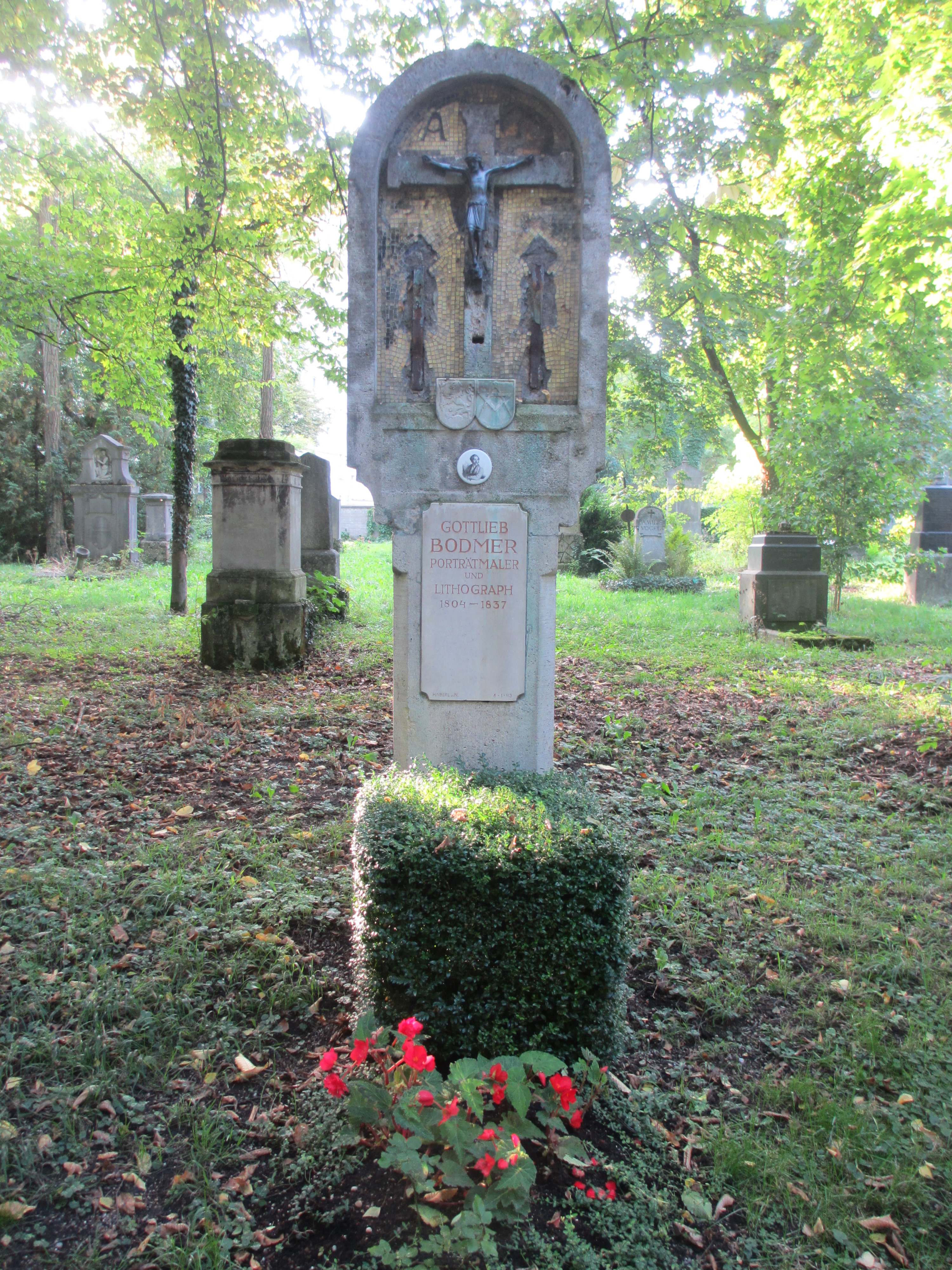
Gottlieb Bodmer (1804-1837)
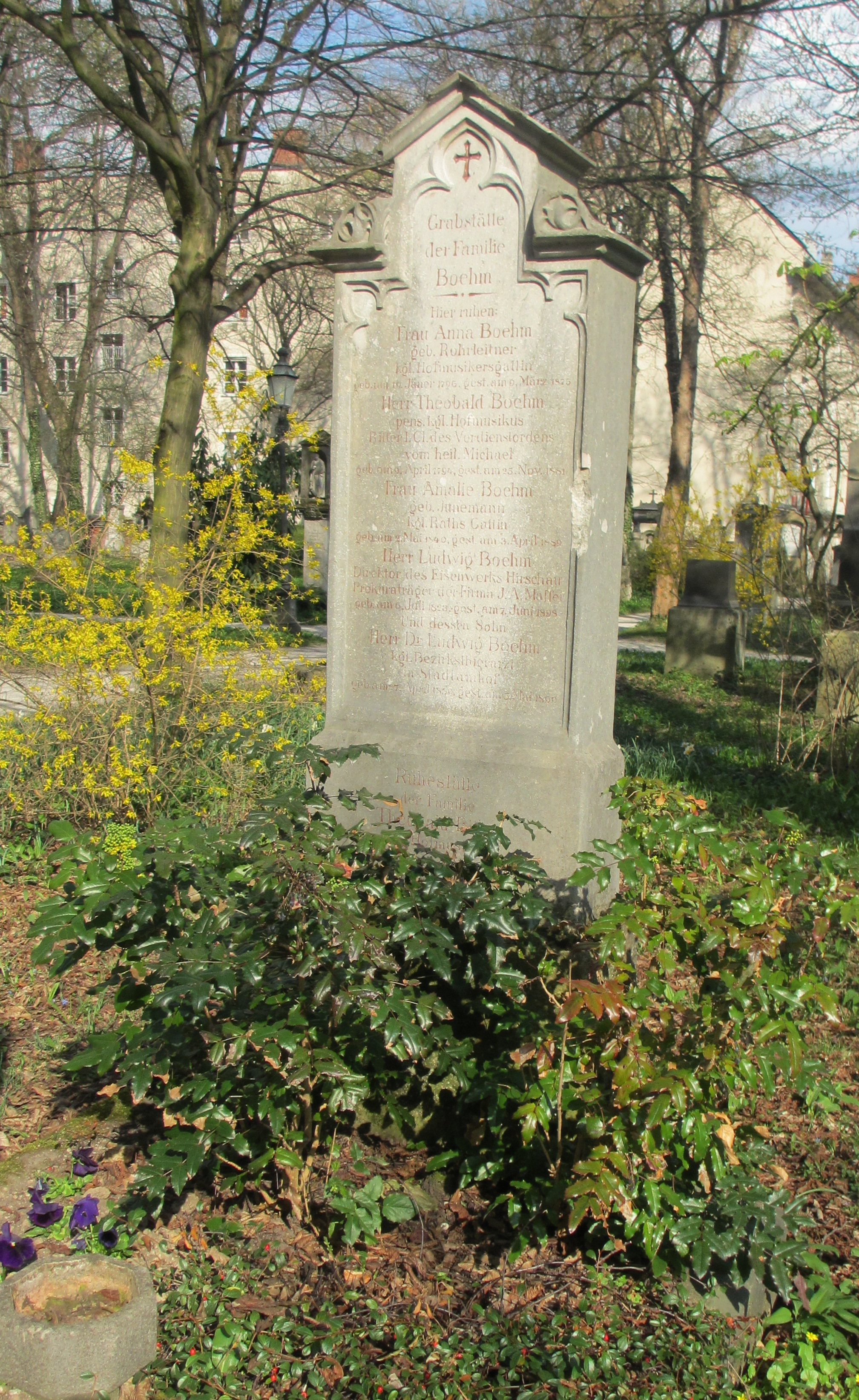
Theobald Böhm (1794-1881)
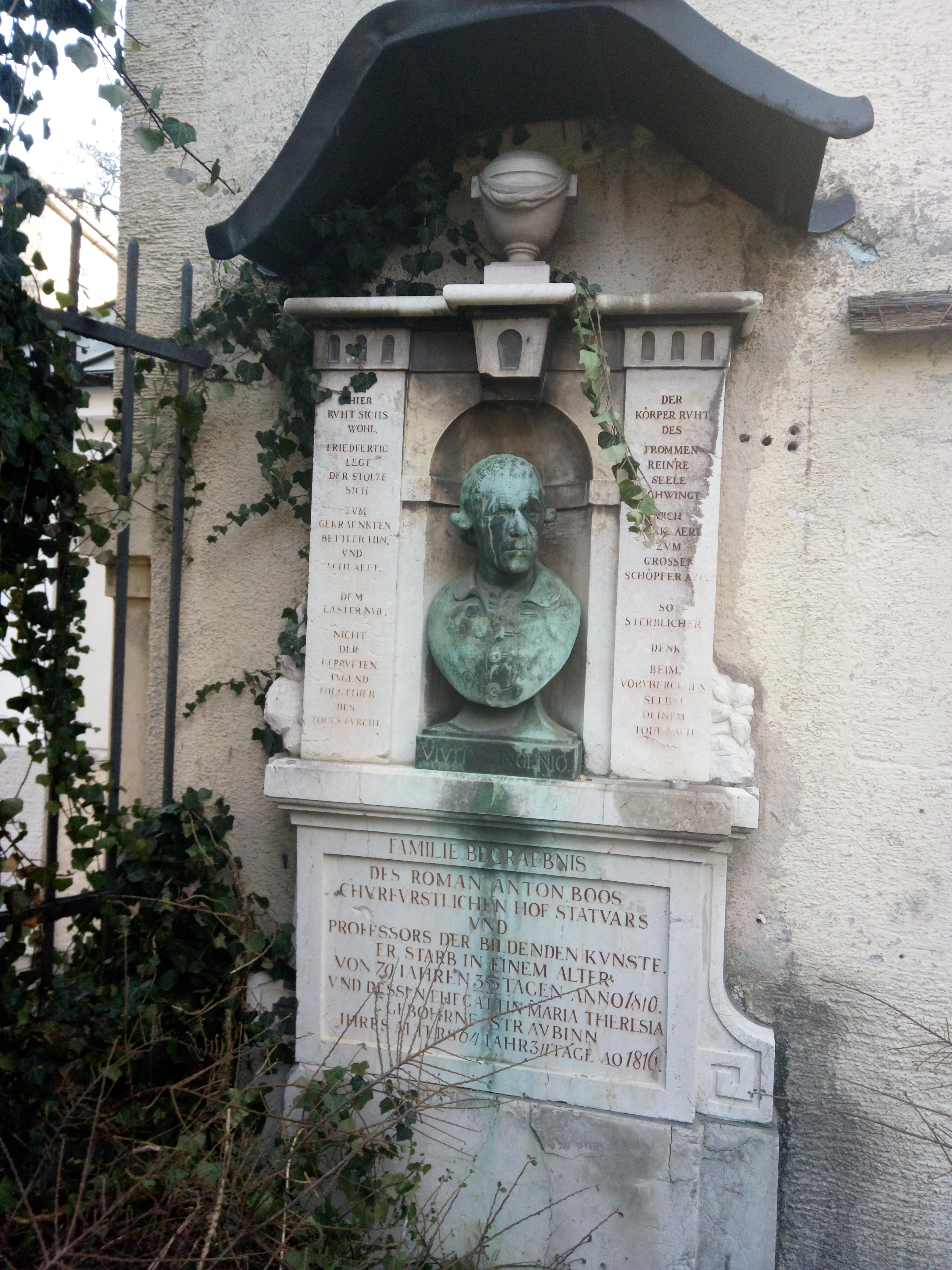
Roman Anton Boos (1733-1810)
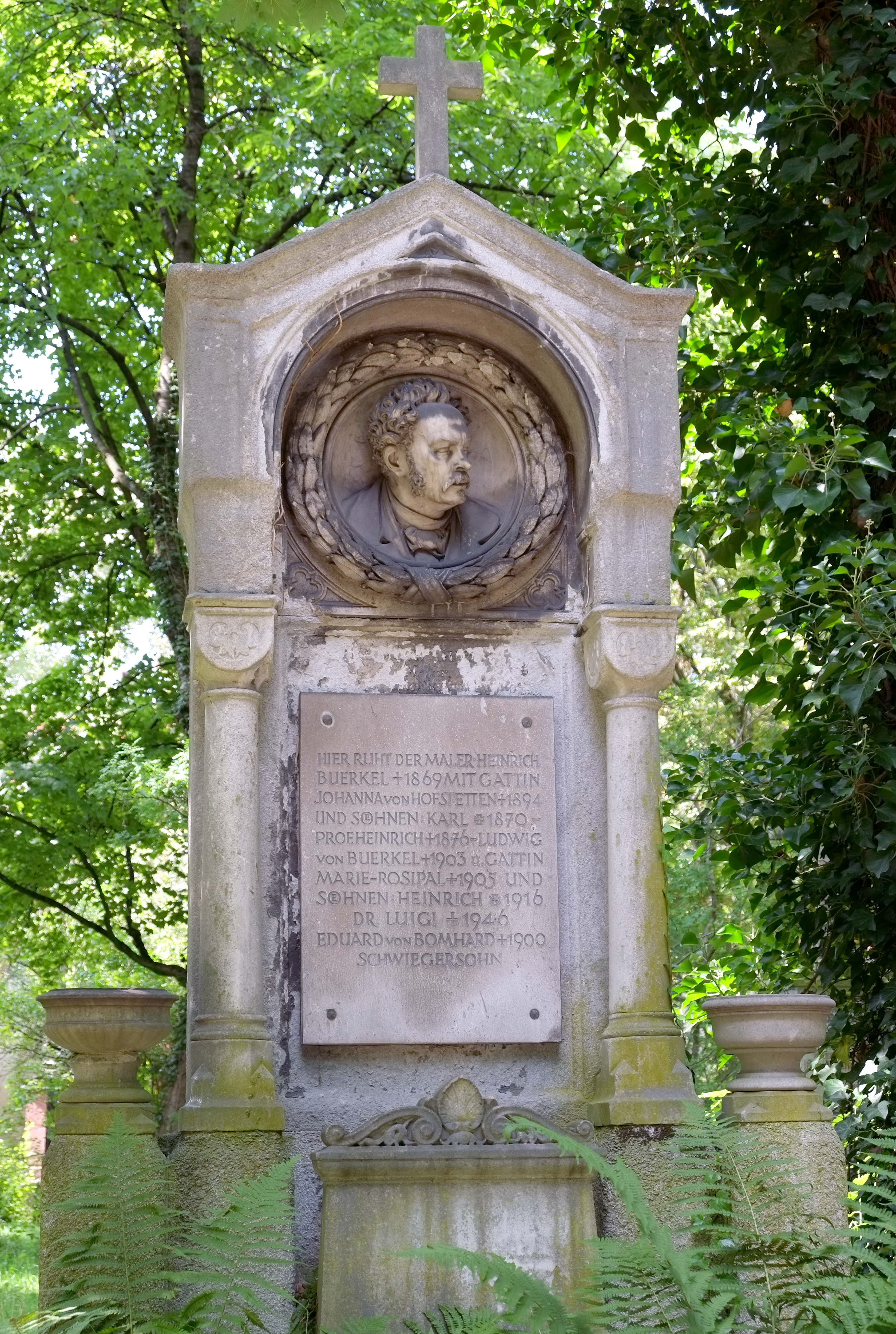
Heinrich Bürkel (1802-1869)
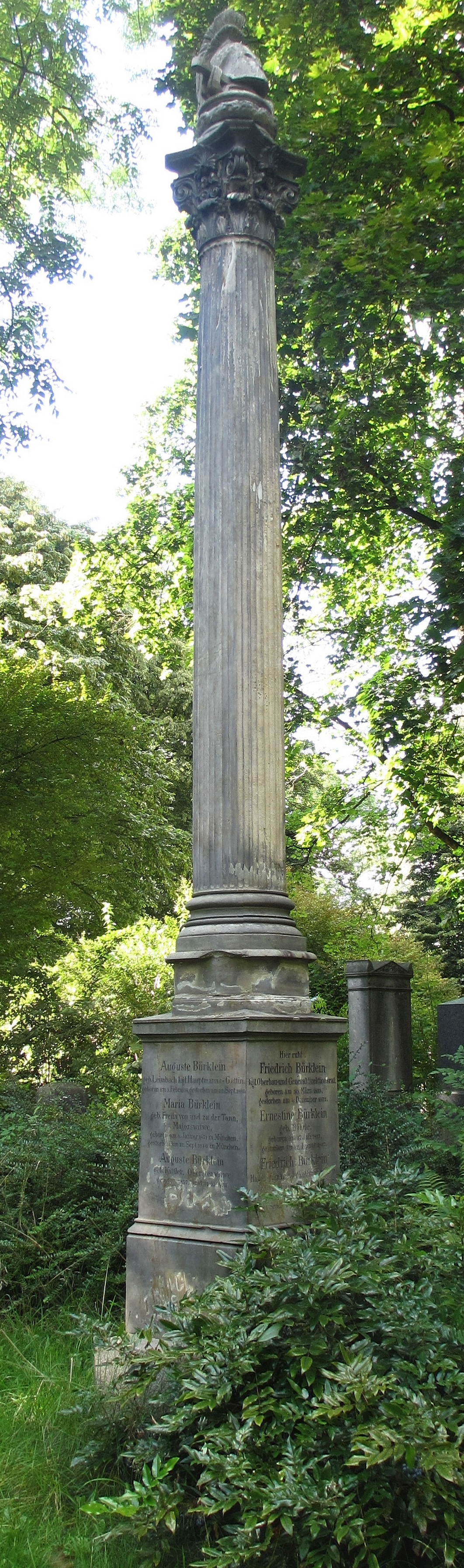
Georg Friedrich Christian Bürklein (1813-1872)

### C
- Adam Christ (1856-1881 - 24 anos) - escultor - Localização: 20-8-14
- Fritz Christ (1866-1906 - 40 anos) - escultor, medalhista e alpinista - Localização: 40-7-6
- Adolf Christen (1811–1883 – 71 anos) – ator da corte e diretor de teatro – Localização: NA-121 [em GF 38]
- Joseph Correggio (1810–1891 – 81 anos) – pintor – Localização: 1-8-23

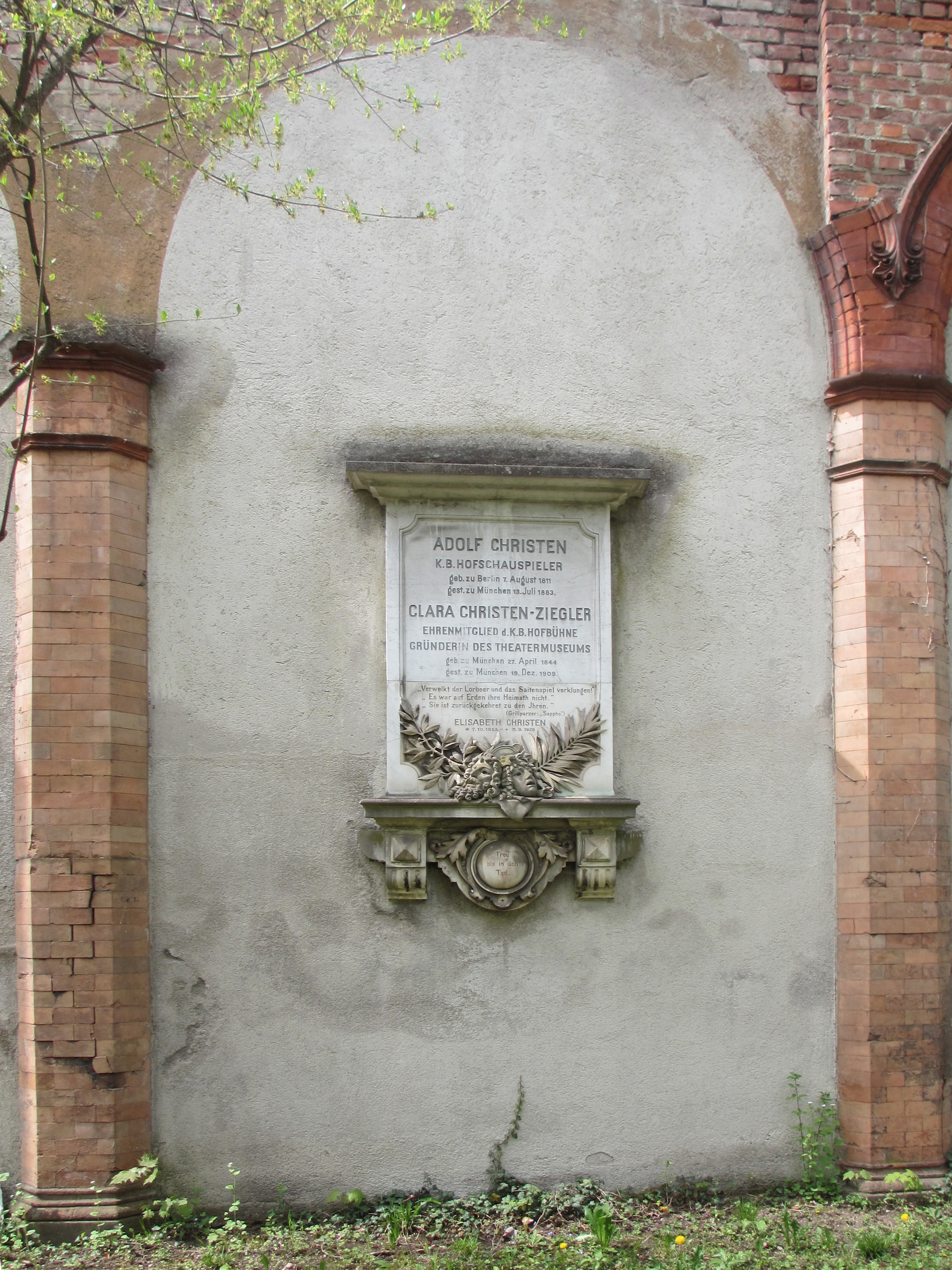
Adolf Christen (1811-1883)
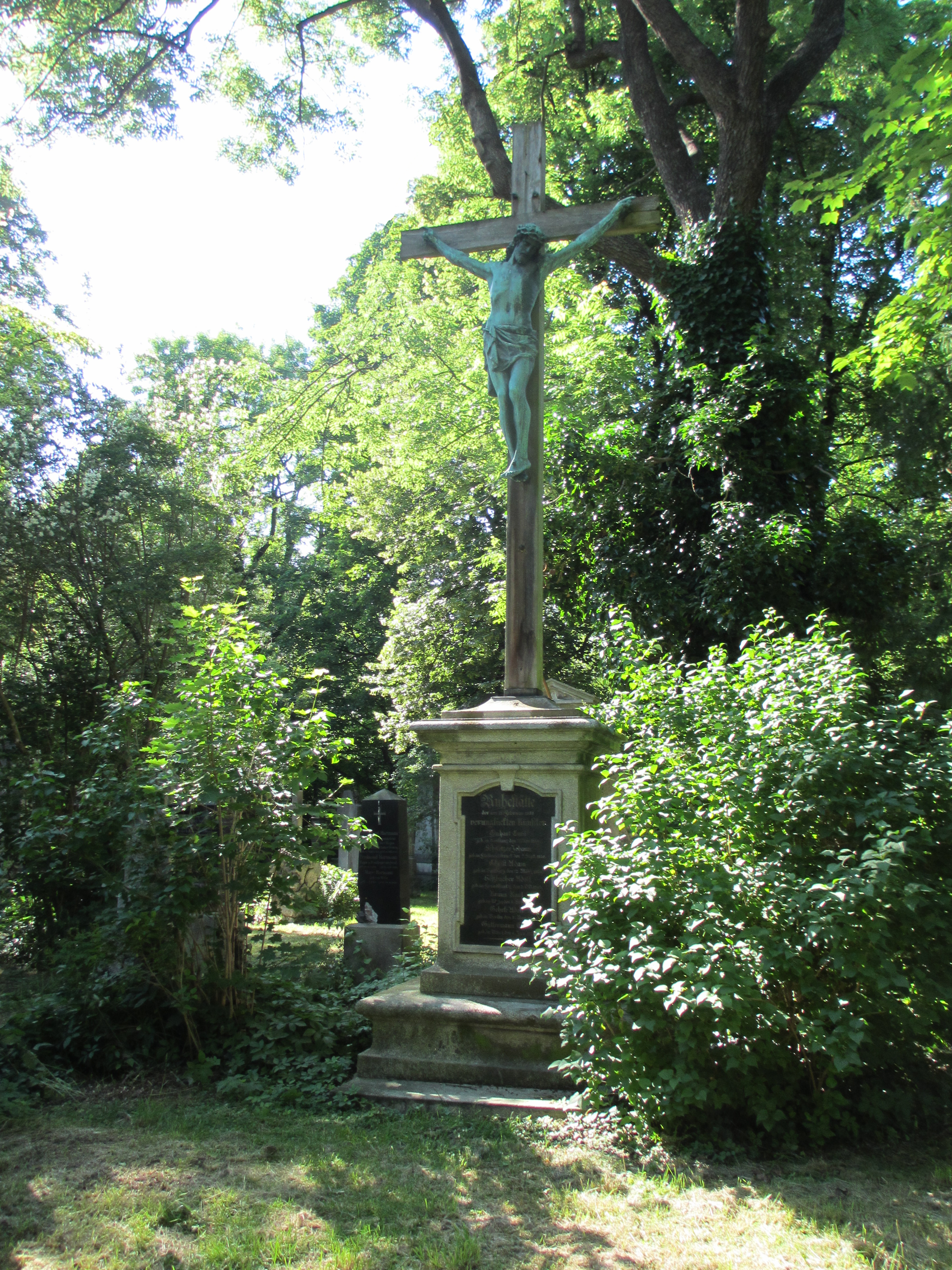
Adam Christ (1856-1881)
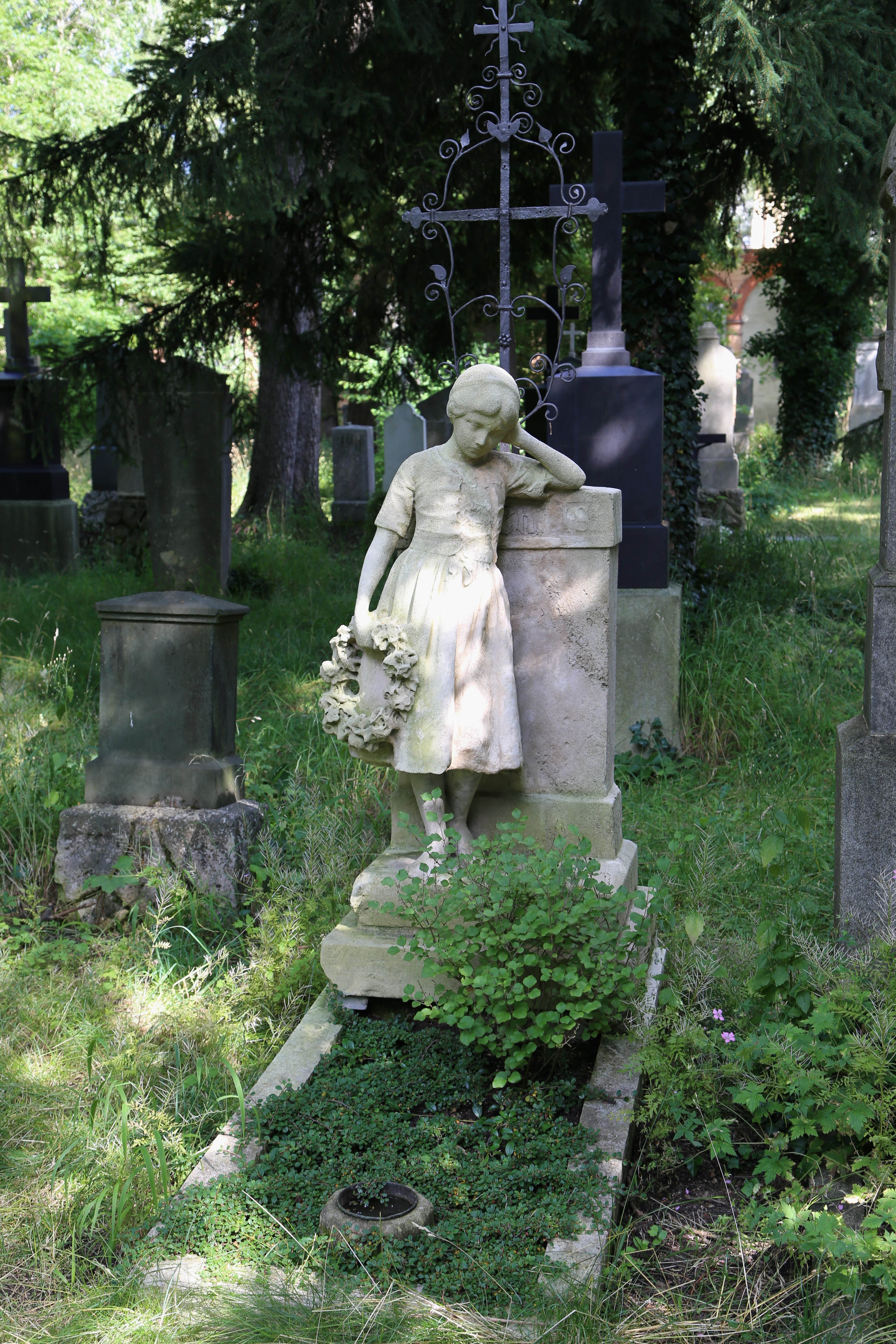
Fritz Christ (1866-1906)

### D
- Constanze Dahn (1814–1894 – 79 anos) – atriz da corte – Localização: MR-SP 21 [em GF 18]
- Andreas Michael Dall’Armi (1765–1842 – 76 anos) – comerciante e banqueiro, organizou em 1810 uma corrida de cavalos na Theresienwiese, reconhecido por isto como o fundador da Oktoberfest de Munique – Localização: 14-12-55/56
- Anna Dandler (1862–1930 – 68 anos) – atriz da corte e de câmara – Localização: 31-9-4
- Martin von Deutinger (1789–1854 – 64 anos) – teólogo católico, historiador, tio do teólogo Martin Deutinger – Localização: AA-27 [em GF 23]
- Martin Deutinger (1815–1864 – 49 anos) – teólogo católico, filósofo, sobrinho de Martin von Deutinger – Localização: 42-1-8
- Johann Conrad Develey (1822–1886 – 64 anos) – fabricante de mostarda, Bayerischer Hoflieferant, inventor da mostarda doce – Localização: 20-4-3/4
- Ernst Friedrich Diez (1805-1892 - 87 anos) - músico, cantor de ópera da corte, ator - Localização: 4-8-57
- Sophie Diez (1820-1887 - 66 anos) - música, cantora de ópera da corte, atriz, cantora de ópera - Localização: 4-8-57
- Johann Georg von Dillis (1759–1841 – 81 anos) – pintor de paisagem rural – Localização: 13-2-23
- Ignaz Döllinger (1770–1841 – 70 anos) – anatomista e fisiologista, pai do teólogo de mesmo nome – Localização: ML-241 [em GF 11]
- Ignaz von Döllinger (1799–1890 – 90 anos) – teólogo, historiador da igreja, filho do anatomista de igual nome – Localização: ML-241 [em GF 11]

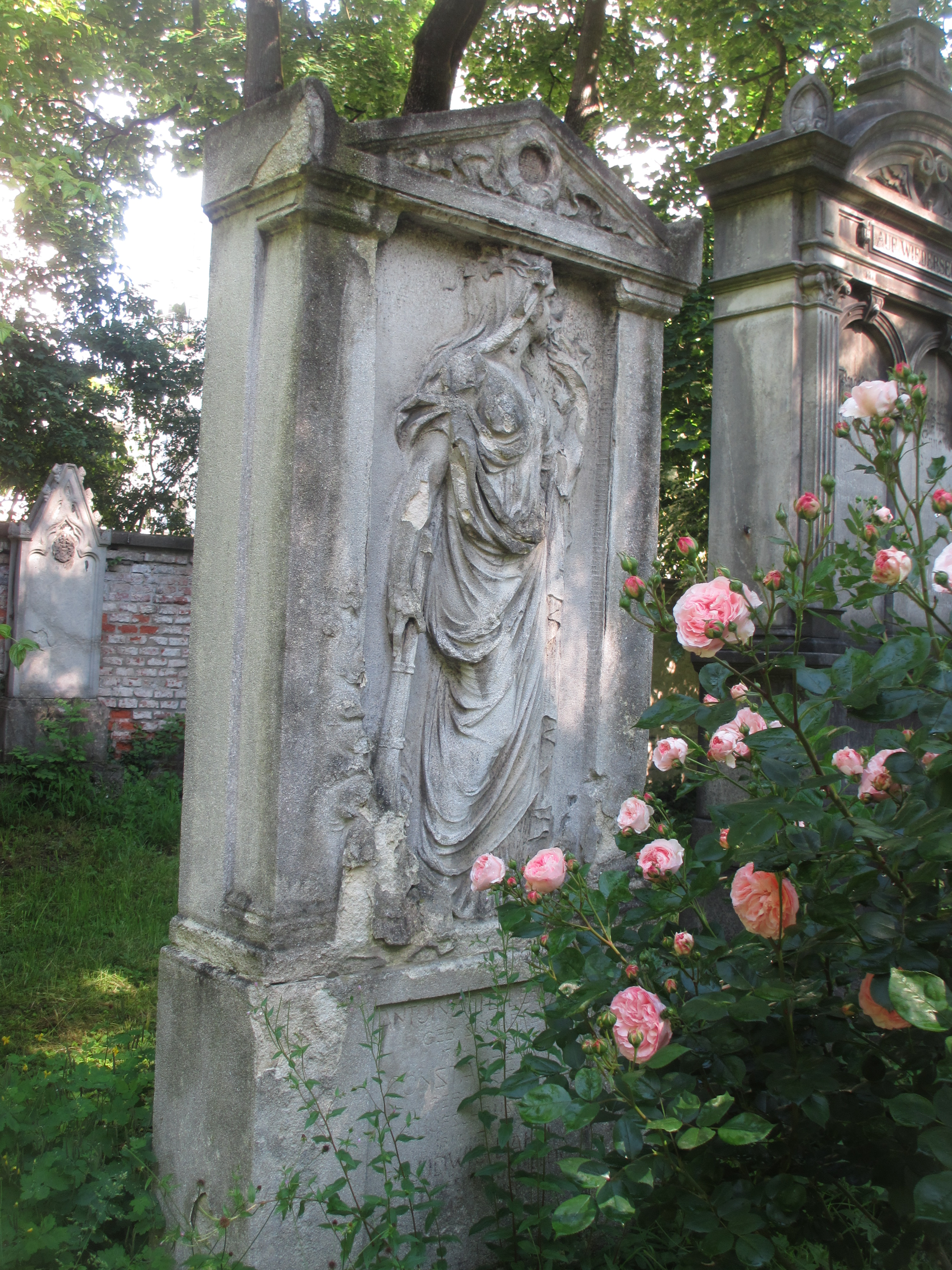
Constanze Dahn (1814-1894)
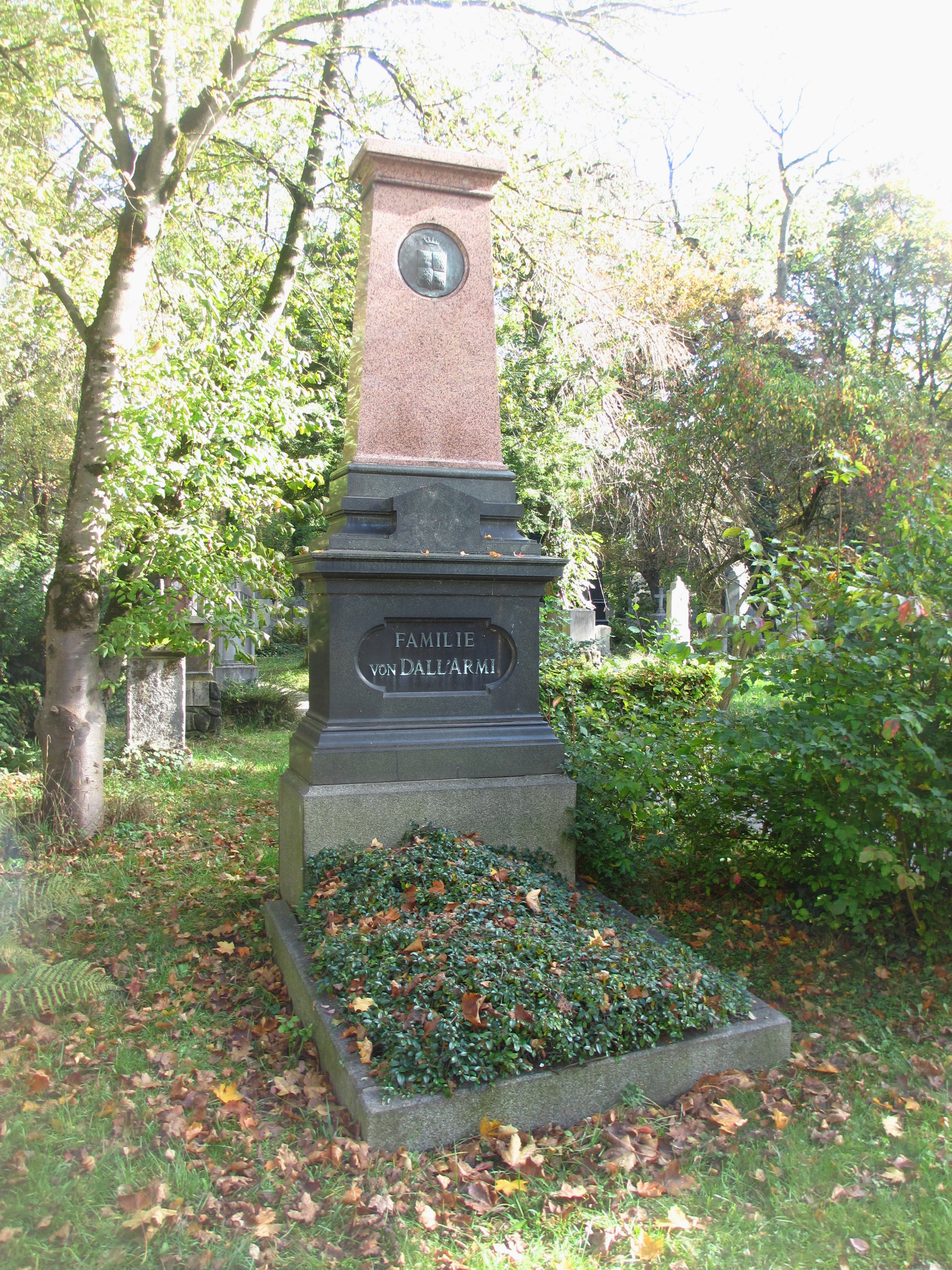
Andreas Michael Dall’Armi (1765-1842)
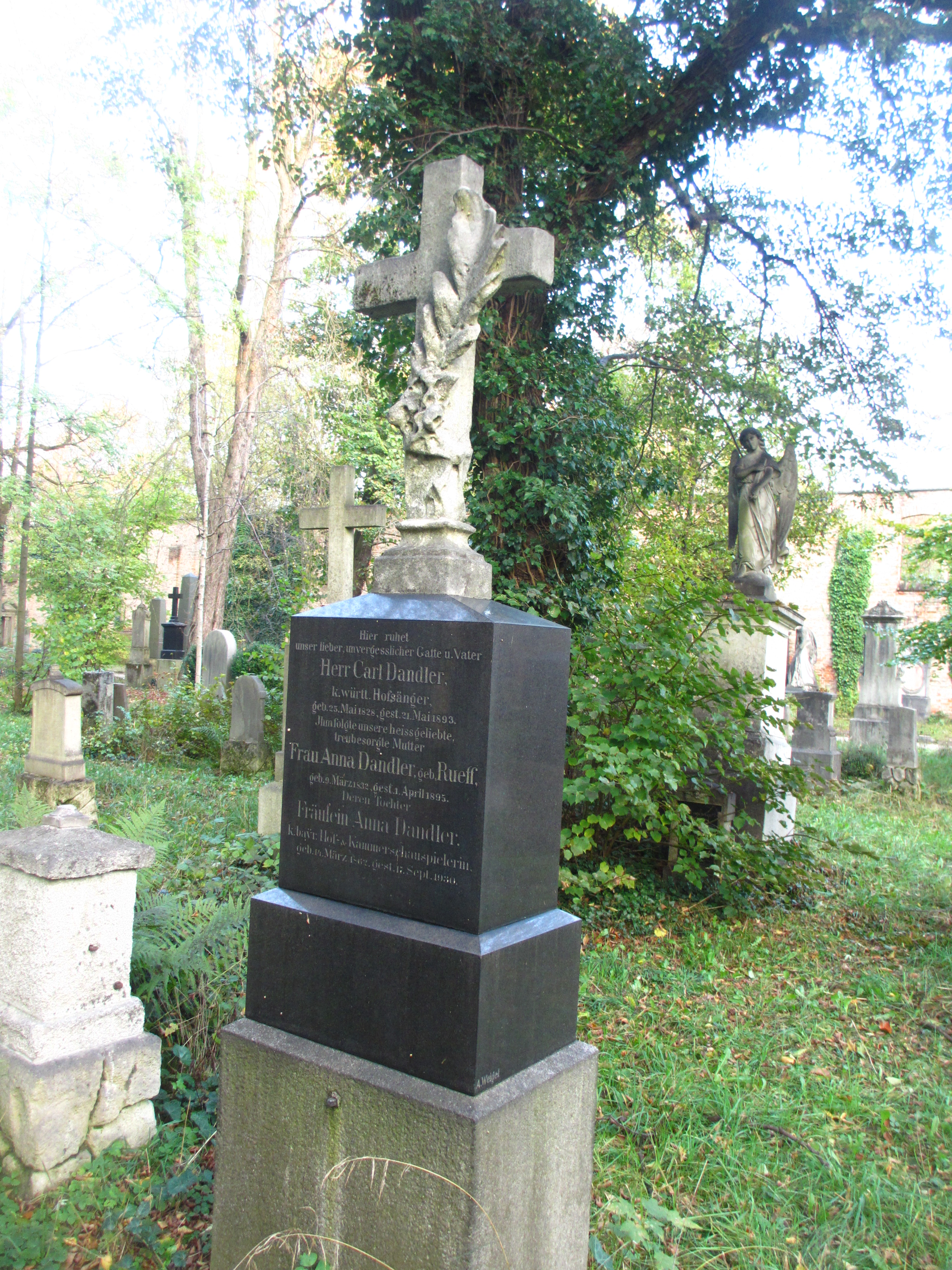
Anna Dandler (1862-1930)
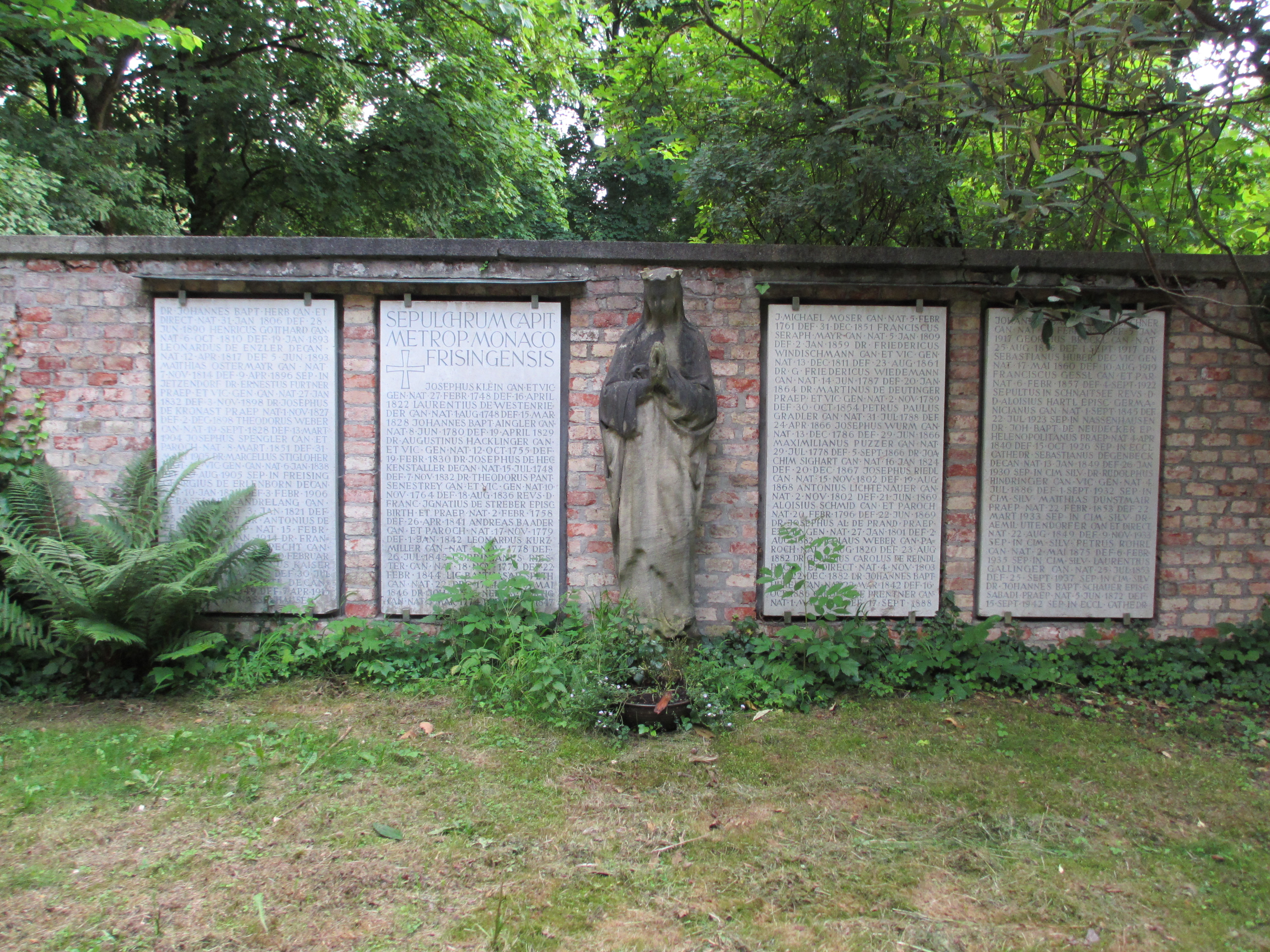
Martin von Deutinger (1789-1854)
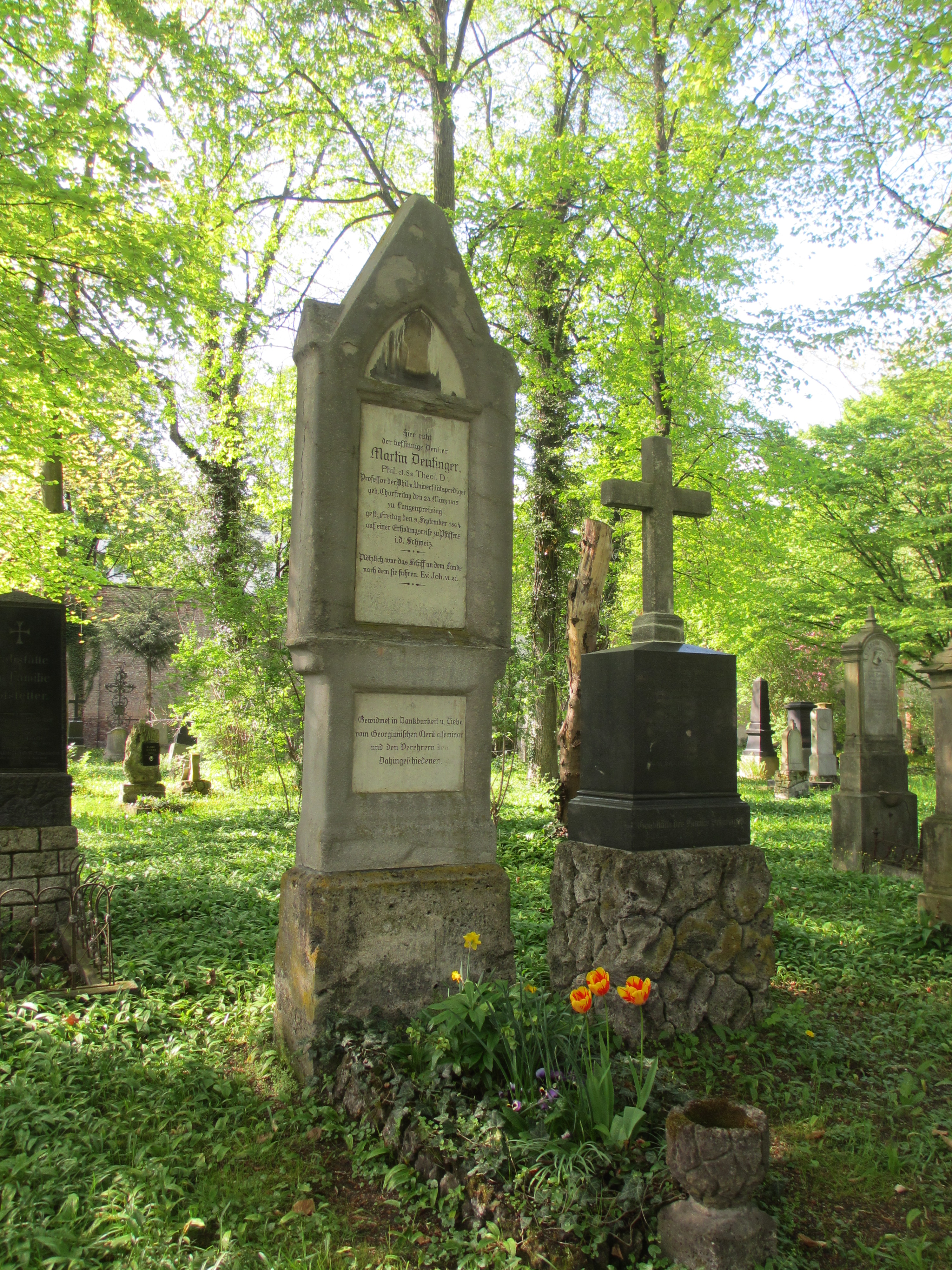
Martin Deutinger (1815-1864)
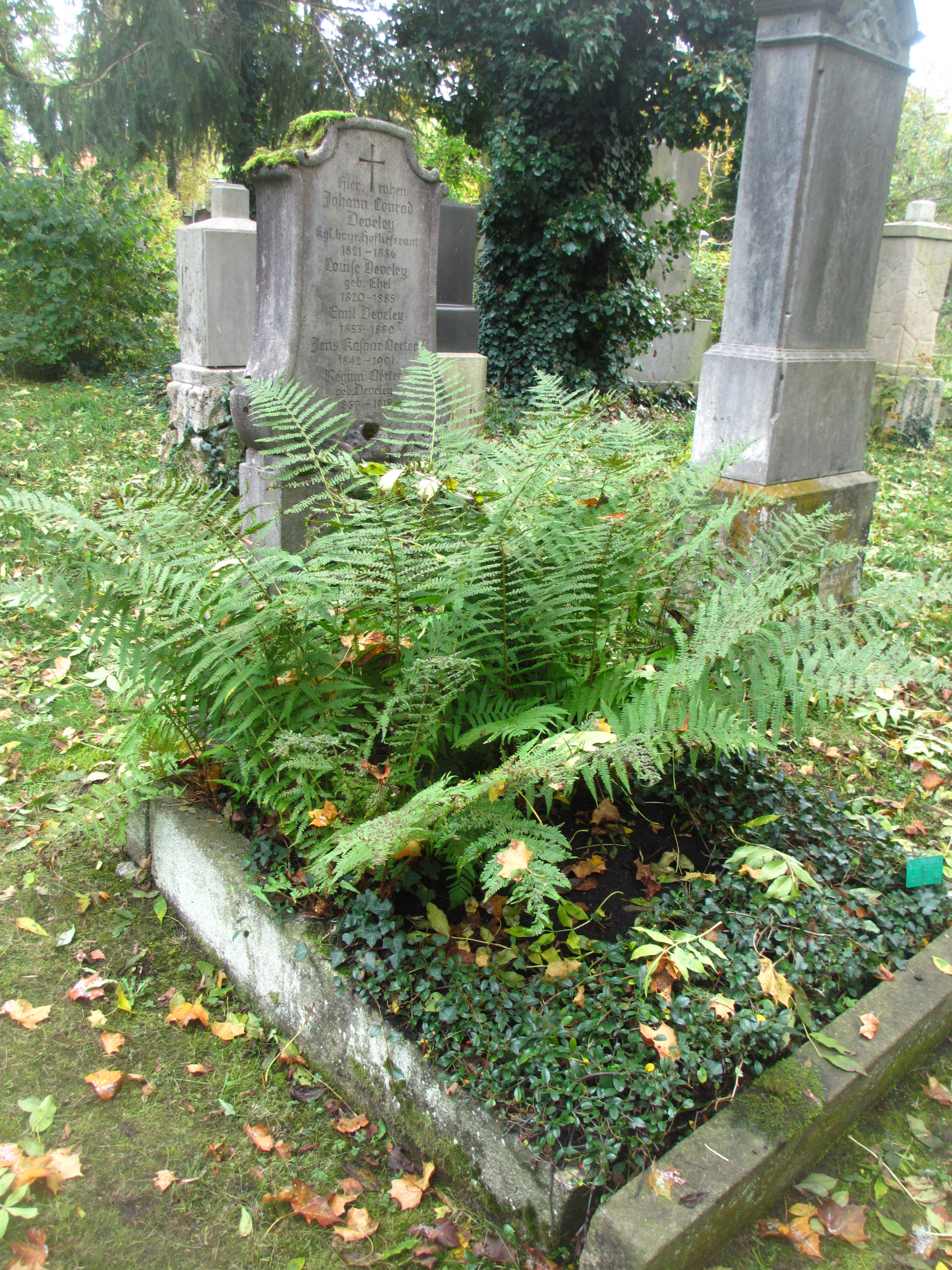
Johann Conrad Develey (1822-1888)
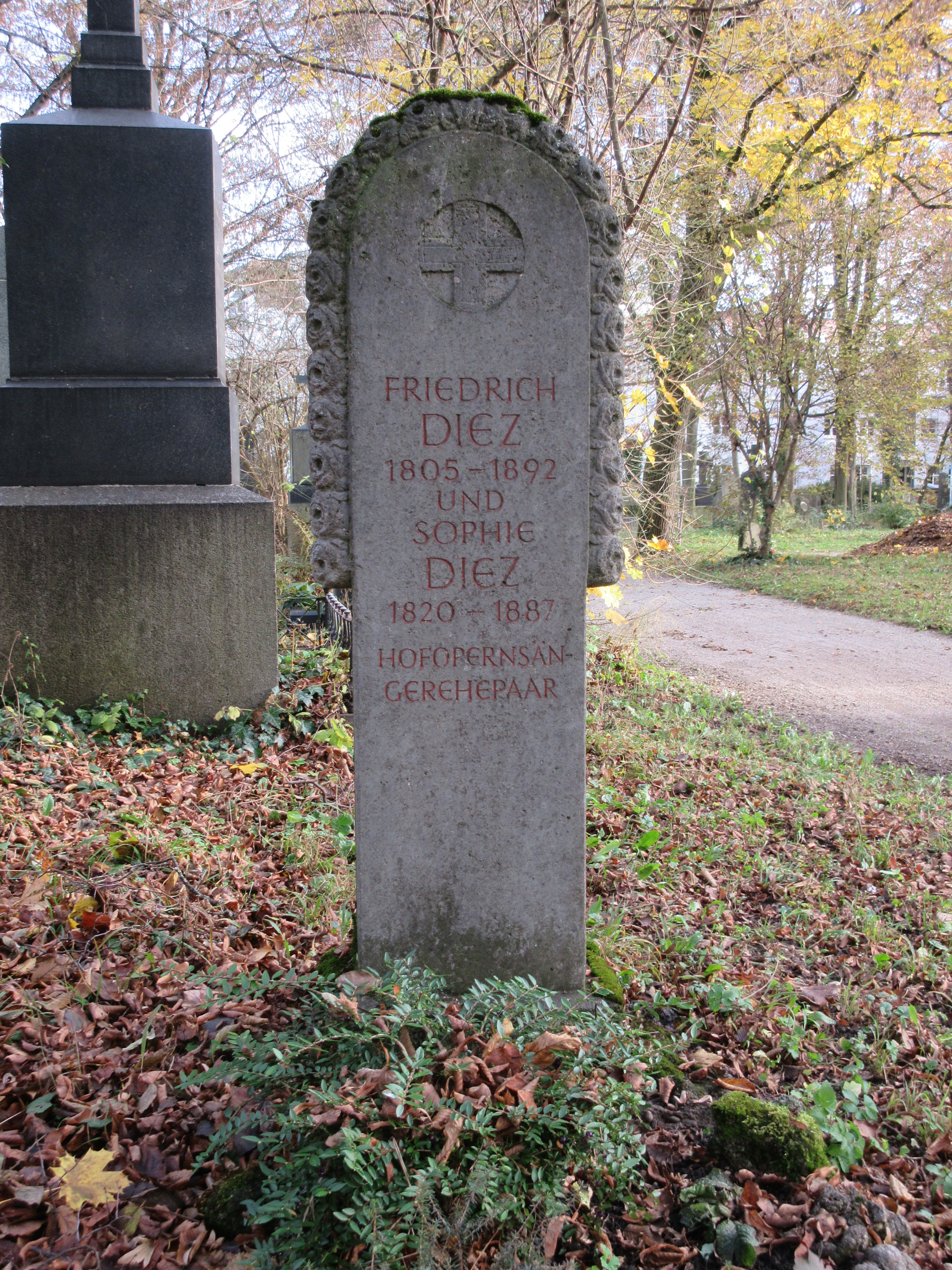
Ernst Friedrich Diez (1805-1892)
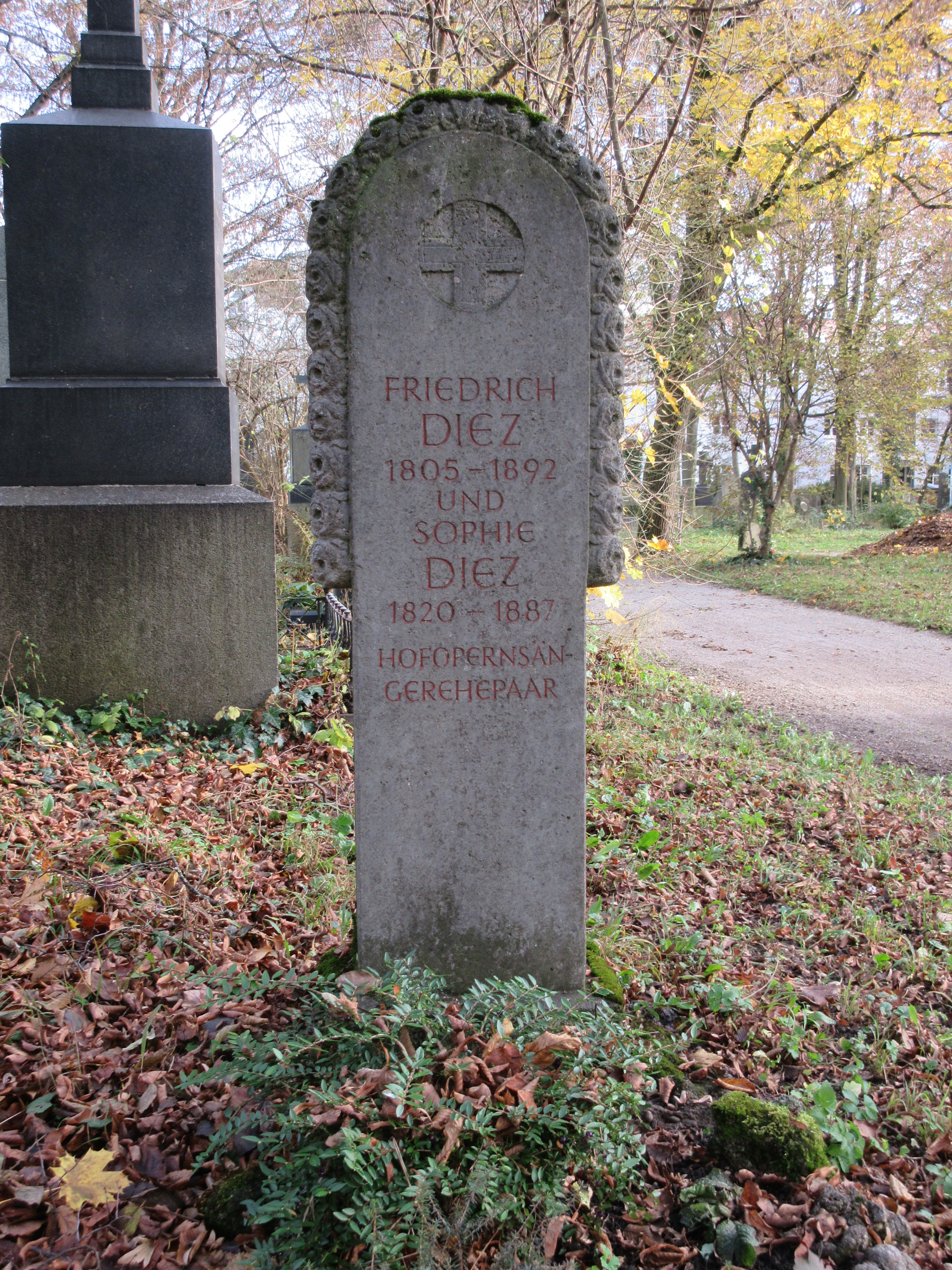
Sophie Diez (1820-1887)
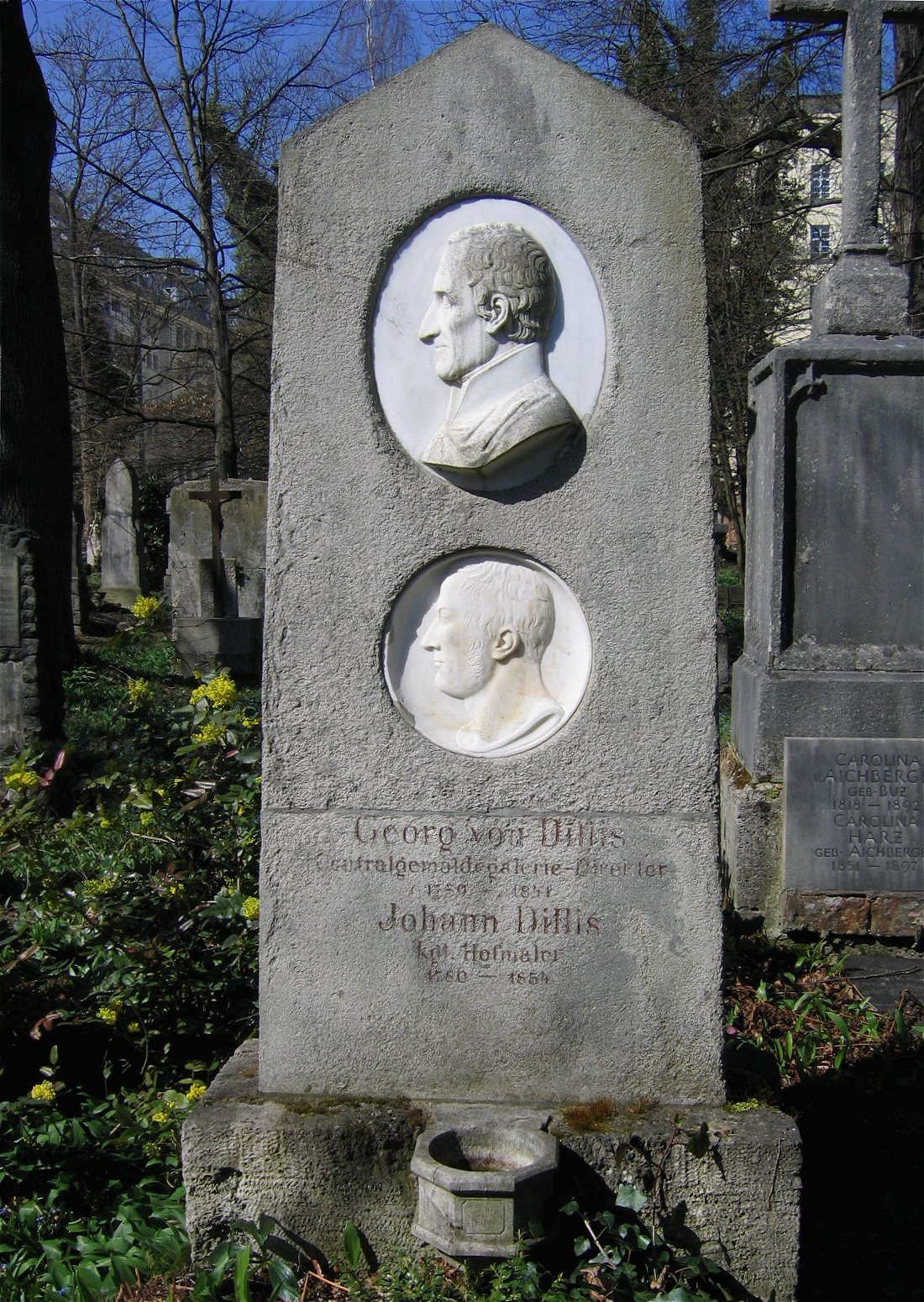
Johann Georg von Dillis (1759-1841)
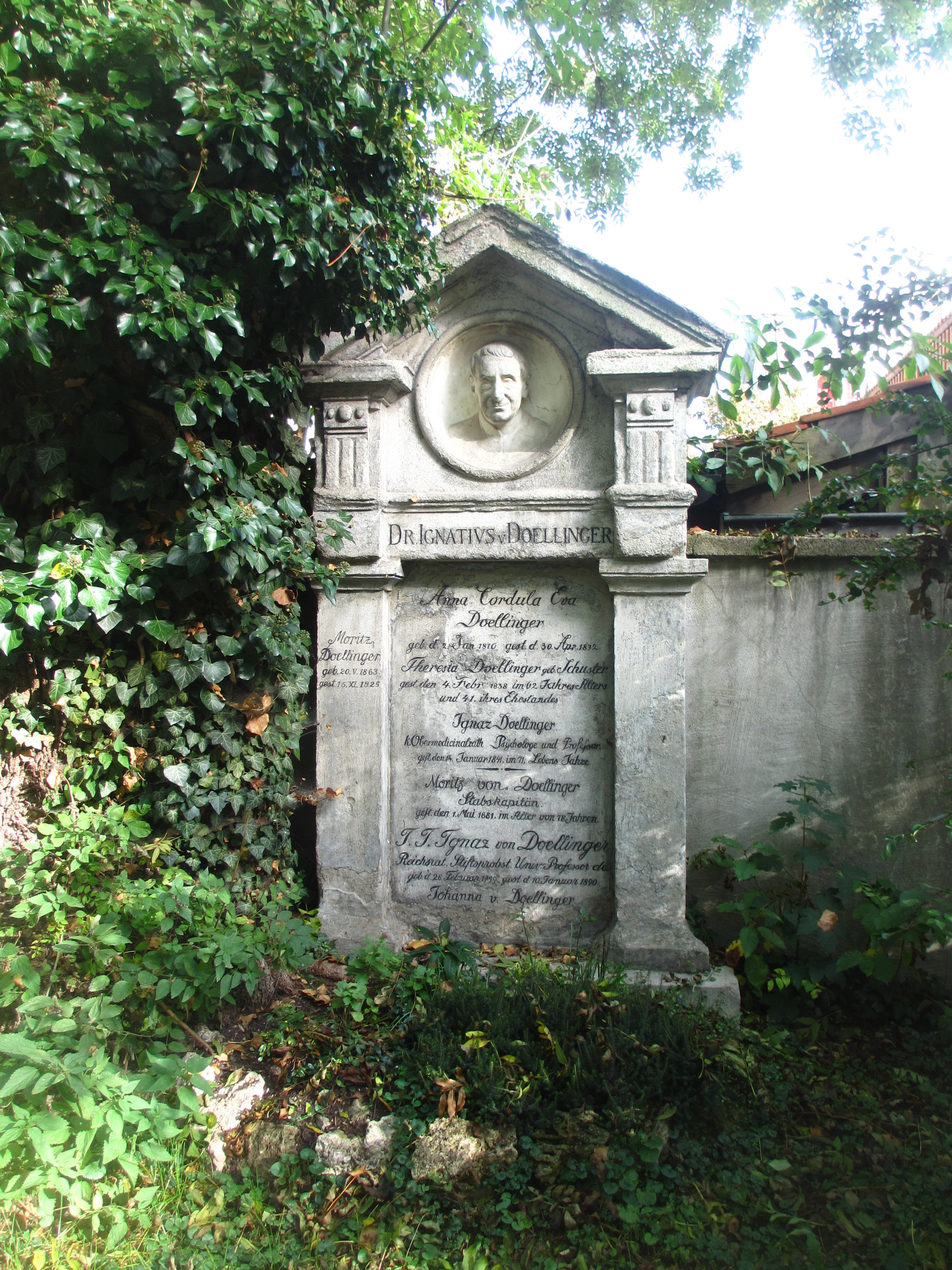
Ignaz von Döllinger (1799-1890)
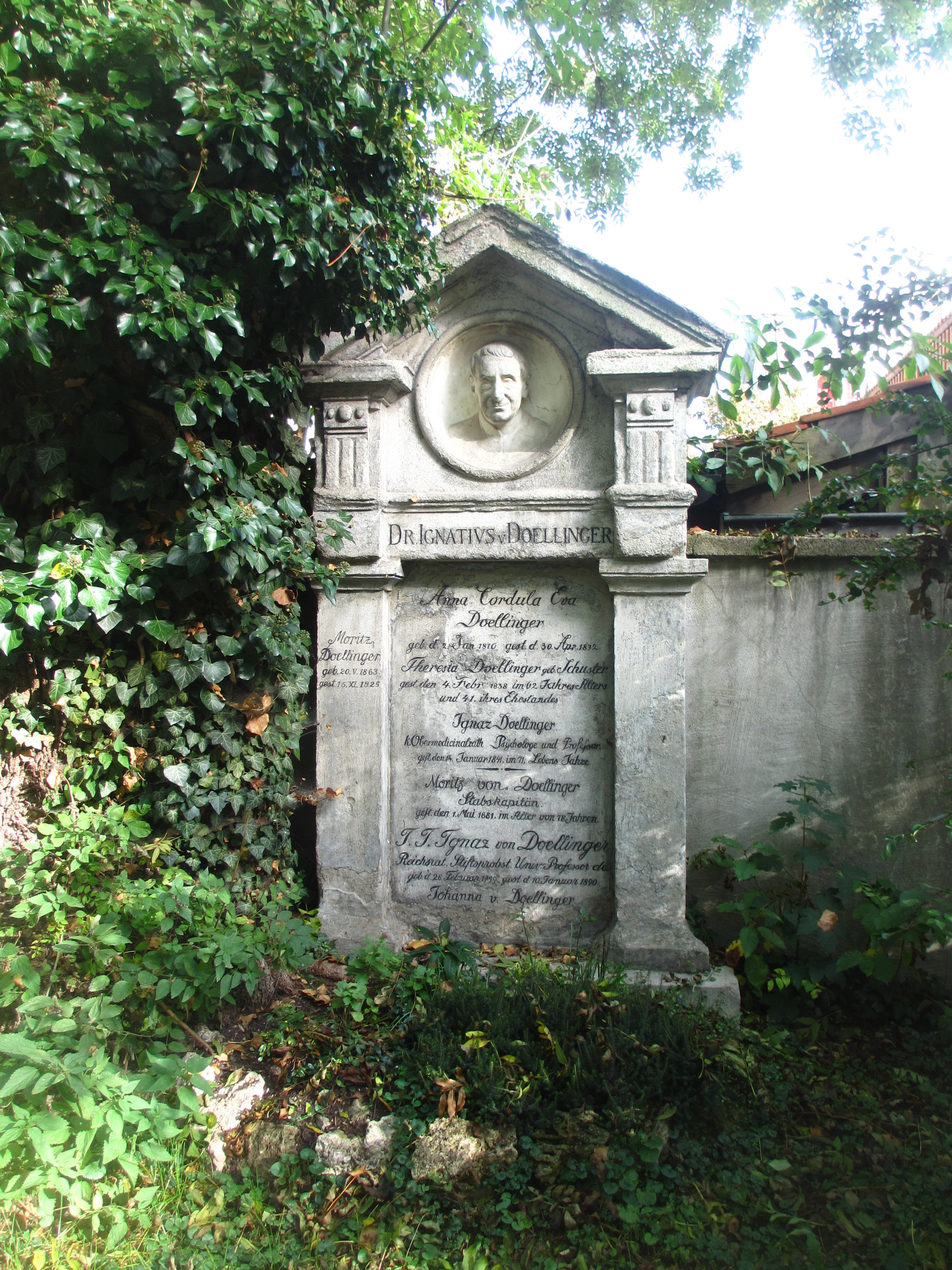
Ignaz Döllinger (1770-1841)

### E
- Johann Georg Edlinger (1741–1819 – 78 anos) – pintor – Localização: 12-11-46
- Carl von Effner (1831–1884 – 53 anos) – jardineiro do rei Luís II da Baviera – Localização: 13-1-34
- Anton Eggstein (1780–1819 – 39 anos) – cervejeiro
- Anton Ehrengut (1840–1890 – 50 anos) – mestre carpinteiro do rei Luís II da Baviera - Localização: 9-1-42 [em GF 9]
- Alexander Eibner (1862–1935 – 72 anos) – pintor – Localização: 41-13-24
- Simon von Eichthal (1787–1854 – 67 anos) – banqueiro da corte – Localização: AA-4 [em GF 25]
- Johann Erlacher (1808–1863 – 54 anos) – arquiteto – Localização: MR-19/21 [em GF 2]
- Joseph Erlacher (1871–1937 – 66 anos) – escultor
- Jakob von Ermarth (1790–1865 – 74 anos) – tenente-general da Baviera
- Kaspar Ett (1788–1847 – 59 anos) – compositor, organista da corte na Michaelskirche – Localização: 21-1-18

### F
- Jakob Philipp Fallmerayer (1790-1861 - 70 anos) - cientista, historiador, publicista, orientalista - Localização: 16-11-2
- Karl von Fischer (1782–1820 – 37 anos) – arquiteto, construiu em Munique dentre outros o Teatro Nacional e o Prinz-Carl-Palais – Localização: 17-1-27/28
- Ludwig Foltz (1809–1867 – 58 anos) – arquiteto, escultor, trabalhou na reconstrução do Residenztheater e na restauração da Frauenkirche (Munique) – Localização: 29-13-10/11
- Joseph von Fraunhofer (1787–1826 – 39 anos) – físico, óptico, professor, inventor – Localização: AA-12 [em GF 25]
- August von Frays (1790–1863 – 73 anos) – intendente do teatro da corte e major-general – Localização: 36-8-26/27

### G
- Franz Xaver Gabelsberger (1789–1849 – 59 anos) – inventor da taquigrafia de Gabelsberger – Localização: 7-10-54
- Friedrich von Gärtner (1791–1847 – 55 anos) – arquiteto, um dos mais significativos mestres construtores no Reino da Baviera sob Luís I da Baviera – Localização: NA-175 [em GF 29]
- Sebastian Gaigl (1797–1876 – 79 anos) – mecenas – Localização: NA-137 [em GF 34]
- Lorenz Gedon (1844–1883 – 39 anos) – escultor, arquiteto – Localização: ML-356-im Eck [em GF 15]
- Emilia Giehrl (1837–1915 – 77 anos) – „Tante Emmy“, escritora – Localização: 4-1-45
- Joseph von Görres (1776–1848 – 72 anos) – publicista católico – Localização: MR-343 [em GF 18]
- Friedrich Güll (1812–1879 – 67 anos) – poeta – Localização: 33-10-34
- Anton von Gumppenberg (1787–1855 – 68 anos) – general bávaro e Ministro da Guerra – Localização: ML-257/259 [em GF 11]

### H
- Sebastian Habenschaden (1813–1868 – 55 anos) – pintor – Localização: 17-2-22/23
- Charlotte von Hagn (1809–1891 – 82 anos) – atriz – Localização: 19-4-26
- Johann von Halbig (1814–1882 – 68 anos) – escultor – Localização: NA-14 [em GF 27]
- Ulrich Halbreiter (1812-1877 - 65 anos) - pintor, compositor - Localização: 8-10-34/35
- Franz Hanfstaengl (1804–1877 – 73 anos) – pintor, litografista – Localização: 2-7-37
- Georg von Hauberrisser (1841–1922 – 81 anos) – arquiteto – Localização: 21-1-7-8
- August Hauner (1811–1884 – 72 anos) – pediatra – Localização: 11-8-57
- Jakob Heinrich von Hefner-Alteneck (1822-1903 - 80 anos) - historiador da arte - Localização: 38-13-2/3
- Julius Hofmann (1840-1896 - 55 anos) - arquiteto - Localização: Gräberfeld 7 - Reihe 10 - Platz 40/41
- Karl Wilhelm von Heideck (1788–1861 – 72 anos) – militar – Localização: AA-35 [em GF 23]
- Heinrich Maria von Hess (1798–1863 – 64 anos) – pintor, irmão do pintor Peter von Hess – Localização: 40-12-7/8
- Peter von Hess (1792–1871 – 78 anos) – pintor, irmão do pintor Heinrich Maria von Hess – Localização: 13-1-51
- Johann Georg Hiltensperger (1806–1890 – 84 anos) – pintor – Localização: 15-13-17
- Ulrich Himbsel (1787–1860 – 73 anos) – arquiteto, empresário da construção - Localização: MR-241 [em GF 14]
- Joseph Höchl (1777–1838 – 60 anos) – mestre construtor – Localização: 2-7-1/2
- Julius Hofmann (1840-1896 - 55 anos) - arquiteto - Localização: Gräberfeld 7 - Reihe 10 - Platz 40/41
- Karl Hofmann (Bergsteiger) (1847-1870 - 22 anos) - montanhista - Localização: Mauer Links Platz 212 em Gräberfeld 7
- Georg Adalbert Huhn (1839–1903 – 64 anos) – religioso – Localização: 9-2-55/56

### K
- Wilhelm von Kaulbach (1805–1874 – 68 anos) – pintor - Localização: ML-280 [em GF 11]
- Albert von Keller (1844–1920 – 76 anos) – pintor – Localização: NA-23 [em GF 27]
- Josef von Kerschensteiner (1831–1896 – 65 anos) – médico – Localização: 11-2-40/41
- Engelbert Kiermaier (1821-1925 - 104 anos) - religioso - Localização: 23-9-25
- August Kindermann (1817-1891 - 74 anos) - músico, cantor de câmara, cantor de ópera - Localização: 8-8-46
- Leo von Klenze (1784–1864 – 79 anos) – arquiteto da corte do rei Ludwig I. von Bayern – Localização: NA-171 [em GF 29]
- Julius Knorr (1826–1881 – 55 anos) – publicista – Localização: MR-126/127 [em GF 6]
- Ludwig Knorr (1859–1921 – 61 anos) – químico, descobridor da síntese de Paal–Knorr – Localização: NA-22 [em GF 27]
- Wolfgang Franz von Kobell (1803–1882 – 79 anos) – mineralogista, escritor, filho de Wilhelm von Kobell – Localização: MR-215/216 [em GF 10]
- Wilhelm von Kobell (1766–1853 – 87 anos) – pintor, pai de Wolfgang Franz von Kobell – Localização: 23-13-20/21
- Alexander von Kotzebue (1815–1889 – 74 anos) – pintor, filho do escritor August von Kotzebue – Localização: 36-12-10
- August von Krempelhuber (1813–1882 – 69 anos) – conselheiro florestal – Localização: 6-13-36/37
- Joseph von Krempelhuber (1771–1827 – 55 anos) – comerciante – Localização: 6-13-35
- Franz Xaver Krenkl (1780–1860 – 79 anos) – negociante de cavalos – Localização: 17-9-57

### L
- Franz Lachner (1803–1890 – 86 anos) – músico, compositor, dirigente – Localização: 10-6-55
- Ludwig Lange (Architekt) (1808–1868 – 60 anos) – arquiteto – Localização: 38-13-24
- Ernst von Lasaulx (1805-1861 - 56 anos) - filósofo, político - Localização: 18-7-1
- Johannes Leeb (1790–1863 – 72 anos) – escultor – Localização: 7-10-15
- Georg Leib (1846-1910 - 63 anos) - comerciante - Localização: 31-1-1/2
- Joseph Liebherr (1767-1840 - 73 anos) - relojoeiro, engenheiro - Localização: Gräberfeld 11 - Reihe 12 - Platz 53
- Justus von Liebig (1803–1873 – 69 anos) – químico – Localização: 40-12-11
- Joseph von Lindwurm (1824–1874 – 50 anos) – médico, professor universitário – Localização: 5-1-38
- August Löffler (1822-1866 - 43 anos) - pintor - Localização: 16-14-1/2

### M
- Joseph Anton von Maffei (1790–1870 – 79 anos) – empresário – Localização: AA-36 [em GF 23]
- Nikolaus Maillot de la Treille (1774–1834 – 59 anos) – Ministro da Guerra da Baviera – Localização: ML-202/203 [em GF 7]
- Johann Christian von Mannlich (1741–1822 – 80 anos) – pintor, arquiteto – Localização: AA-10 [em GF 25]
- Carl Friedrich Philipp von Martius (1794–1868 – 74 anos) – botânico, professor universitário, diretor do Jardim Botânico de Munique, viajou para o Brasil com Johann Baptist von Spix – Localização: ML-312 [em GF 15]
- Georg Ludwig von Maurer (1790–1872 – 81 anos) – jurista, historiador do direito – Localização: ML-86 [em GF 3]
- Konrad Maurer (1823–1902 – 79 anos) – historiador do direito, professor universitário – Localização: 30-13-16
- Ernst Mayer (Bildhauer) (1796–1844 – 47 anos) – escultor, professor – Localização: 5-15-56/57
- Lina Meittinger (1856–1928 – 71 anos) – atriz
- Sophie Menter (1846–1918 – 71 anos) – pianista – Localização: 5-2-35
- Georg Merz (Optiker) (1793–1867 – 73 anos) – óptico – Localização: Kirche-St. Stefan-Nordwand
- Jean Baptiste Métivier (1781–1853 – 72 anos) – arquiteto – Localização: 9-1-19
- Eduard Metzger (1807–1874 – 67 anos) – arquiteto, pintor
- Johann Balthasar Michel (1755–1818 – 63 anos) – comerciante – Localização: 3-12-24/25
- Ferdinand von Miller (1813–1887 – 73 anos) – fundidor de minério, pai do engenheiro eletricista e fundador do Deutsches Museum, Oskar von Miller – Localização: MR-79/80 [em GF 4]
- Johann Adam Möhler (1796–1838 – 41 anos) – teólogo católico – Localização: ML-288 [em GF 11]
- Karl Muffat (1797–1868 – 71 anos) – arquiteto – Localização: 25-13-8/9

### N
- Marija Antonowna Naryschkina (1779-1854 - 75 anos) - princesa polonesa amante do csar russo Alexandre I da Rússia - Localização: AA-73
- Karl Friedrich Neumann (1793–1870 – 76 anos) – sinologista, trouxe 6000 livros da China
- Eugen Napoleon Neureuther (1806–1882 – 76 anos) – pintor, professor, bisavô de Christian Neureuther – Localização: 25-8-35
- Friedrich Immanuel Niethammer (1766–1848 – 82 anos) – teólogo – Localização: 12-2-31/32
- Johann Nepomuk von Nußbaum (1829–1890 – 61 anos) – cirurgião – Localização: MR-SP 15 [em GF 18]

### O
- Michael Öchsner (1816–1893 – 77 anos) – publicista, escritor – Localização: 35-1-30
- Daniel Ohlmüller (1791–1839 – 48 anos) – arquiteto, aluno de Karl von Fischer – Localização: 18-14-22
- Georg Simon Ohm (1789–1854 – 65 anos) – físico – Localização: 15-1-41

### P
- Karl von Perfall (1824–1907 – 82 anos) – intendente da corte real bávara em Munique – Localização: 31-1-28
- Ignaz Perner (1796–1867 – 70 anos) – advogado, fundou a primeira associação de proteção dos animal do mundo em Munique em 1842 – Localização: 37-13-34
- Philipp Perron (1840–1907 – 67 anos), construtor
- Max von Pettenkofer (1818–1901 – 82 anos) – químico, higienista – Localização: 31-1-33/34
- Friedrich Wilhelm Pfeiffer (1822–1891 – 69 anos) – pintor – Localização: 8-9-56
- Karl von Pfeufer (1806–1869 – 62 anos) – médico – Localização: 34-1-13/16
- Ludwig von der Pfordten (1811–1880 – 68 anos) – professor de direito – Localização: 33-5-9
- Bruno Piglhein (1848–1894 – 46 anos) – escultor e pintor – Localização: 9-10-29
- Carl Theodor von Piloty (1826–1886 – 59 anos) – pintor, filho de Ferdinand Piloty d. Ä., irmão de Ferdinand von Piloty d. J. - Localização: 27-1-17
- Ferdinand von Piloty d. J. (1828–1895 – 67 anos) – pintor, filho de Ferdinand Piloty d. Ä., irmão de Carl Theodor von Piloty – Localização: 13-2-1
- Ferdinand Piloty d. Ä. (1786–1844 – 57 anos) – pintor, litografista, pai do pintor Carl Theodor von Piloty e irmão do pintor Ferdinand von Piloty d. J. - Localização: 13-2-1
- Ernst von Possart (1841–1921 – 79 anos) – arquiteto – Localização: 31-1-30
- Christian Pram-Henningsen (1846–1892 – 45 anos) – pintor
- Siegmund Pranckh (1821-1888 - 66 anos) - general da infantaria bávaro e Ministro da Guerra - Localização: 38-13-34
- Joseph Pschorr (1770–1841 – 71 anos) – fundador de cervejaria, Joseph Pschorr e Maria Theresia Hacker uniram Hacker e Pschorr e a tornaram na grande cervejaria de Munique – Localização: 9-1-6/9
- Matthias Pschorr junior (1834–1900 – 65 anos) – proprietário de cervejaria – Localização: NA-37 [em GF 31]

### Q
- Angelo Quaglio (1829–1890 – 60 anos) – arquiteto, filho do pintor Simon Quaglio – Localização: 9-5-40/41
- Giuseppe Quaglio (1747–1828 – 80 anos) – pintor, pai de Simon Quaglio (1795–1878) e Michael Angelo dem Älteren (1778–1815) – Localização: 9-5-40/41
- Simon Quaglio (1795–1878 – 82 anos) – pintor, pai de Angelo Quaglio – Localização: 9-5-40/41

### R
- Josef Rathgeber (1810–1865 – 55 anos) – empresário, fabricante de vagões – Localização: AA-82 [em GF 19]
- Georg Friedrich von Reichenbach (1771–1826 – 54 anos) – inventor e engenheiro – Localização: AA-11 [em GF 25]
- Christian Reithmann (1818–1909 – 91 anos) – relojoeiro, inventor – Localização: 35-1-14
- Franziska von Reitzenstein (1834–1896 – 61 anos) – romancista – Localização: NA-105 [em GF 42]
- Josef Rheinberger (1839-1901 - 62 anos) - compositor - Localização: NA-101 [em GF 42]
- Joseph Anton Rhomberg (1786-1853 - 67 anos) - pintor - Localização: 12-1-1
- Thaddäus Robl (1877–1910 – 32 anos) – ciclista – Localização: 41-10-8
- Carl Rottmann (1797-1850 - 53 anos) - pintor, irmão mais velho de Leopold Rottmann - Localização: 6-7-33/34
- Leopold Rottmann (1812-1881 - 68 anos) - pintor, irmão mais novo de Carl Rottmann - Localização: 36-11-18
- Nikolaus Rüdinger (1832–1896 – 64 anos) – anatomista, professor universitário, fez a autópsia do rei Luís II da Baviera - Localização: 17-13-38/39

### S
- Karl Emil von Schafhäutl (1803–1890 – 87 anos) – físico, geólogo, inventor – Localização: 21-13-14
- Adolf Schlagintweit (1829–1857 – 28 anos) – viajante, geólogo – Localização: 2-7-16/17
- Eduard Schleich der Ältere (1812–1874 – 61 anos) – pintor – Localização: 14-11-51
- Max Joseph Schleiß von Löwenfeld (1809–1897 – 87 anos) – médico dos reis Luís I da Baviera, Maximiliano II da Baviera, e Luís II da Baviera – Localização: 23-13-26/27
- Josef Schlotthauer (1789–1869 – 80 anos) – pintor, co-descobridor da estereocromia (com Johann Nepomuk von Fuchs) – Localização: 38-1-16 [em GF 38]
- Johann Andreas Schmeller (1785–1852 – 66 anos) – germanista – Localização: 2-7-40
- Josef Leonhard Schmid (1822–1912 – 90 anos) – diretor do Teatro de Marionetes de Munique (Papa Schmid) – Localização: 33-3-15
- Maximilian Schmidt (1832–1919 – 87 anos) – escritor – Localização: 3-1-45 [em GF 3]
- Amalie Schönchen (1836–1905 – 68 anos) – cantora, atriz
- Johann von Schraudolph (1808–1879 – 70 anos) – pintor – Localização: 15-1-50
- Sophie Schröder (1781–1868 – 87 anos) – atriz, atriz da corte – Localização: 39-13-21
- Franz Jakob Schwanthaler (1760–1820 – 60 anos) – escultor, pai de Ludwig Schwanthaler e Onkel von Franz Xaver Schwanthaler – Localização: 15-13-53/54
- Franz Xaver Schwanthaler (1799-1854 - 54 anos) - escultor, primo e colaborador de Ludwig von Schwanthaler - Localização: NA-1 [em GF 27]
- Ludwig Schwanthaler (1802–1848 – 46 anos) – escultor – Localização: NA-1 [em GF 28]
- Moritz von Schwind (1804–1871 – 67 anos) – pintor – Localização: 16-9-43/44
- Friedrich Ludwig von Sckell (1750–1823 – 72 anos) – paisagista – Localização: 6-7-33/34
- Anton Sedlmayr (1849–1920 – 70 anos) – proprietário de cervejaria – Localização: NA-49 [em GF 31]
- Carl Sedlmayr (1844–1915 – 70 anos) – empresário, co-proprietário de cervejaria – Localização: 5-17-27/28
- Johann Sedlmayr (1846–1900 – 54 anos) – proprietário de cervejaria, filho de Gabriel Sedlmayr dem Jüngeren, proprietário da Spatenbräu em Munique – Localização: NA-49
- Gabriel Sedlmayr d. Ä. (München) (1772–1839 – 67 anos) – cervejeiro em Munique, adquiriu em 1807 a Spatenbräu – Localização: 5-17-27/28
- Gabriel Sedlmayr der Jüngere (1811–1891 – 80 anos) – cervejeiro, filho de Gabriel Sedlmayrs des Älteren – Localização: 5-17-27/28
- Anton Seidl (1844–1898 – 53 anos) – mestre padeiro da corte, irmão dos arquitetos Gabriel e Emanuel Seidl – Localização: 9-2-23
- Gabriel von Seidl (1848–1913 – 64 anos) – arquiteto do Deutsches Museum e do Bayerisches Nationalmuseum Munique, gründete den Isartalverein, irmão de Emanuel von Seidl – Localização: ML-SP2-21 [em GF 15]
- Franz von Seitz (1817–1883 – 65 anos) – pintor, litografista – Localização: 25-13-36
- Otto Seitz (1846–1912 – 65 anos) – pintor – Localização: 7-5-56
- Alois Senefelder (1771–1834 – 62 anos) – inventor da litografia – Localização: 5-2-1
- Johann Nepomuk Sepp (1816–1909 – 92 anos) – historiador – Localização: MR-195 [em GF 10]
- Philipp Franz von Siebold (1796–1866 – 70 anos) – japanologista – Localização: 33-13-5
- Johann Michael von Soeltl (1797–1888 – 91 anos) – arquivista, historiador, livros sobre a história da Baviera – Localização: 42-3-1/2
- Leonhard Spengel (1803-1860 - 57 anos) - professor de filologia clássica - Localização: 17-2-3
- Adele Spitzeder (1832–1895 – 62 anos) – atriz, banqueira – Localização: 18-14-26
- Carl Spitzweg (1808–1885 – 77 anos) – pintor e farmacêutico – Localização: 5-17-10/11
- Johann Baptist Spix (1781–1826 – 45 anos) – cientista natural, pesquisador viajante com Carl Friedrich Philipp von Martius – Localização: 5-1-21 [em GF 5]
- Carl August von Steinheil (1801–1870 – 68 anos) – físico, astrônomo, óptico, empresário, metrologista, construtor de instrumentos, inventor des Steinheil-Verfahrens – Localização: 34-1-20/21
- Kaspar von Steinsdorf (1797–1879 – 82 anos) – jurista, prefeito de Munique – Localização: NA-2 [em GF 28]
- Joseph Karl Stieler (1781–1858 – 77 anos) – pintor – Localização: ML-248/249 [em GF 11]
- Johann Baptist Straub (1704–1784 – 80 anos) – escultor – Localização: Kirche-St. Stefan-Nordwand-2 [em GF 2]
- Franz Strauss (1822–1905 – 83 anos) – compositor, pai de Richard Strauss – Localização: 21-3-21

### T
- Friedrich Thiersch (1784–1860 – 75 anos) – filólogo – Localização: 41-1-16
- Friedrich Tiedemann (1781-1861 - 79 anos) - anatomista e fisiologista - Localização: 42-13-14
- Johann Baptist Trappentreu (1805–1883 – 78 anos) – cervejeiro – Localização: 8-4-55

### U
- Joseph von Utzschneider (1763–1840 – 76 anos) – empresário – Localização: AA-32 [em GF 23]

### V
- Carl von Voit (1831–1908 – 76 anos) – fisiologista e nutricionista, filho do arquiteto August von Voit – Localização: Gräberfeld 17 – Reihe 12 – Platz 1/2
- Gustav Vorherr (1778–1847 – 68 anos) – arquiteto – Localização: 23-13-27

### W
- Lorenz von Westenrieder (1748–1829 – 80 anos) – historiador, escritor – Localização: AA-92 [em GF 19]
- Max von Widnmann – escultor, 1812–1894
- Gotthard Wölzl (1851-1932 - 80 anos) - jurista - Localização: 38-11-1
- Joseph Wopfner – pintor (1843–1927)

### Z
- Arnold Zenetti (1824–1891 – 67 anos) – arquiteto – Localização: 4-11-1/2
- Max Zenger (1837–1911 – 74 anos) – compositor, dirigente e escritor – Localização: 12-2-55
- Franz Xaver Zettler (1841–1916 – 74 anos) – pintor – Localização: 14-12-38/39
- Klara Ziegler (1844–1909 – 65 anos) – atriz da corte – Localização: NA-121 [em GF 38]
- Hugo von Ziemssen (1829–1902 – 72 anos) – médico – Localização: 9-80-51/53
- Clemens von Zimmermann (1788–1869 – 80 anos) – pintor – Localização: 6-7-33/34
- Anton Zwengauer (1810-1884 - 73 anos) - pintor - Localização: 5-13-51

## Imagens adicionais de sepulturas

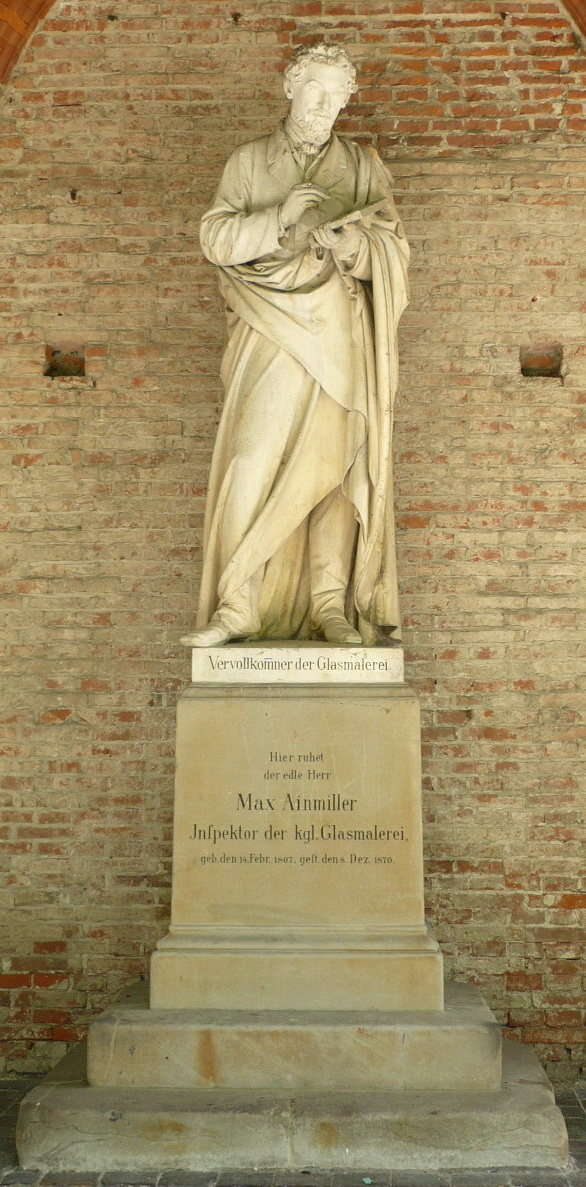
Max Ainmiller (1807–1870)
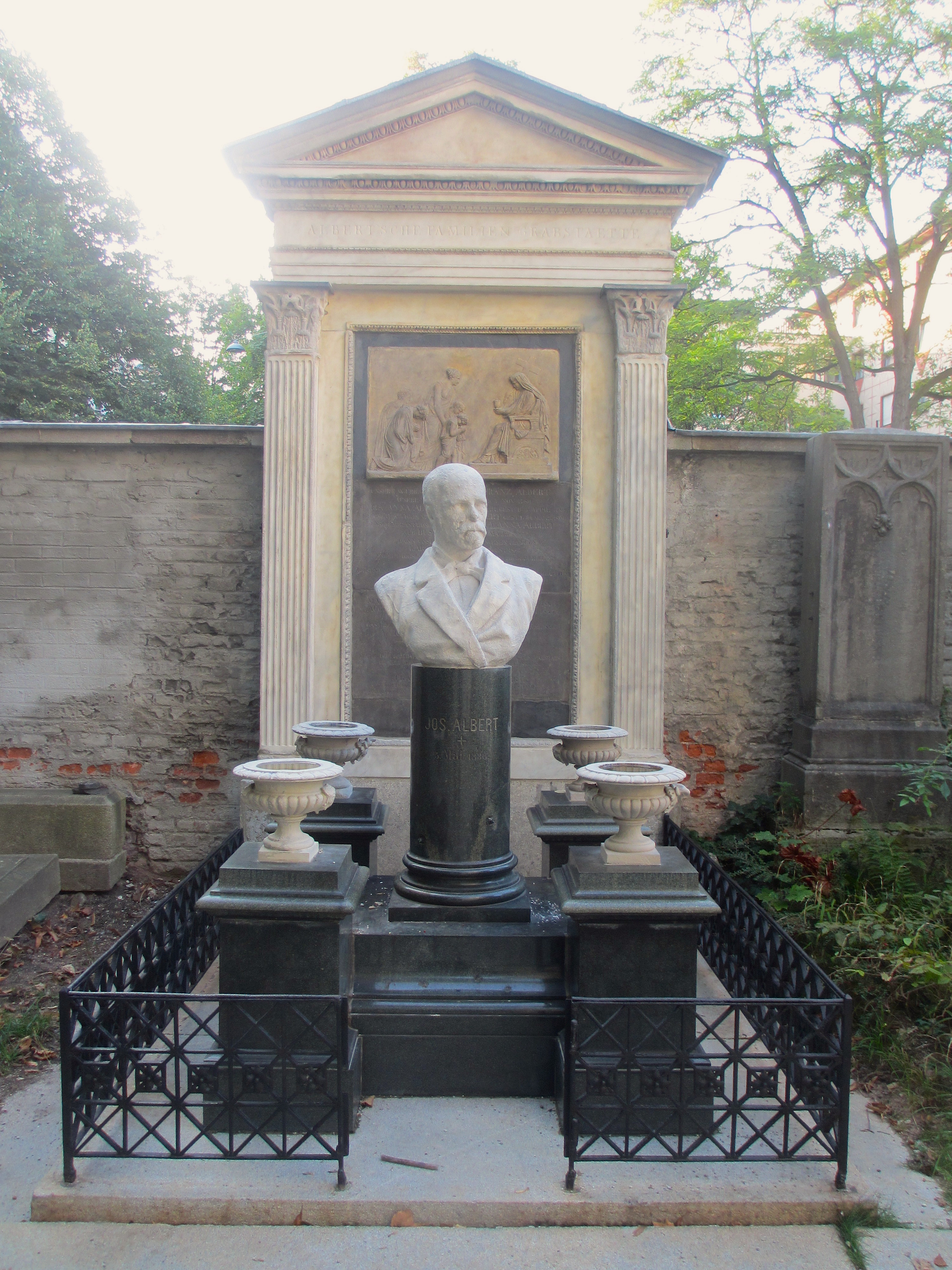
Joseph Albert (Fotograf) (1825–1886)
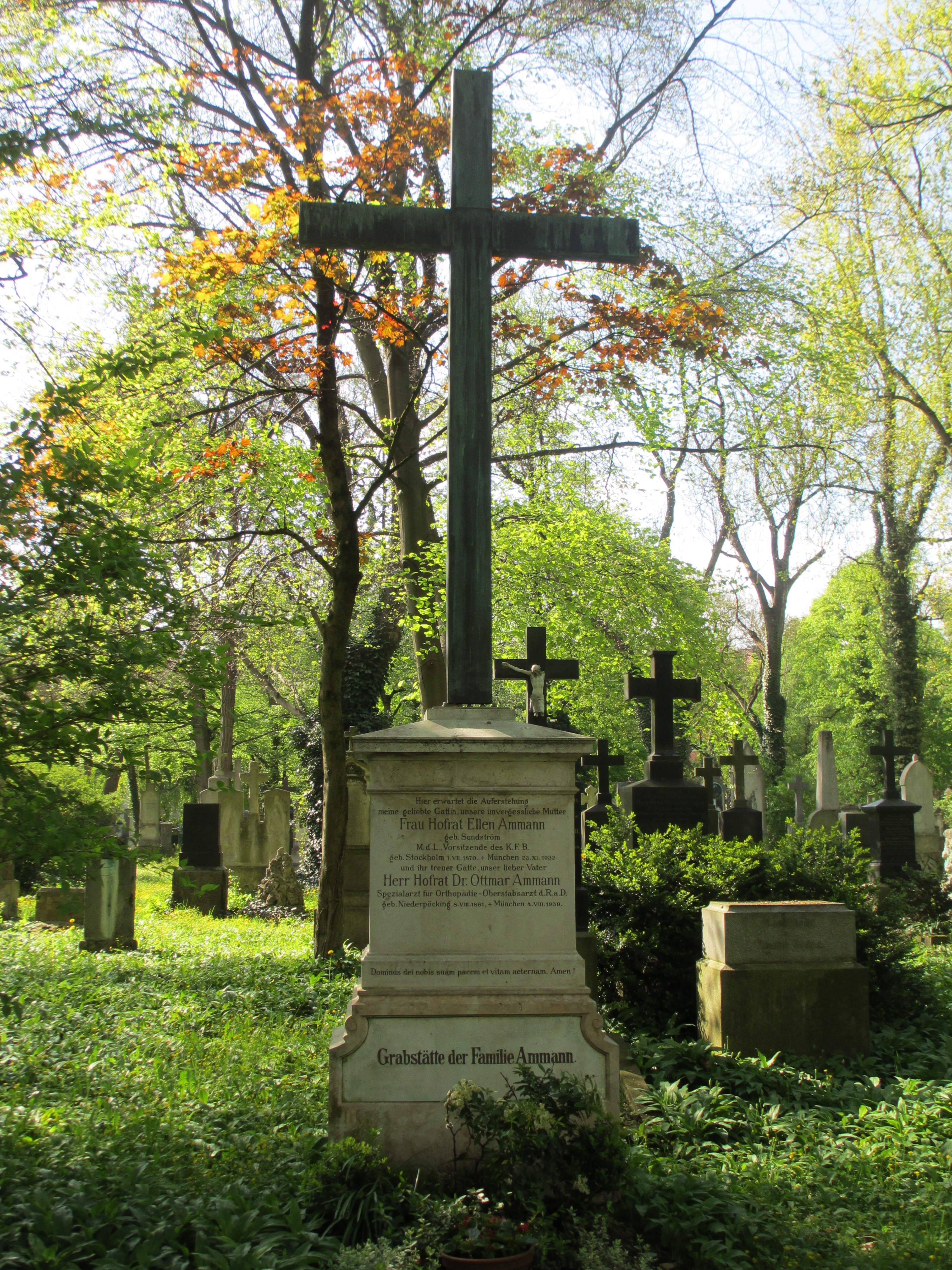
Ellen Ammann (1870–1932)
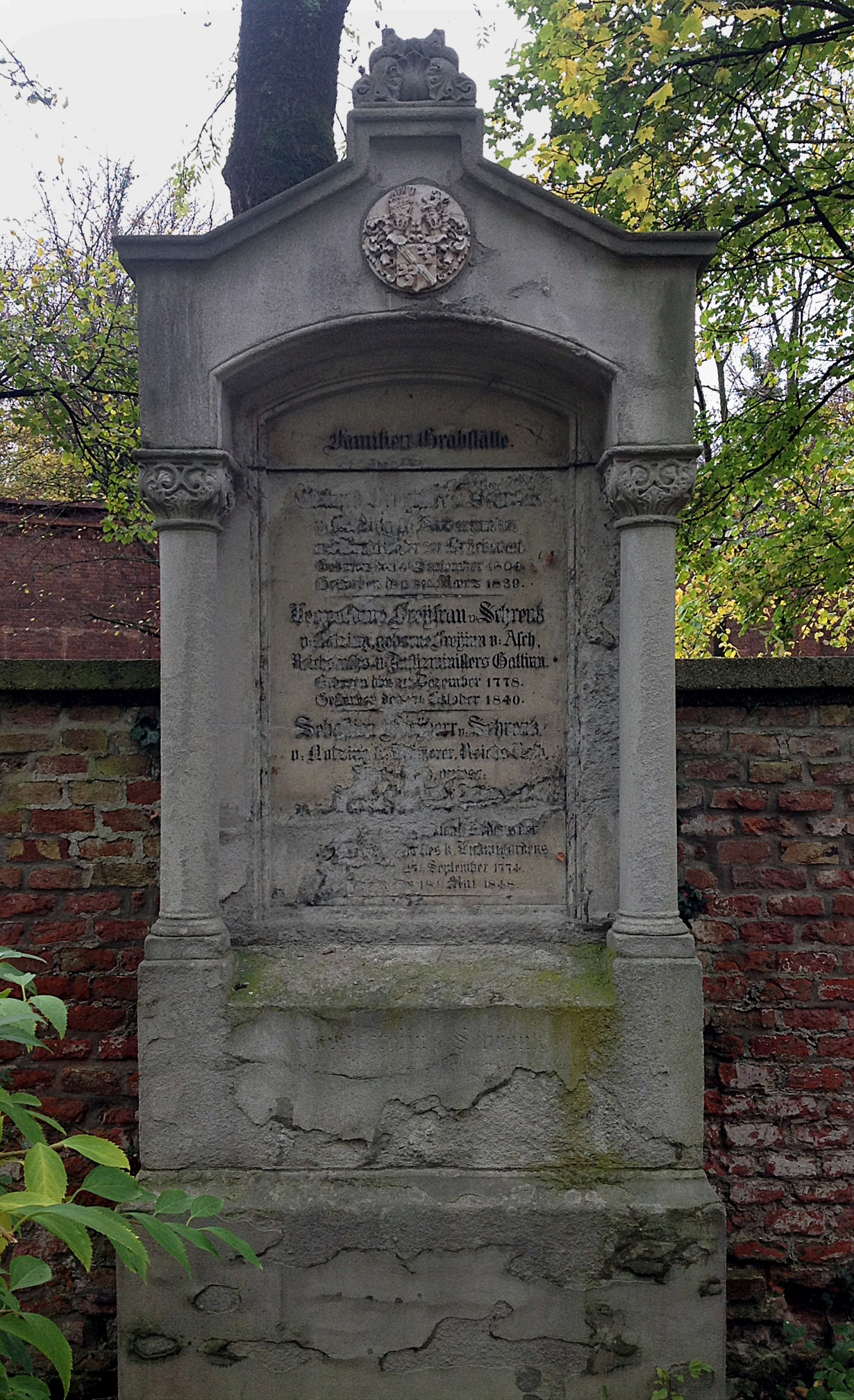
Adolph von Asch (1839–1906)
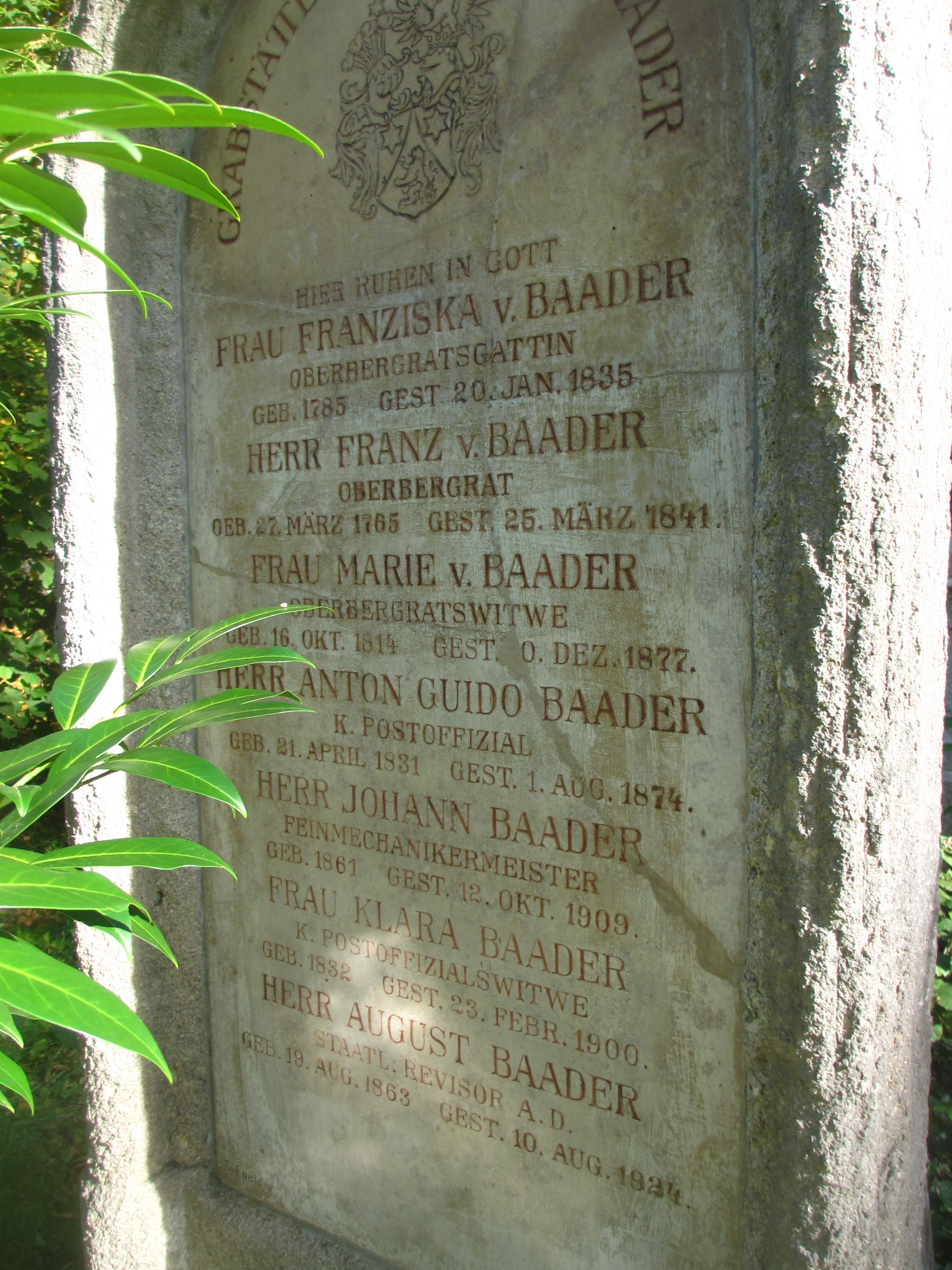
Franz Xaver von Baader (1765–1841)
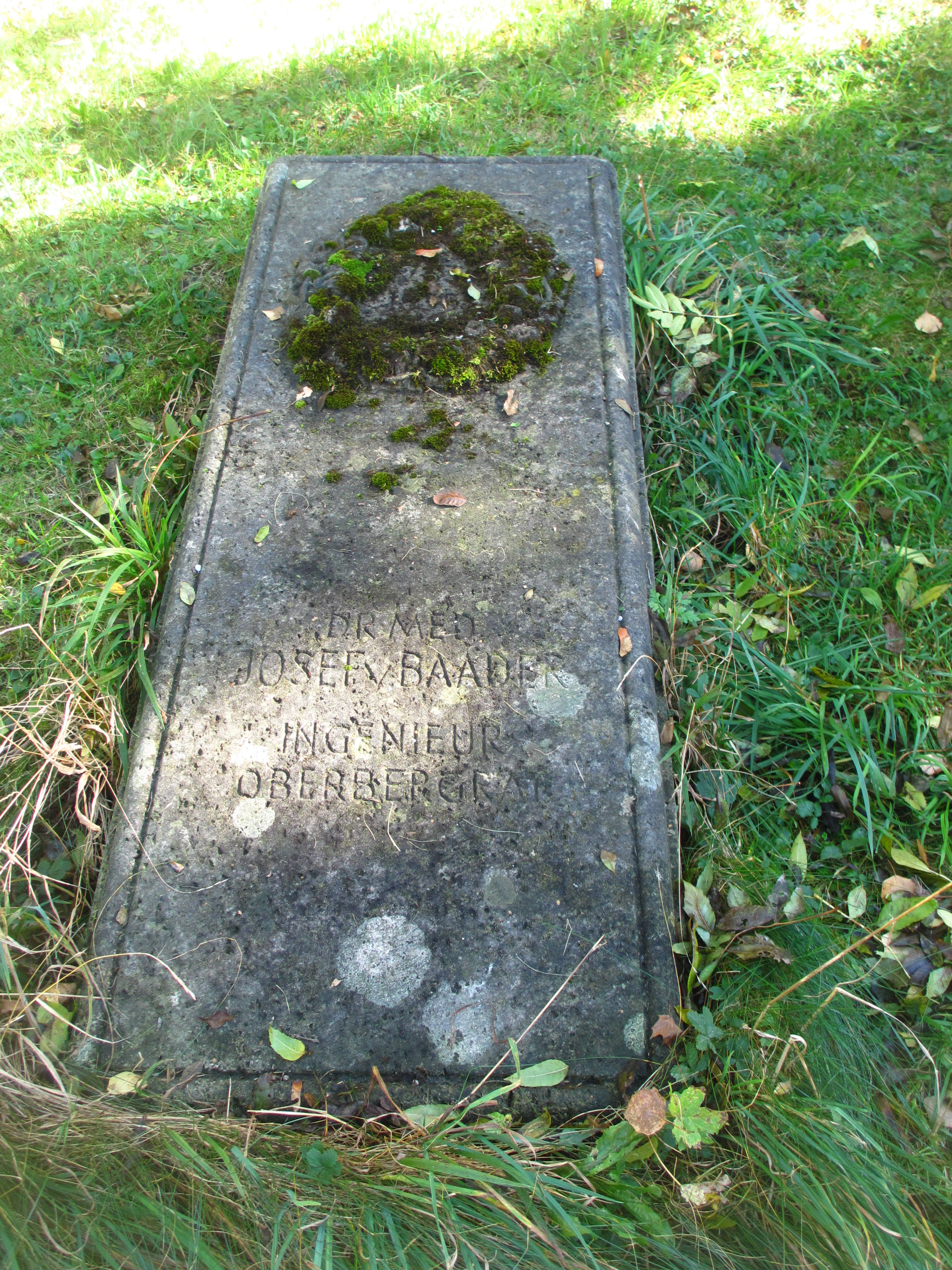
Joseph von Baader (1763–1835)
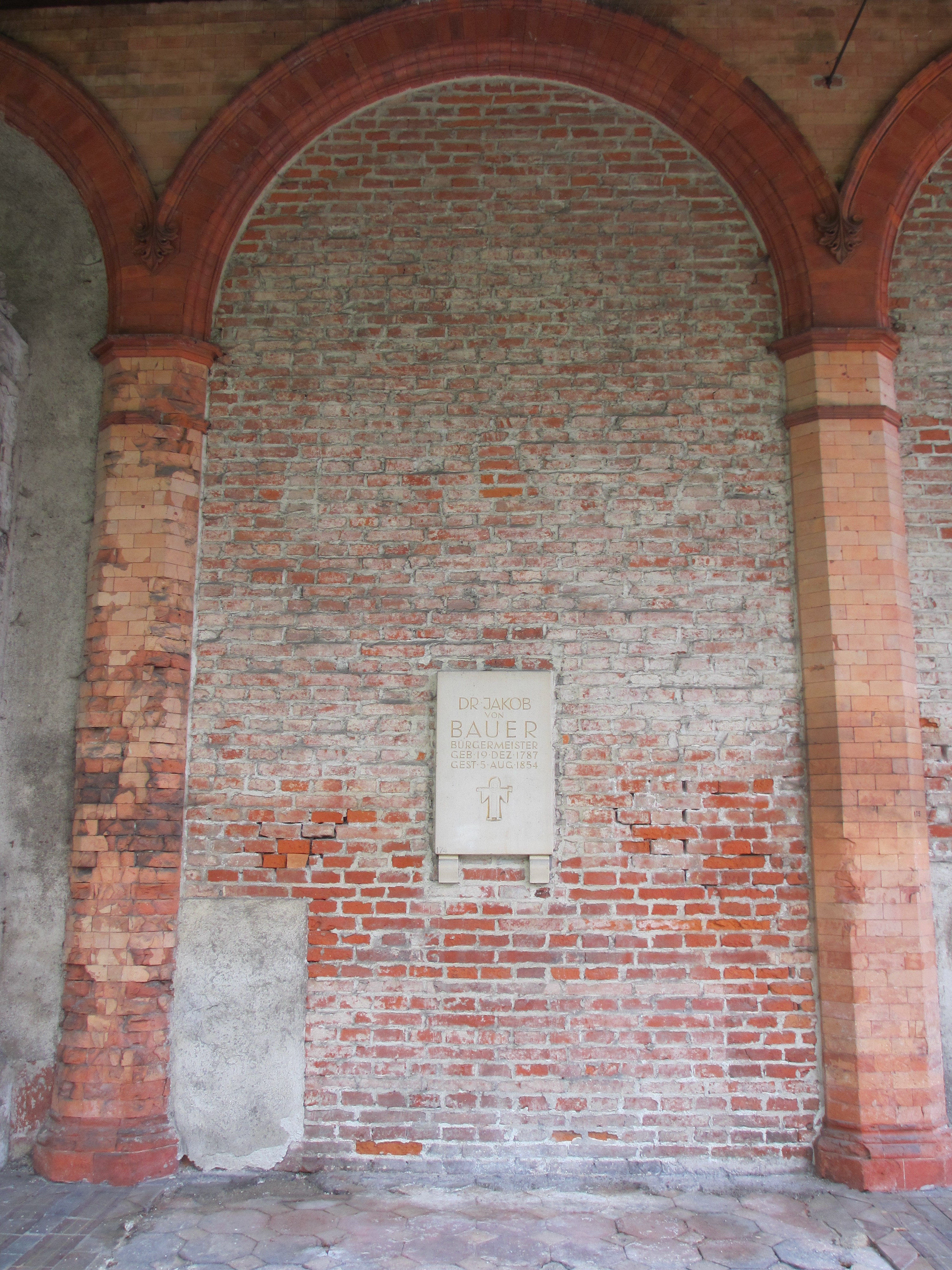
Jakob Bauer (1787–1854)
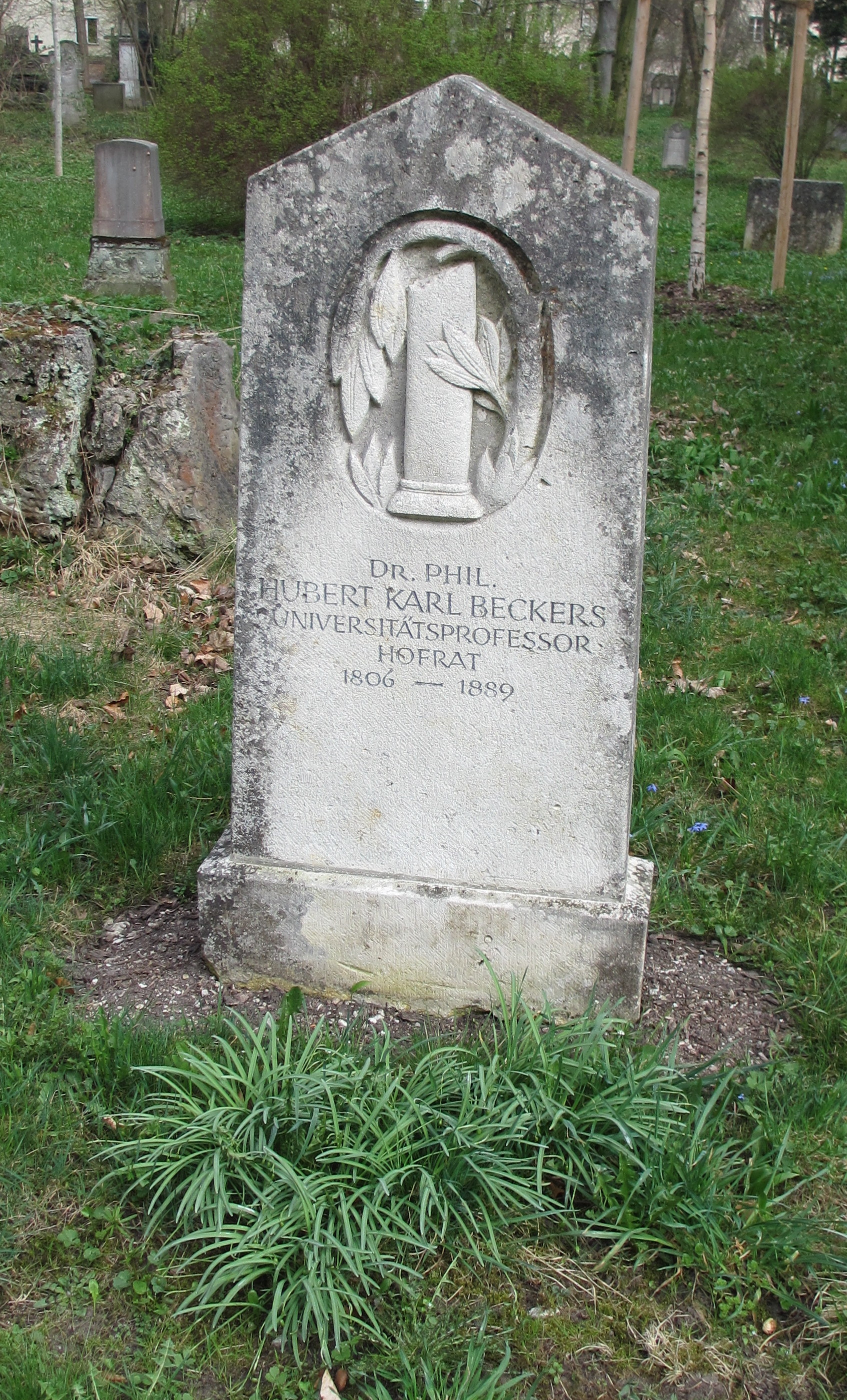
Hubert Beckers (1806–1889)
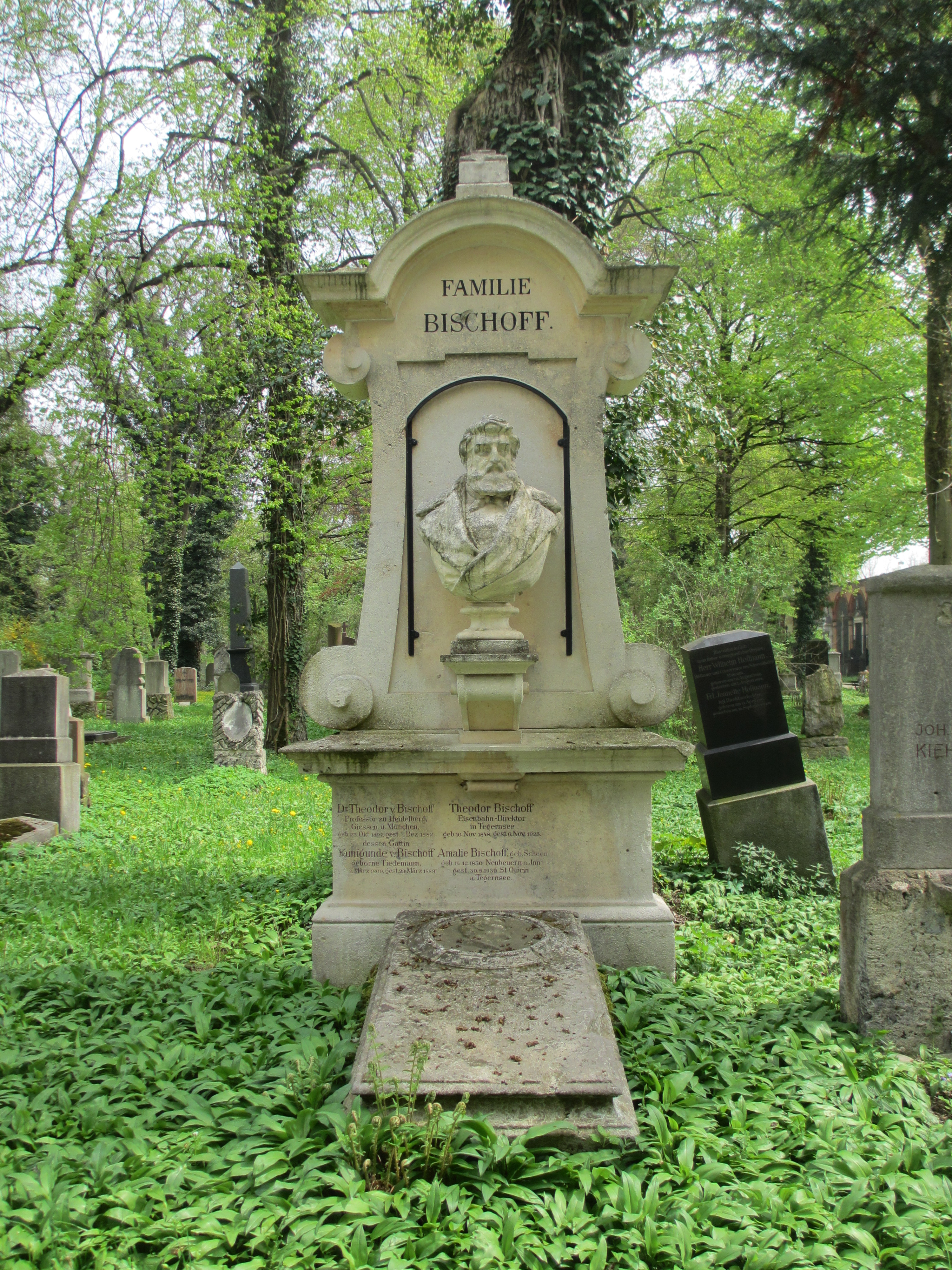
Theodor von Bischoff (1807–1882)
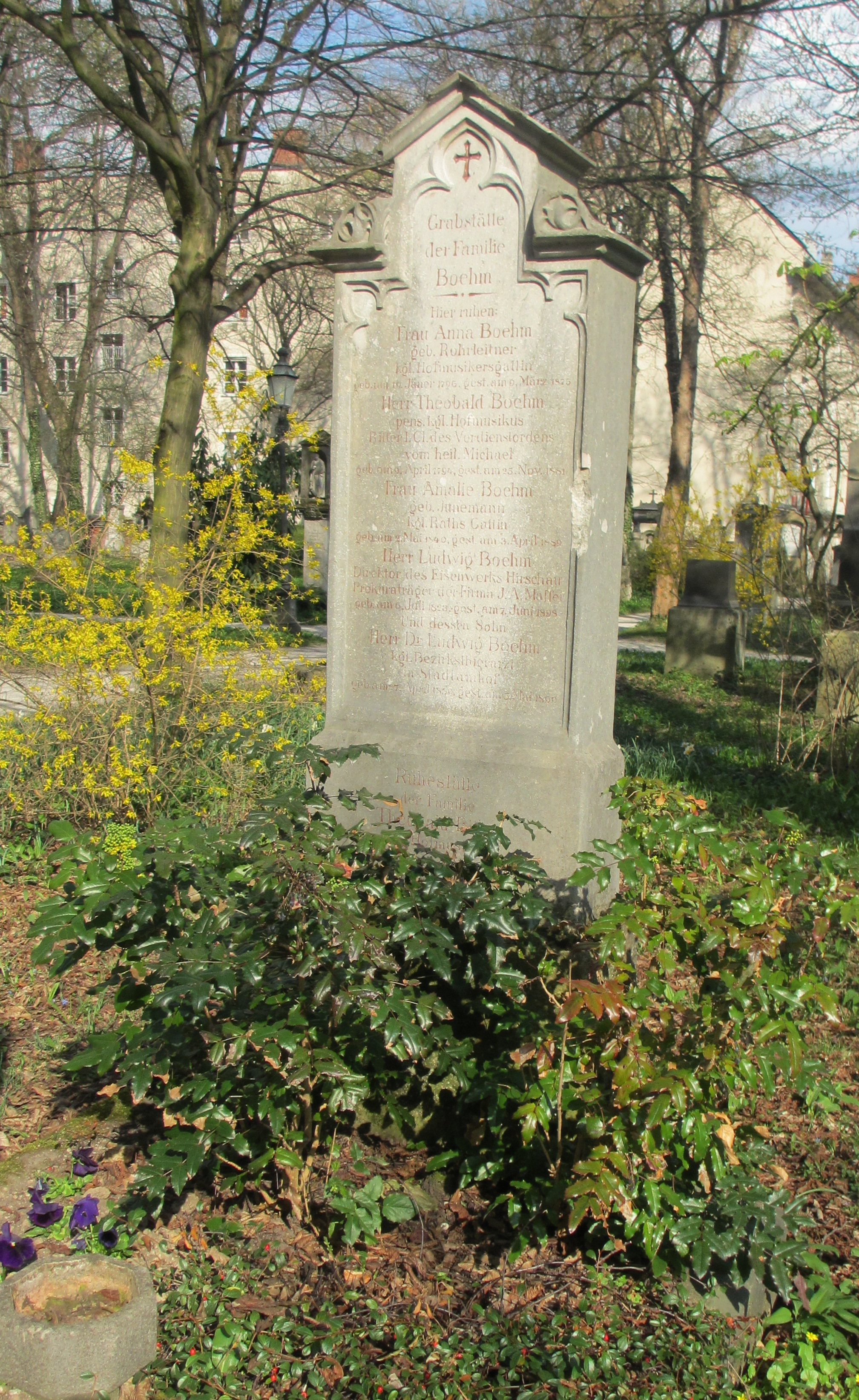
Theobald Böhm (1794–1881)
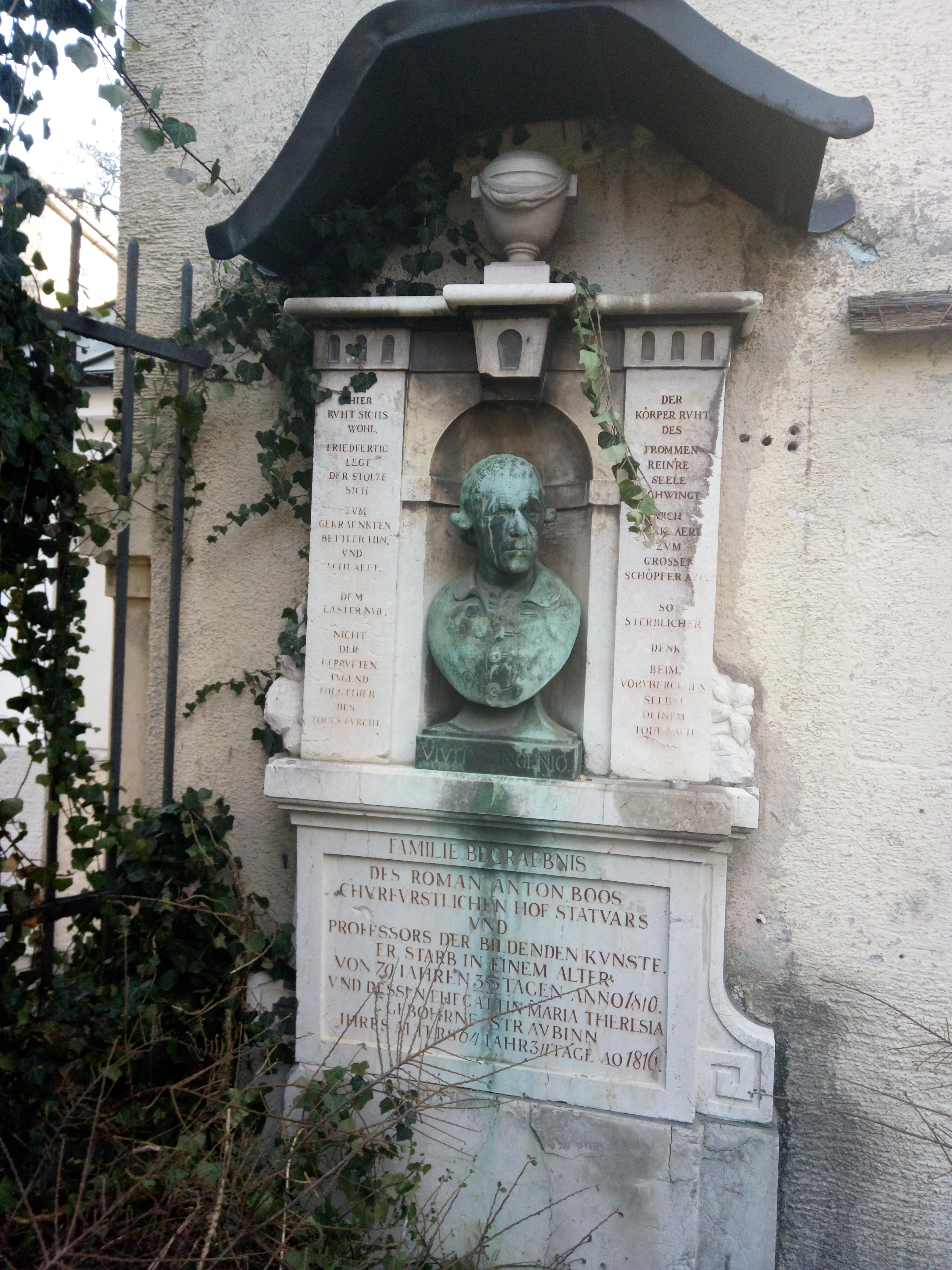
Roman Anton Boos (1733–1810)
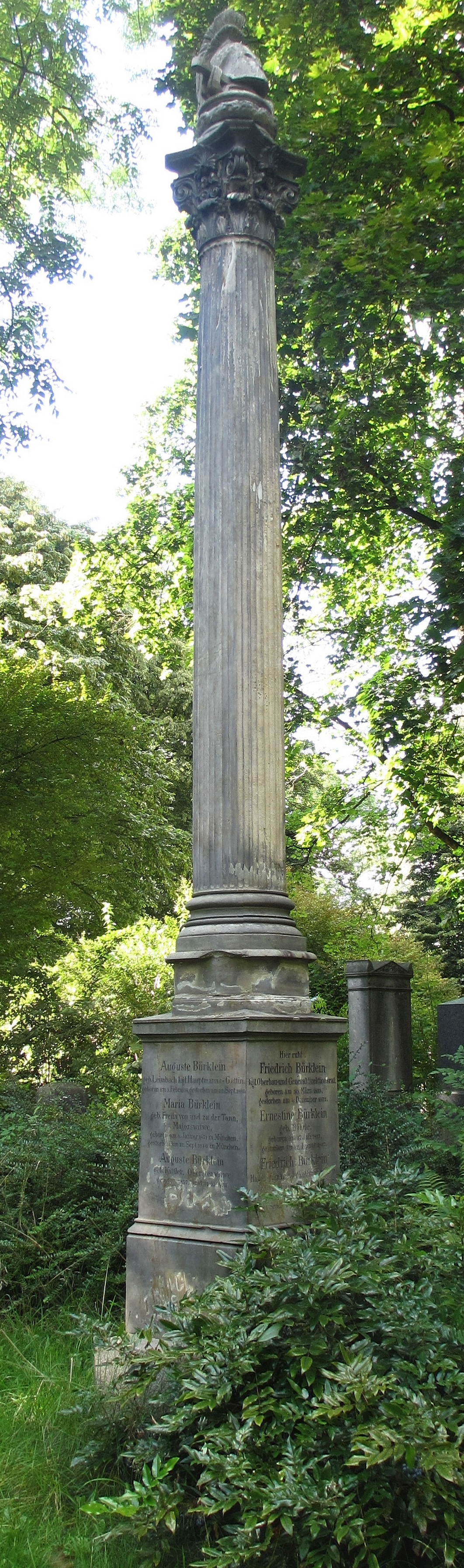
Georg Friedrich Christian Bürklein (1813–1872)
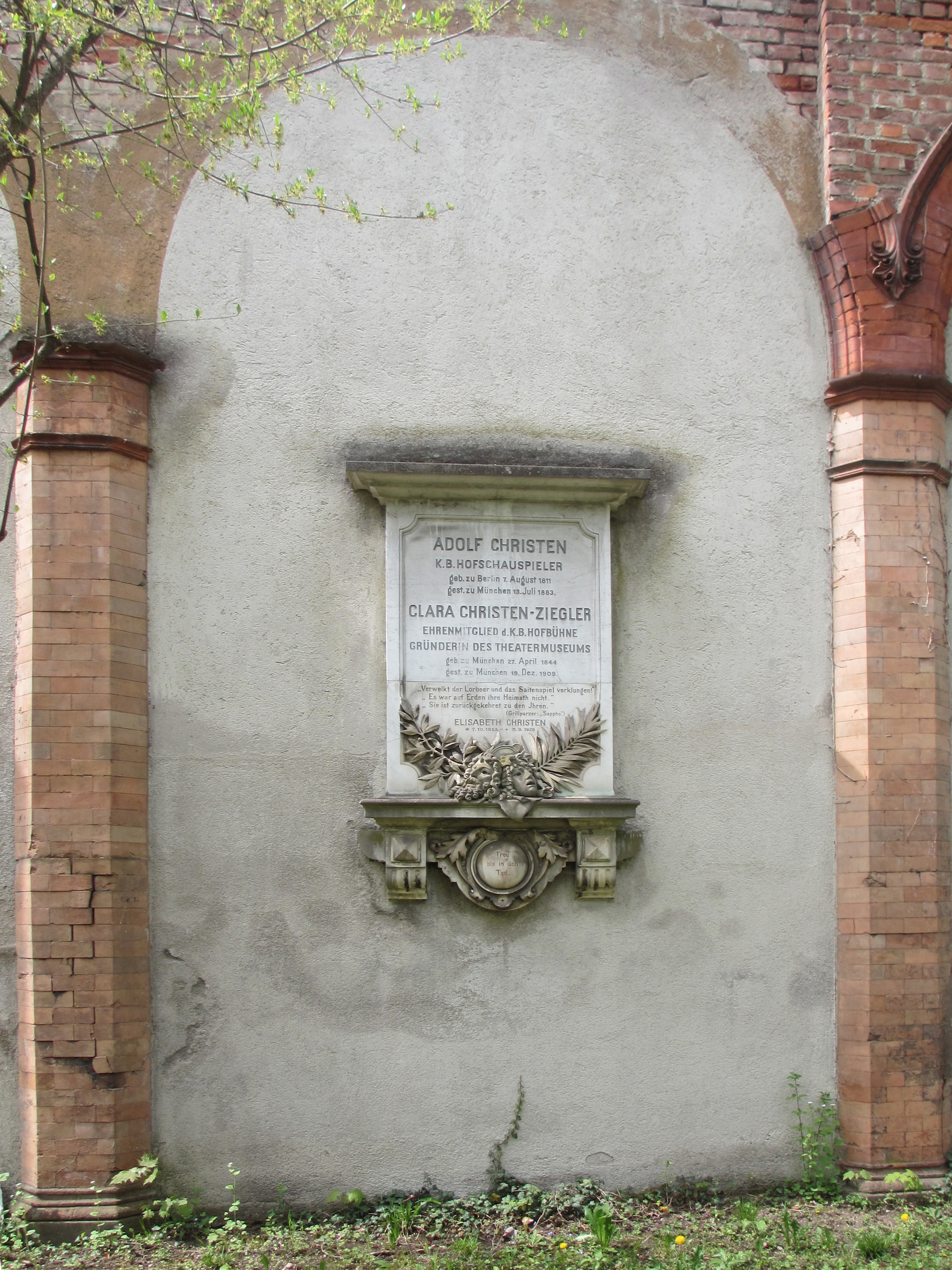
Adolf Christen (1811–1883)
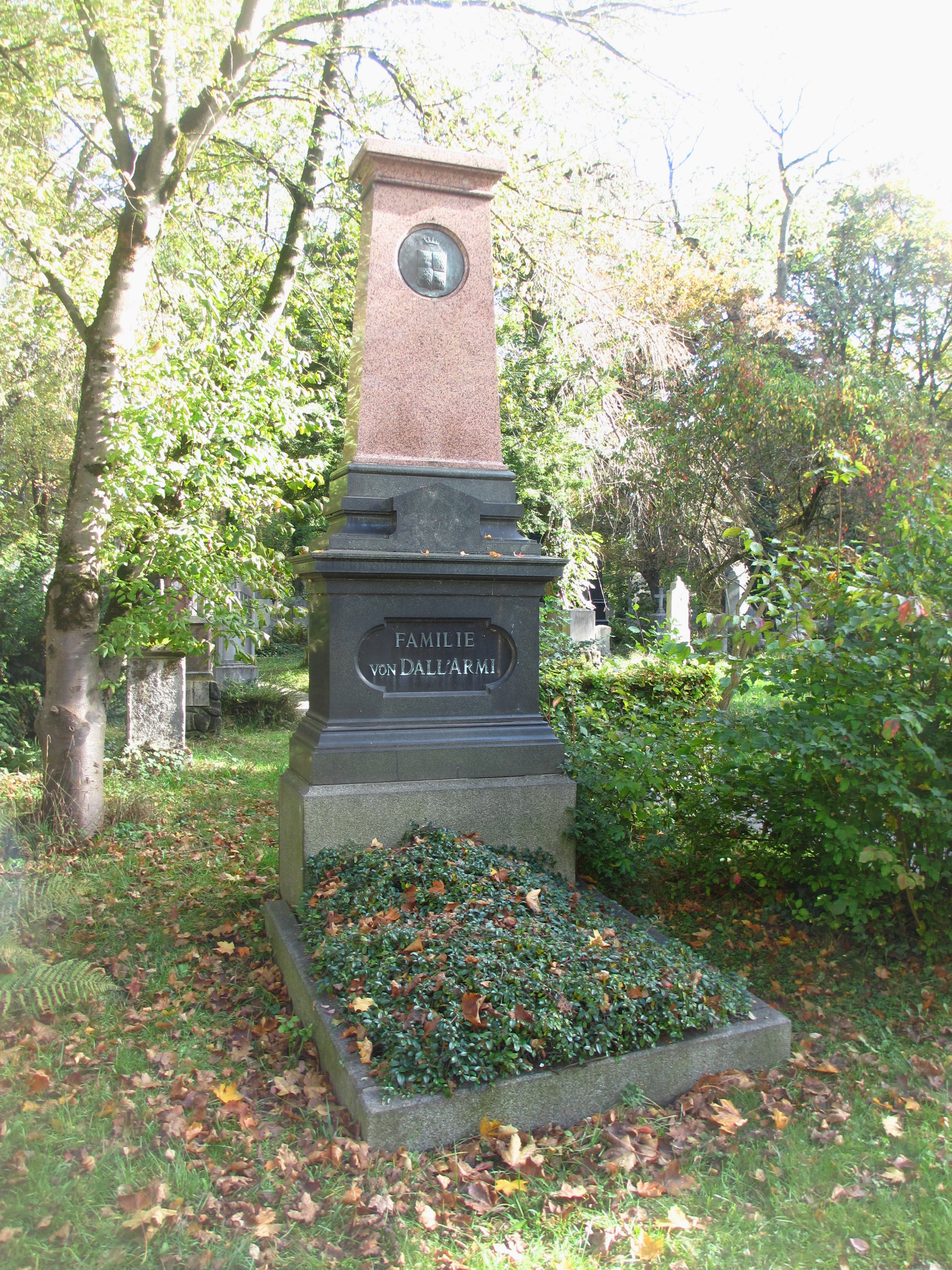
Andreas Michael Dall’Armi (1765–1842)
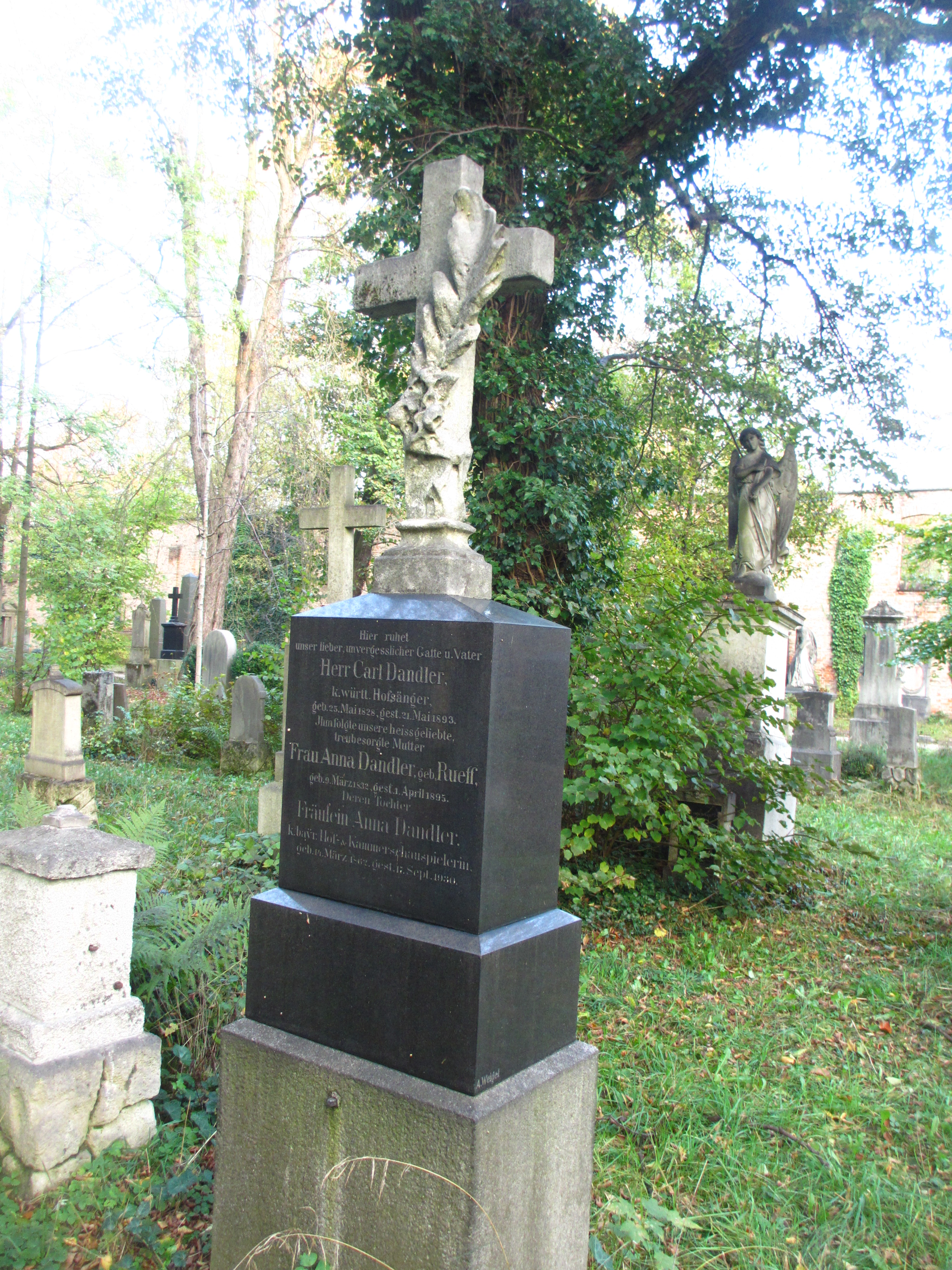
Anna Dandler (1862–1930)
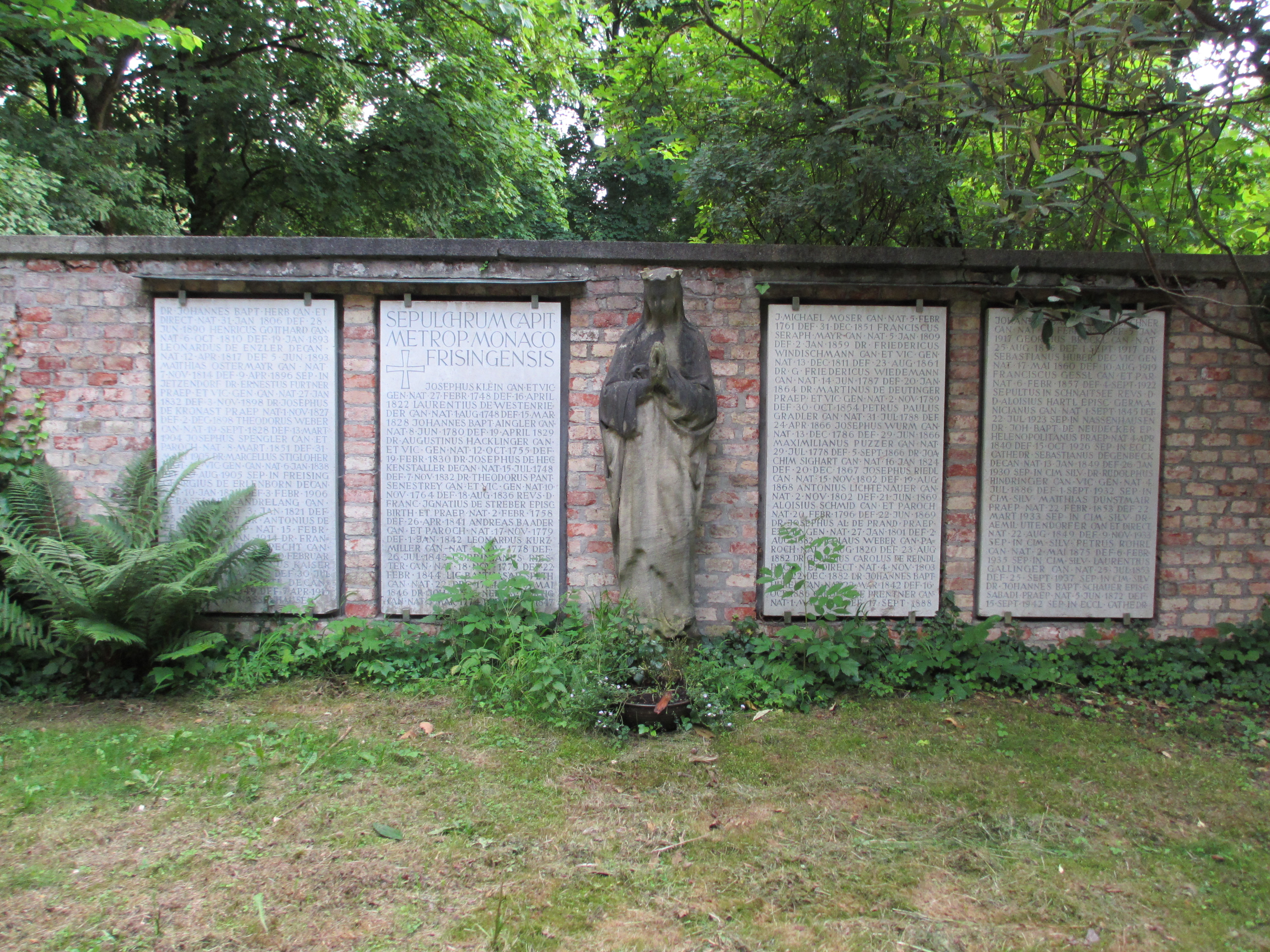
Martin von Deutinger (1789–1854)
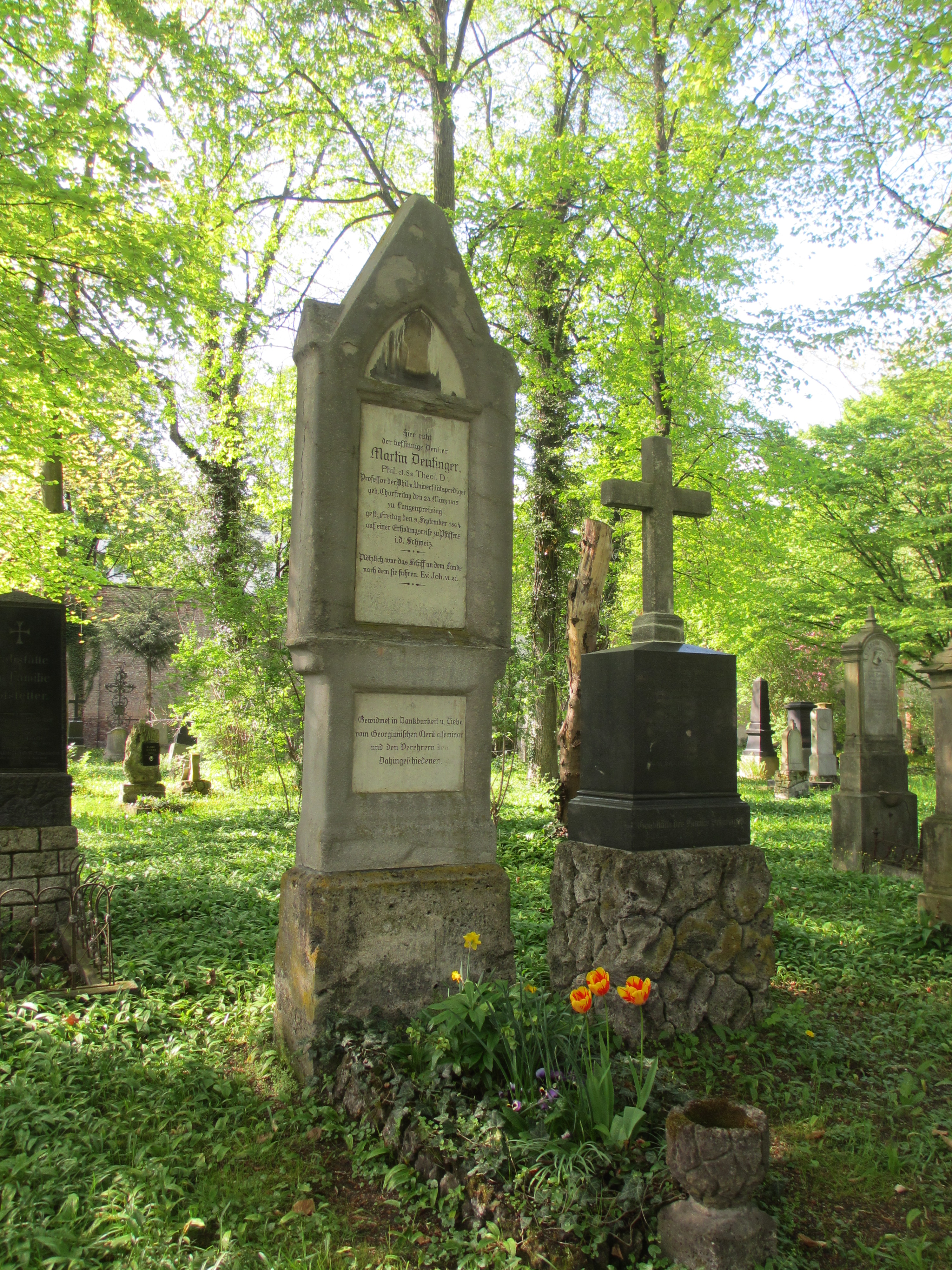
Martin Deutinger (1815–1864)
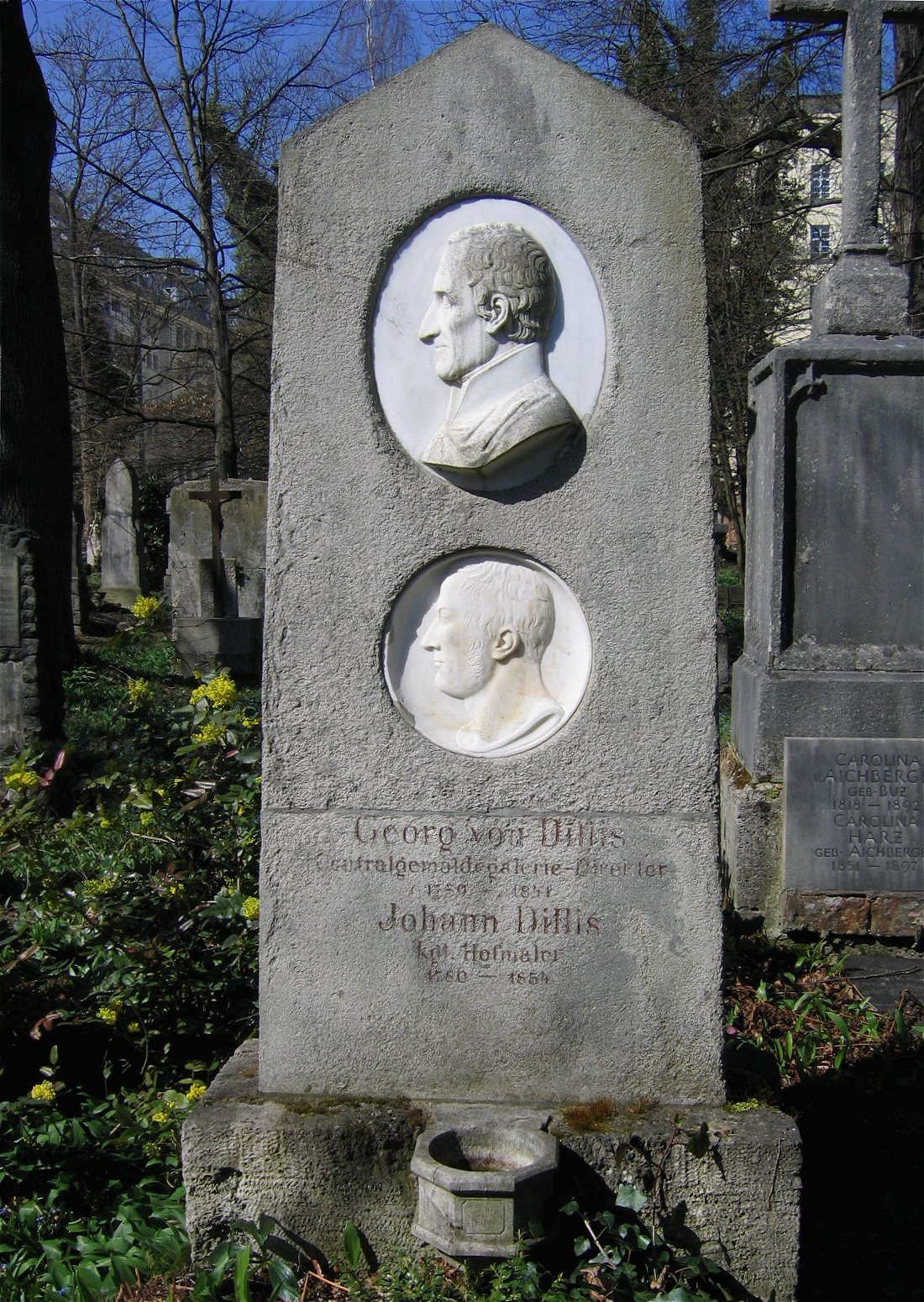
Johann Georg von Dillis (1759–1841)
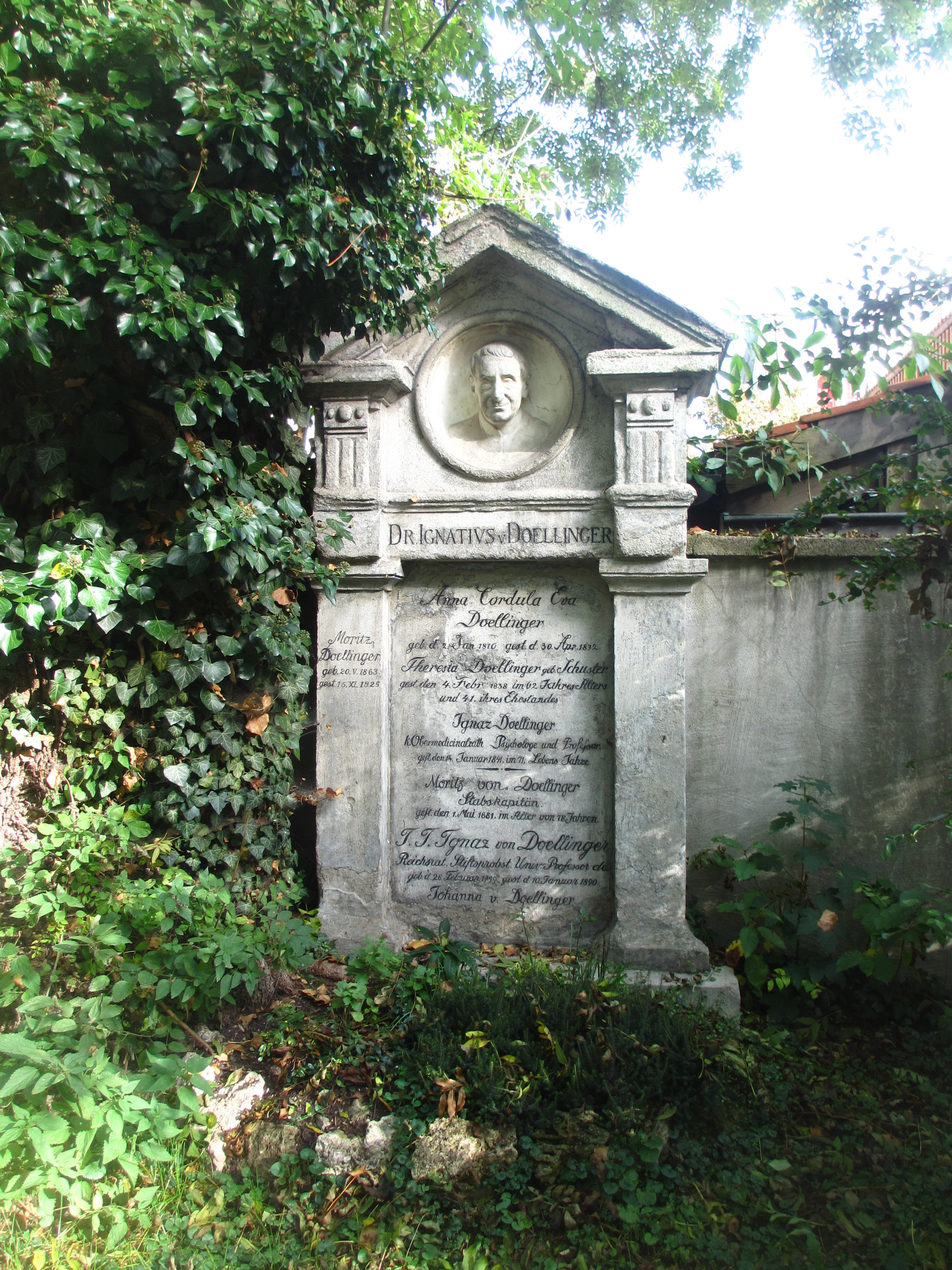
Ignaz von Döllinger (1799–1890)
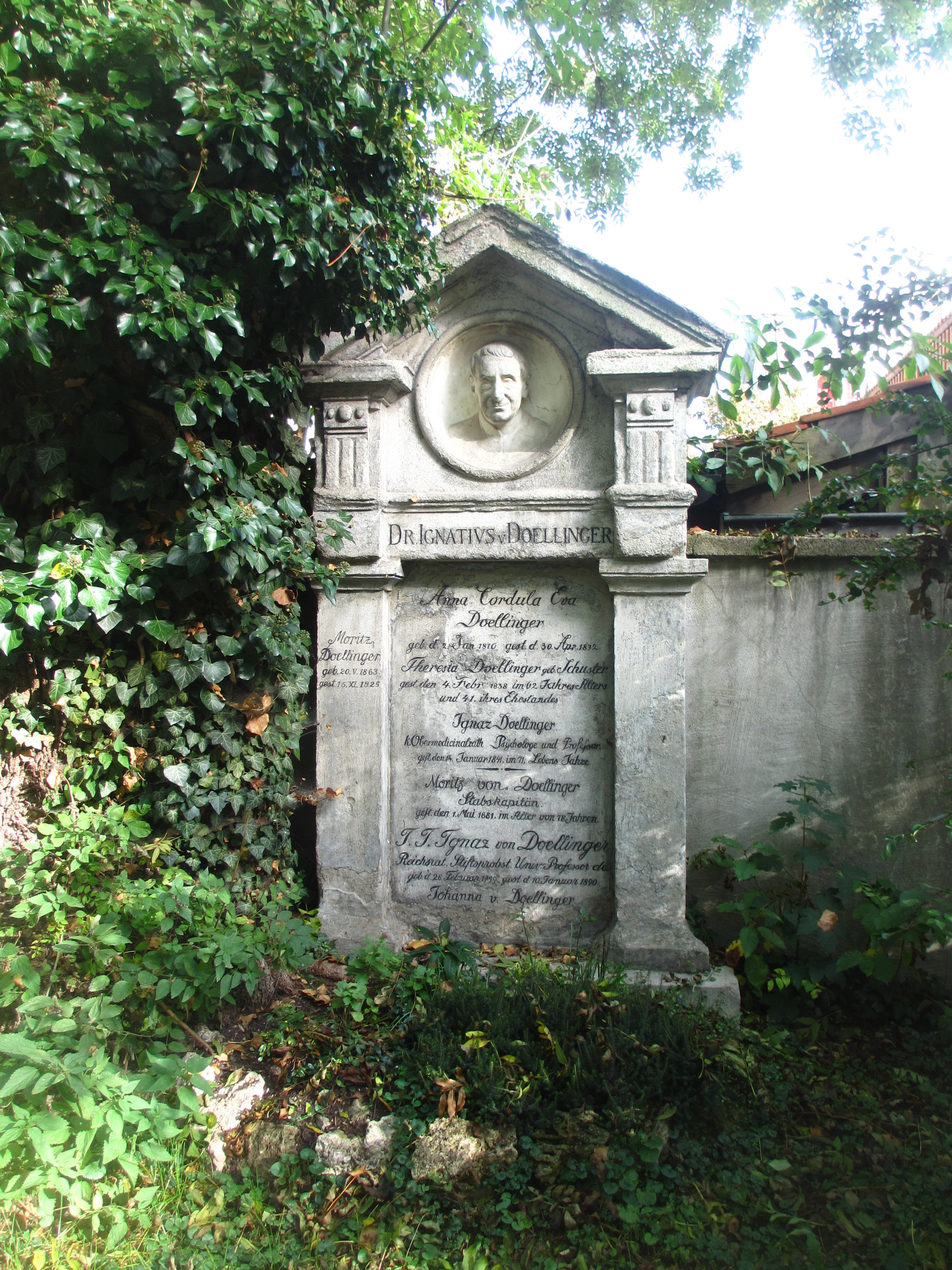
Ignaz Döllinger (1770–1841)
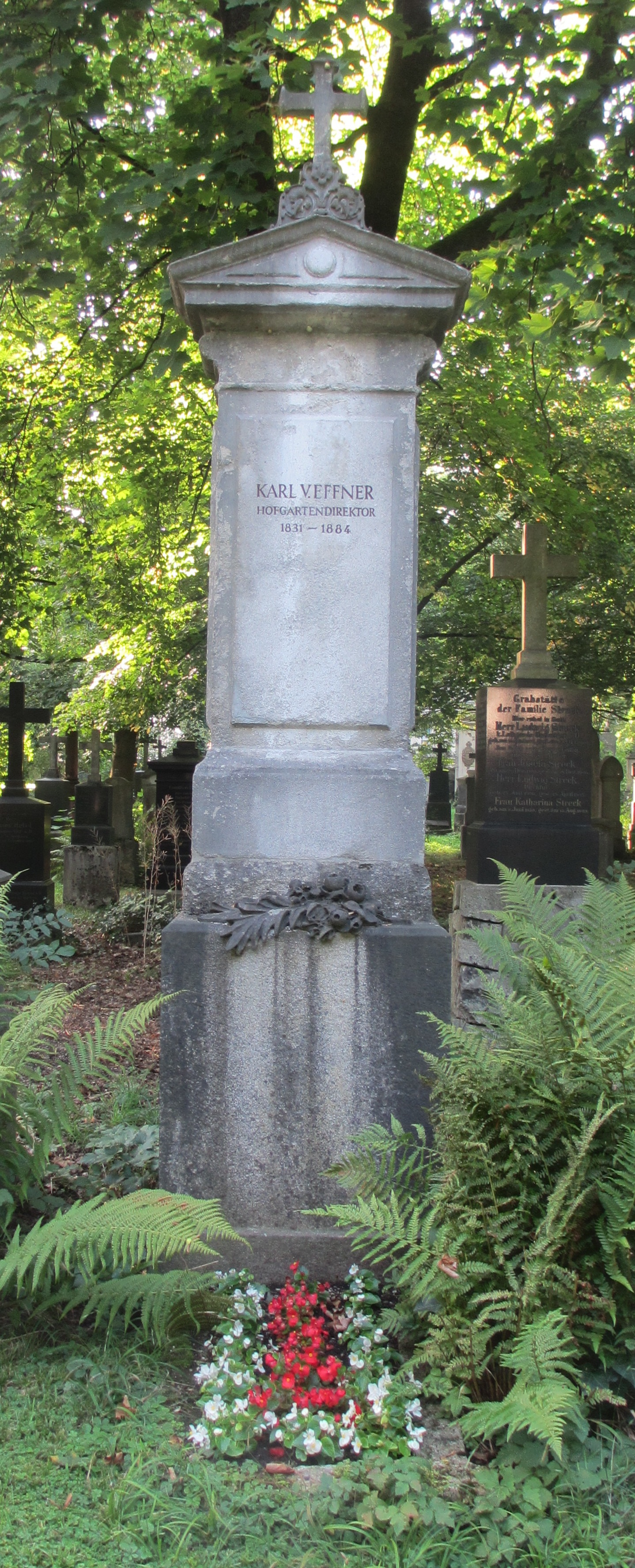
Carl von Effner (1831–1884)
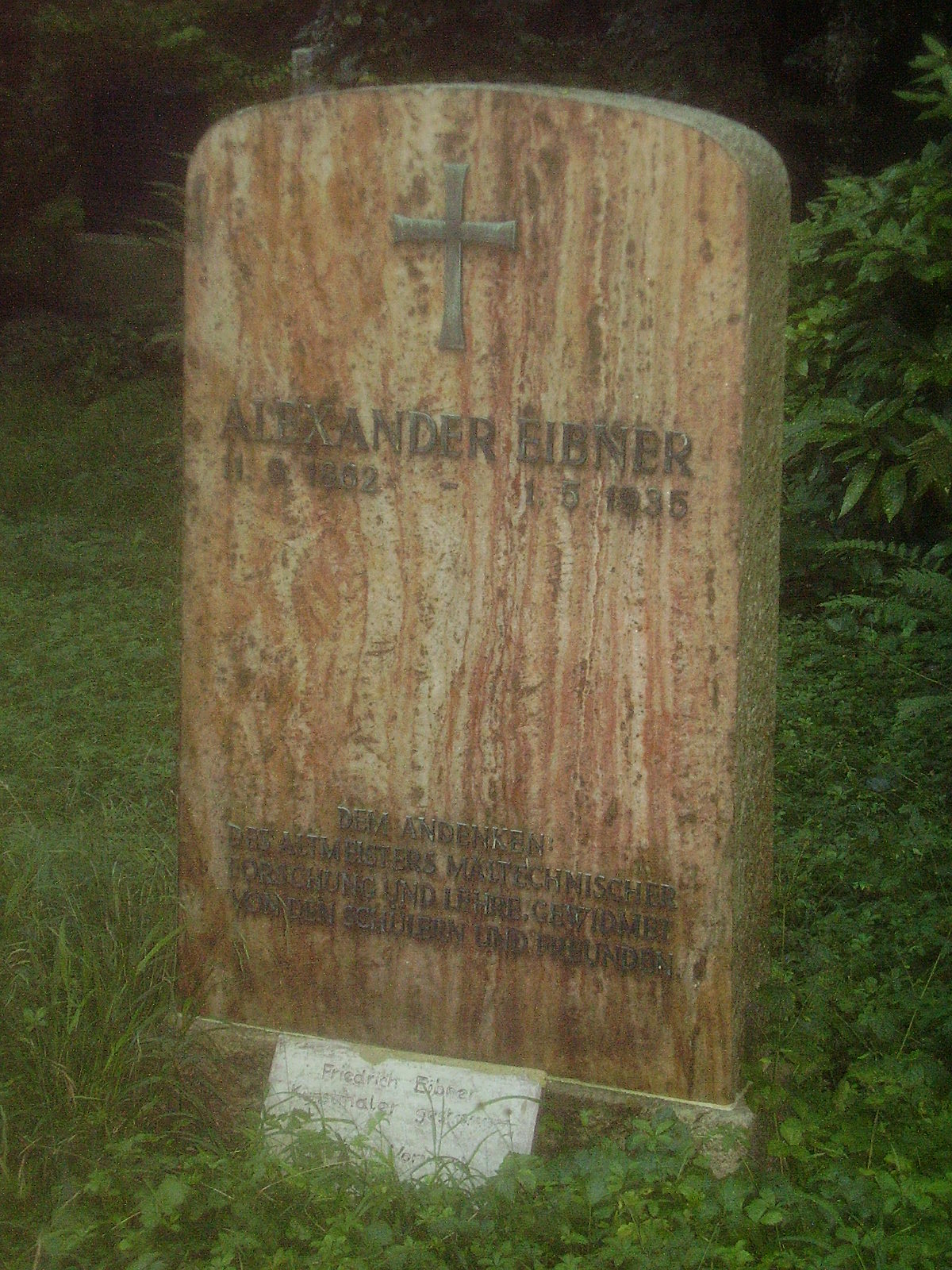
Alexander Eibner (1862–1935)
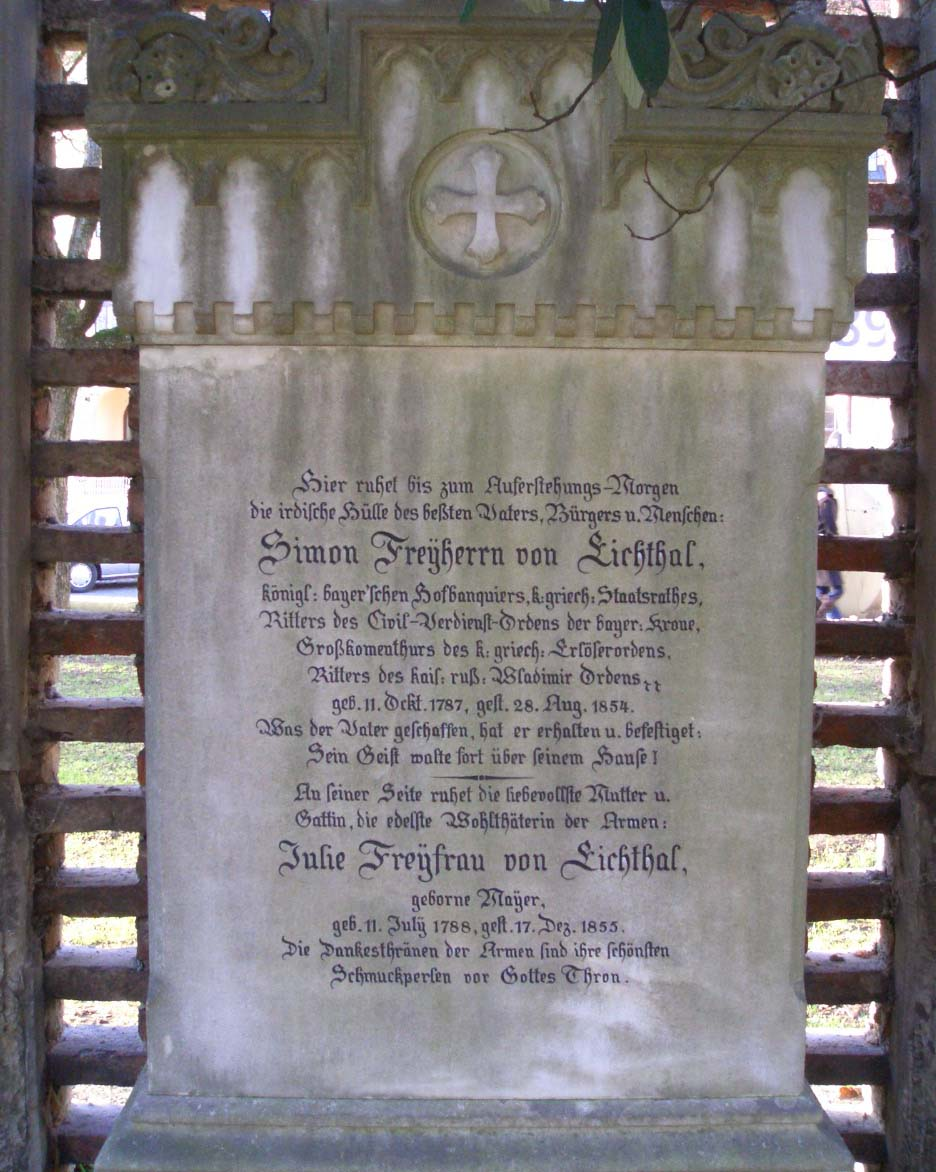
Simon von Eichthal (1787–1854)
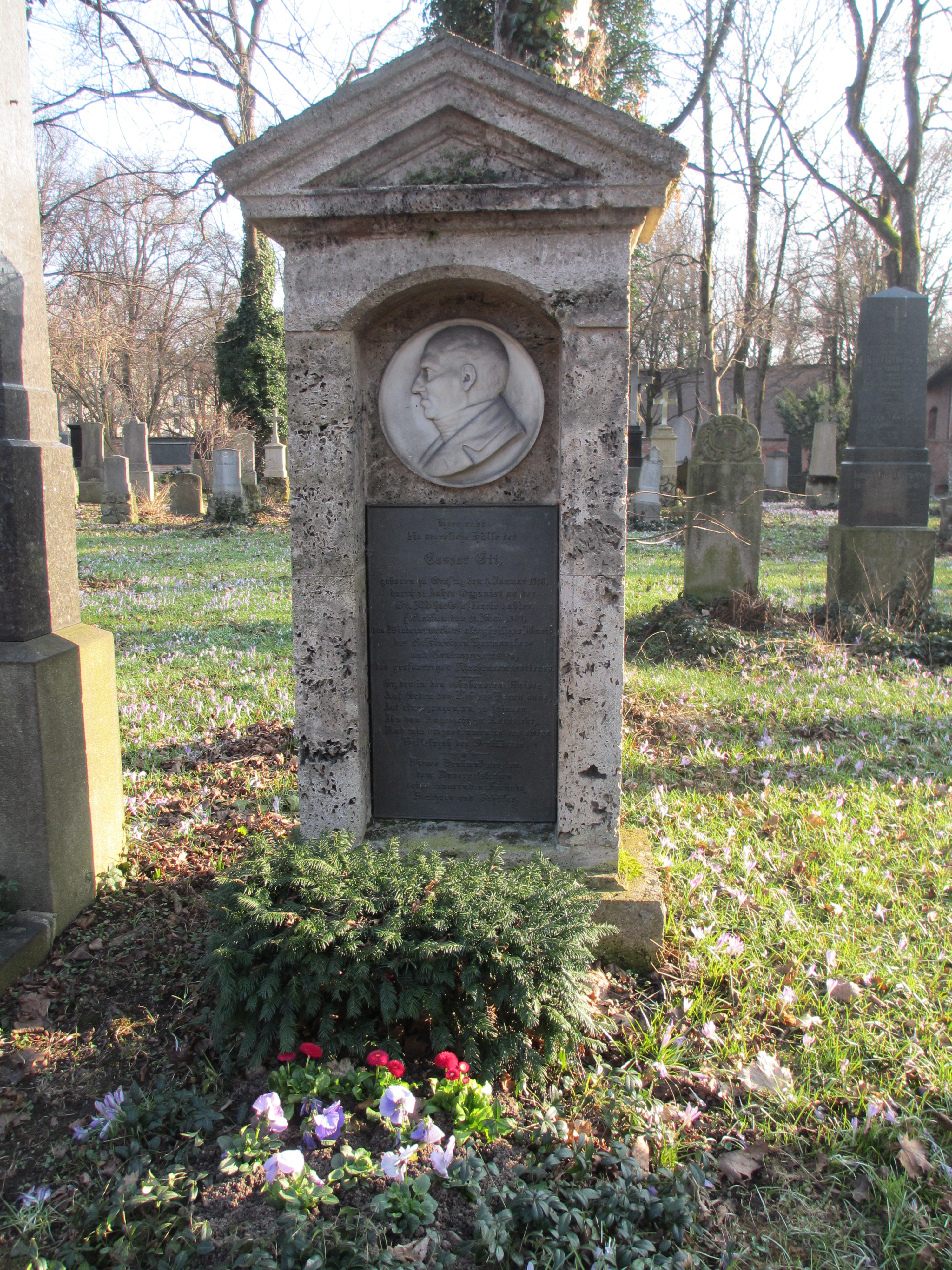
Kaspar Ett (1788–1847)
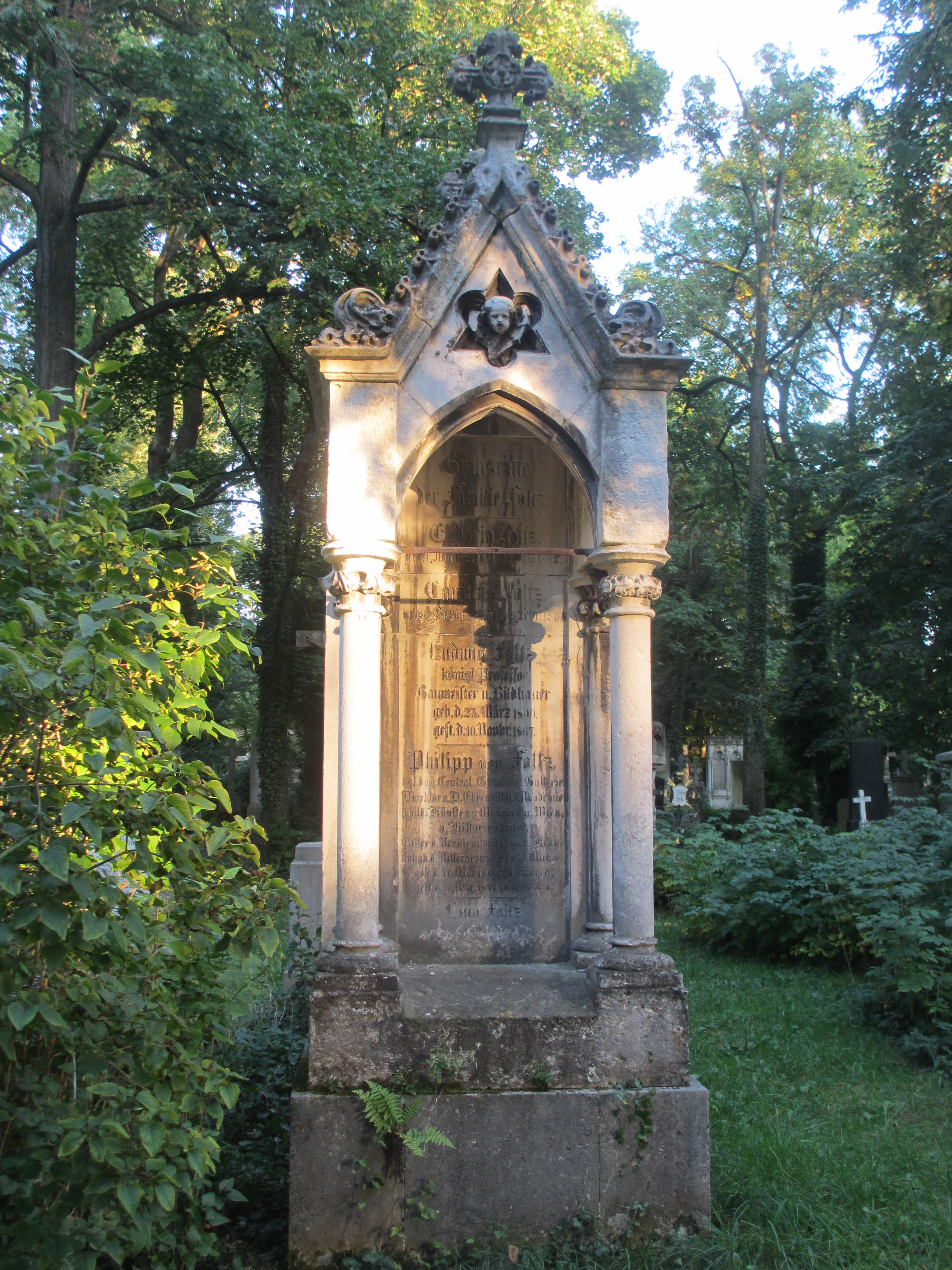
Ludwig Foltz (1809–1867)
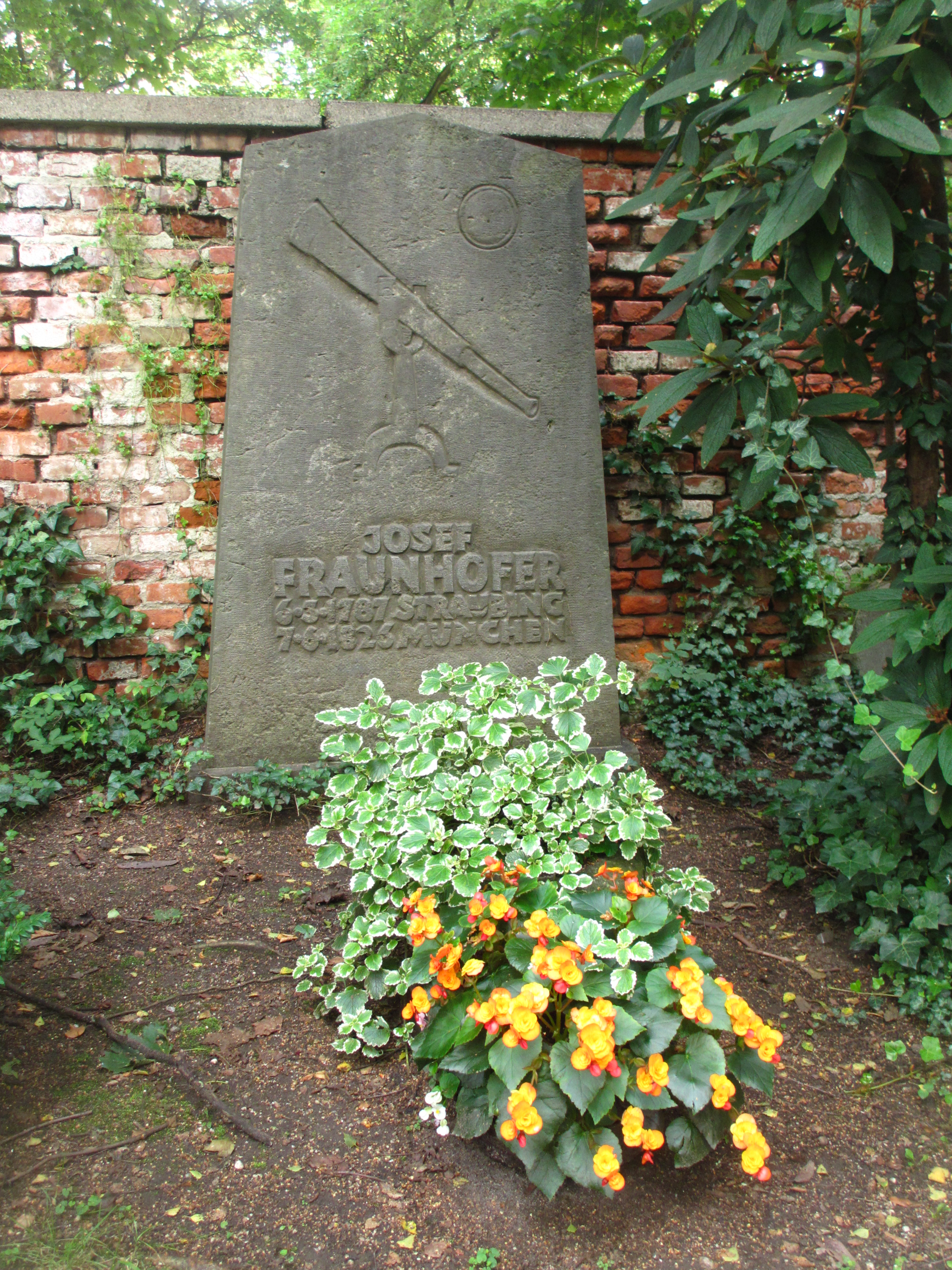
Josef von Fraunhofer (1787–1826)
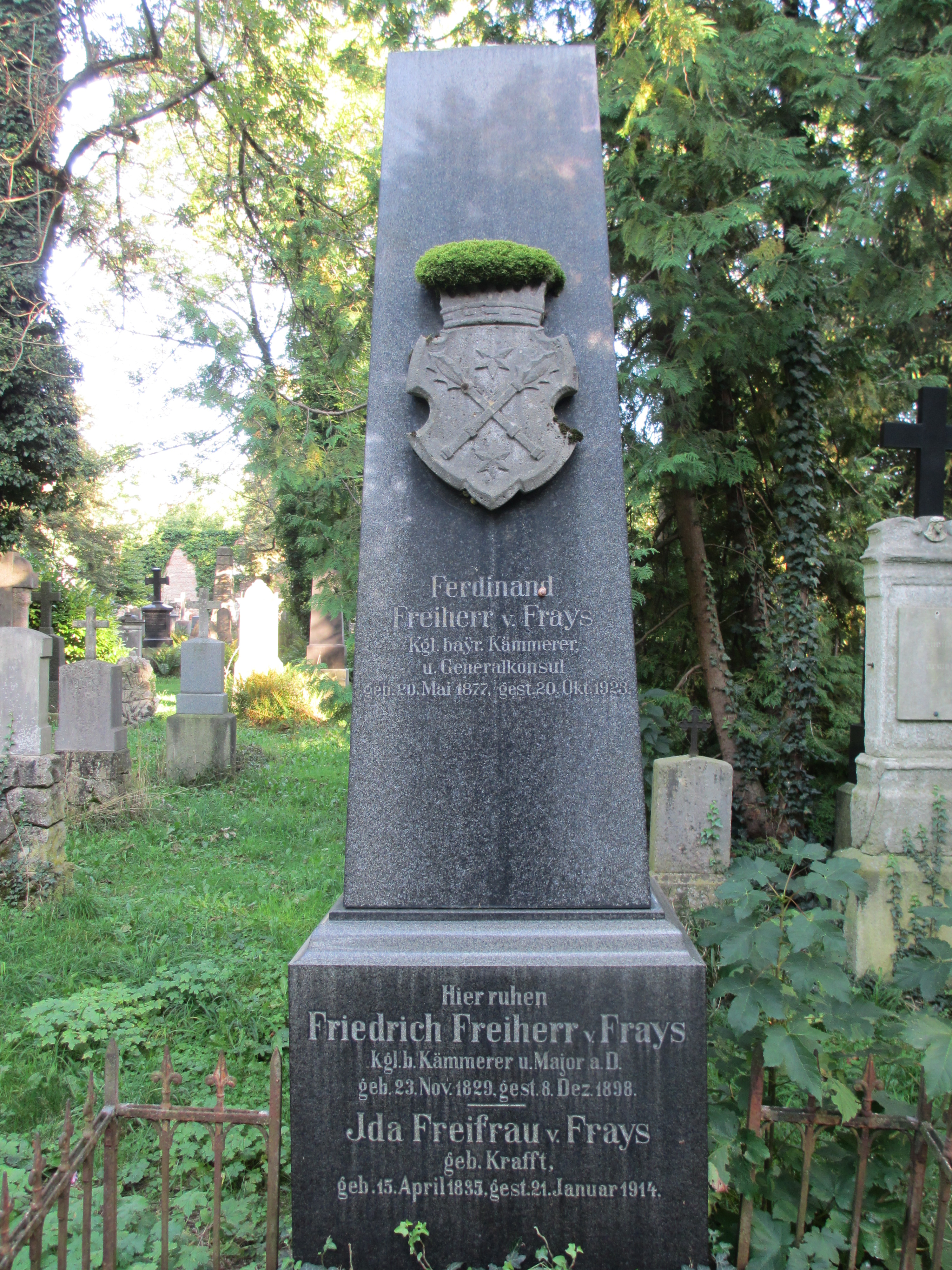
August von Frays (1790–1863)
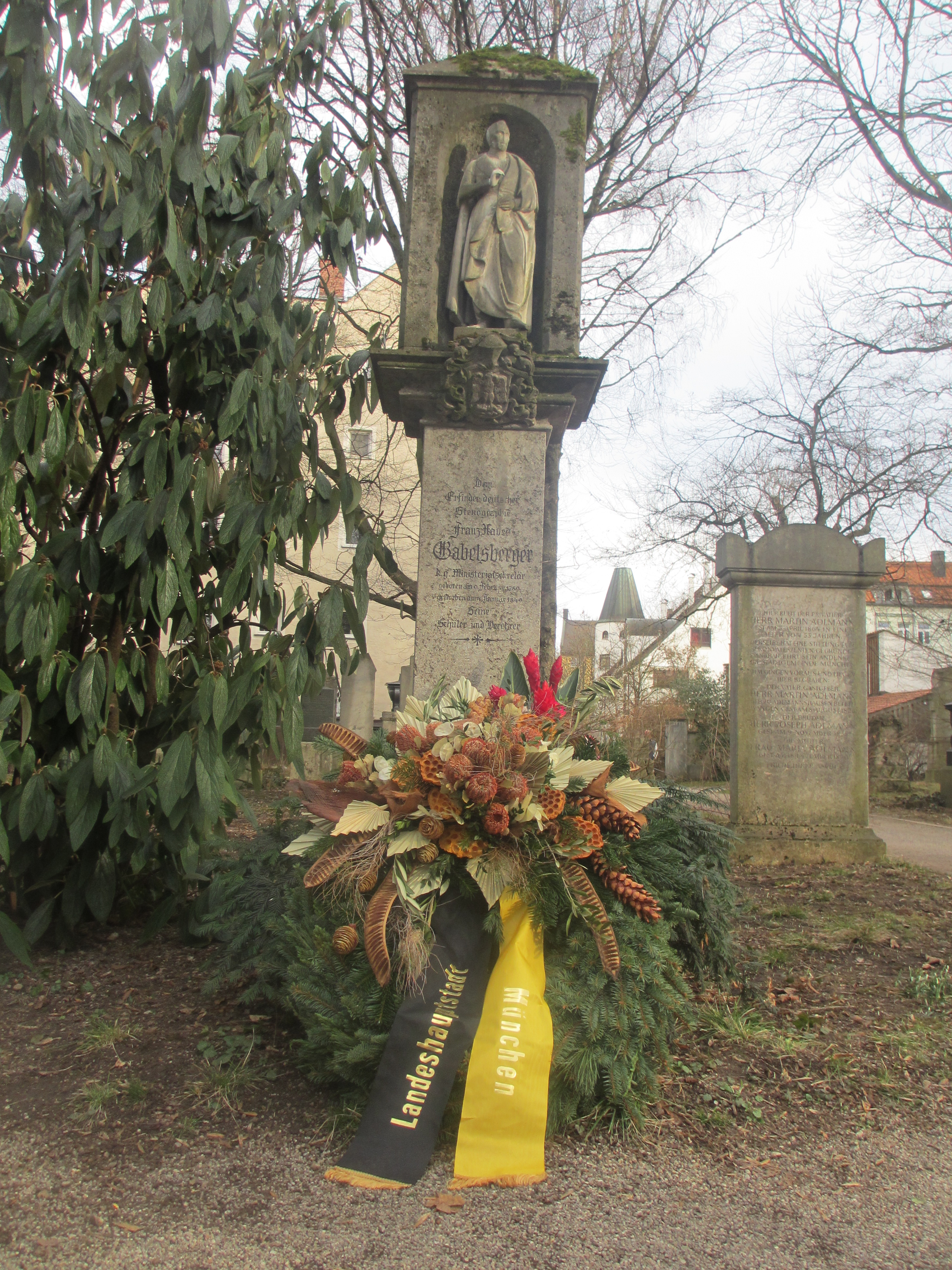
Franz Xaver Gabelsberger (1789–1849)
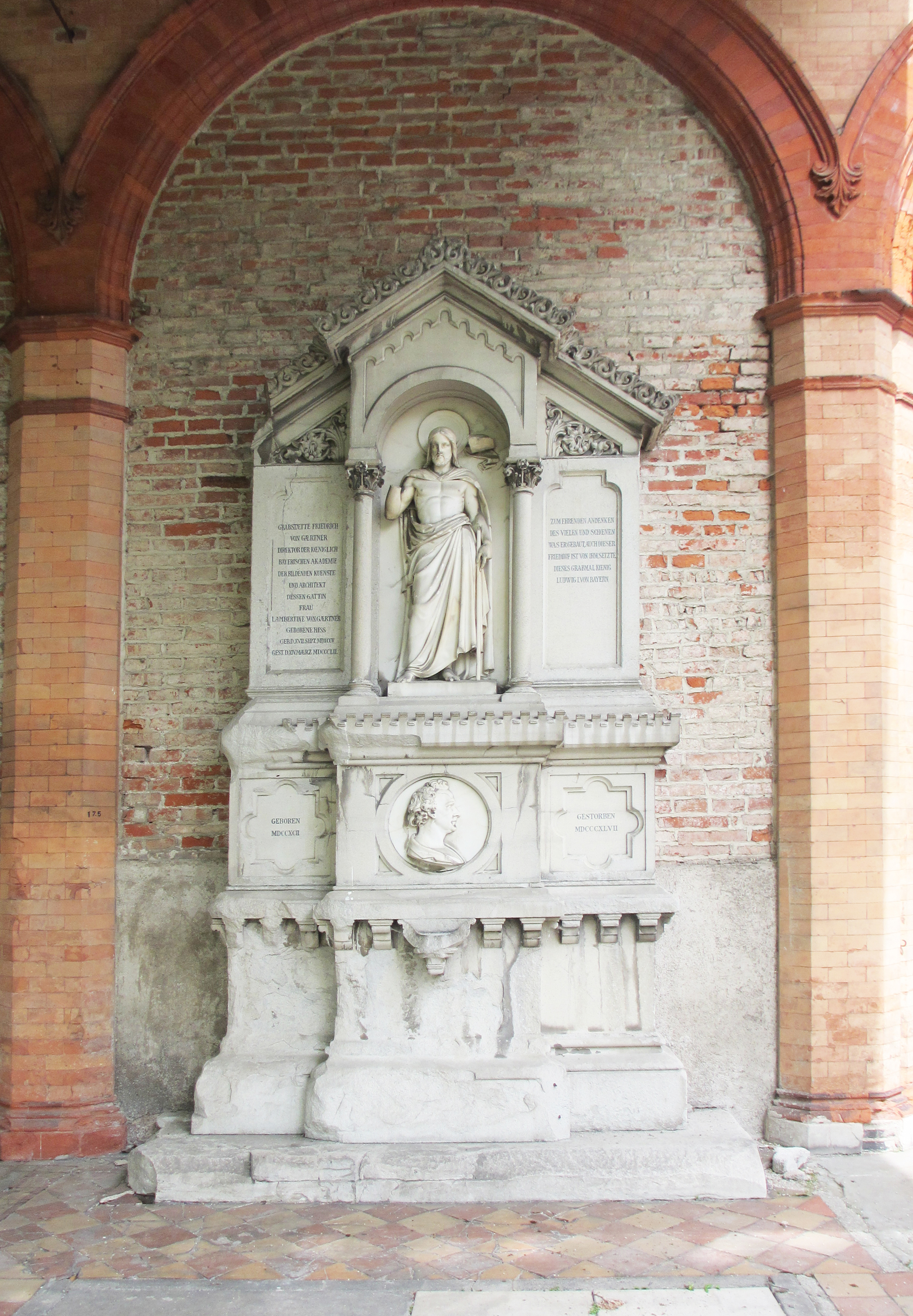
Friedrich von Gärtner (1791–1847)
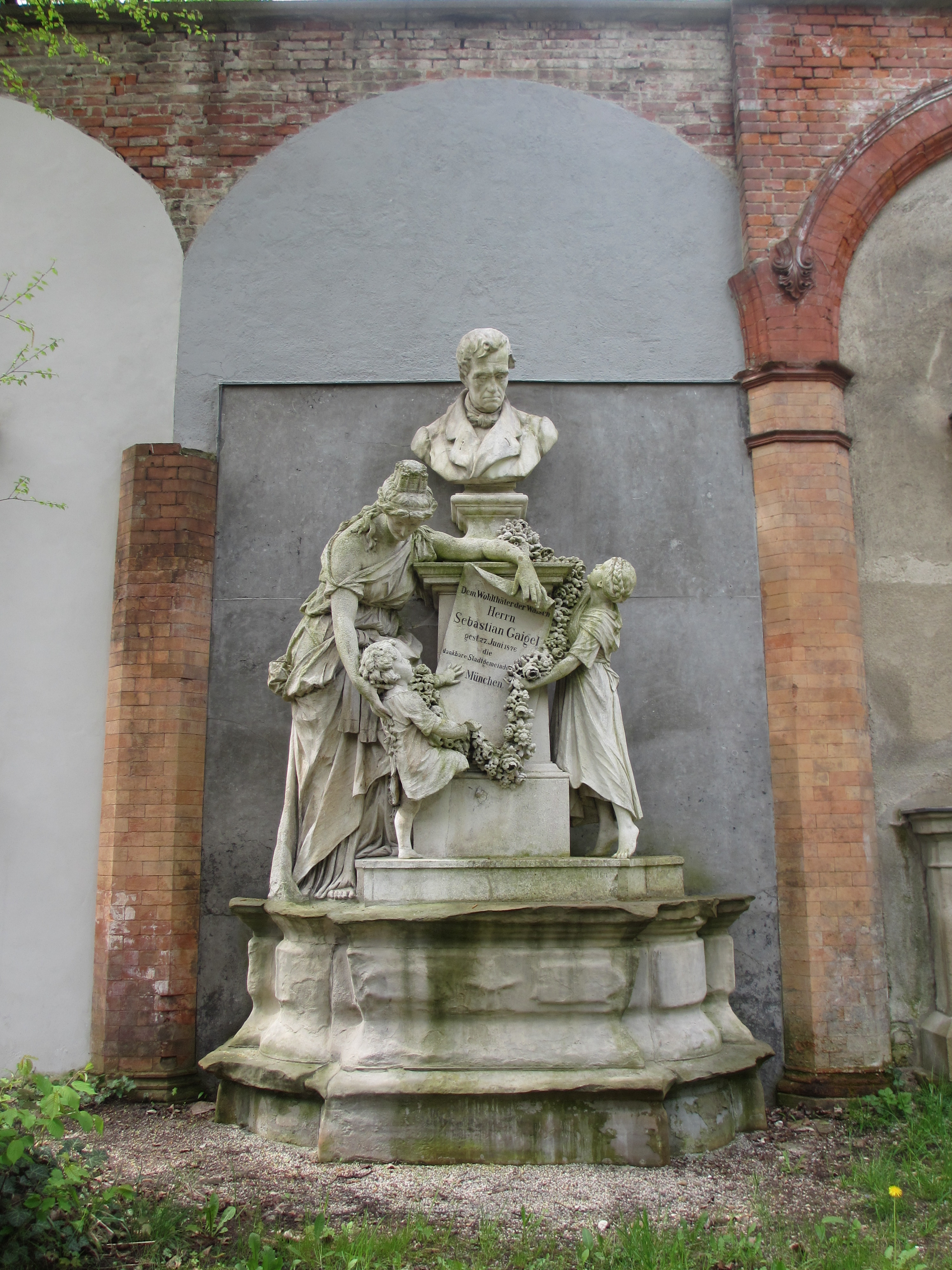
Sebastian Gaigl (1797–1876)
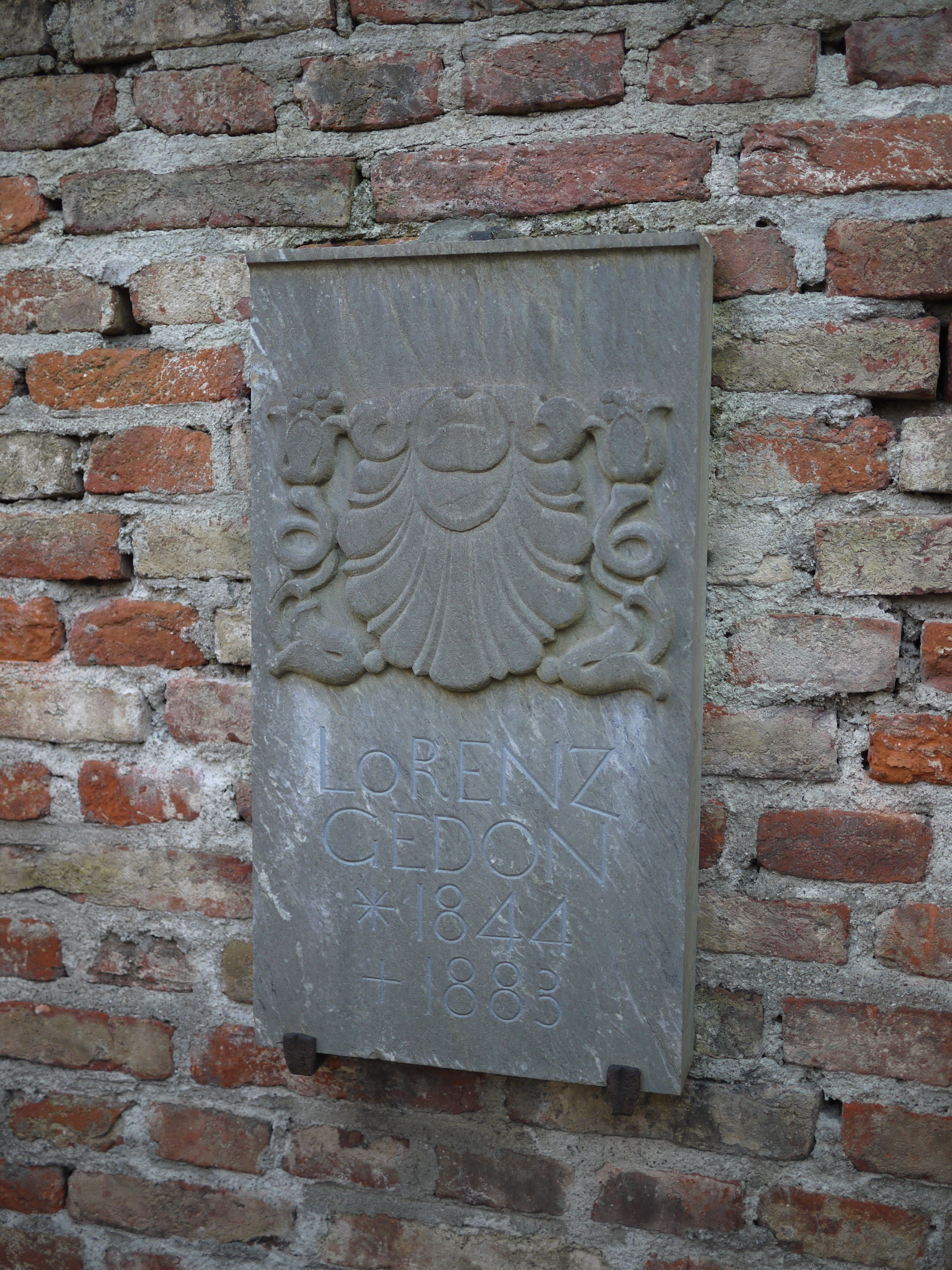
Lorenz Gedon (1844–1883)
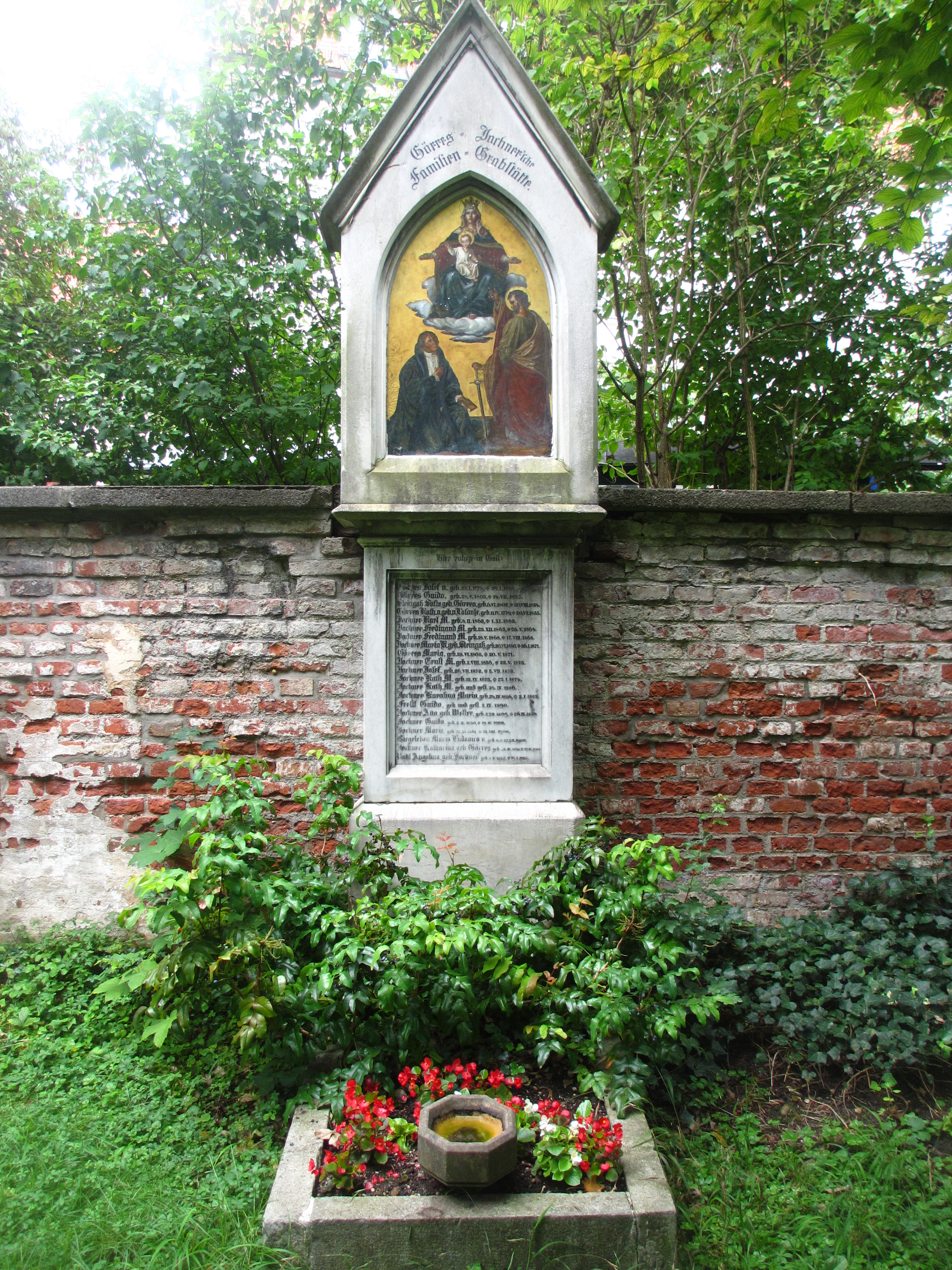
Joseph Görres (1776–1848)
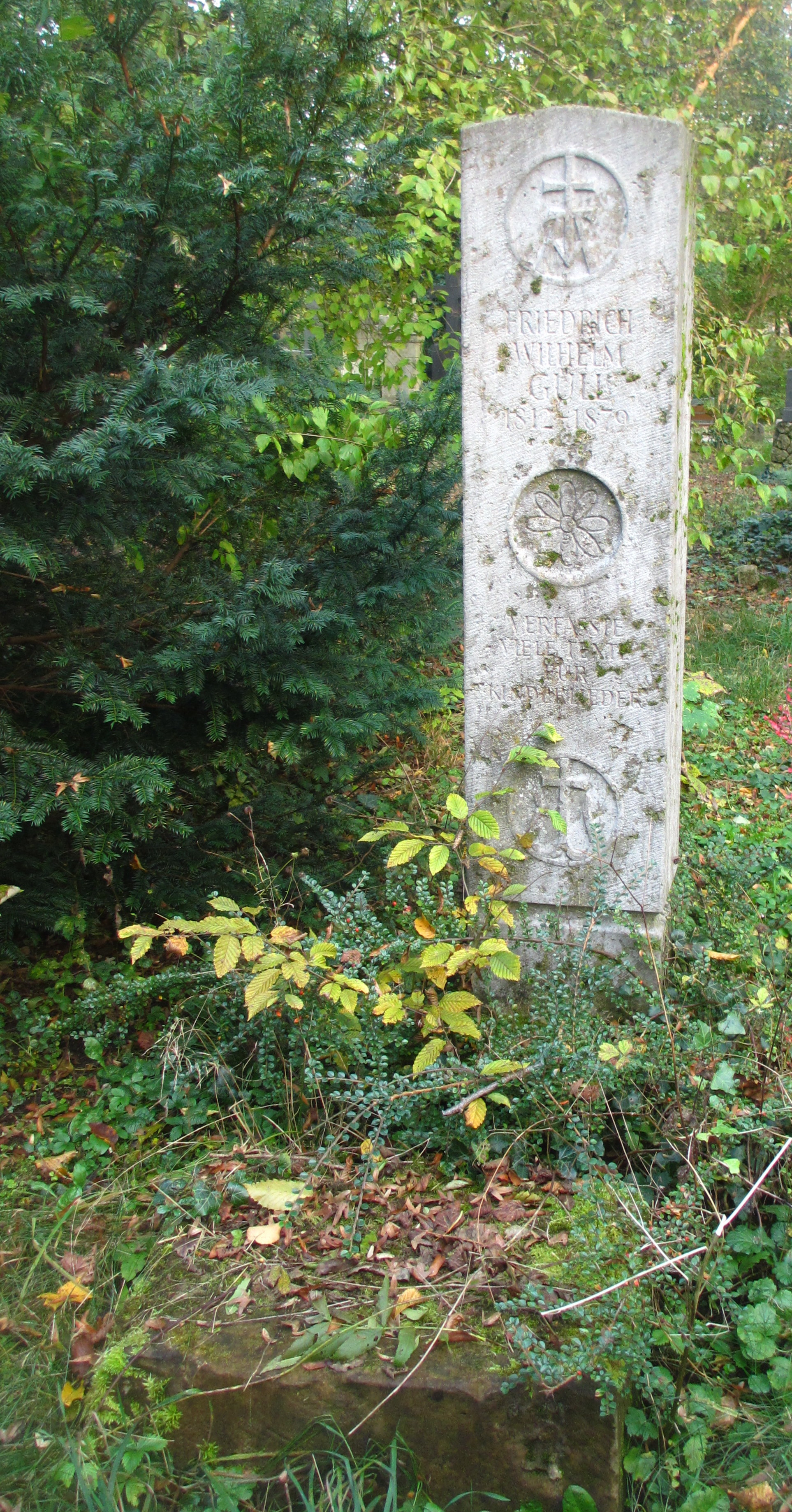
Friedrich Güll (1812–1879)
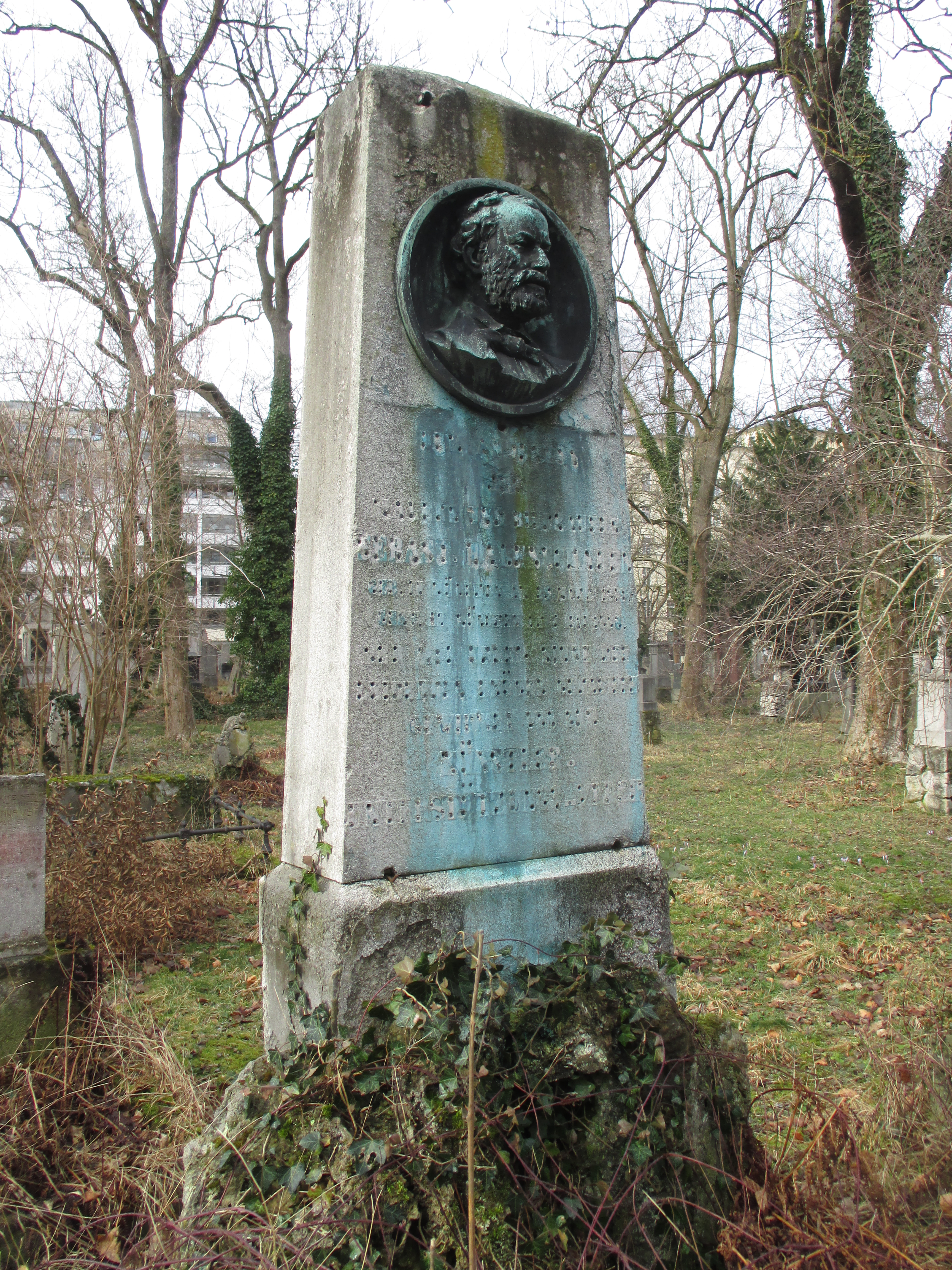
Sebastian Habenschaden (1813–1868)
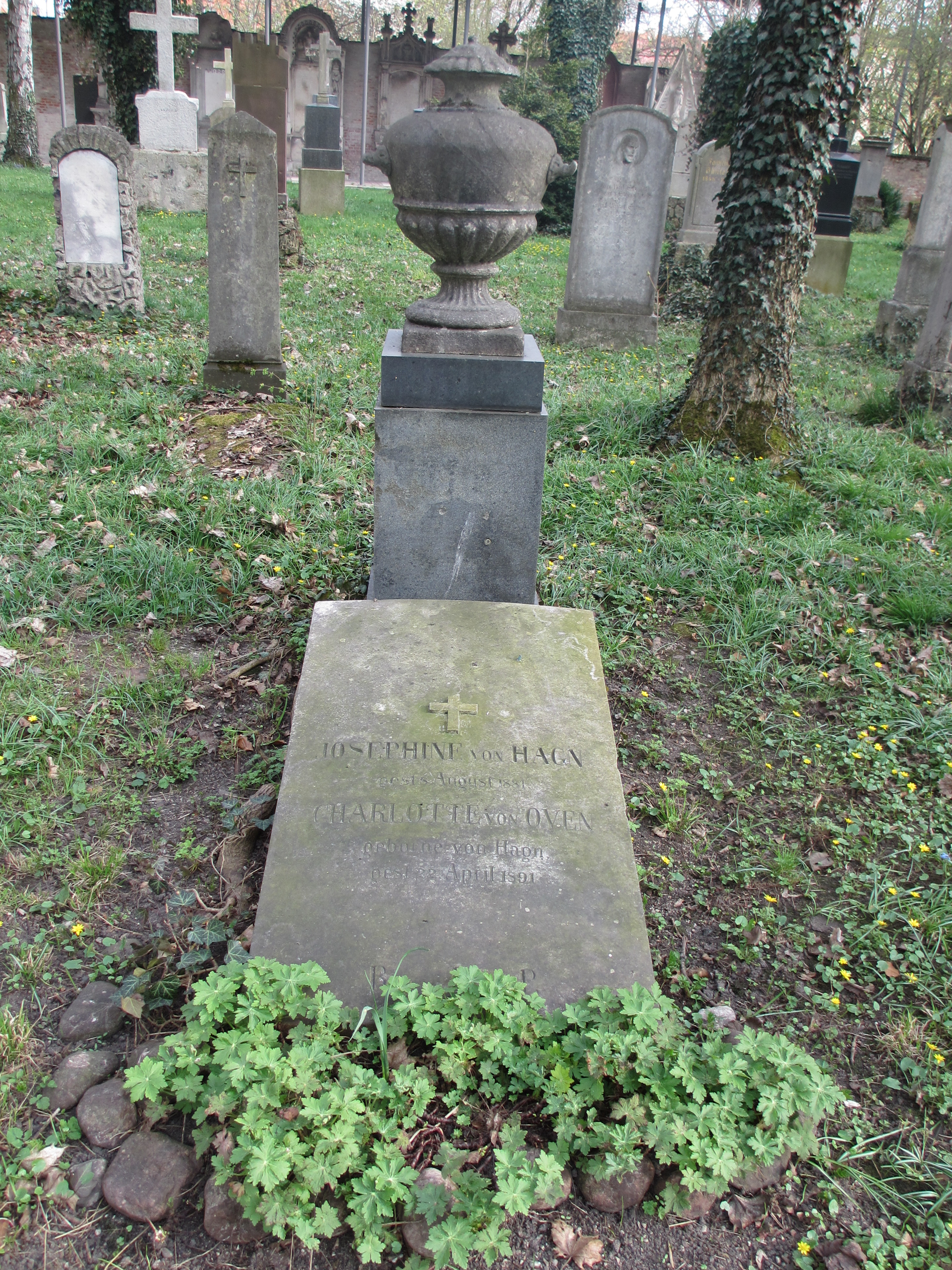
Charlotte von Hagn (1809–1891)
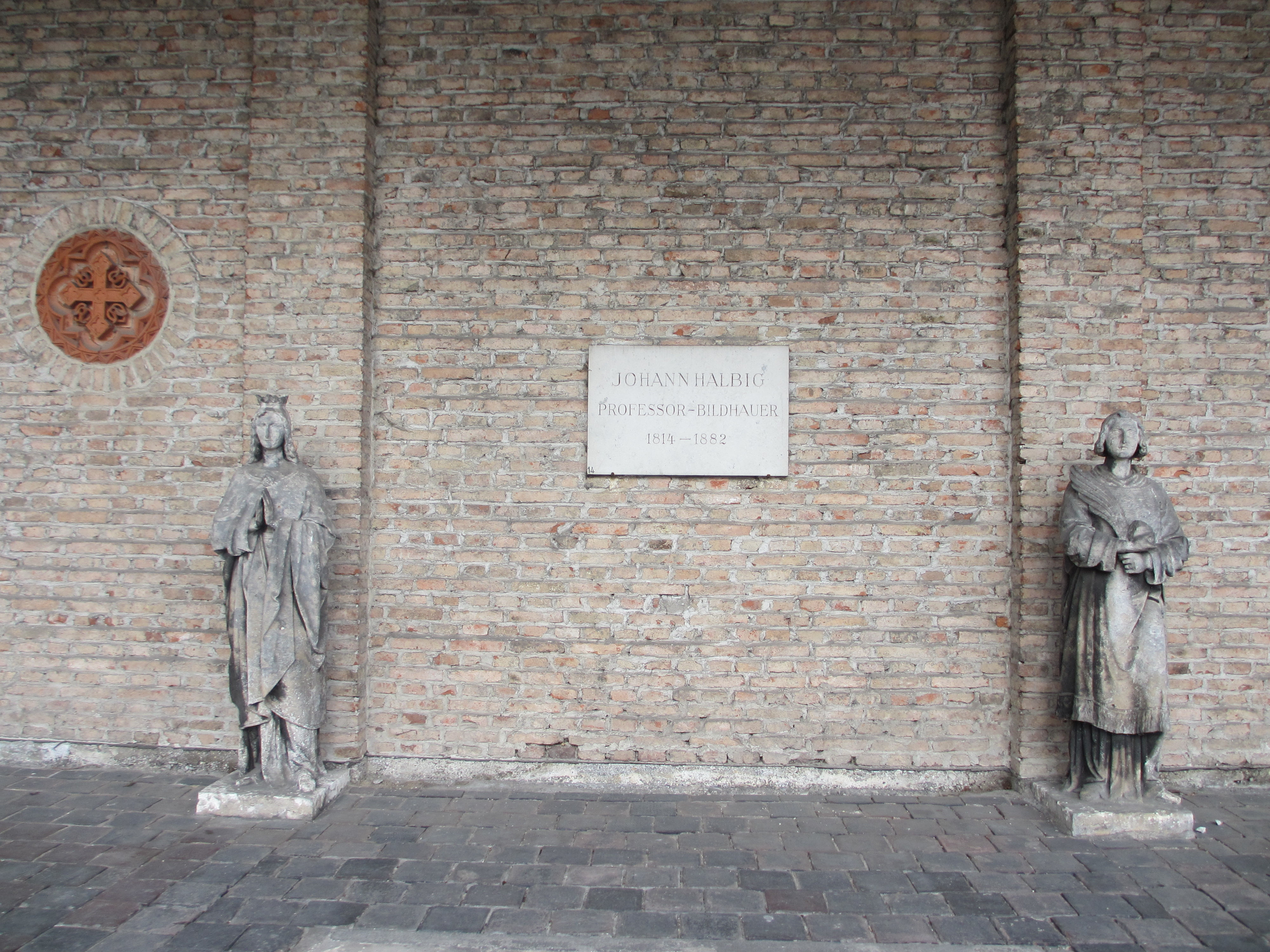
Johann von Halbig (1814–1882)
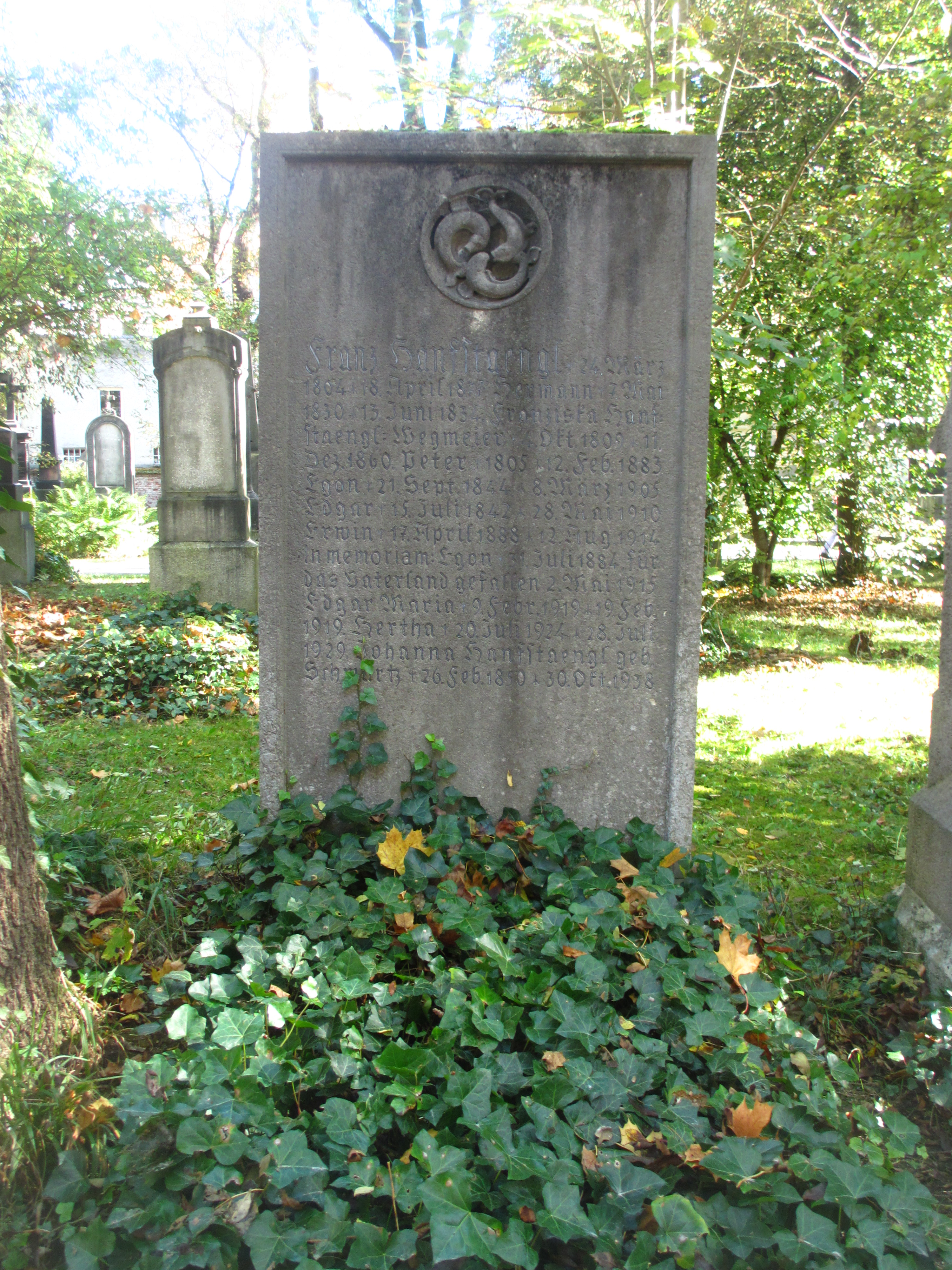
Franz Hanfstaengl (1804–1877)
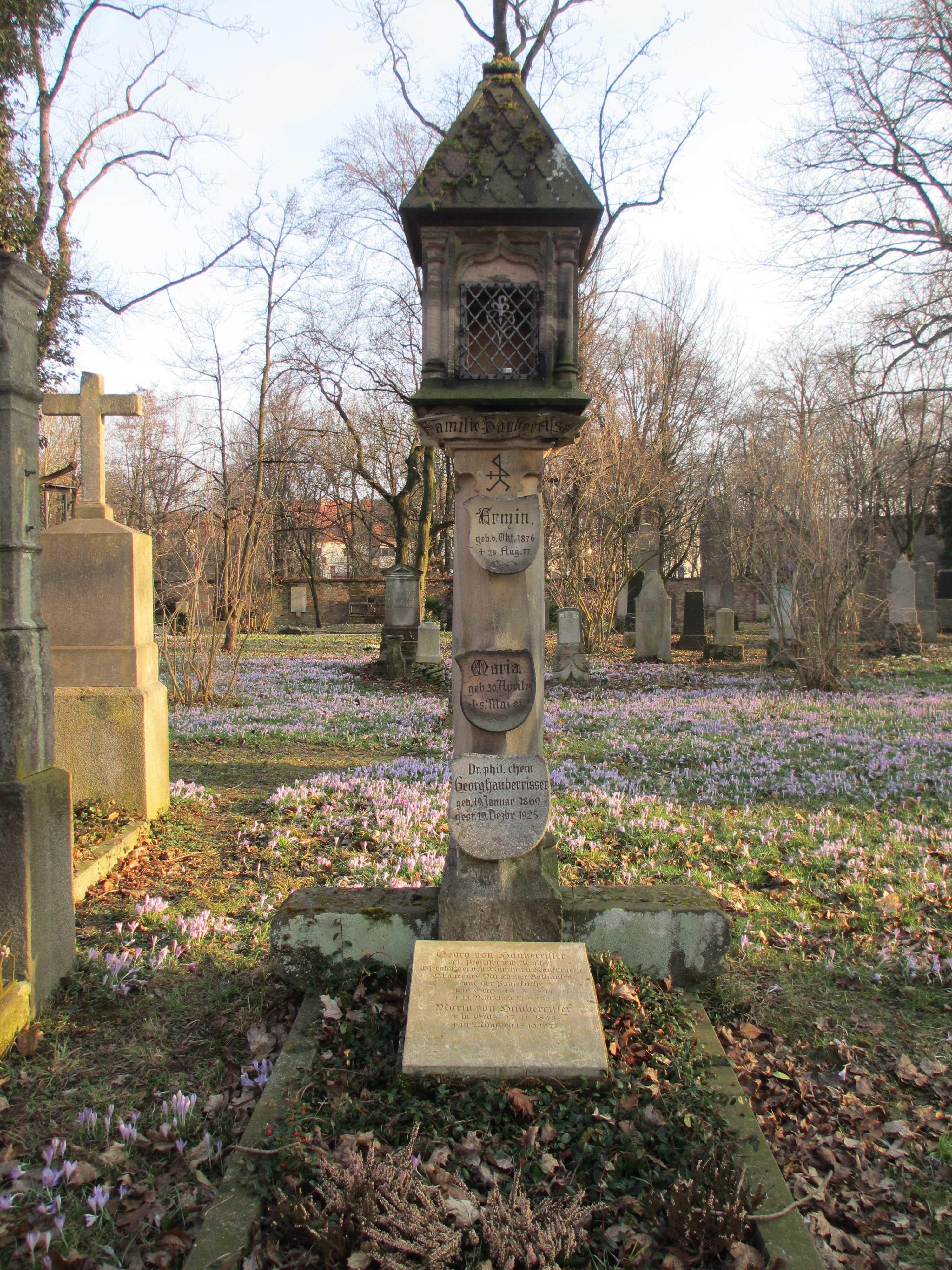
Georg von Hauberrisser (1841–1922)
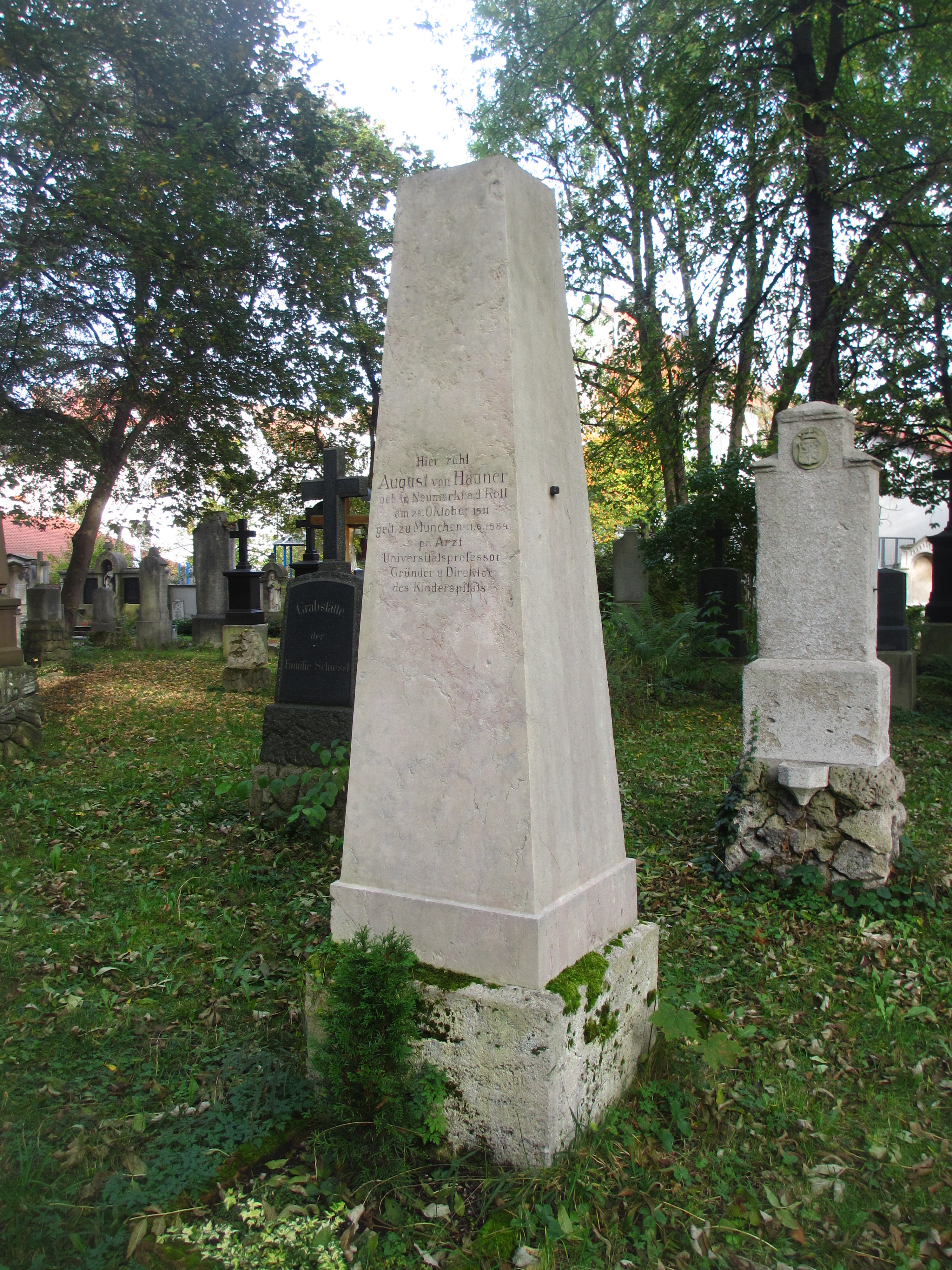
August Hauner (1811–1884)
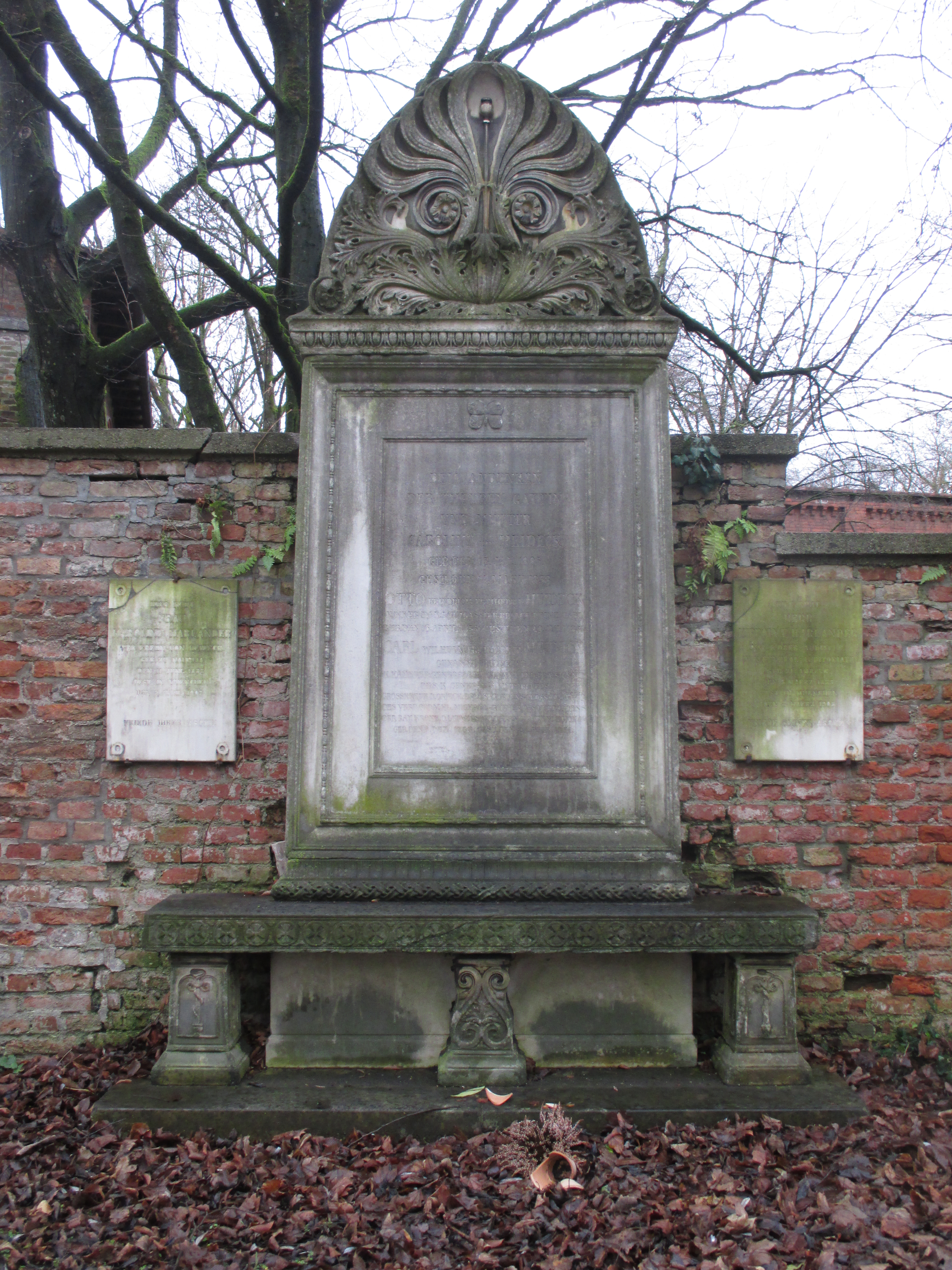
Karl Wilhelm von Heideck (1788–1861)
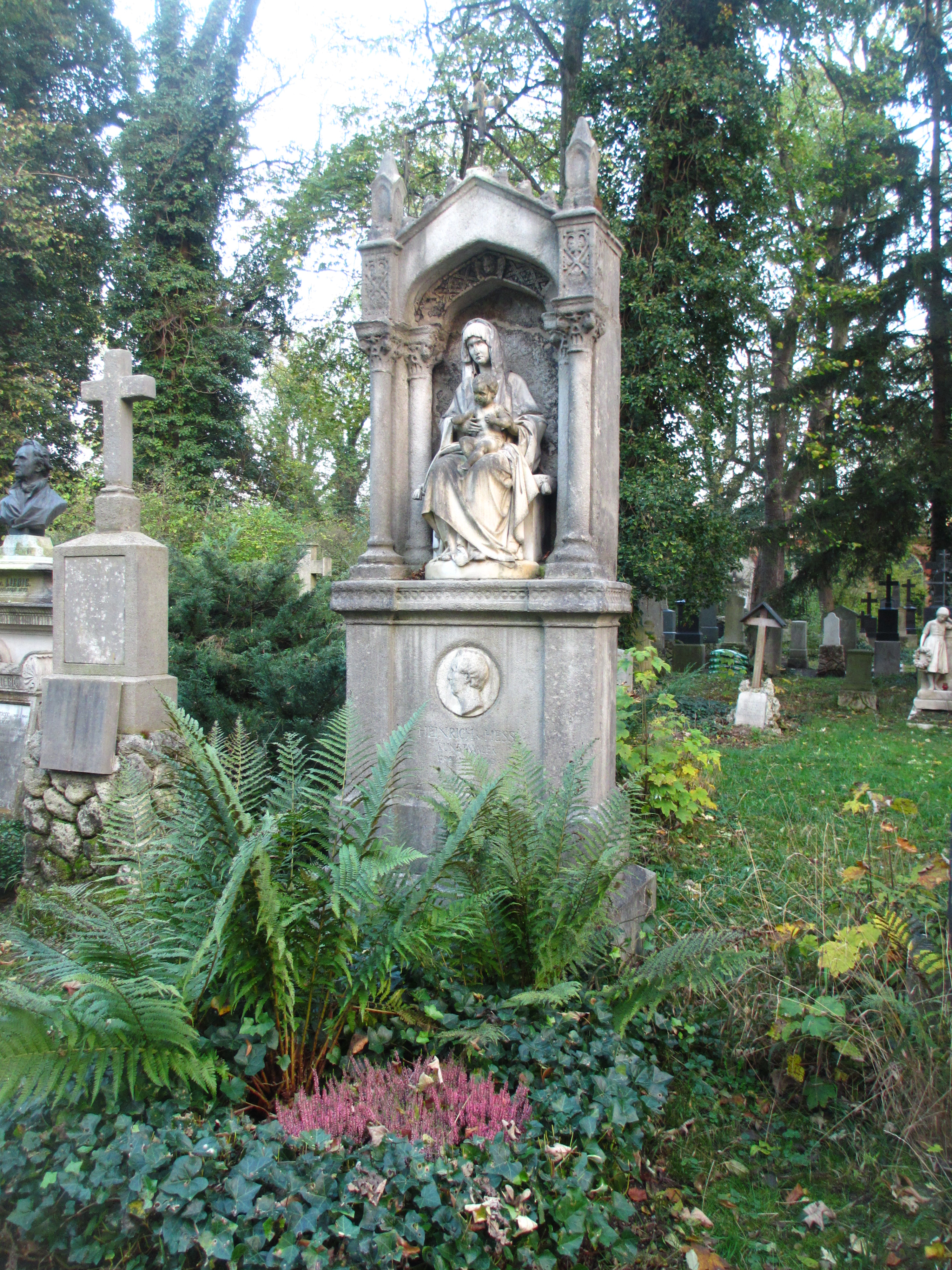
Heinrich Maria von Hess (1798–1863)
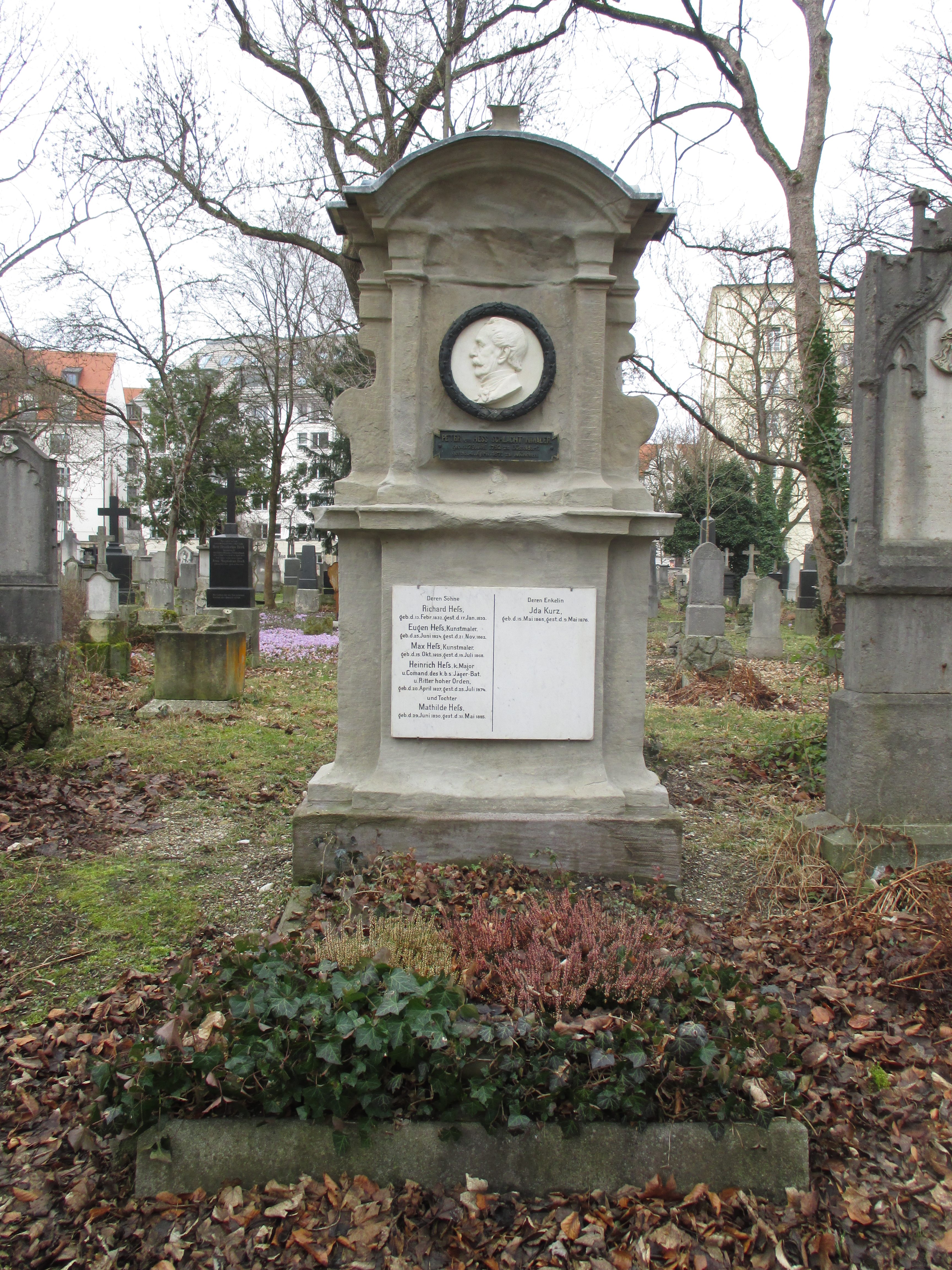
Peter von Hess (1792–1871)
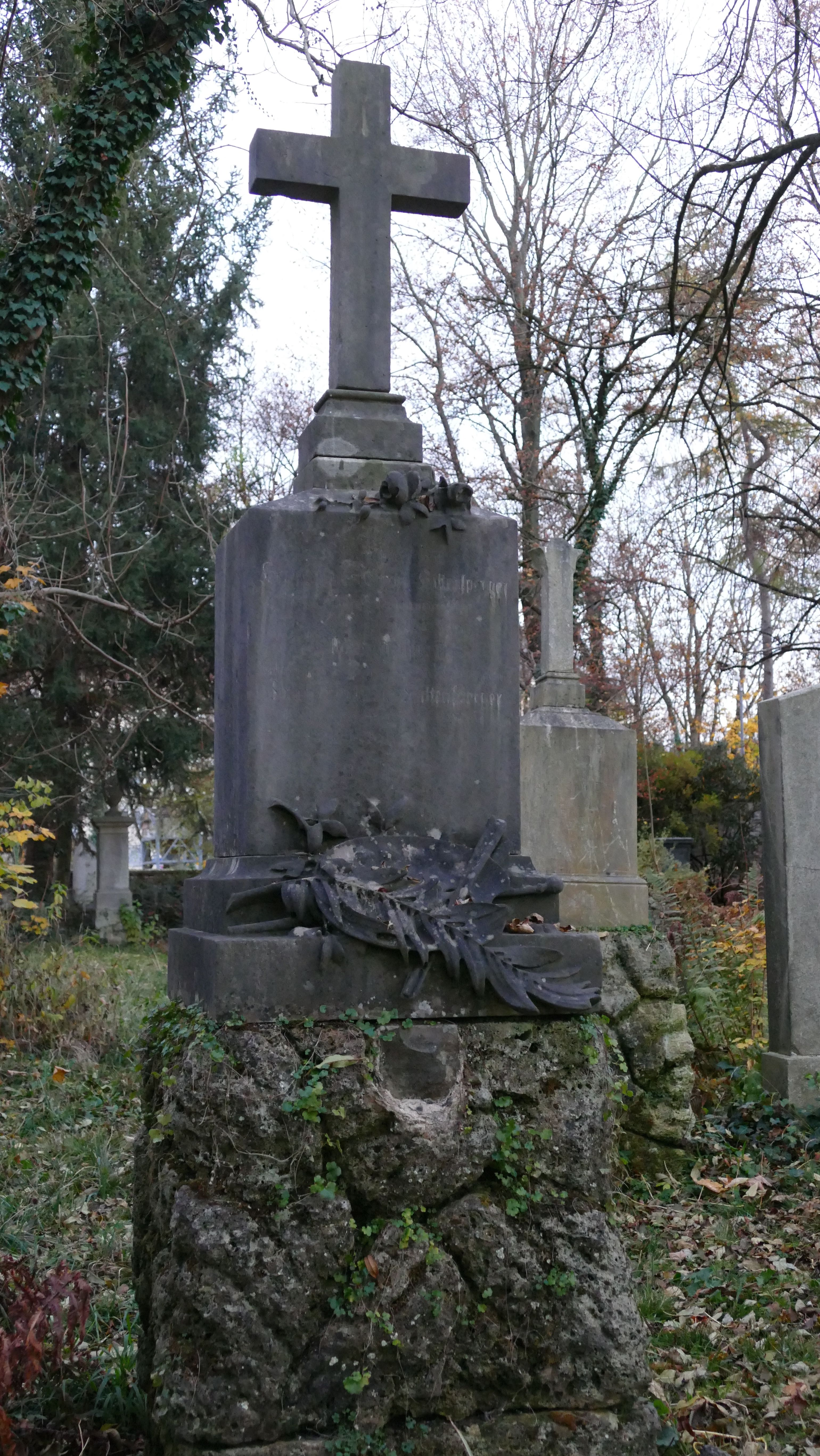
Johann Georg Hiltensperger (1806–1890)
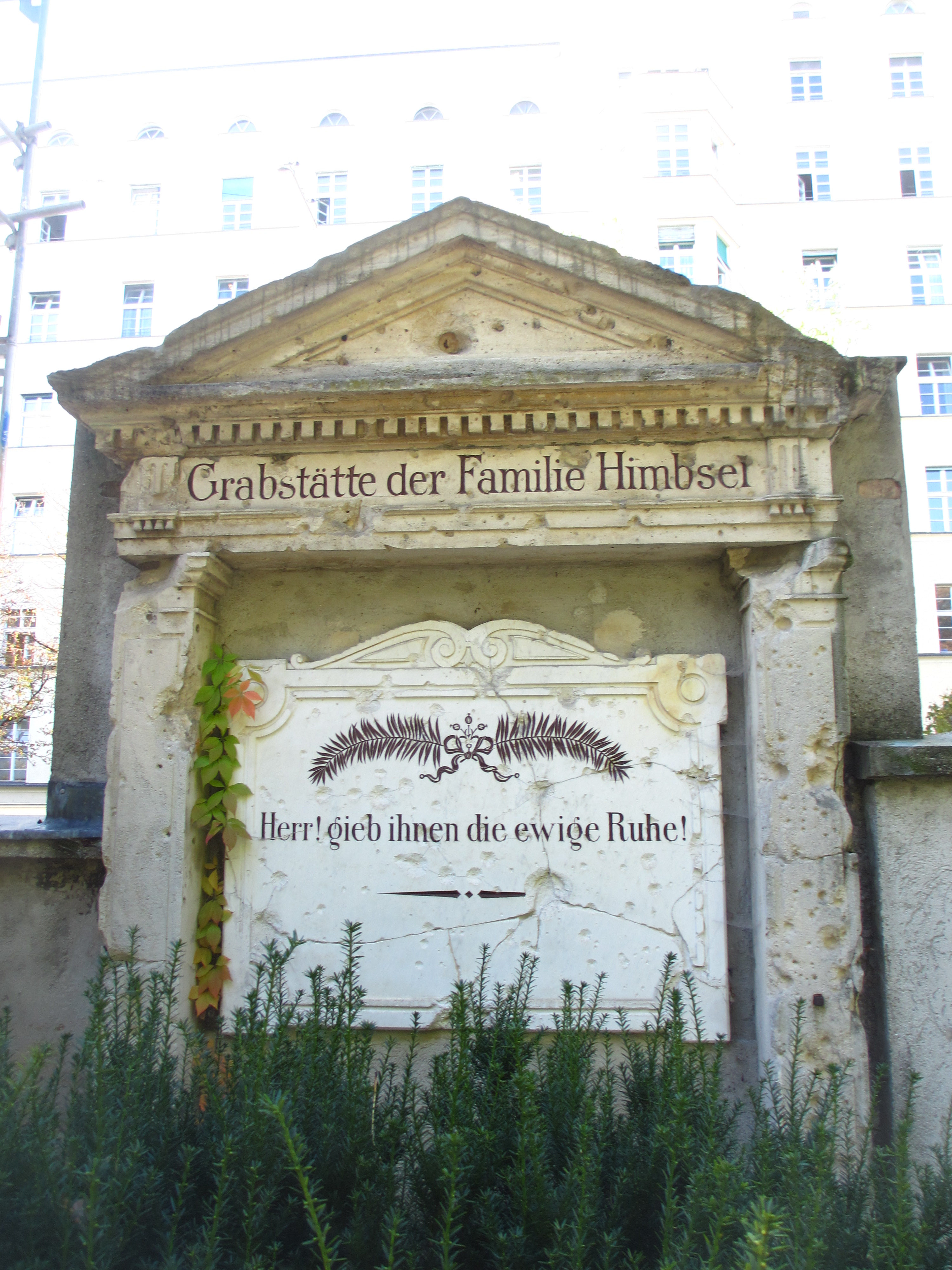
Ulrich Himbsel (1787–1860)
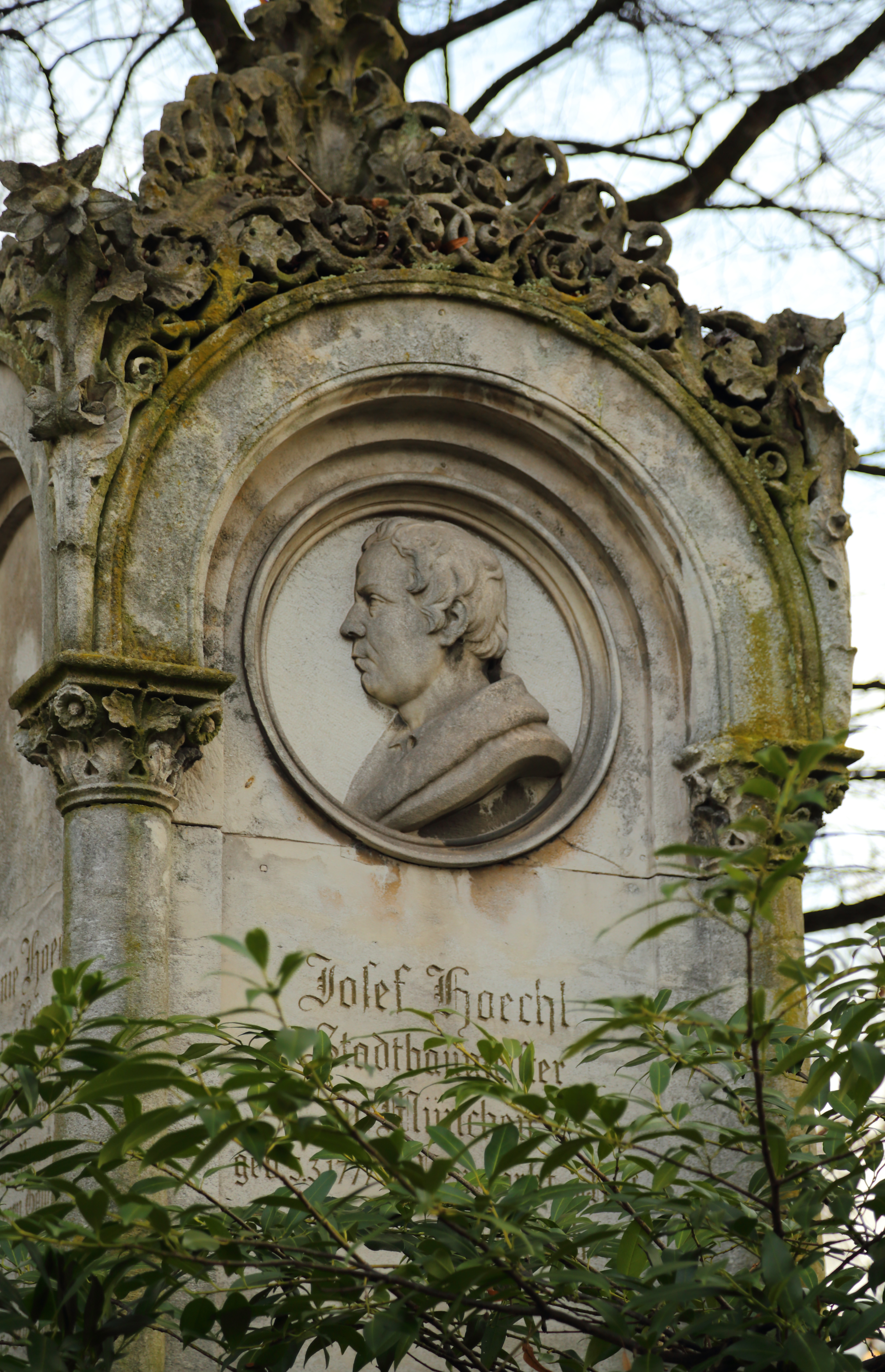
Joseph Höchl (1777–1838)
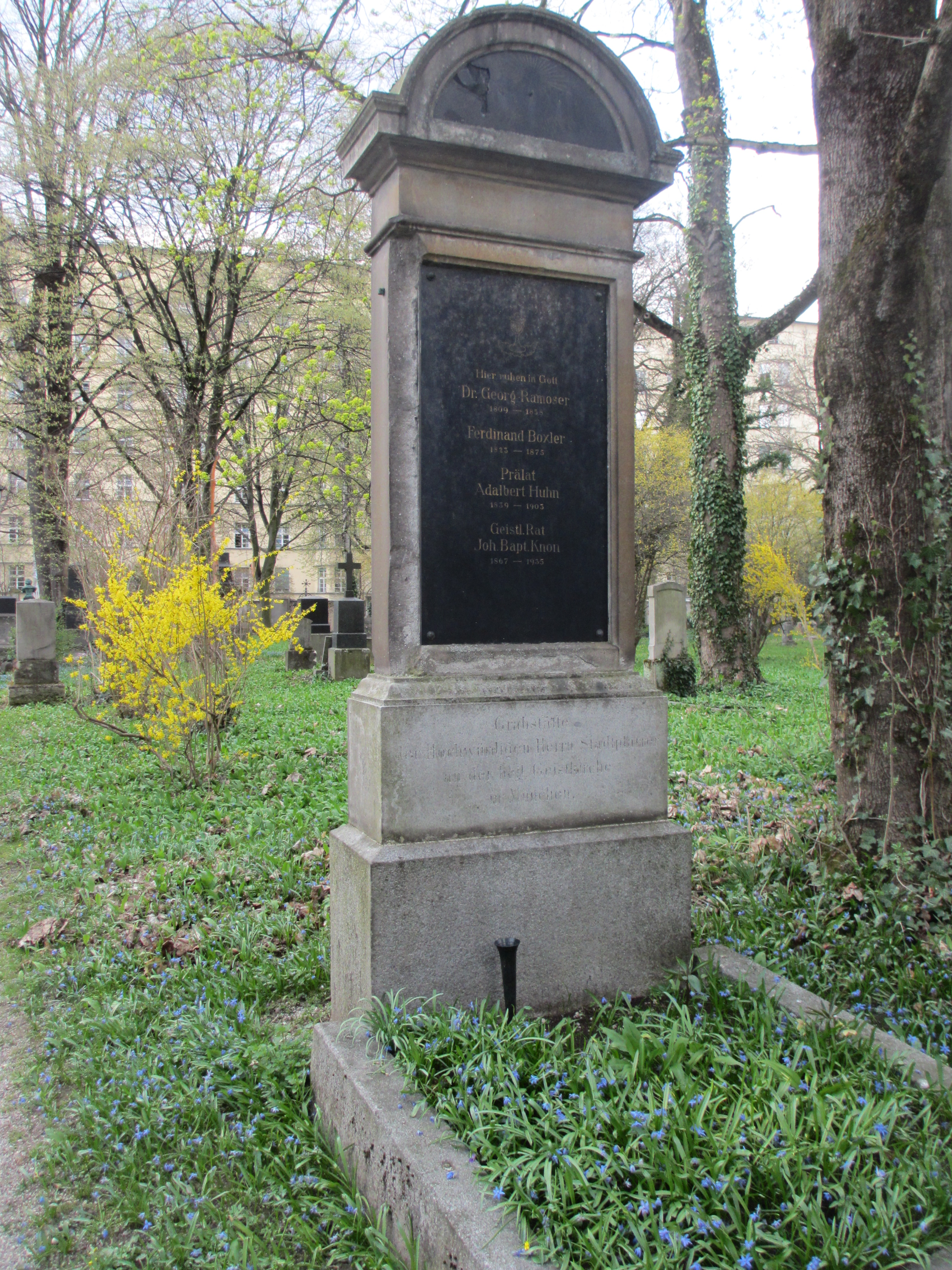
Georg Adalbert Huhn (1839–1903)
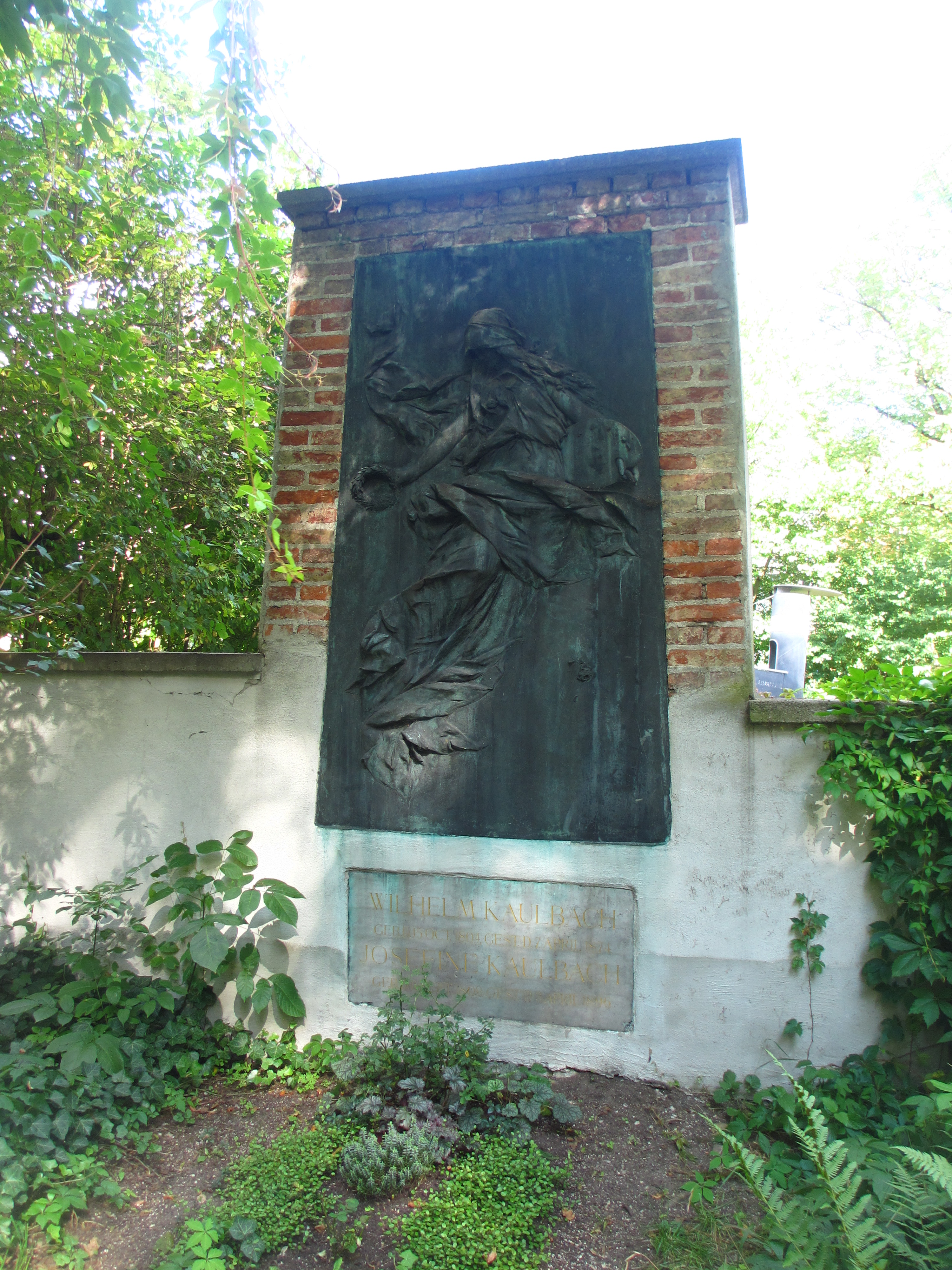
Wilhelm von Kaulbach (1805–1874)
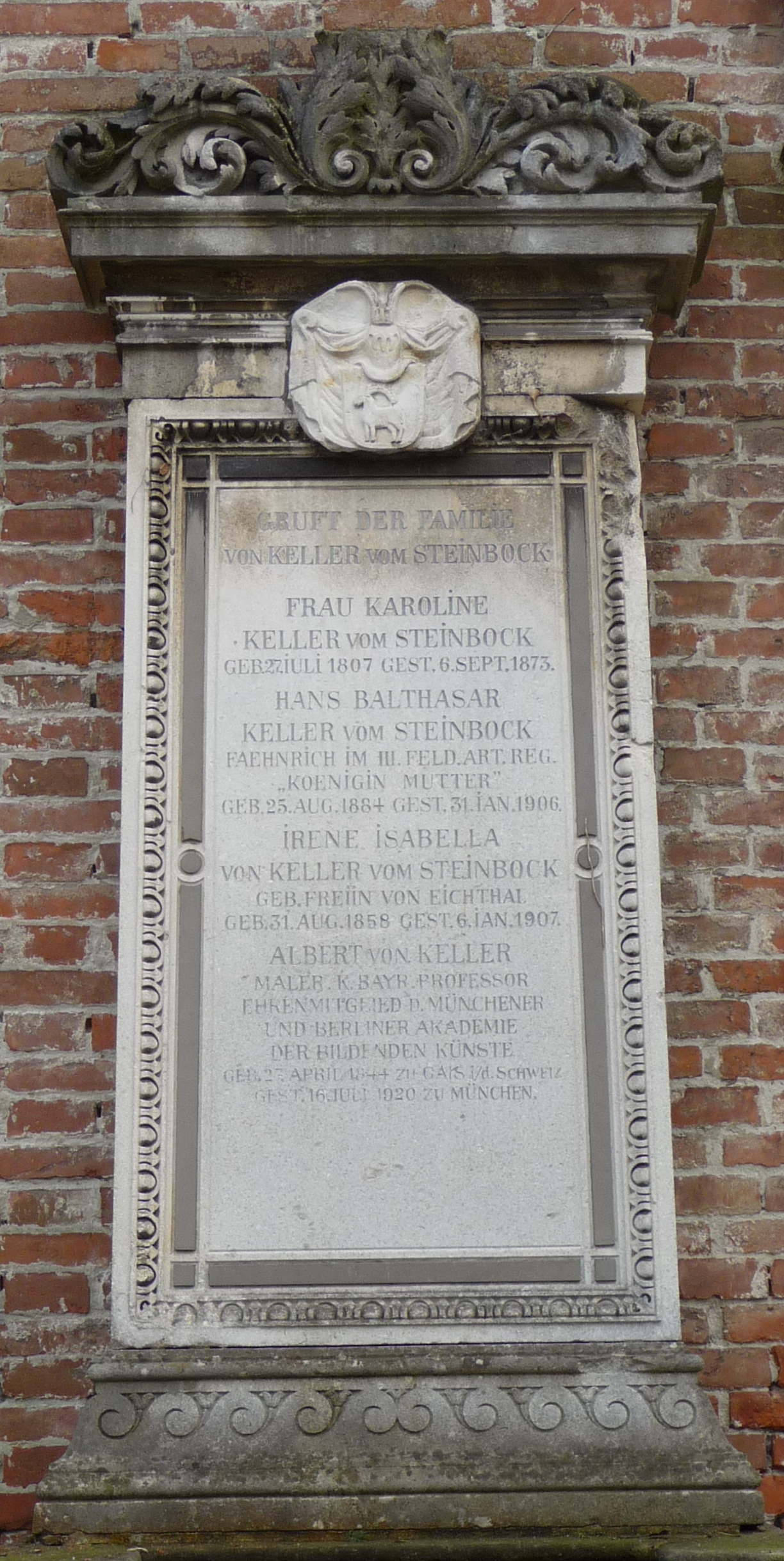
Albert von Keller (1844–1920)
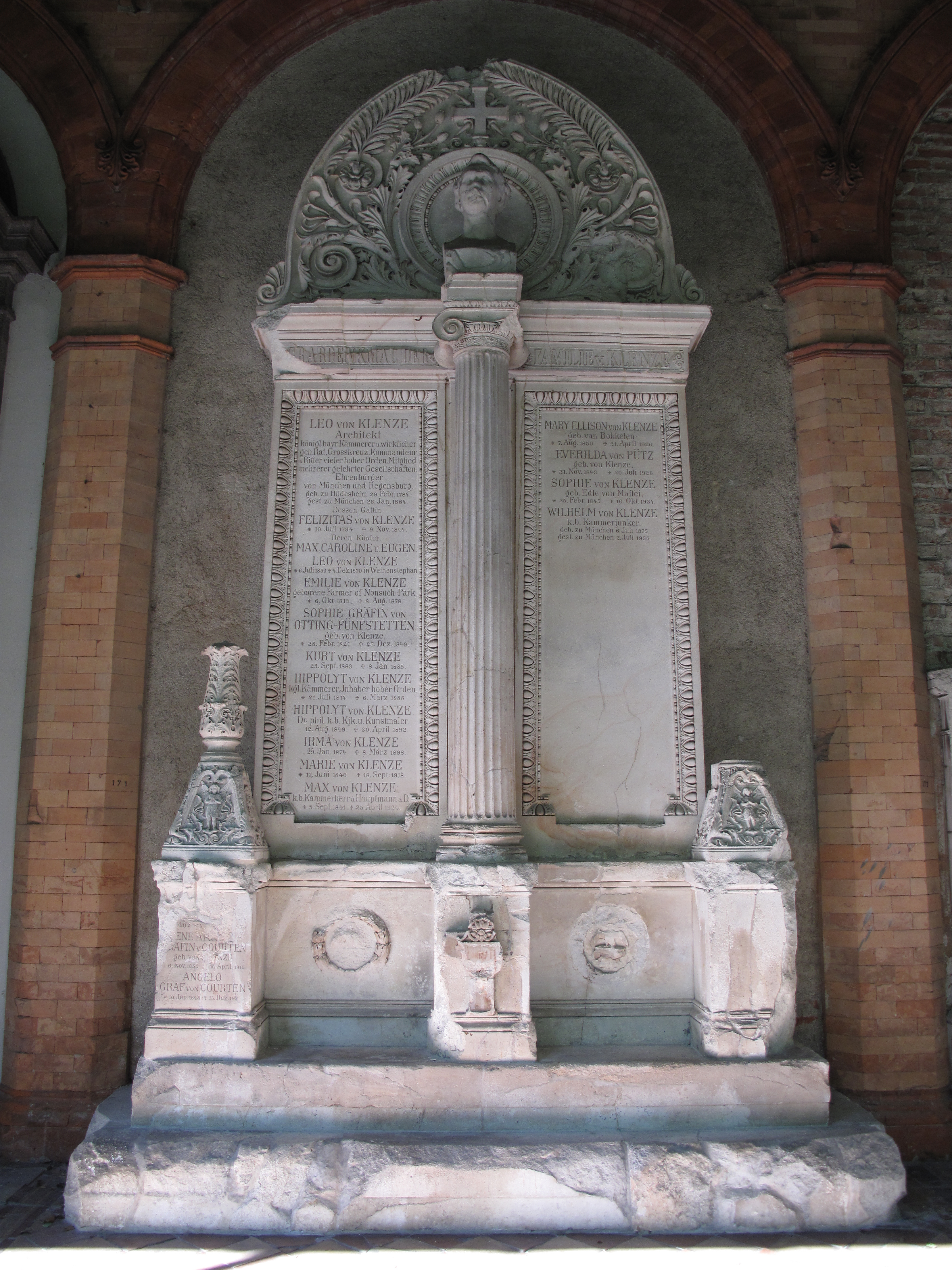
Leo von Klenze (1784–1864)
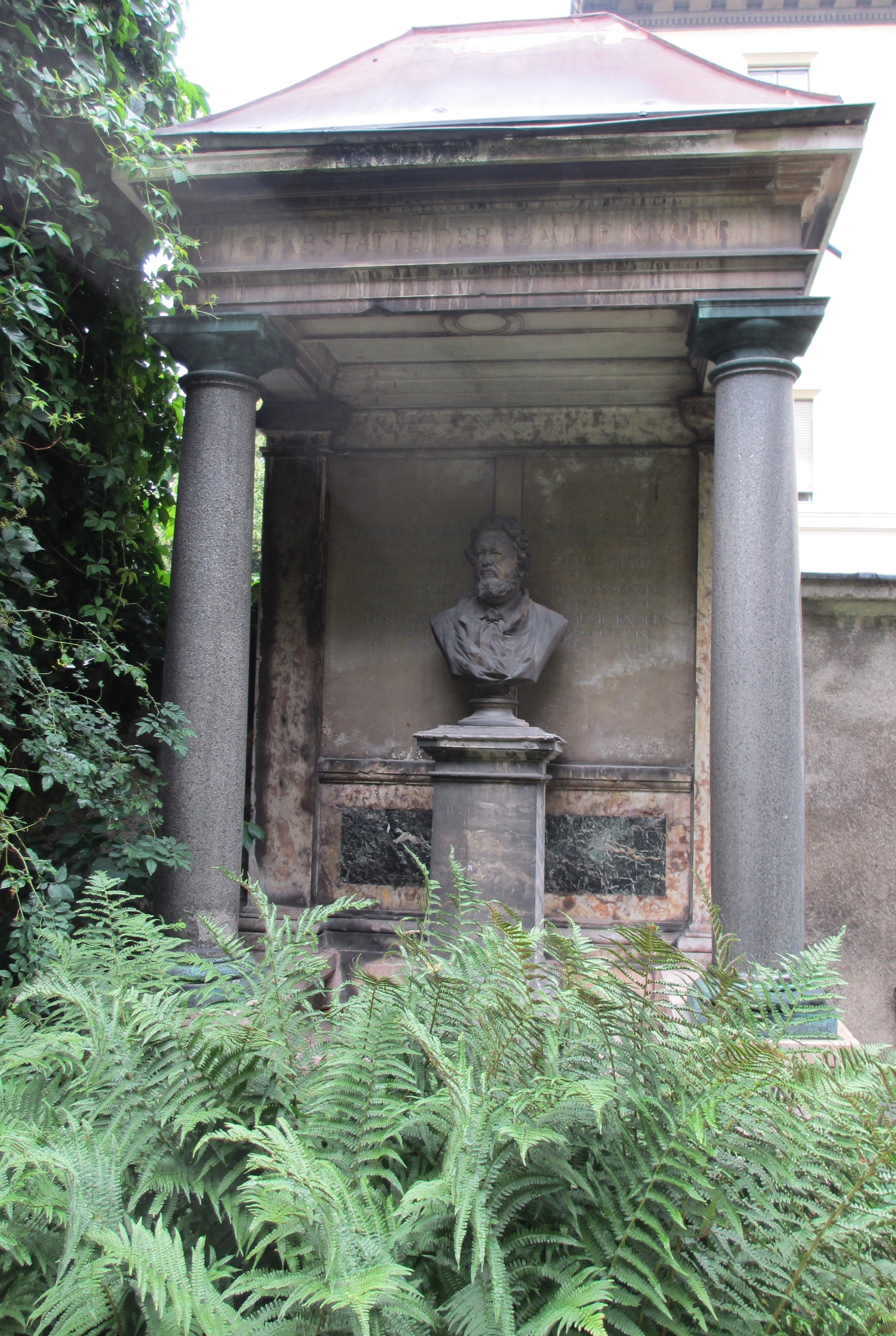
Julius Knorr (1826–1881)
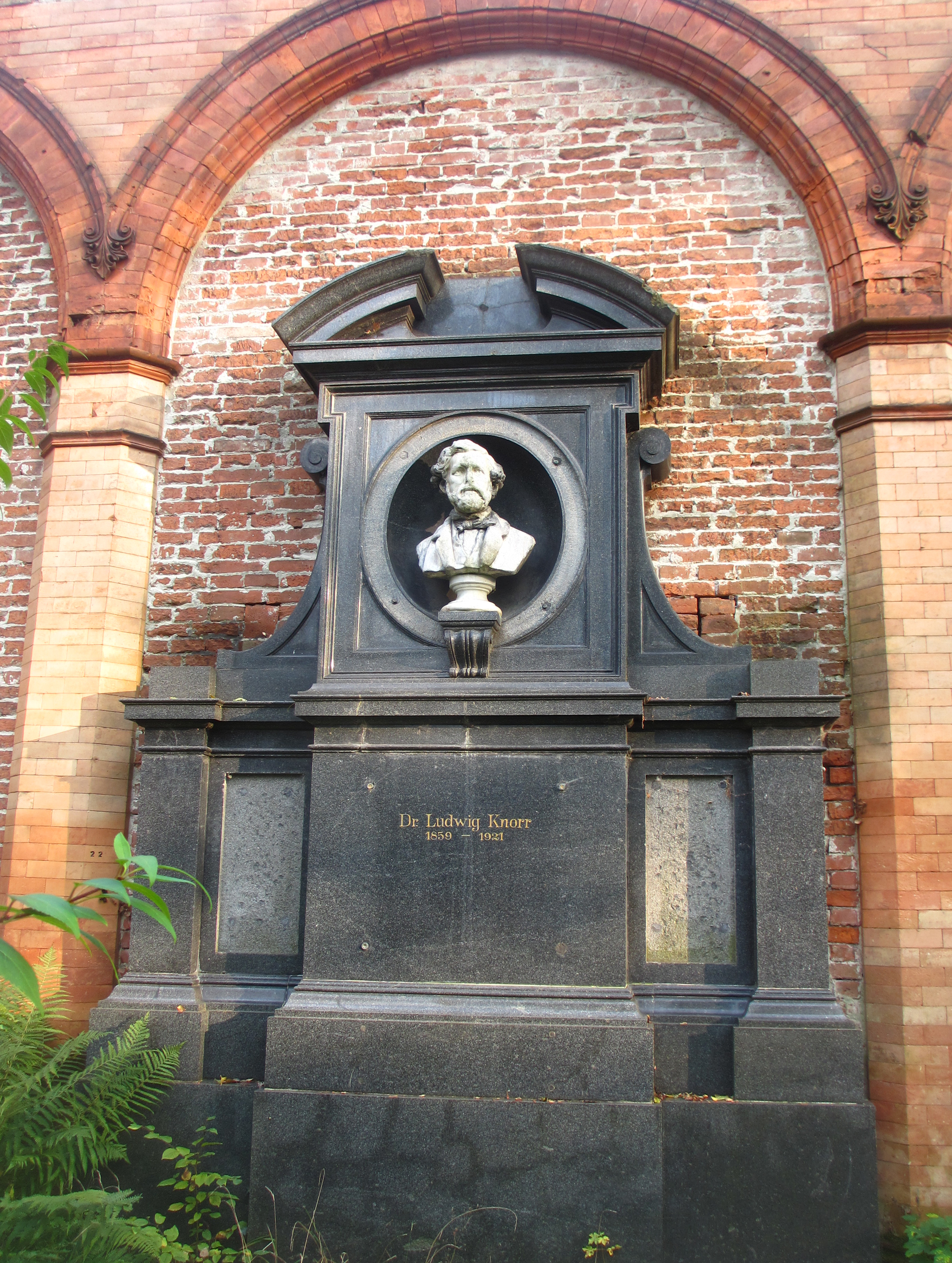
Ludwig Knorr (1859–1921)
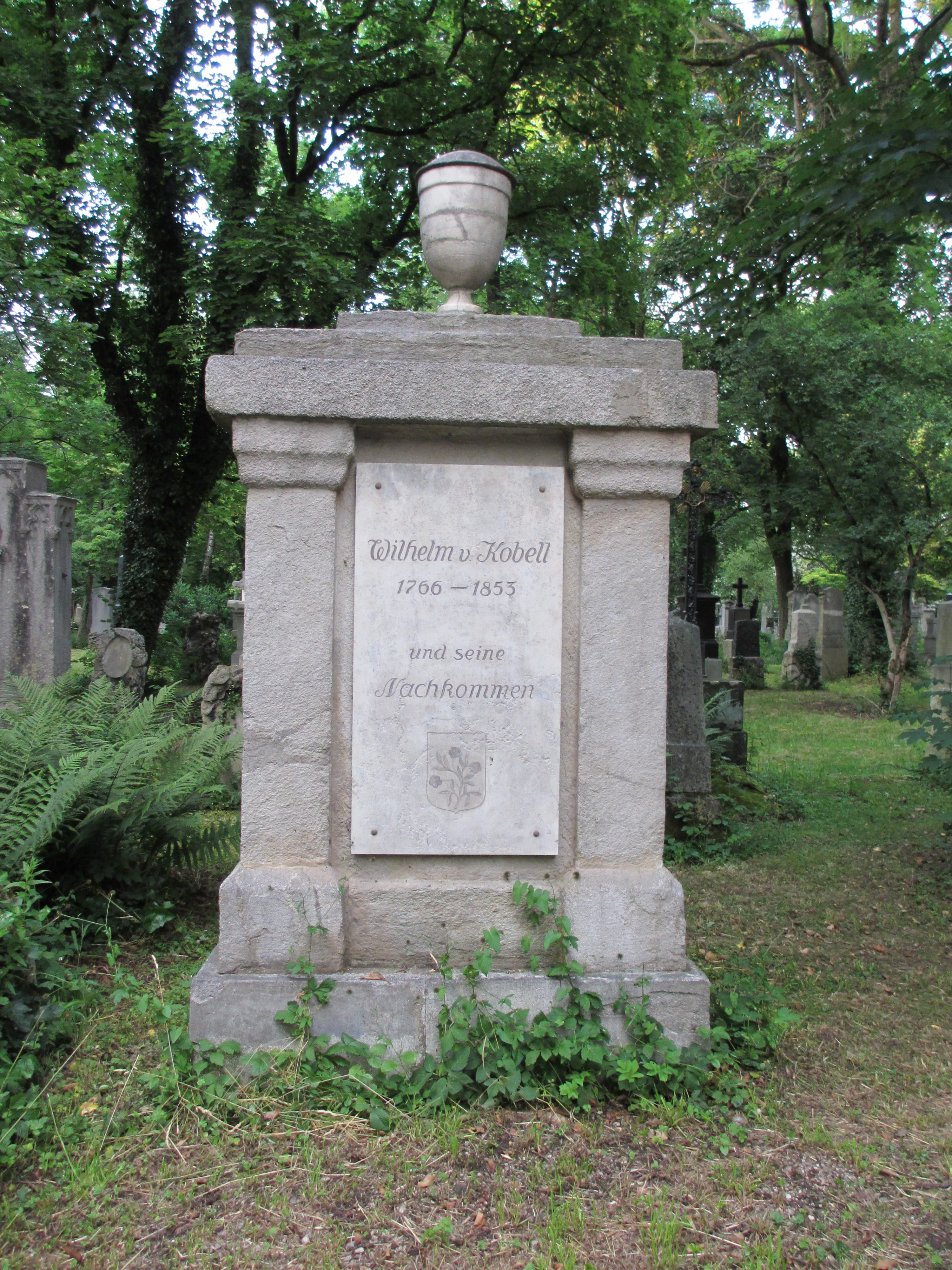
Wilhelm von Kobell (1766–1853)
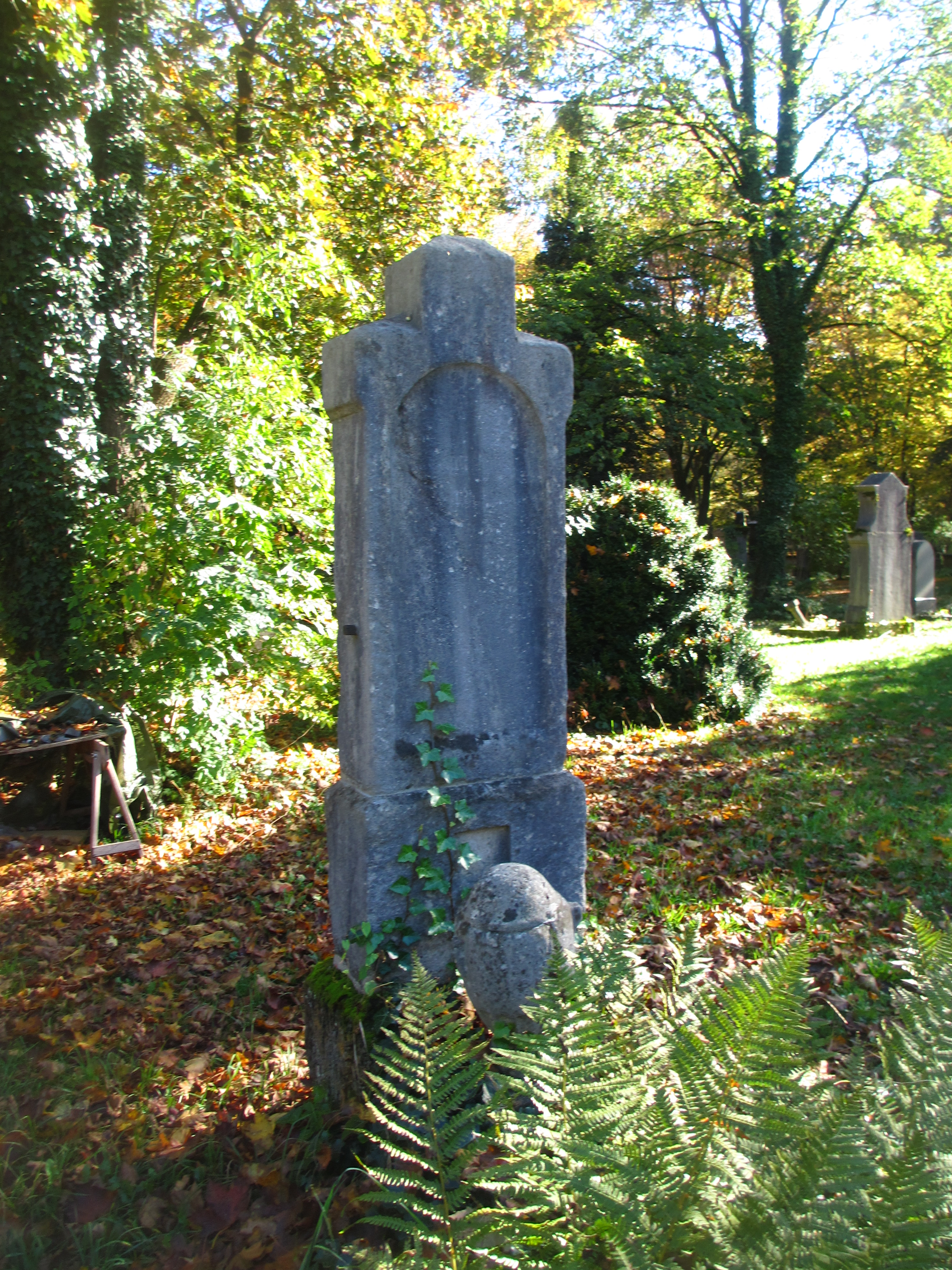
August von Krempelhuber (1813–1882)
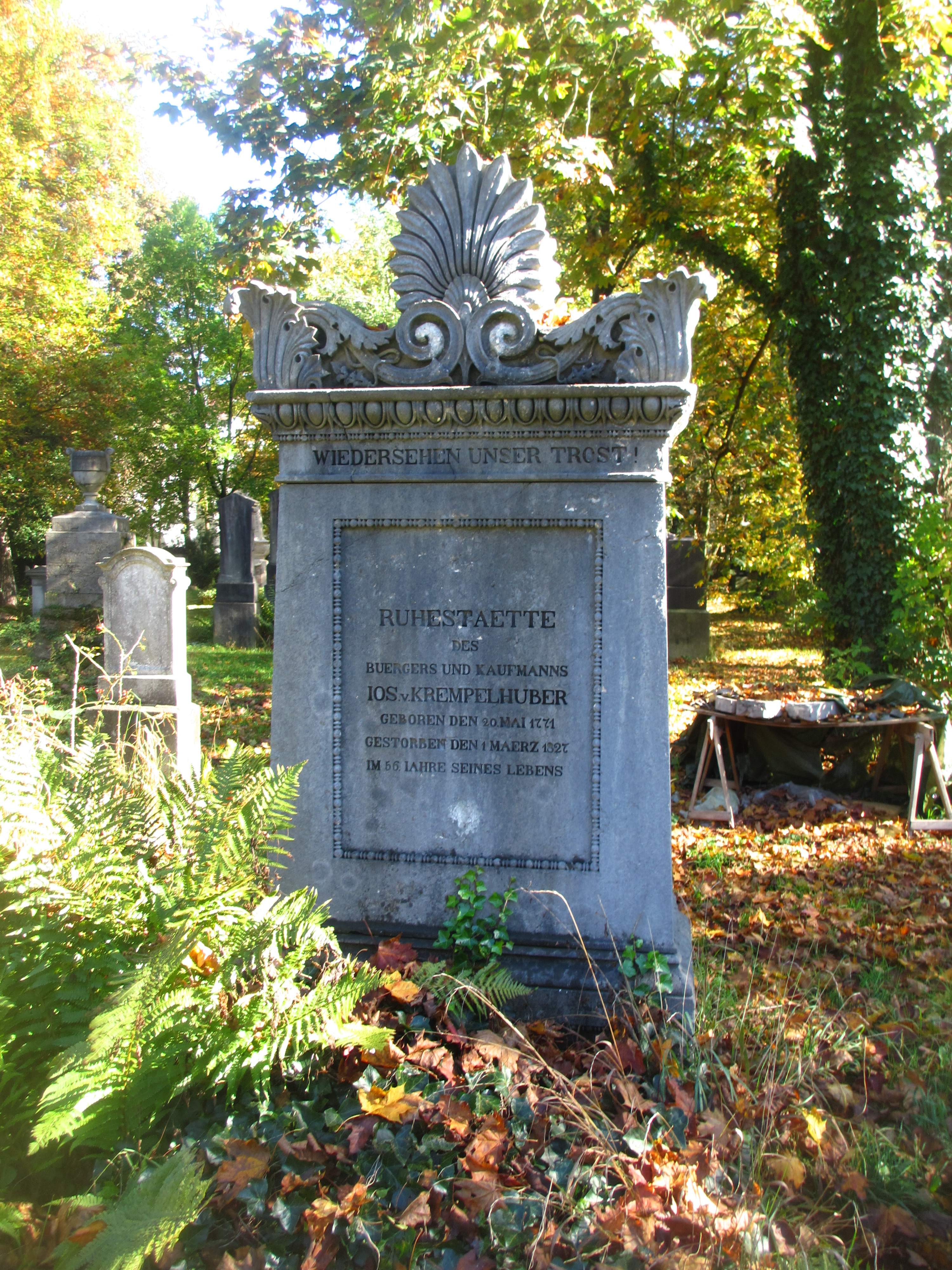
Krempelhuber (1771–1827)
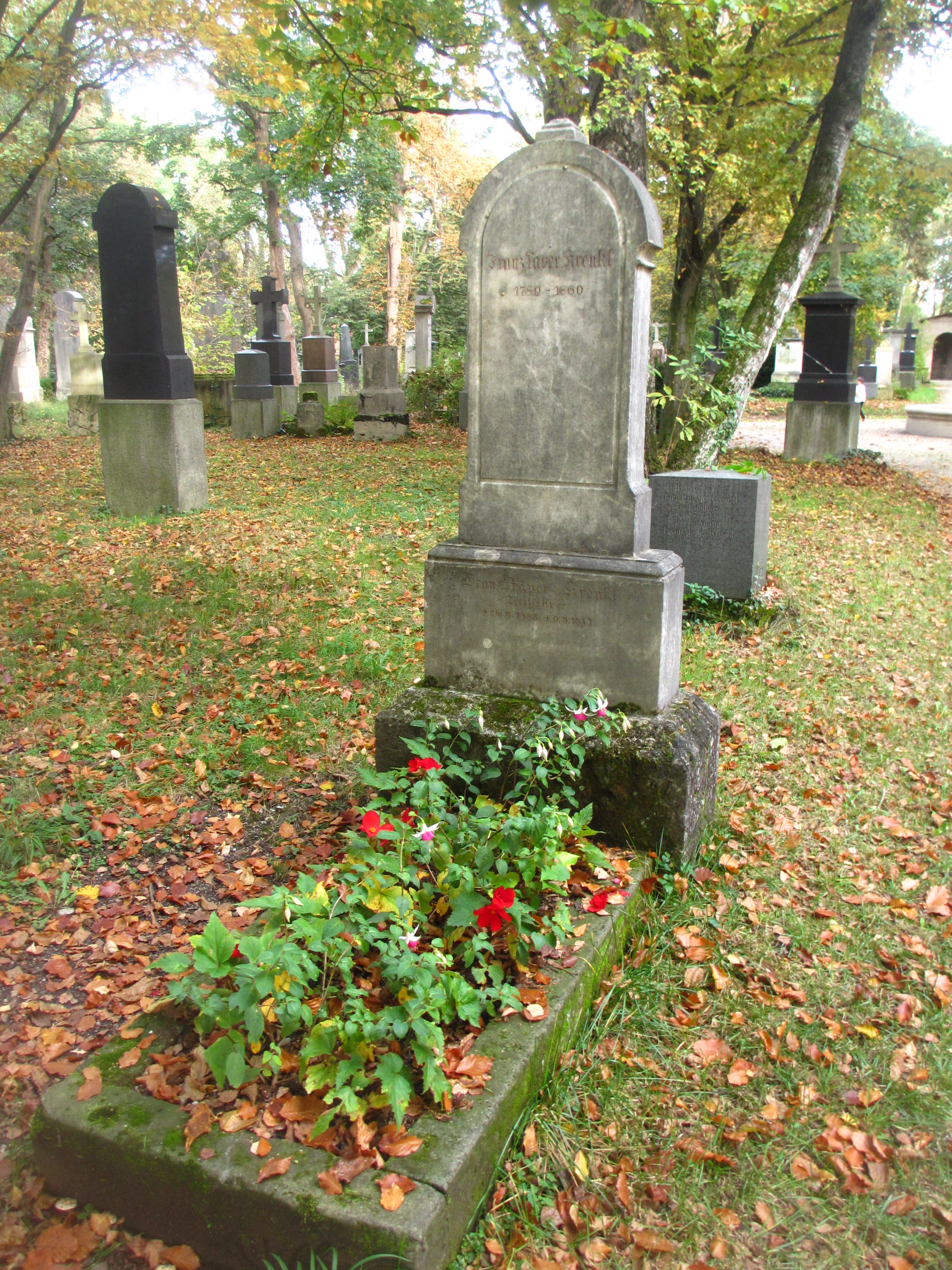
Franz Xaver Krenkl (1780–1860)
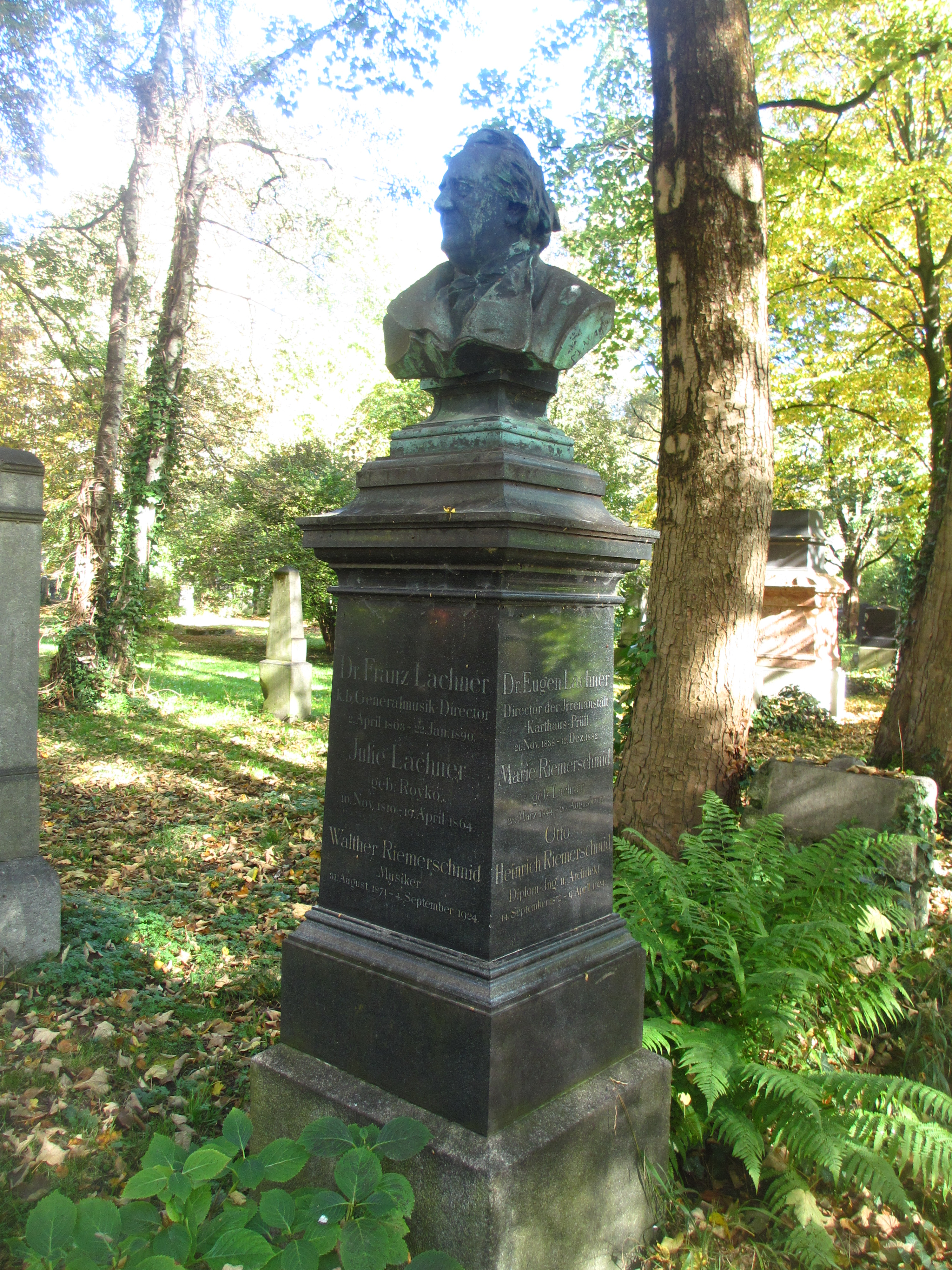
Franz Lachner (1803–1890)
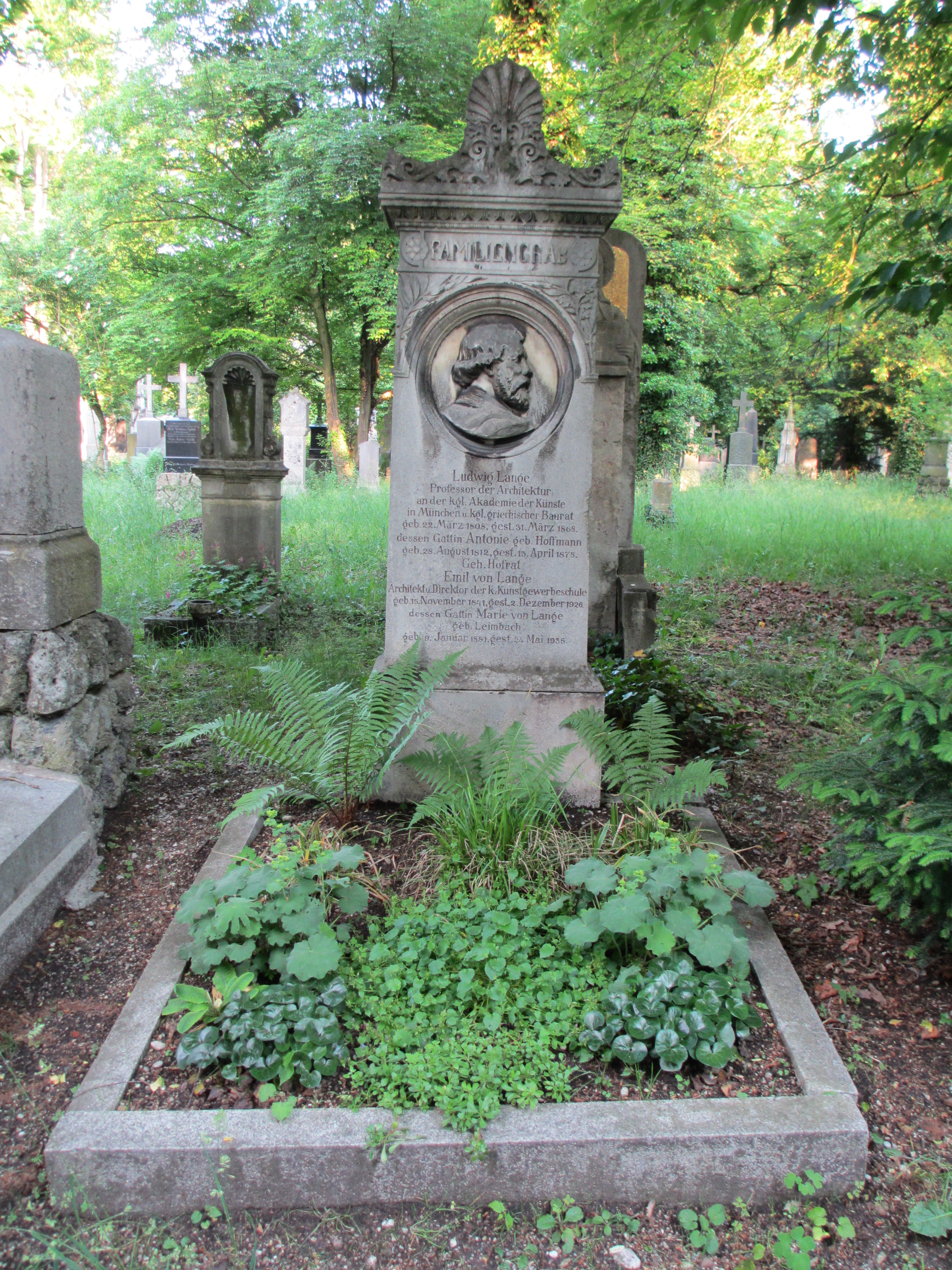
Ludwig Lange (Architekt) (1808–1868)
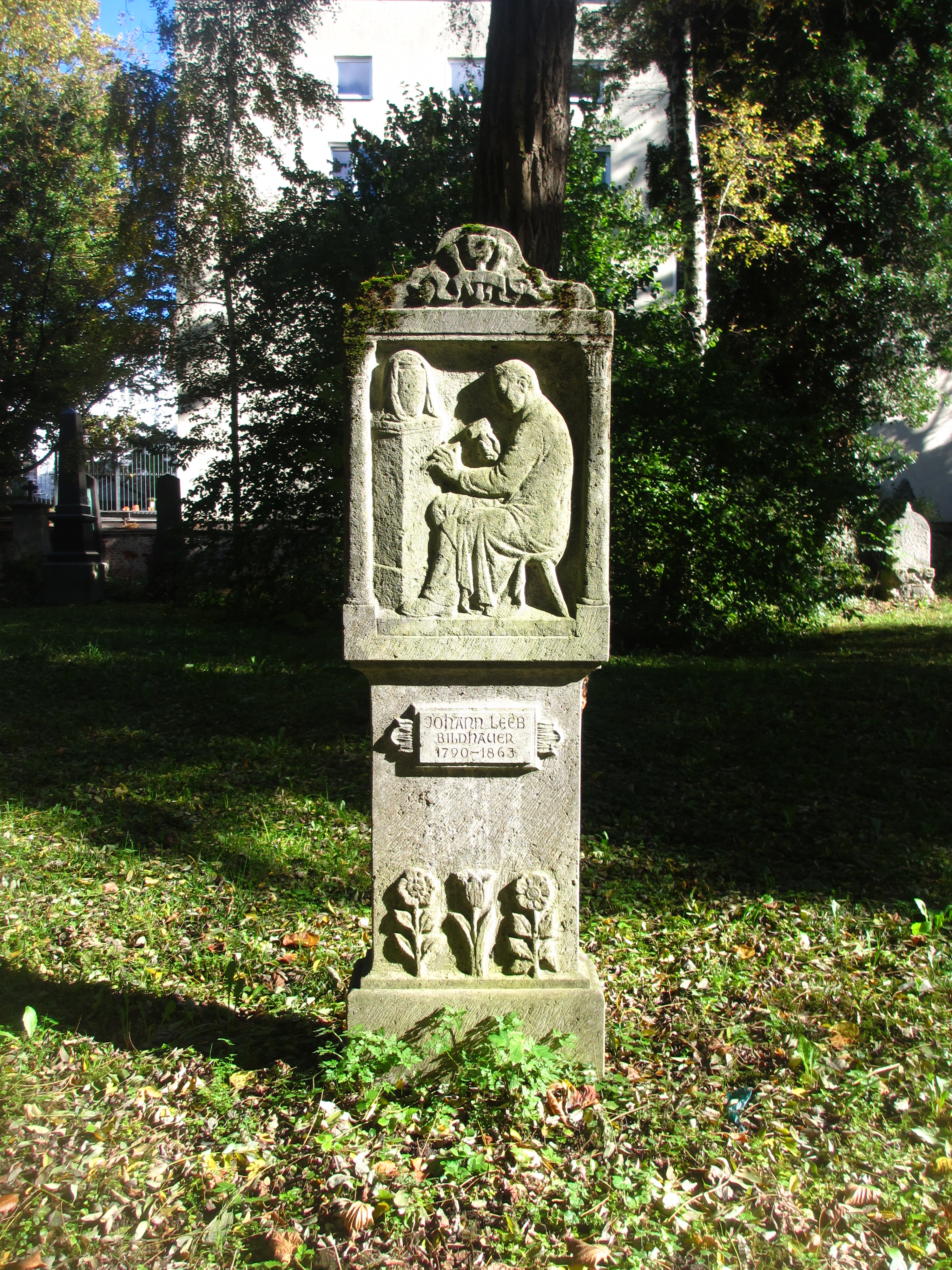
Johannes Leeb (1790–1863)
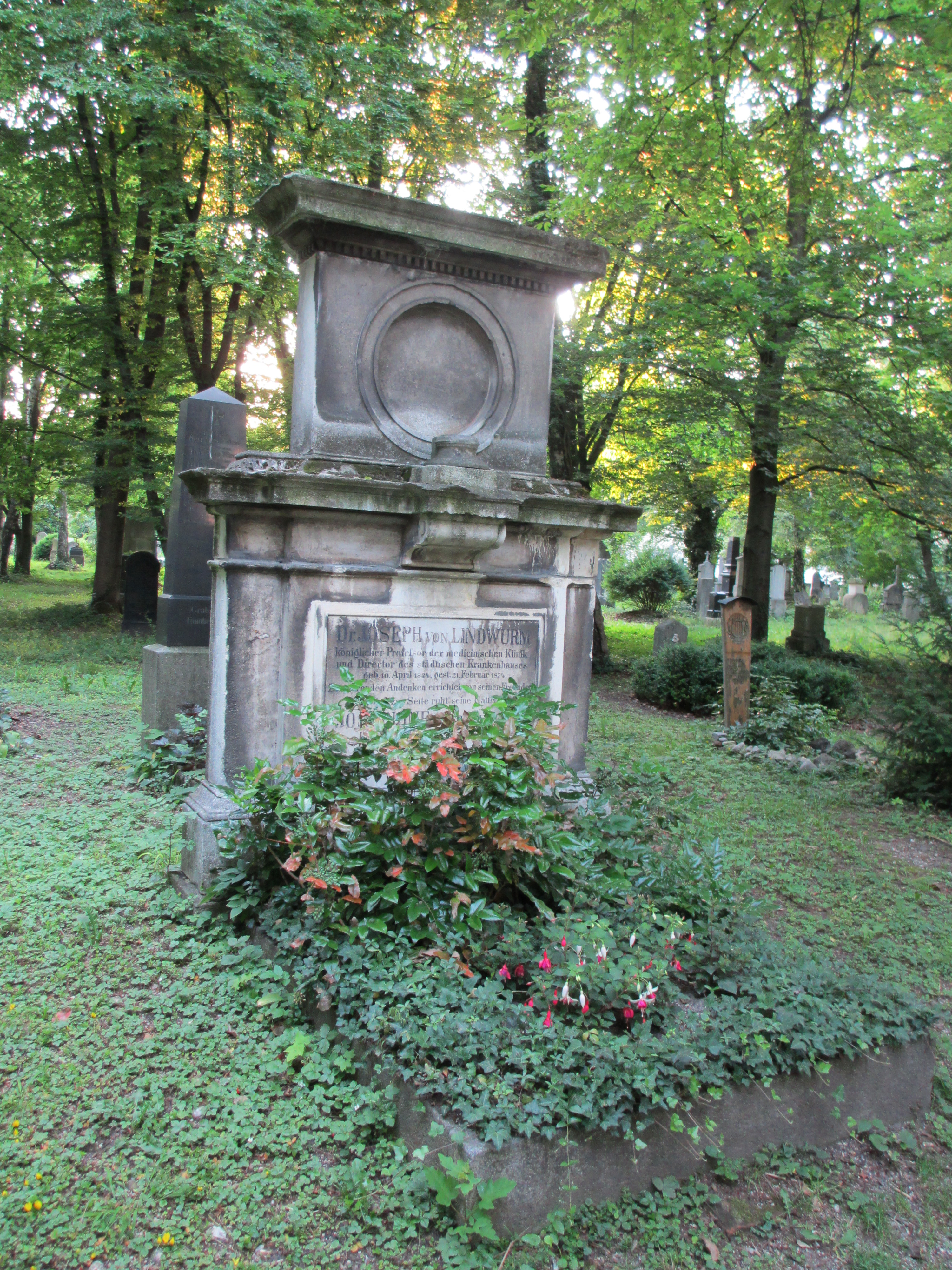
Joseph von Lindwurm (1824–1874)
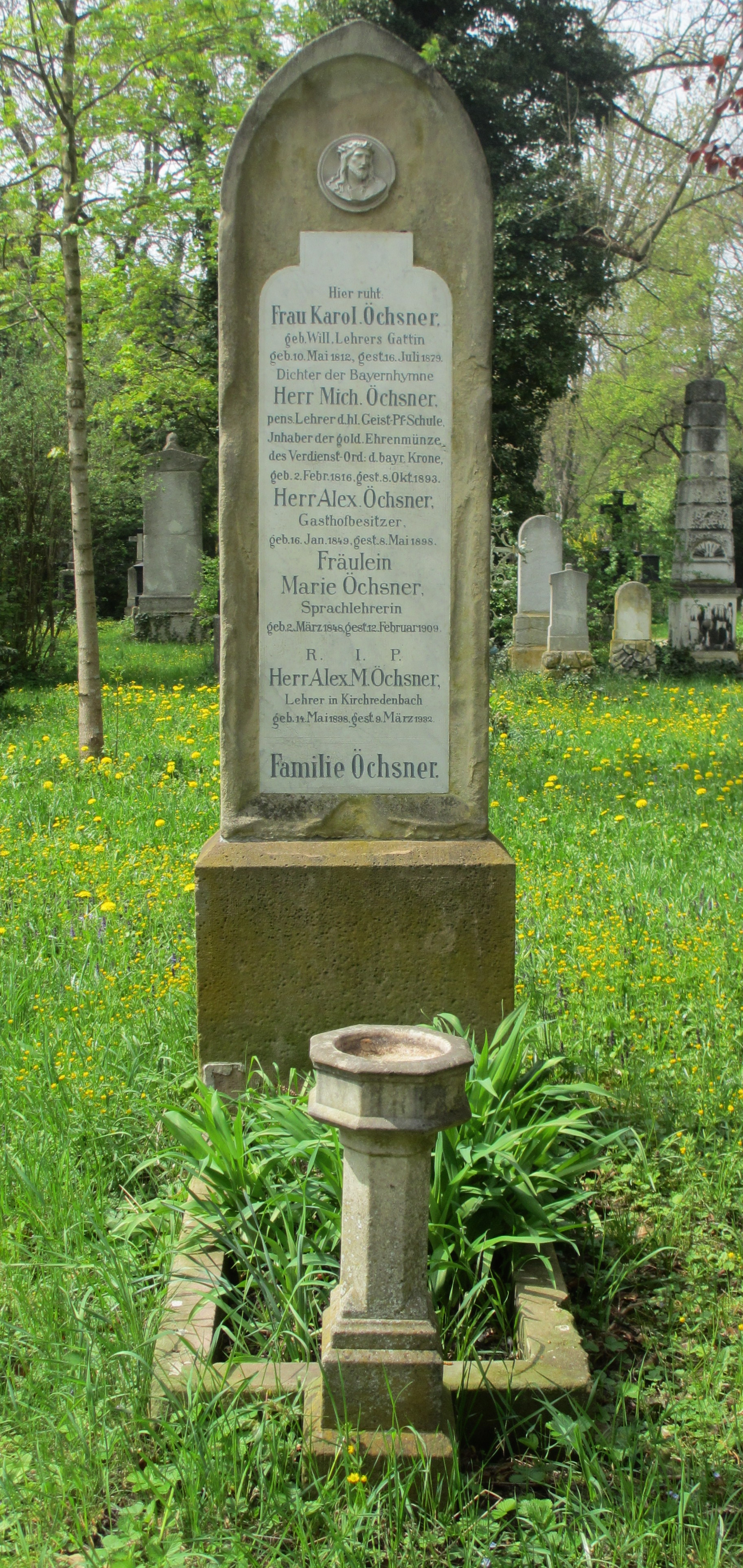
Öchsner (1816–1893)
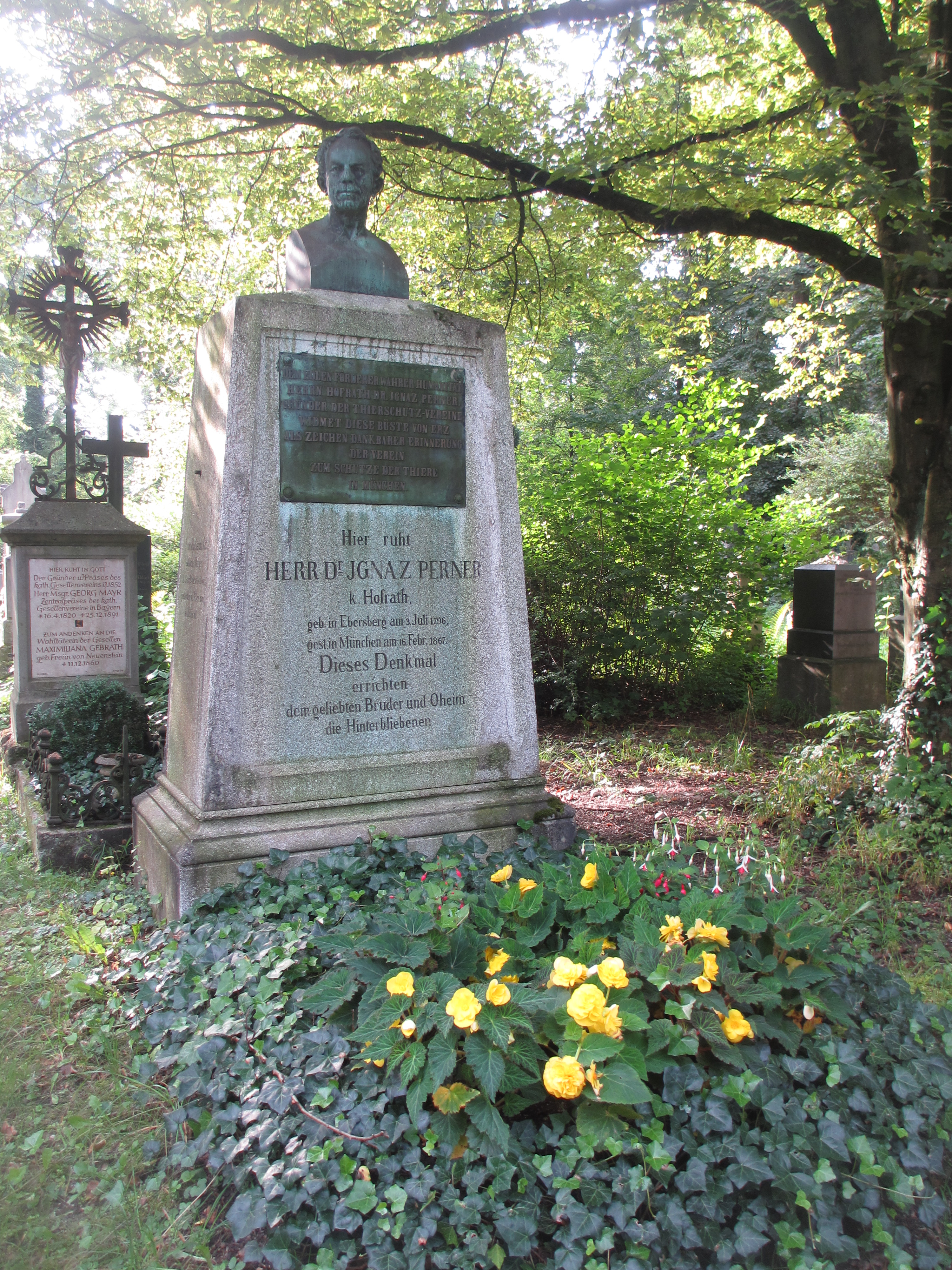
Ignaz Perner (1796–1867)
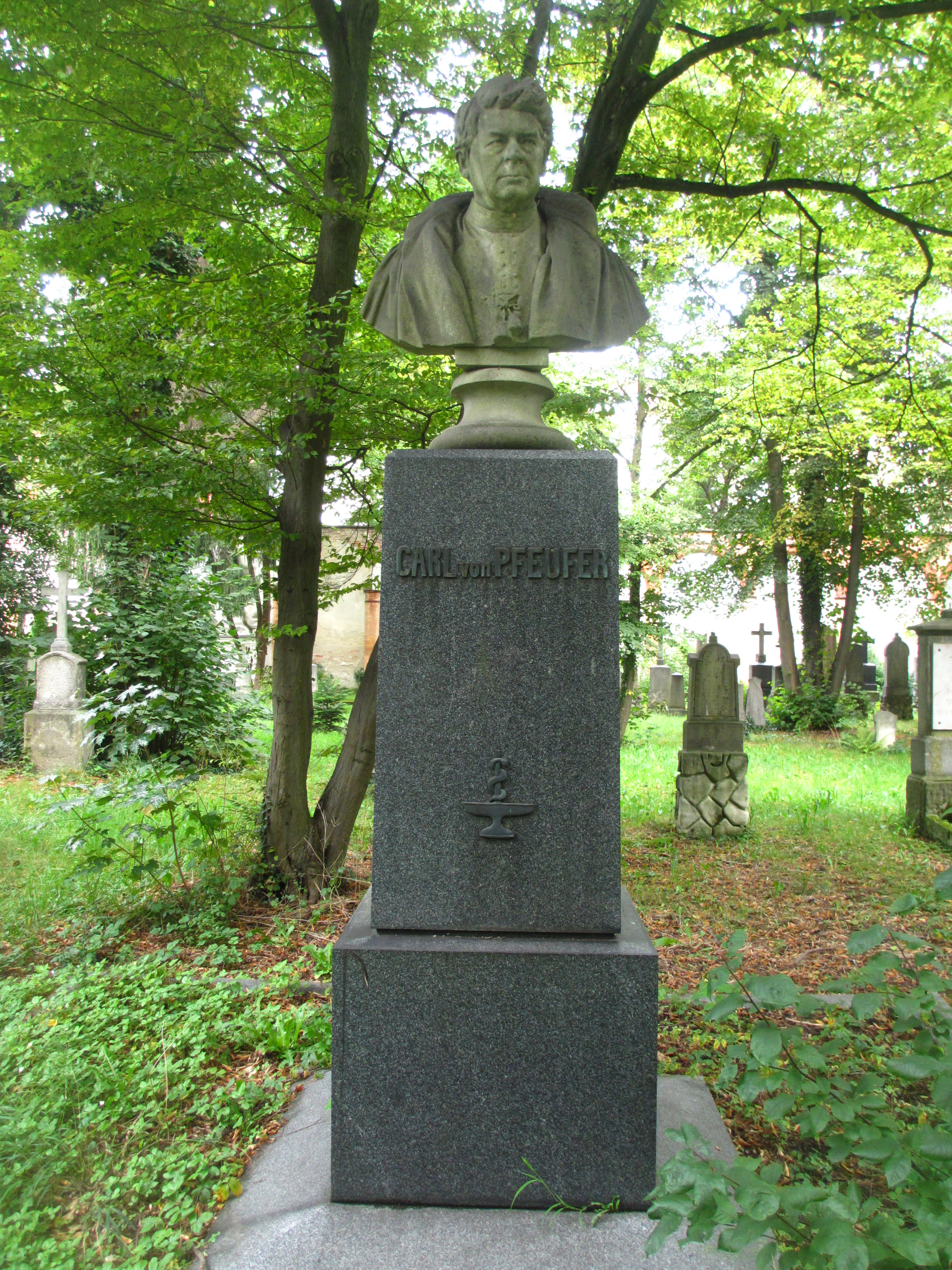
Karl von Pfeufer (1806–1869)
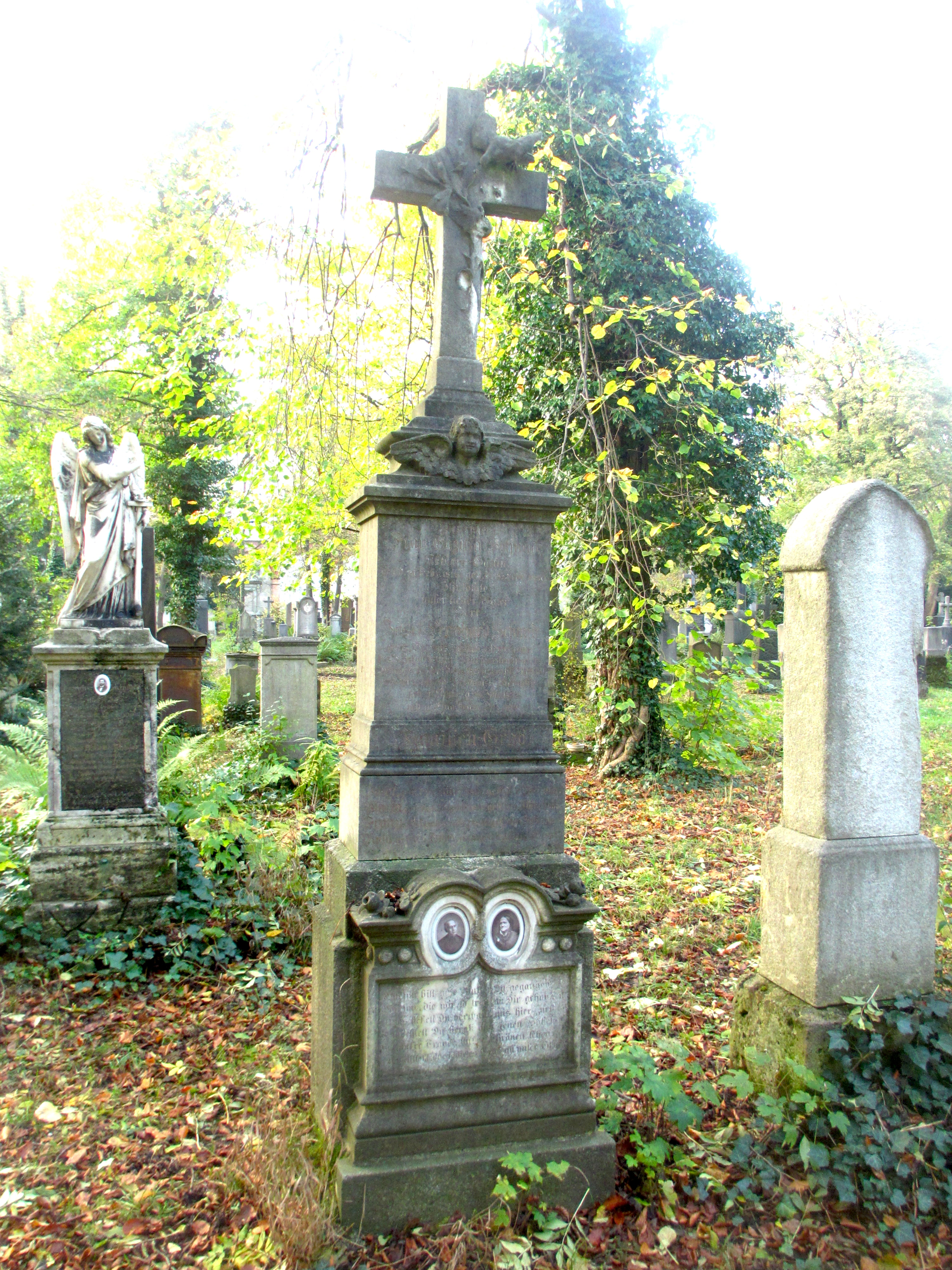
Josef Leonhard Schmid (1822–1912)
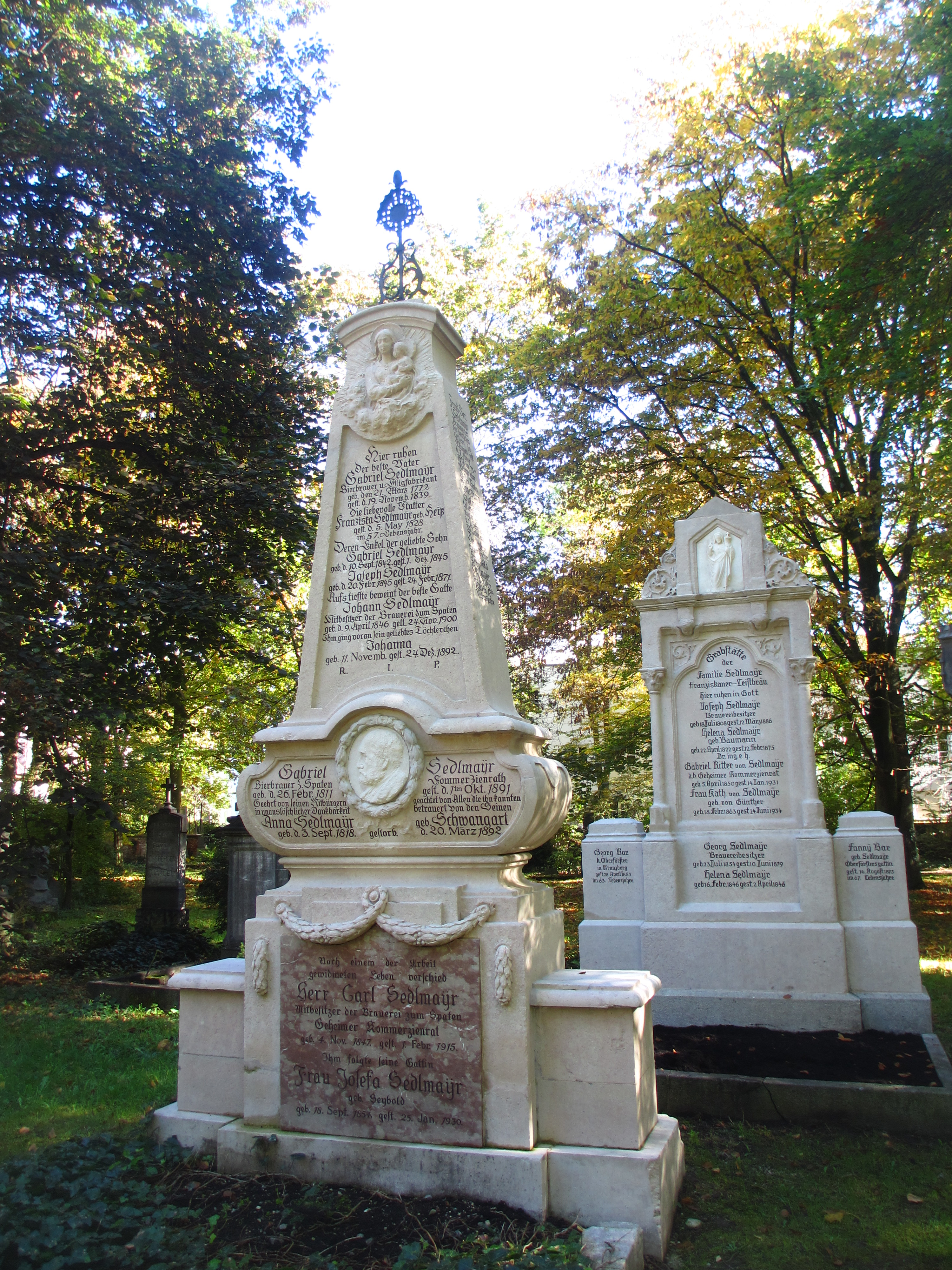
Gabriel Sedlmayr (1811–1891)
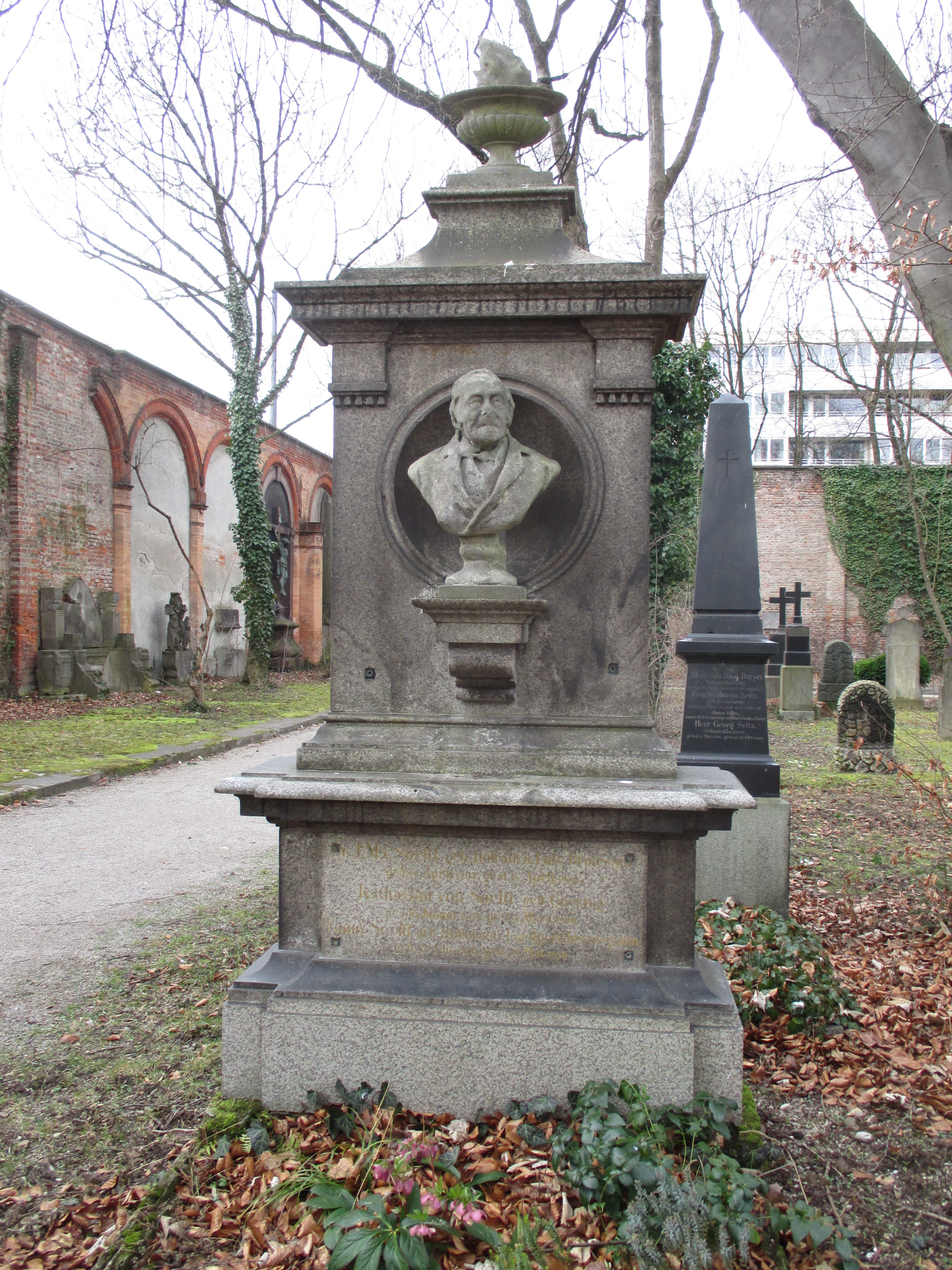
Johann Michael von Soeltl (1797–1888)
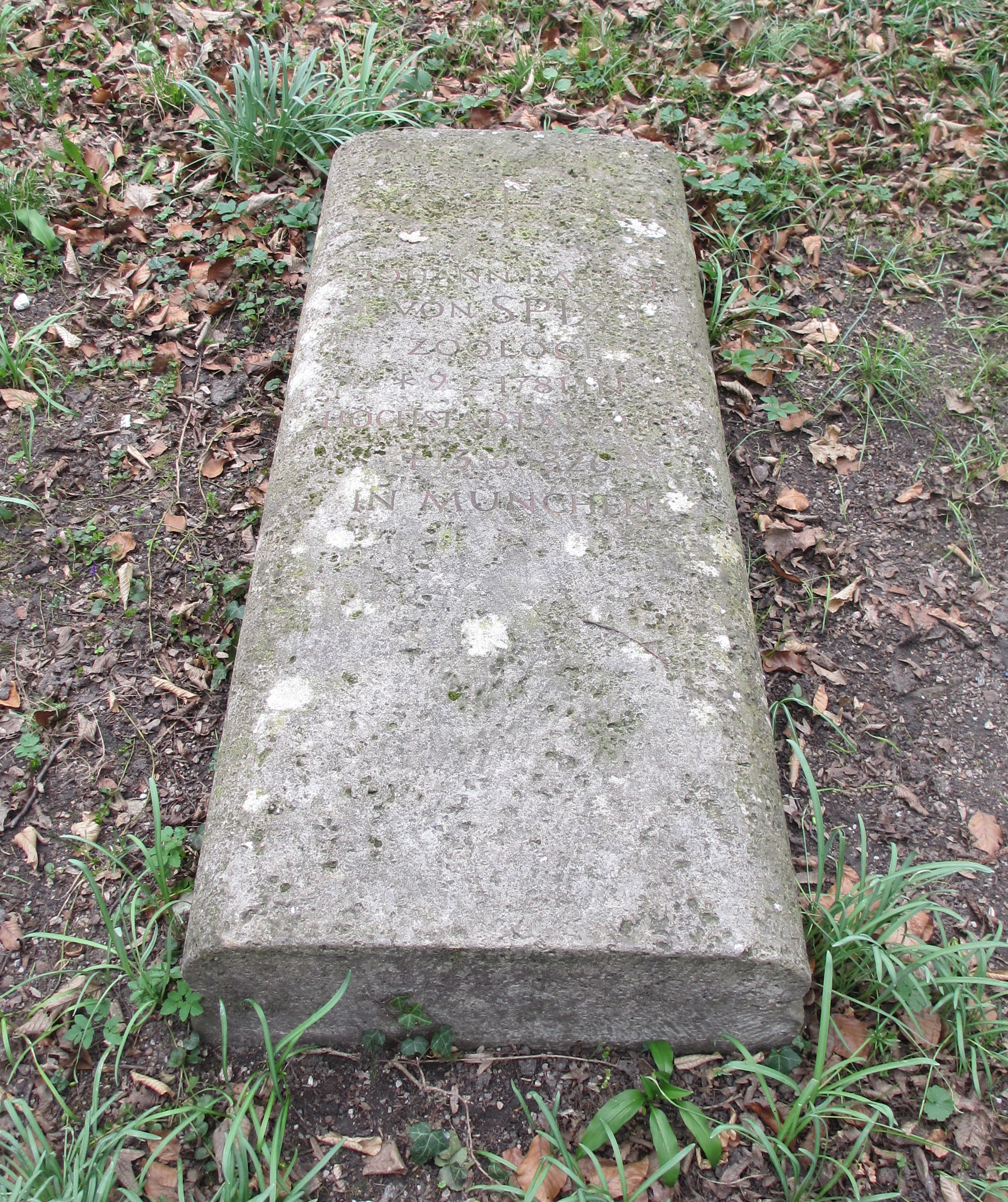
Johann Baptist Spix (1781–1826)
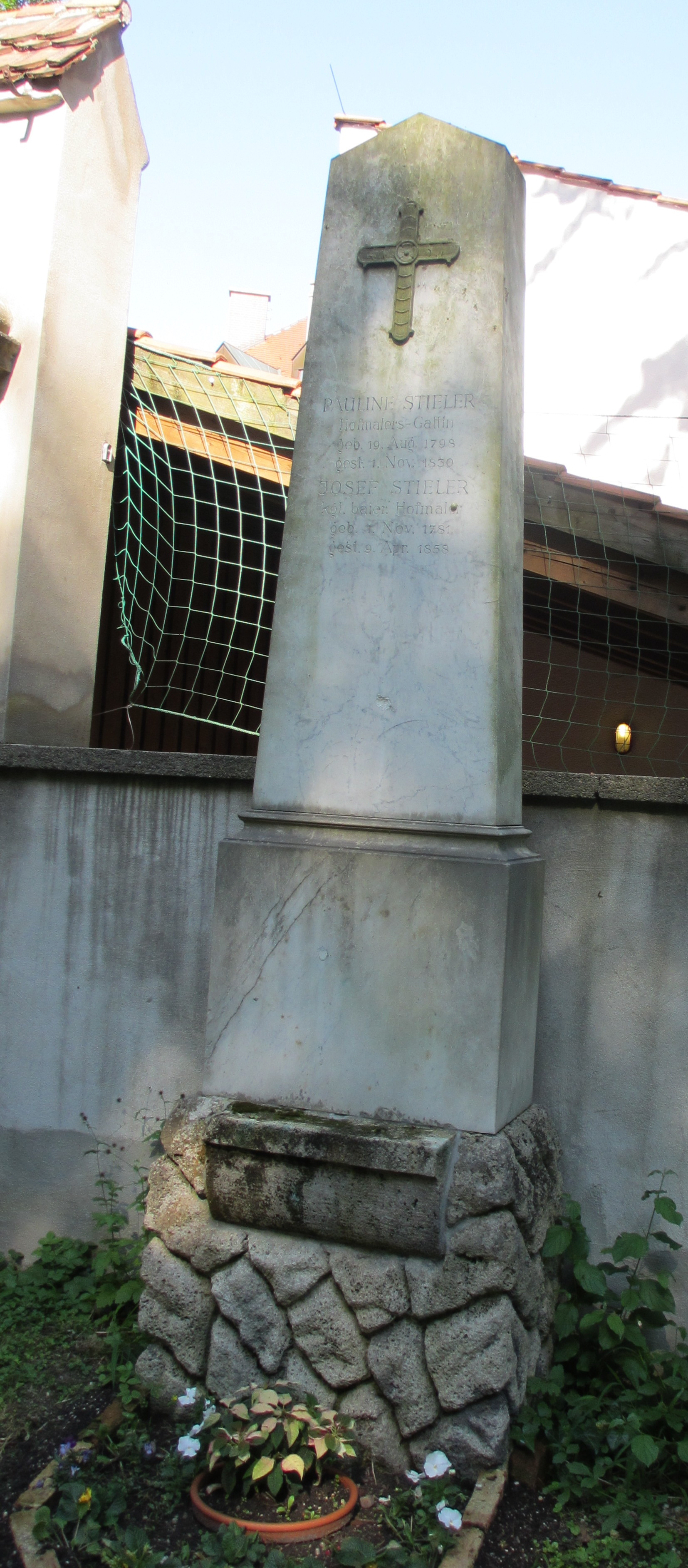
Joseph Karl Stieler (1781–1858)
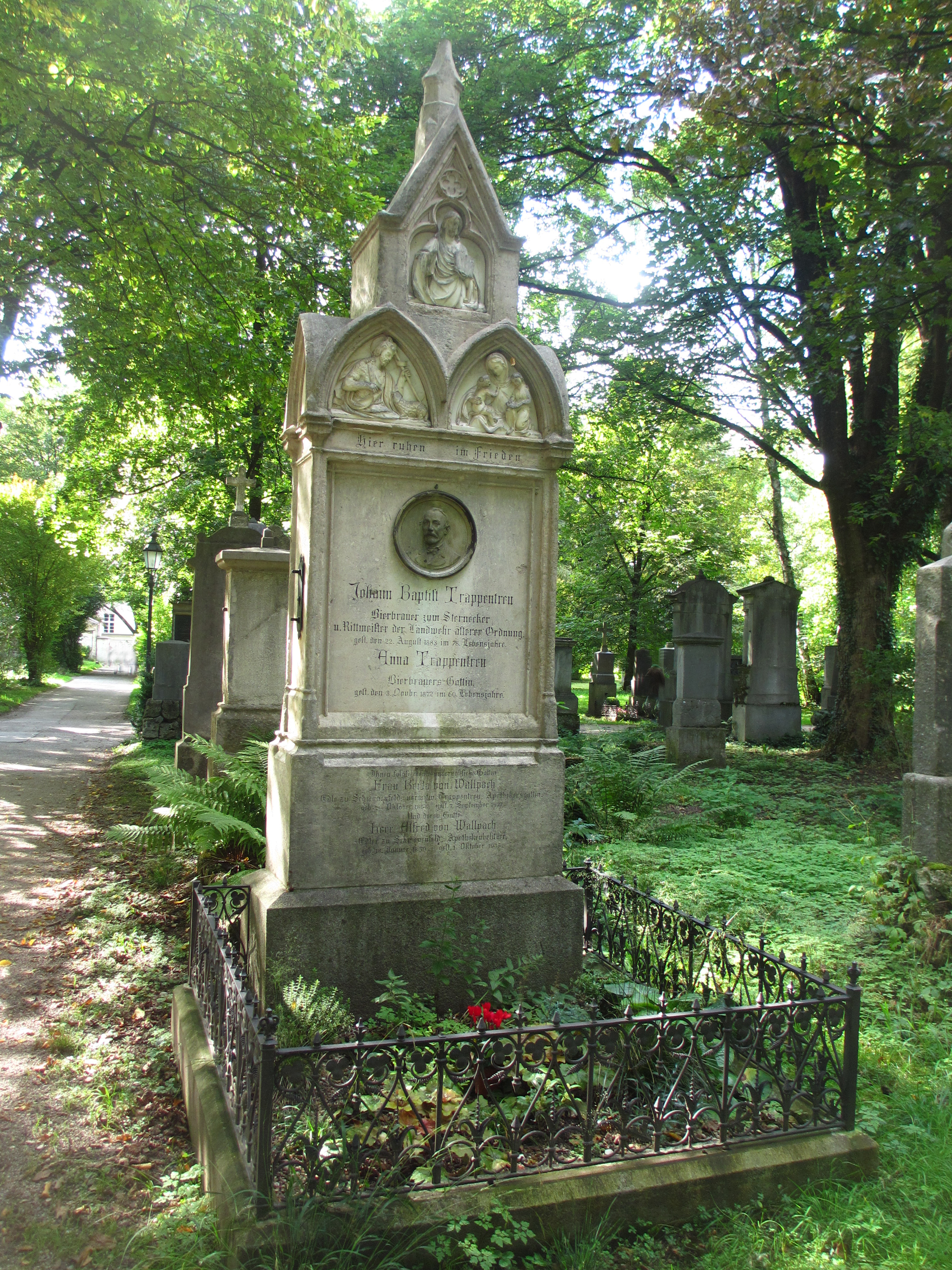
Johann Baptist Trappentreu (1795–1883)
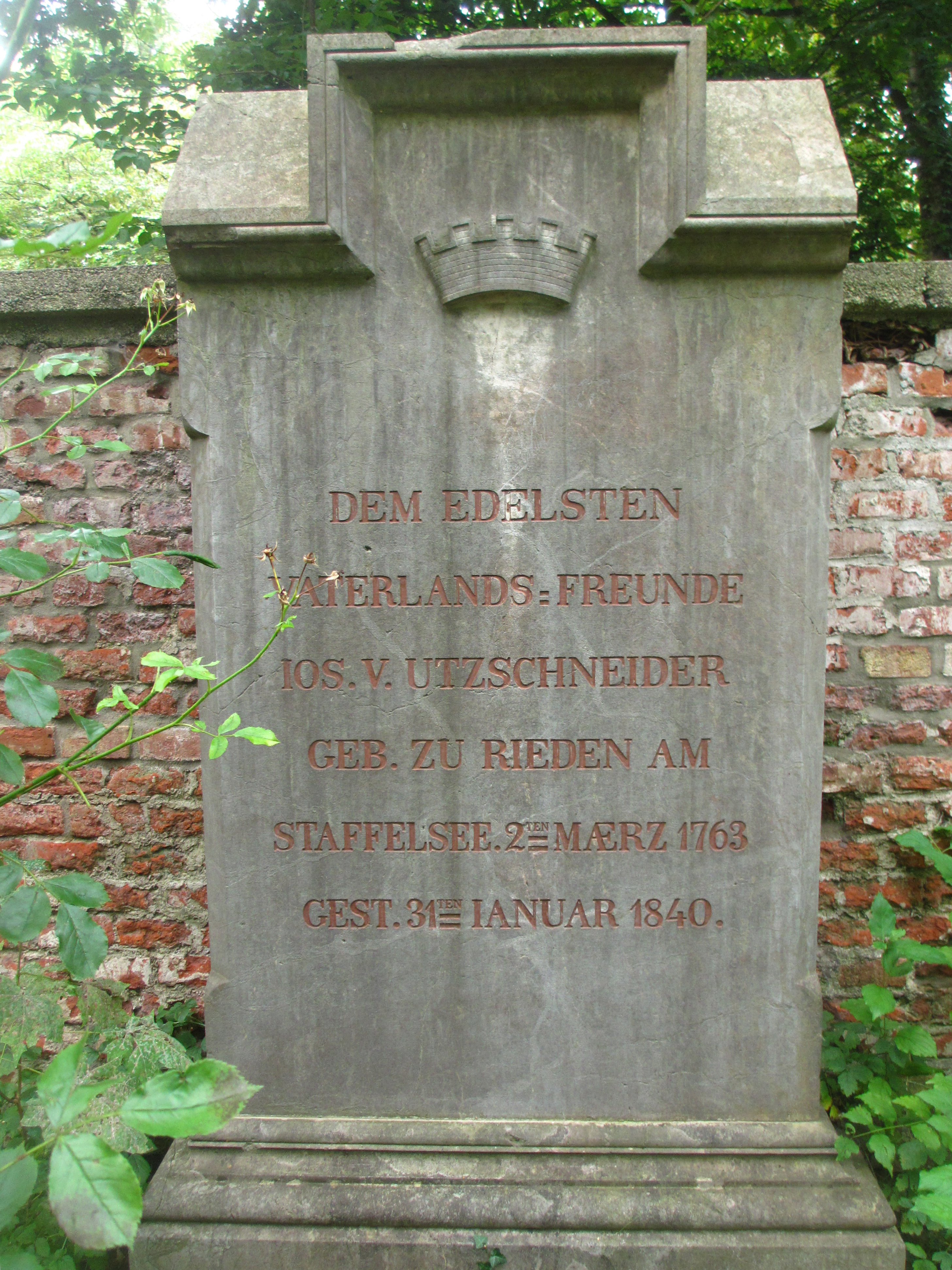
Joseph von Utzschneider (1763–1840)
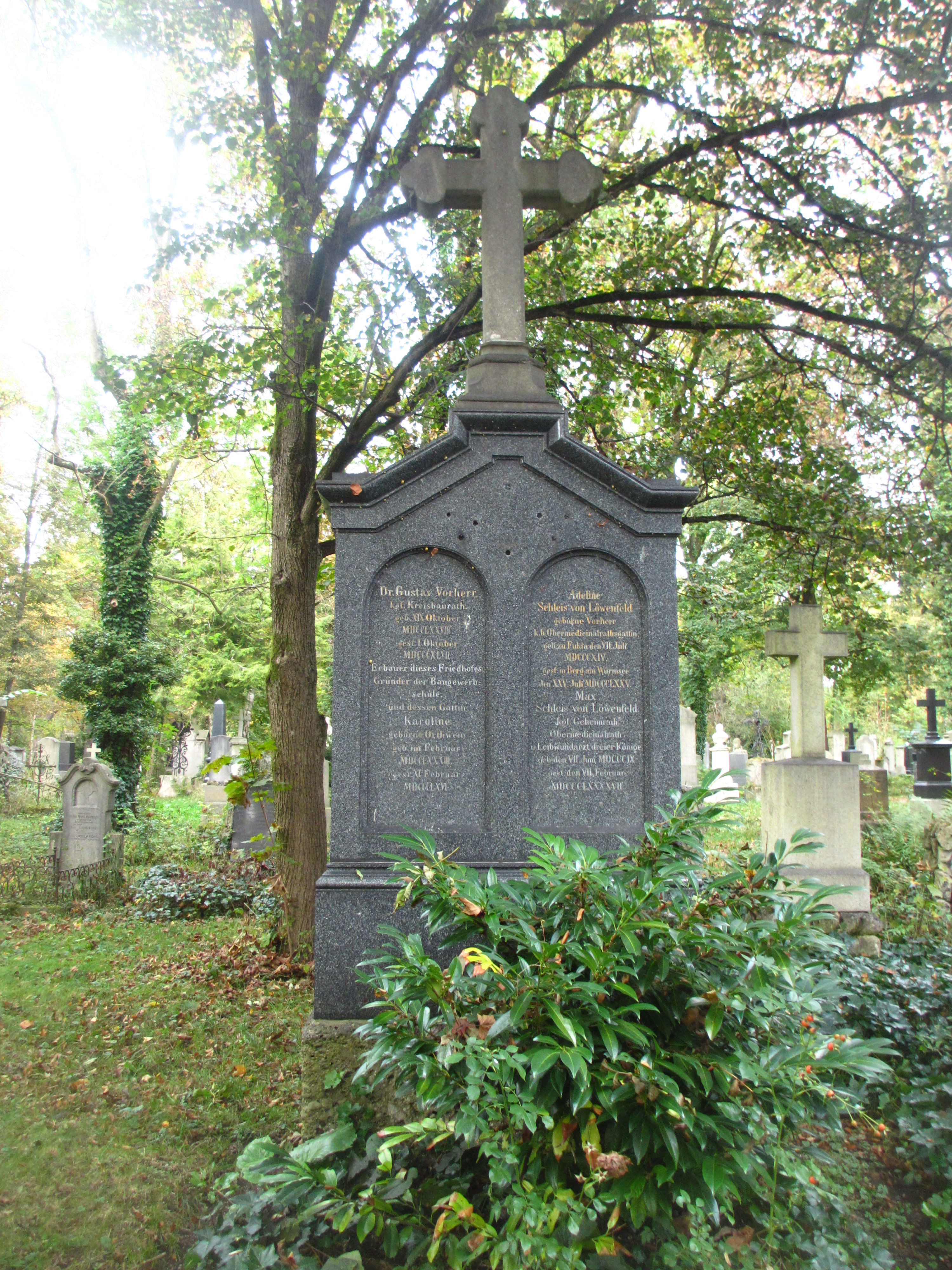
Gustav Vorherr (1778–1847)
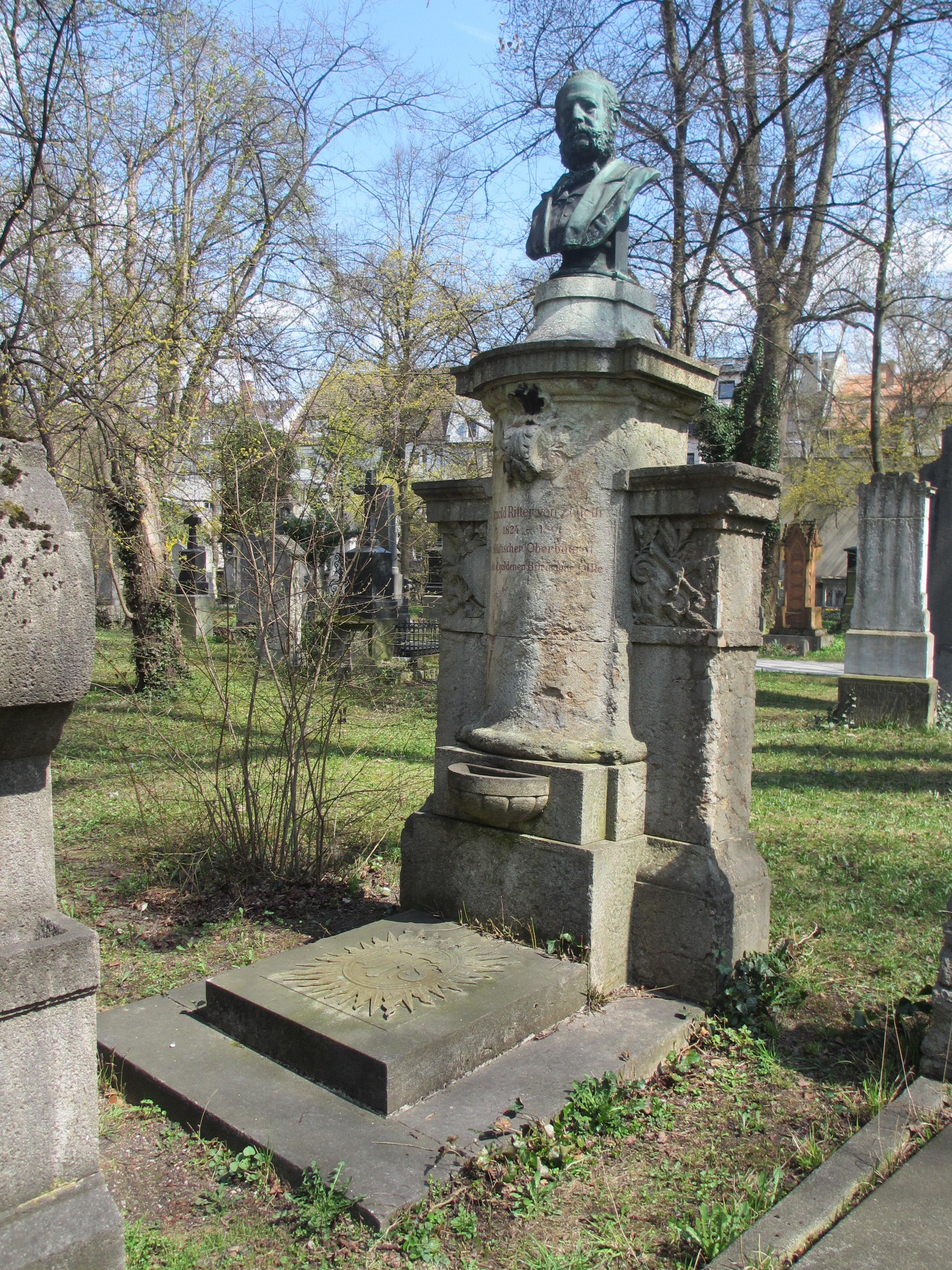
Arnold Zenetti (1824–1891)
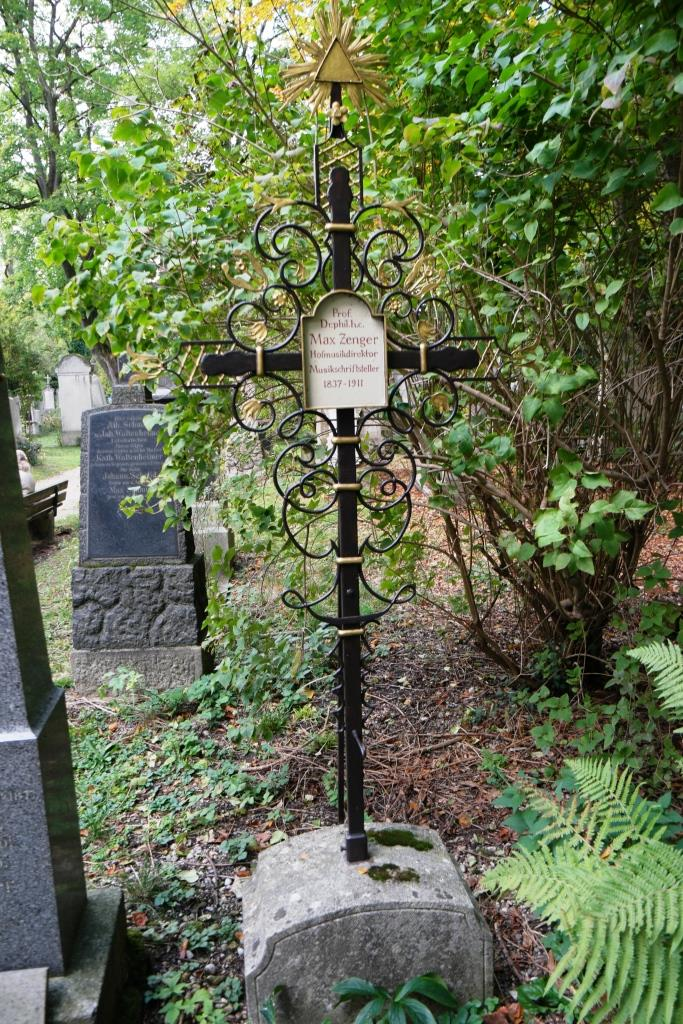
Max Zenger (1837-1911)
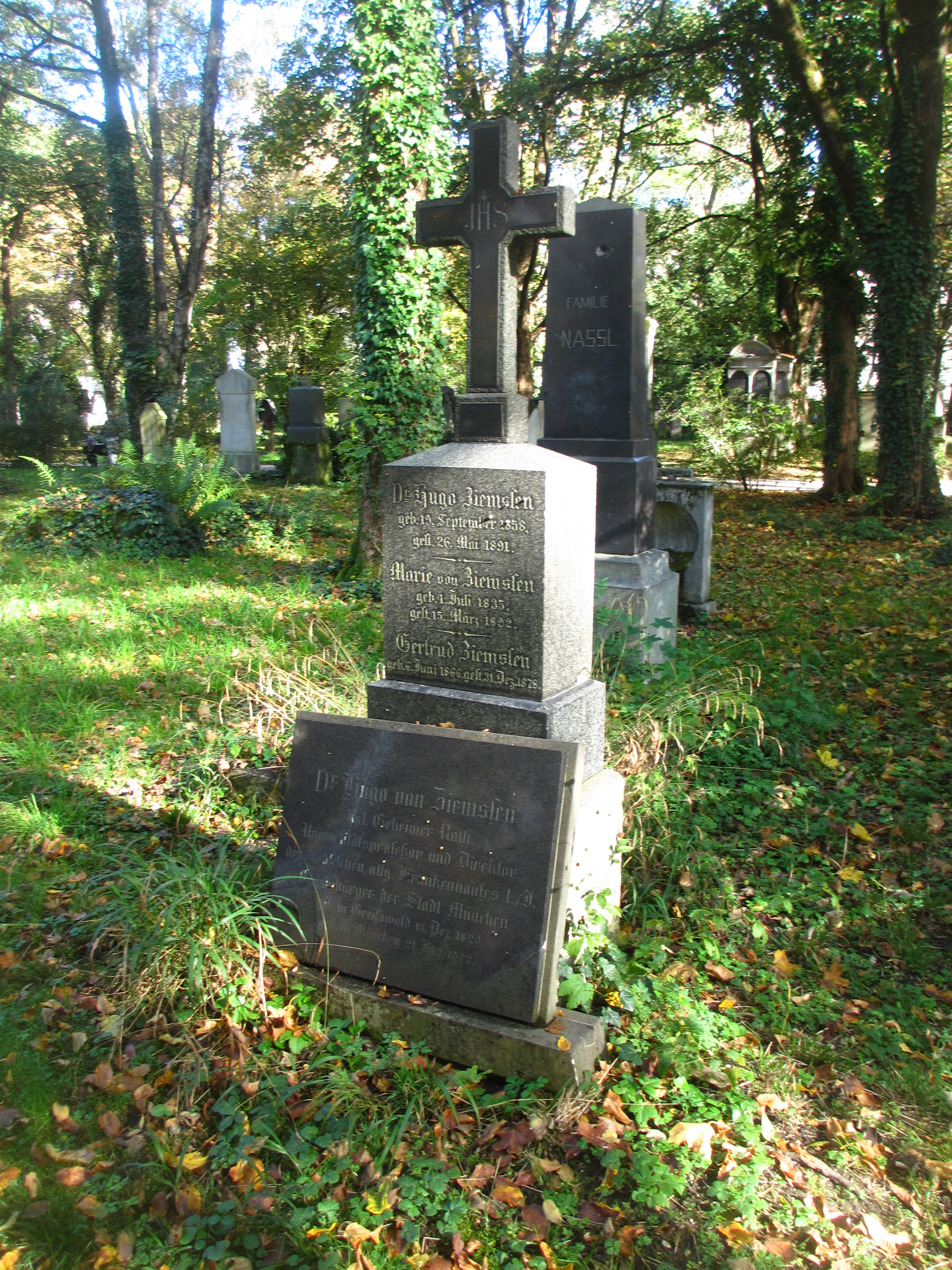
Hugo von Ziemssen (1829–1902)